# Distanzstein
Distanzstein ist der in Denkmalverzeichnissen häufig benutzte Oberbegriff für Steinsetzungen entlang von Wegen und Straßen, die die Entfernung zu Orten anzeigen. Es handelt sich hierbei um Verkehrsbauwerke, die durch ihr Alter erhaltenswert geworden sind und häufig unter Denkmalschutz stehen.

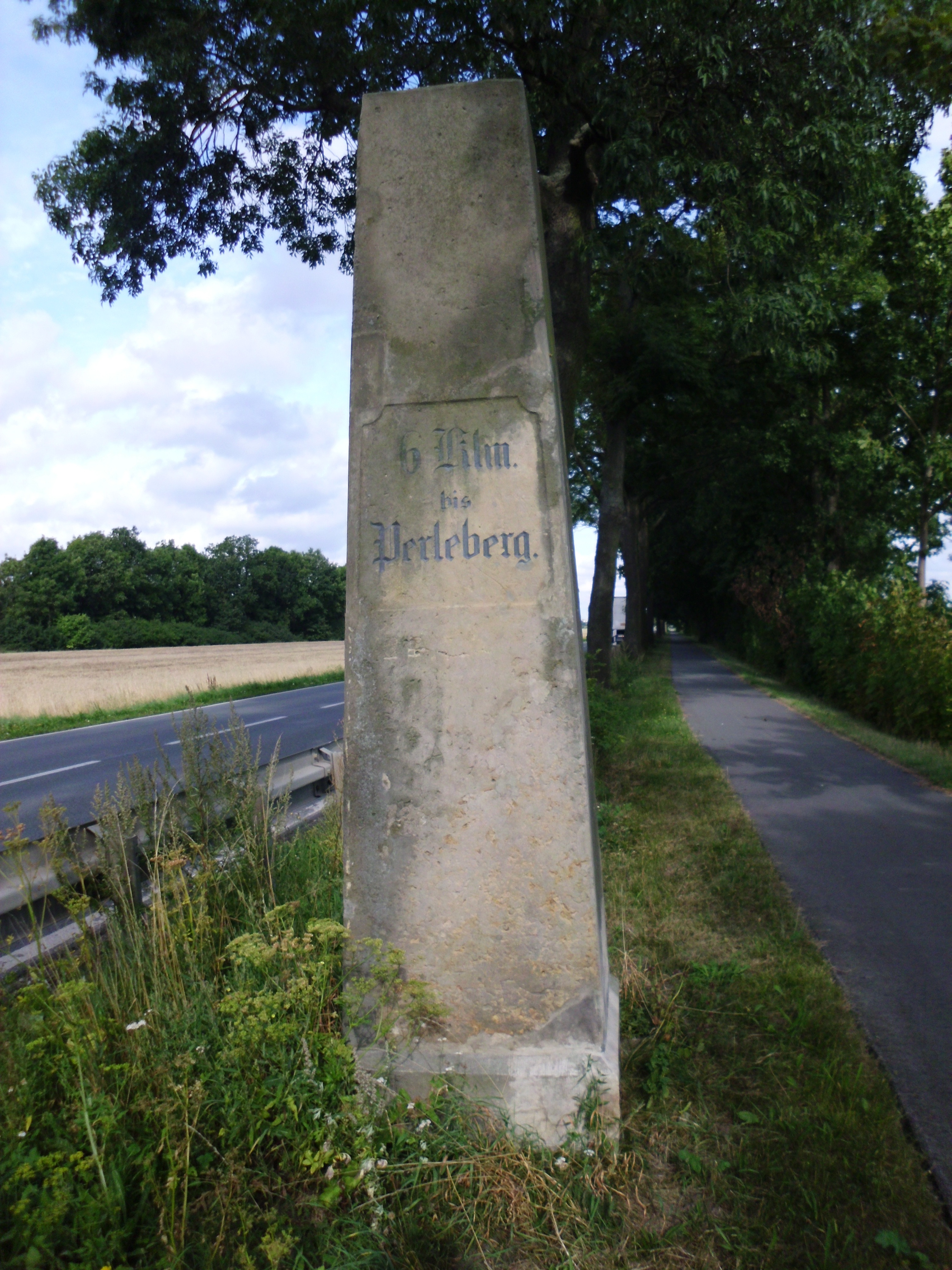
Zum Kilometerstein umgenutzter Ganzmeilenstein bei Kleinow (Brandenburg)

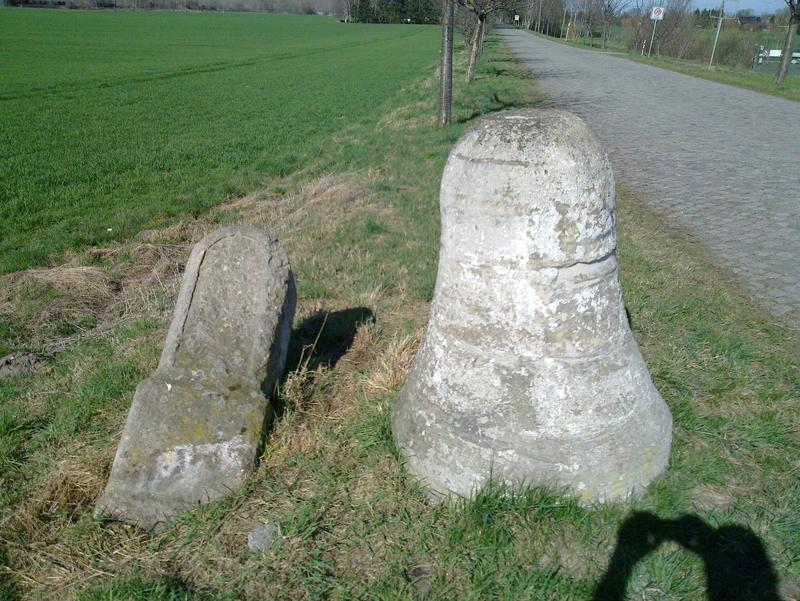
Preußischer Halbmeilenstein und königlich-sächsischer Grenzübergangsstein bei Beersdorf (Sachsen-Anhalt)

## Geschichte
Distanzsteine lassen sich seit dem Altertum nachweisen. Es gab sie sowohl in China und Vorderasien als auch im antiken Griechenland und im Römischen Reich. Ihre Errichtung hing maßgeblich von der Verfügbarkeit von geeigneten Steinen ab, wobei waldreiche Gegenden naturgemäß zu Holz griffen, und Steine nur dort verwendet wurden, wo eine lange Haltbarkeit erwünscht war, da die Kosten deutlich höher lagen und ein Steinmetz mit der Anfertigung beauftragt werden musste. Dies erforderte zumeist einen staatlichen Auftraggeber. Zudem war bei jeder Straßenverbreiterung oder veränderten Führung von Einzelabschnitten ihre Umsetzung notwendig, so dass die oft tonnenschweren Steine oft nur wenige Jahrzehnte in Gebrauch blieben. Heute werden Distanzsteine nur noch zu touristischen Zwecken aufgestellt, da Stein von anderen Materialien abgelöst wurde. Diese jüngeren Steinsetzungen stehen zumeist nicht unter Denkmalschutz.

## Regionale Typen
Distanzsteine sind häufig im Zusammenhang mit der Erbauung der Straße aufgestellt worden. Das gilt aber bei weitem nicht für alle Untergruppen, sondern ist teils sogar Unterscheidungsmerkmal zwischen ihnen. Sie lassen sich vor allem im Straßenbereich nachweisen, kommen aber auch entlang von Flüssen und Eisenbahnstrecken vor. Die wichtigsten Typen sind Meilensteine, Postmeilensäulen, Kilometersteine, Stundensteine und Wegweisersteine. Daneben gibt es regionale Besonderheiten, etwa in Indien oder Japan.

### Deutschland

#### Römische Meilensteine
Die ältesten Typen von Distanzsteinen in Deutschland sind Römische Meilensteine. Sie entstanden in der römischen Zeit und befinden sich daher in Süd- und Westdeutschland. Sie sind in der Regel weit mehr als 1.500 Jahre alt. Römische Meilensteine sind nur dort erhalten, wo man sie bei Ausgrabungen wiederentdeckt hat. Auf ihnen wird die Entfernung in römischen Meilen (knapp 1,5 Kilometer) angegeben. Daneben gibt es die sogenannten Leugensteine, die ab dem zweiten Jahrhundert flächendeckend aufgestellt wurden und ebenfalls nur noch in Einzelfällen erhalten sind. Aufgrund ihres hohen Alters und der jeweiligen Wiederentdeckung befinden sie sich heute zumeist in Museen. In Deutschland sind bisher etwas mehr als 50 solcher Steine wiederentdeckt worden, die Hälfte davon in Bayern, die anderen in Baden-Württemberg, Rheinland-Pfalz, Nordrhein-Westfalen und Hessen. Zum Teil sind sie aber bereits wieder verschollen.

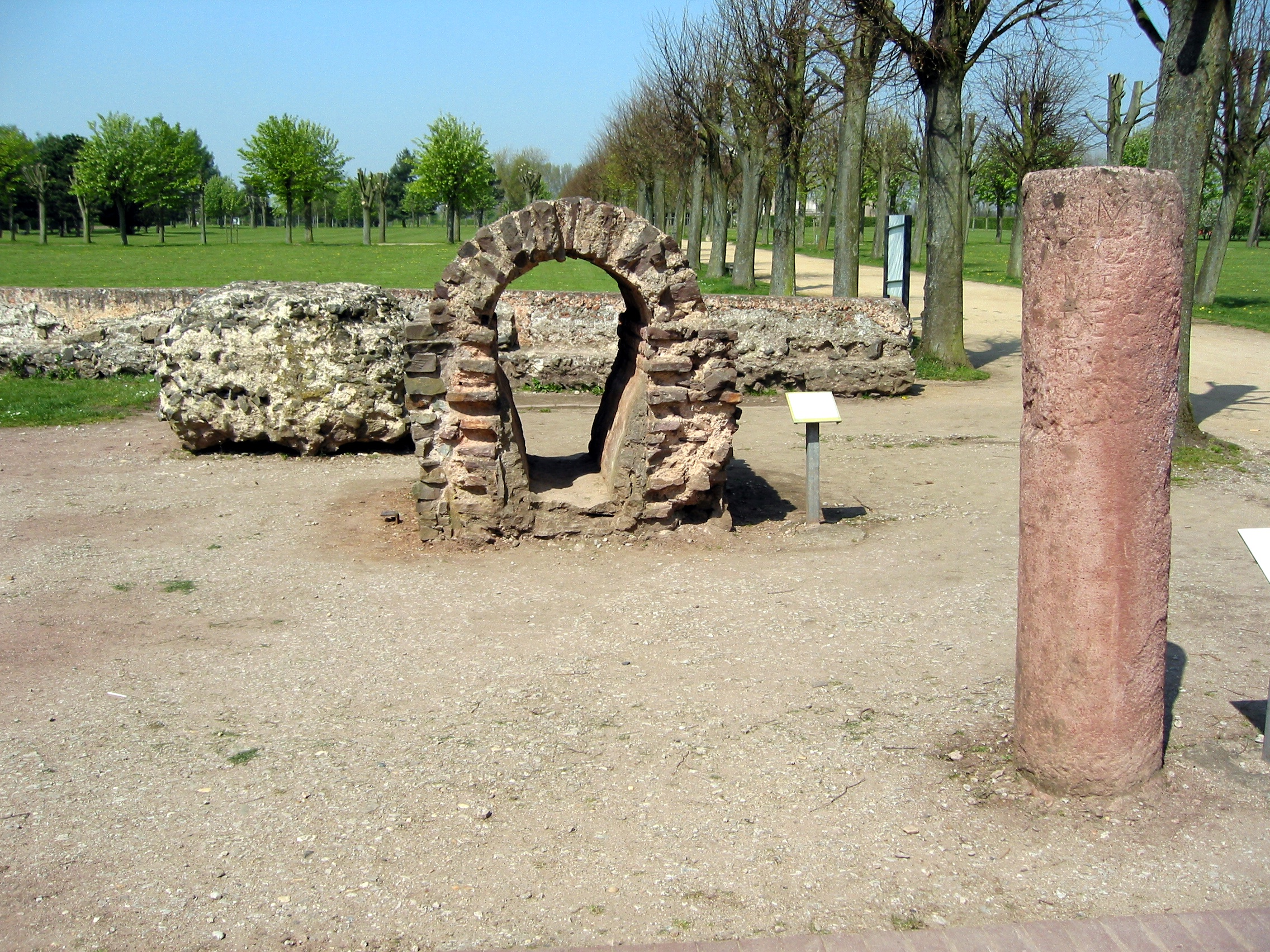
Xanten (Nordrhein-Westfalen)
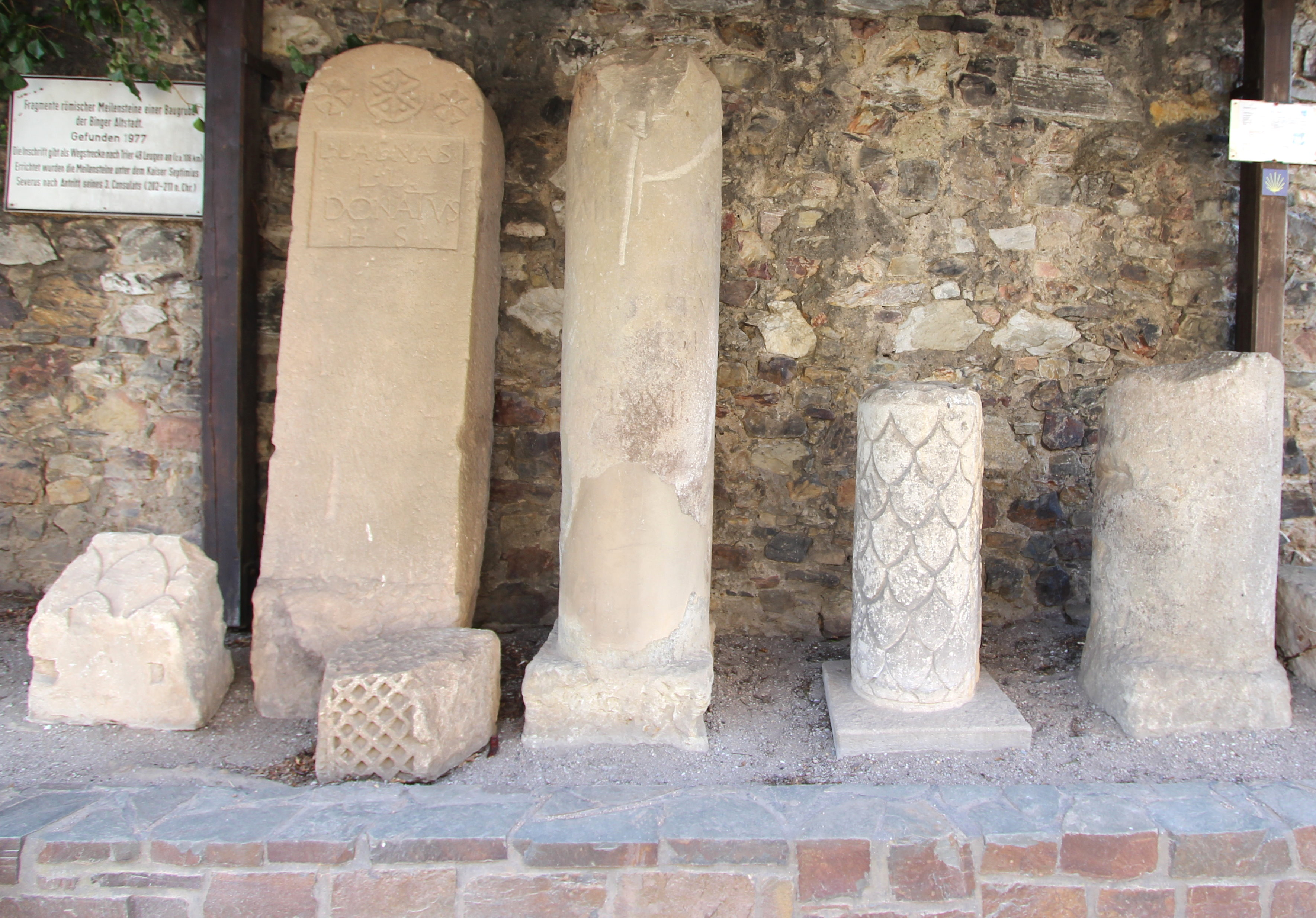
Bingen am Rhein (Rheinland-Pfalz)
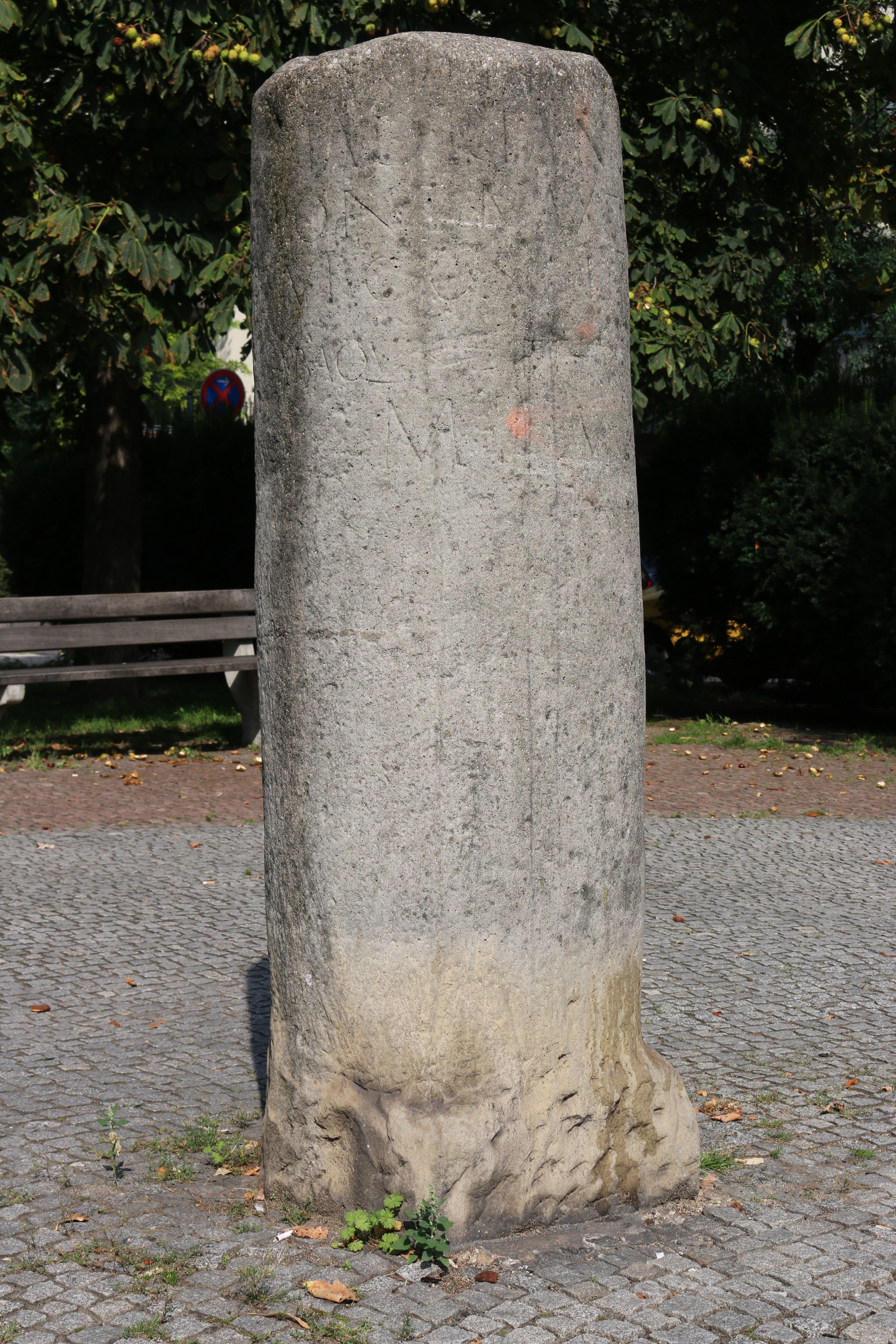
Kopie in Wiesbaden (Hessen)
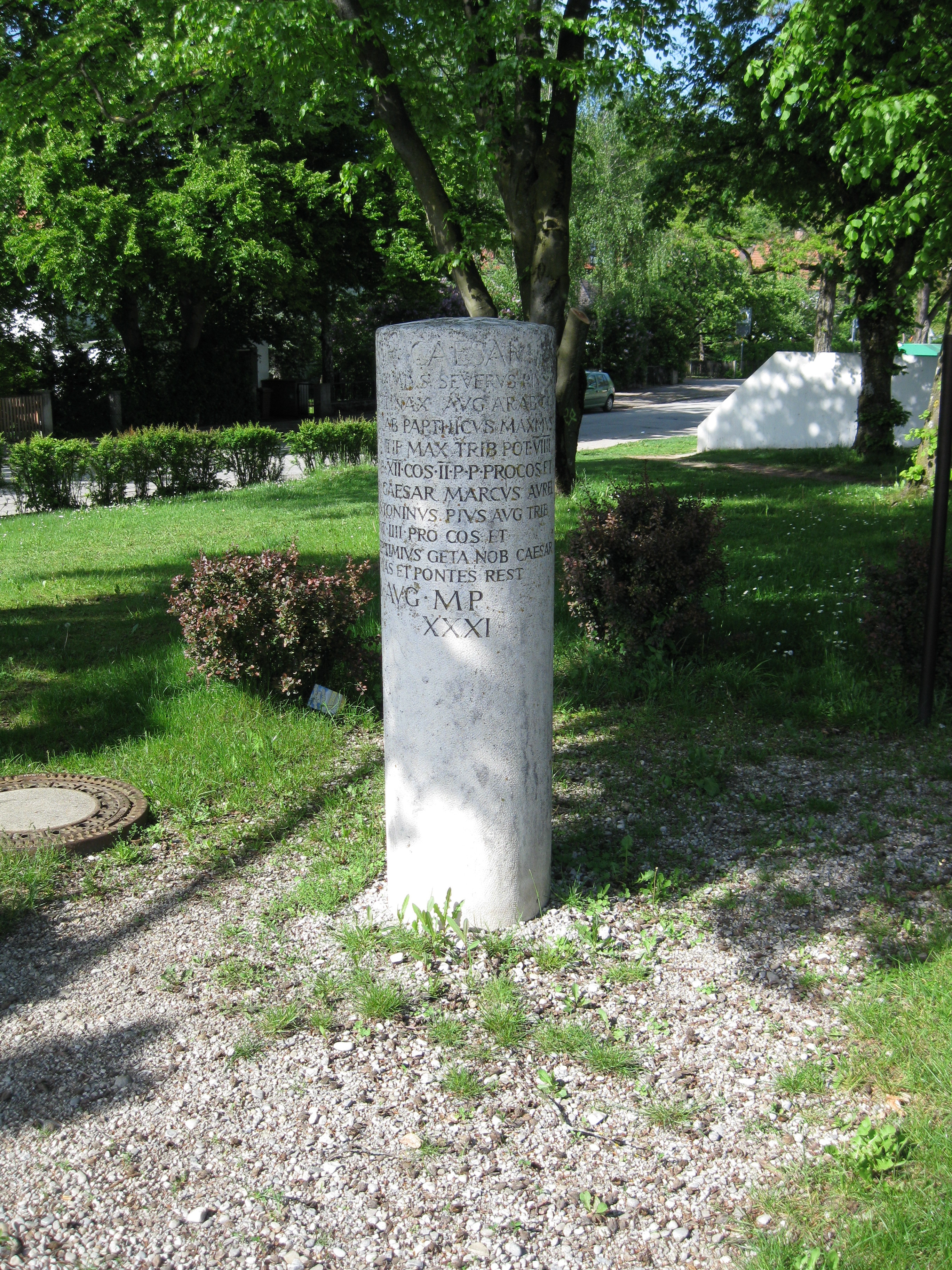
Kopie in Gilching (Bayern)
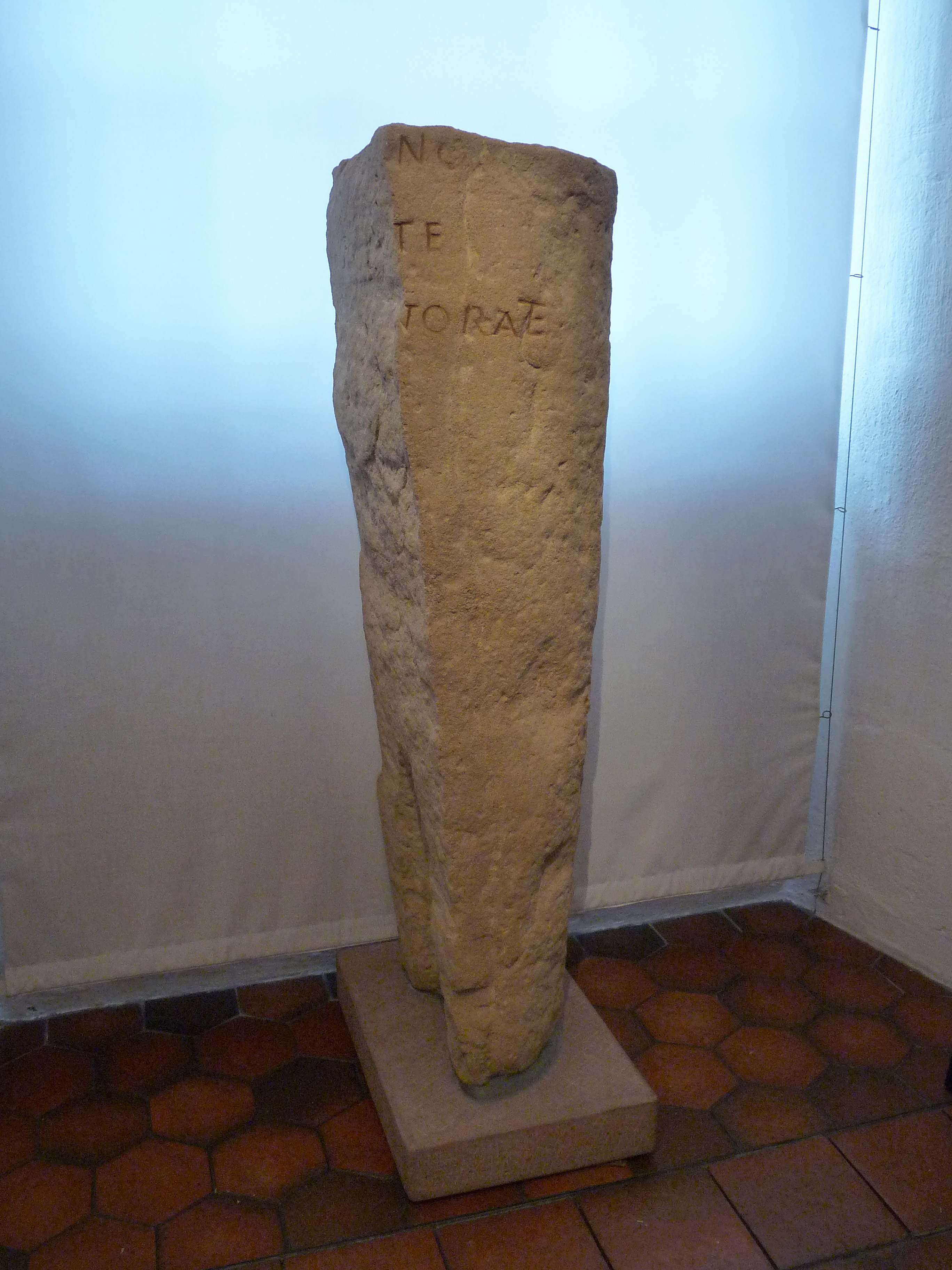
Kopie des Offenburger Steins in Straßburg (Baden-Württemberg)

#### Kursächsische Postmeilensäulen

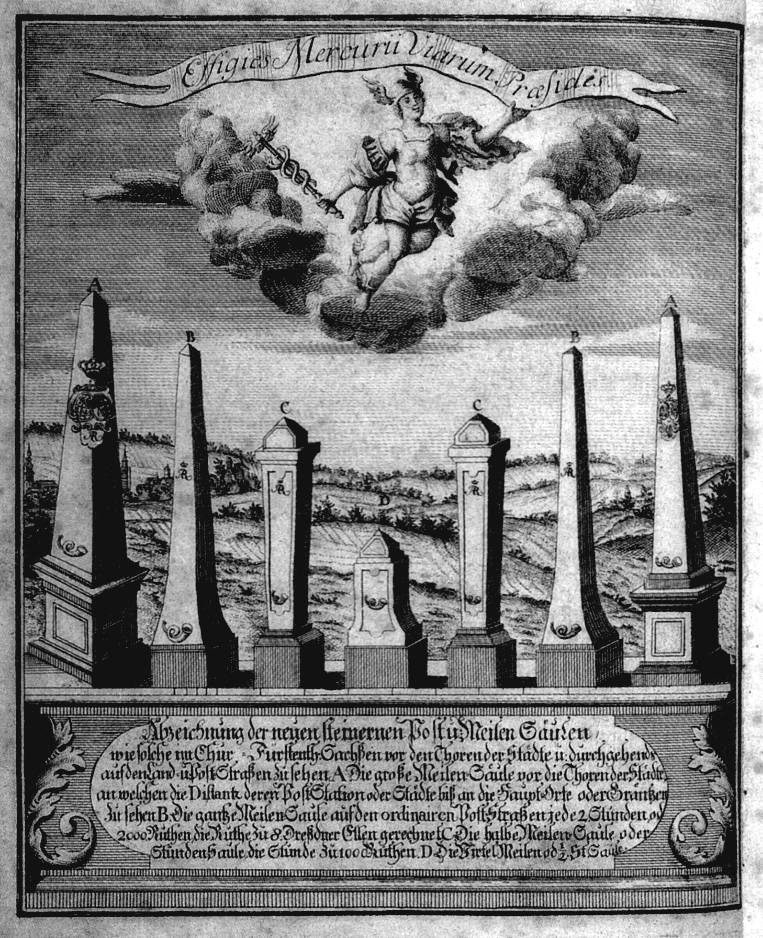
Arten der kursächsischen Postmeilensäulen (1747)

Erst 1.500 Jahre später wurden in Deutschland wieder Distanzsteine in regelmäßigen Systemen aufgestellt. Das liegt daran, dass man sich über Jahrhunderte hinweg Baumarkierungen und später Holzwegweisern bediente, die naturgemäß keine lange Haltbarkeit hatten, so dass man nach besseren Lösungen suchte. Es handelt sich bei ihnen zugleich um Rechtsdenkmale, da sie von staatlicher Seite aufgestellt wurden und Wappen der Territorien trugen, diese also zugleich auch markierten. Das erklärt auch, warum sie nach dem Ende der jeweiligen Regierungszeit im Bestand bedroht waren und heute nur noch Bruchteile des einstigen Bestandes erhalten sind.
Das erste Großprojekt initiierte August der Starke ab dem Jahr 1722 im Kurfürstentum Sachsen. Er ließ Adam Friedrich Zürner die Poststraßen vermessen und stellte dann entlang dieser kursächsische Postmeilensäulen auf, die zwei Typen haben. Es gibt zum einen die eigentlichen Distanzsteine, die jede viertel Meile aufgestellt wurden und drei Unterkategorien aufweisen, nämlich Ganzmeilensäule (Obelisk), Halbmeilensäule (sich nach unten hin verjüngender Schaft), Viertelmeilenstein (glockenähnliches, sich nach oben hin verjüngendes Viereck), zum anderen die Distanzsäulen. Diese Distanzsäulen sollten ursprünglich vor jedem Stadttor aufgestellt werden und die Entfernung zu anderen Orten entlang der dort beginnenden Straße anzeigen. Sie werden auch Marktsäulen und Stadtsäulen genannt, weil sie vor allem in kleineren Städten im Ortszentrum aufgestellt wurden, um den Orten nicht die finanzielle Last von mehreren Säulen aufzubürden. Eine weitere Besonderheit der Distanzsäulen sind die angebrachten sächsisch-polnischen Doppelwappen.
Diese Distanzsäulen unterscheiden sich grundlegend dadurch von den Meilensteinen, dass sie die Entfernung in Stunden angeben und dies teils in komplizierten Brüchen wie „2 3/8 St.“ Das erklärt sich daraus, dass es sich hierbei um keine direkte Zeitangabe handelt, sondern vielmehr um ein Längenmaß, das zwei Wegstunden einer Postmeile gleichsetzt. Da die kursächsische Postmeile 9,062 Kilometern entsprach, ist eine Wegstunde 4,531 Kilometer lang. Die Achtelstunde entspricht also 566 Metern. Bereits im Jahr 1815 wurde der Bestand erstmals dramatisch reduziert, nachdem das Königreich Preußen in den von Sachsen erhaltenen Gebieten den vollständigen Abbau der Postmeilensäulen anordnete. Postmeilensäulen finden sich heute dennoch nicht nur in Sachsen, sondern auch in Brandenburg, Thüringen und Sachsen-Anhalt. Da sie in Sachsen seit Jahrzehnten durch die Forschungsgruppe Kursächsische Postmeilensäulen e. V. besonders erforscht, gepflegt und teilweise wiedererrichtet werden, ist ihr Bestand mittlerweile wieder auf über 200 angewachsen. Achtzig Prozent aller erhaltenen/wiedererrichteten Steine befinden sich im heutigen Sachsen. Die Hälfte aller erhaltenen kursächsischen Postmeilensäulen sind Distanzsäulen.

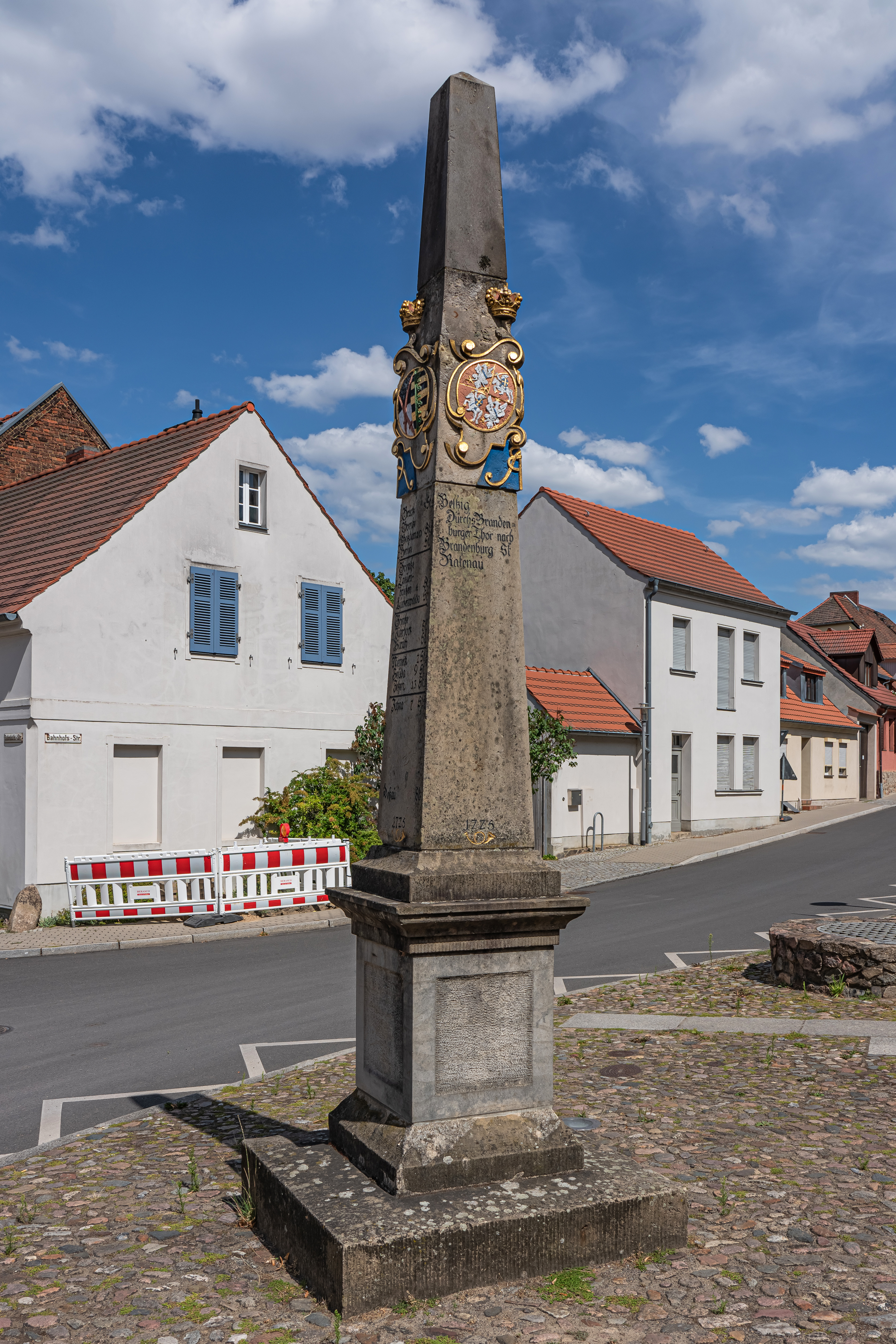
Distanzsäule Bad Belzig (Brandenburg)
Ganzmeilensäule Oppurg (Thüringen)
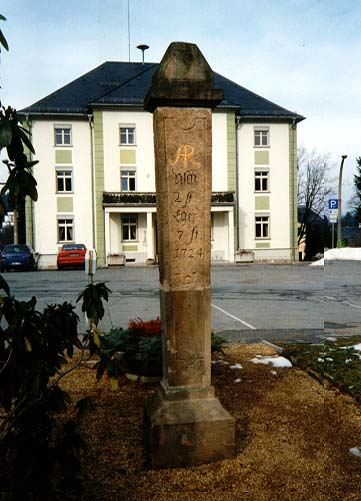
Halbmeilensäule Bad Elster (Sachsen)
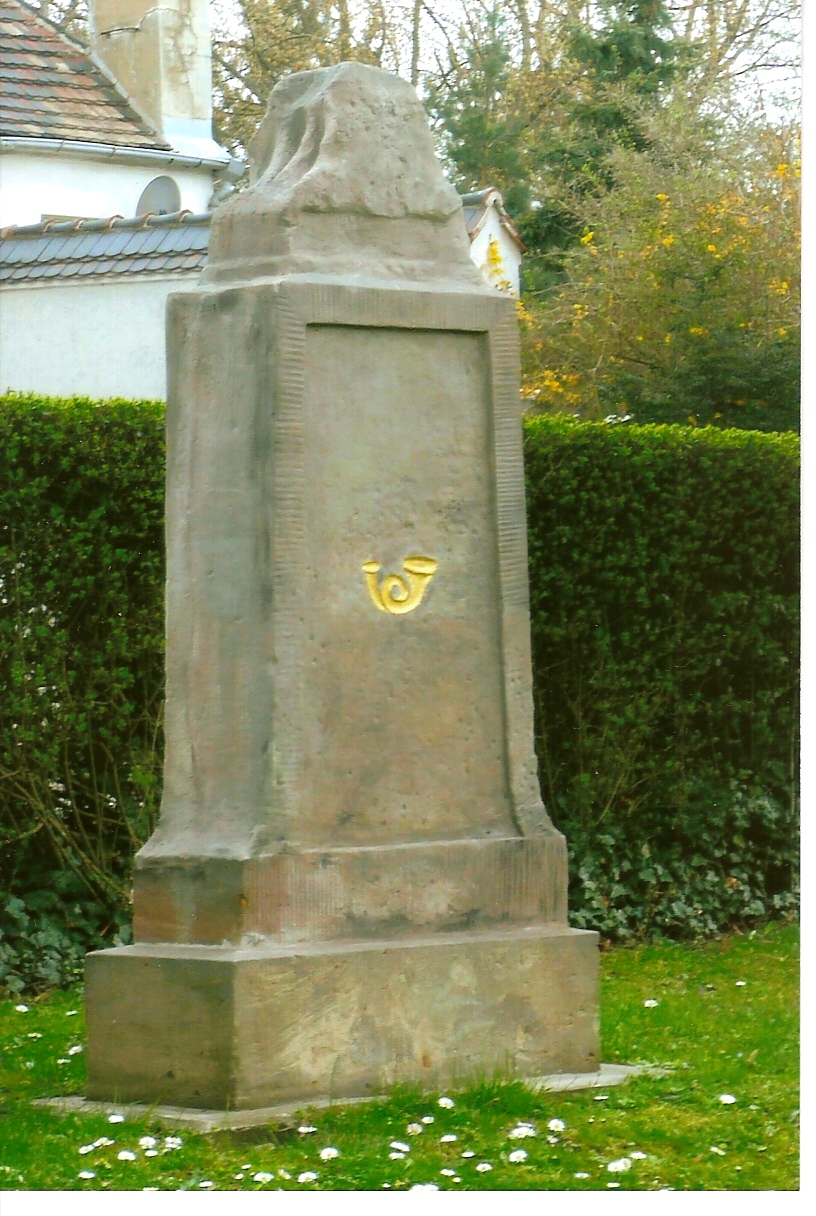
Viertelmeilenstein Bad Lauchstädt (Sachsen-Anhalt)

#### Preußische Meilensteine
Hintergrund des Abbaus der kursächsischen Postmeilensäulen durch Preußen war zum einen das Wappen samt den Initialen des sächsischen Regenten, zum anderen aber die Tatsache, dass Preußen seit dem Jahr 1788 eigene Meilensteine errichtete, die in anderen Abständen standen. Während in Sachsen mit den Meilensteinen vor allem die bereits vorhandenen Poststraßen markiert wurden, war es in Preußen zumeist so, dass die Meilensteine, ebenso wie Chausseehäuser, zur Grundausstattung der neu erbauten preußischen Staatschausseen gehörten. Auch sie wurden im Viertelmeilenabstand aufgestellt, jedoch entsprach eine preußische Meile 7,532 Kilometern. Entlang der Straßen waren also alle 1,883 Kilometer Distanzsteine zu finden, die sich in drei Kategorien (Ganzmeilenstein, Halbmeilenstein, Viertelmeilenstein) unterteilten. Dazu kamen noch sogenannten Wegweisersteine, die überall dort, wo Wege abgezweigt wurden, aufgestellt werden mussten. Die frühen preußischen Meilensteine sind hier Viertelmeilenwürfel, Halbmeilenobelisken und Ganzmeilenobelisken, ab den 1820er Jahren wählte man für die Viertelmeilen kleine glockenförmige Steine und für die halbe Meile große glockenförmige Steine, so dass Obelisken ausschließlich ganze Meilen anzeigten. Daneben gibt es noch zahlreiche weitere Ausprägungen, die aber eher regional zu finden sind. Später griff man vermehrt auf Rundsockelsteine zurück.

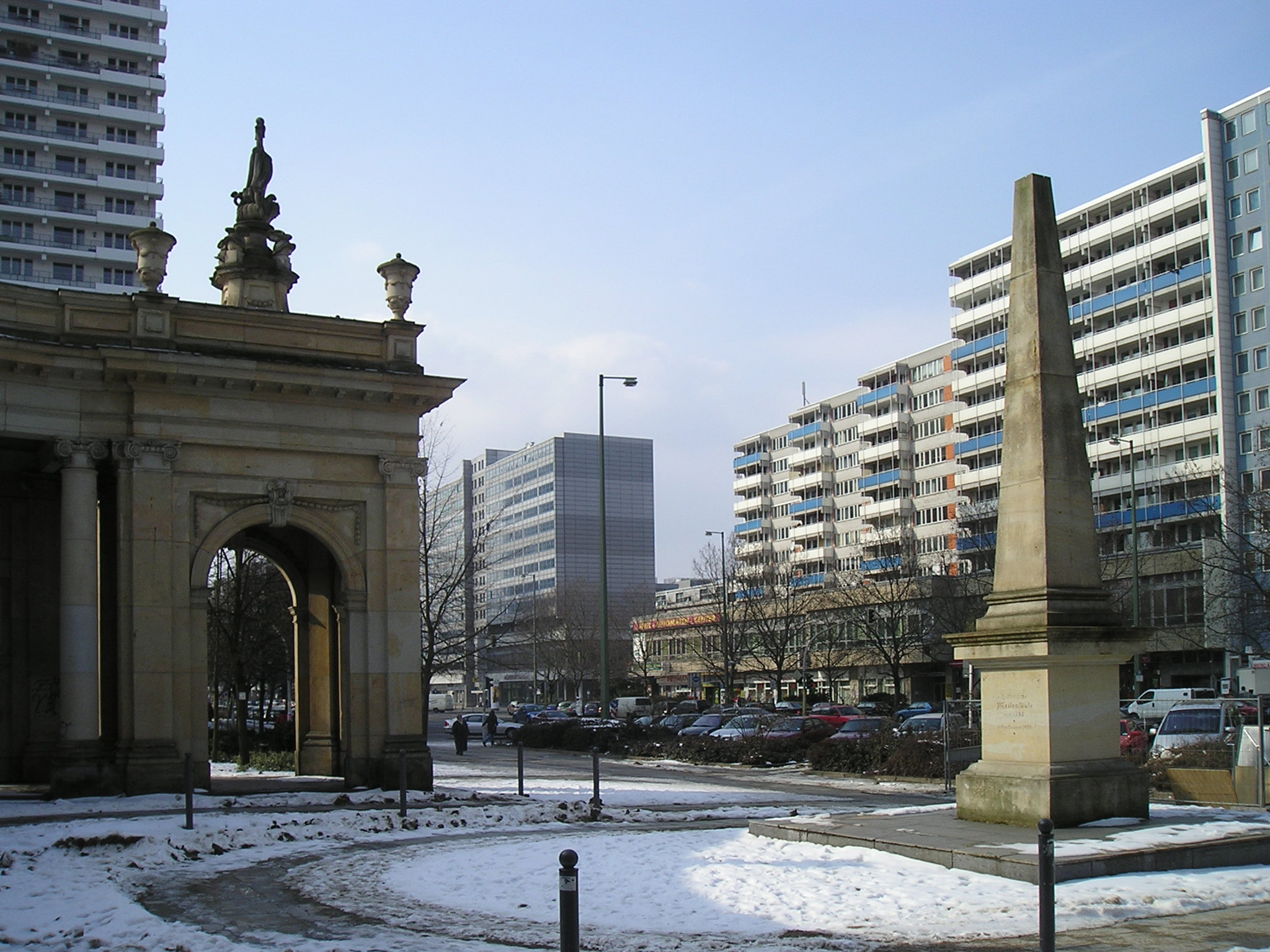
Nullmeilenstein in Berlin-Mitte
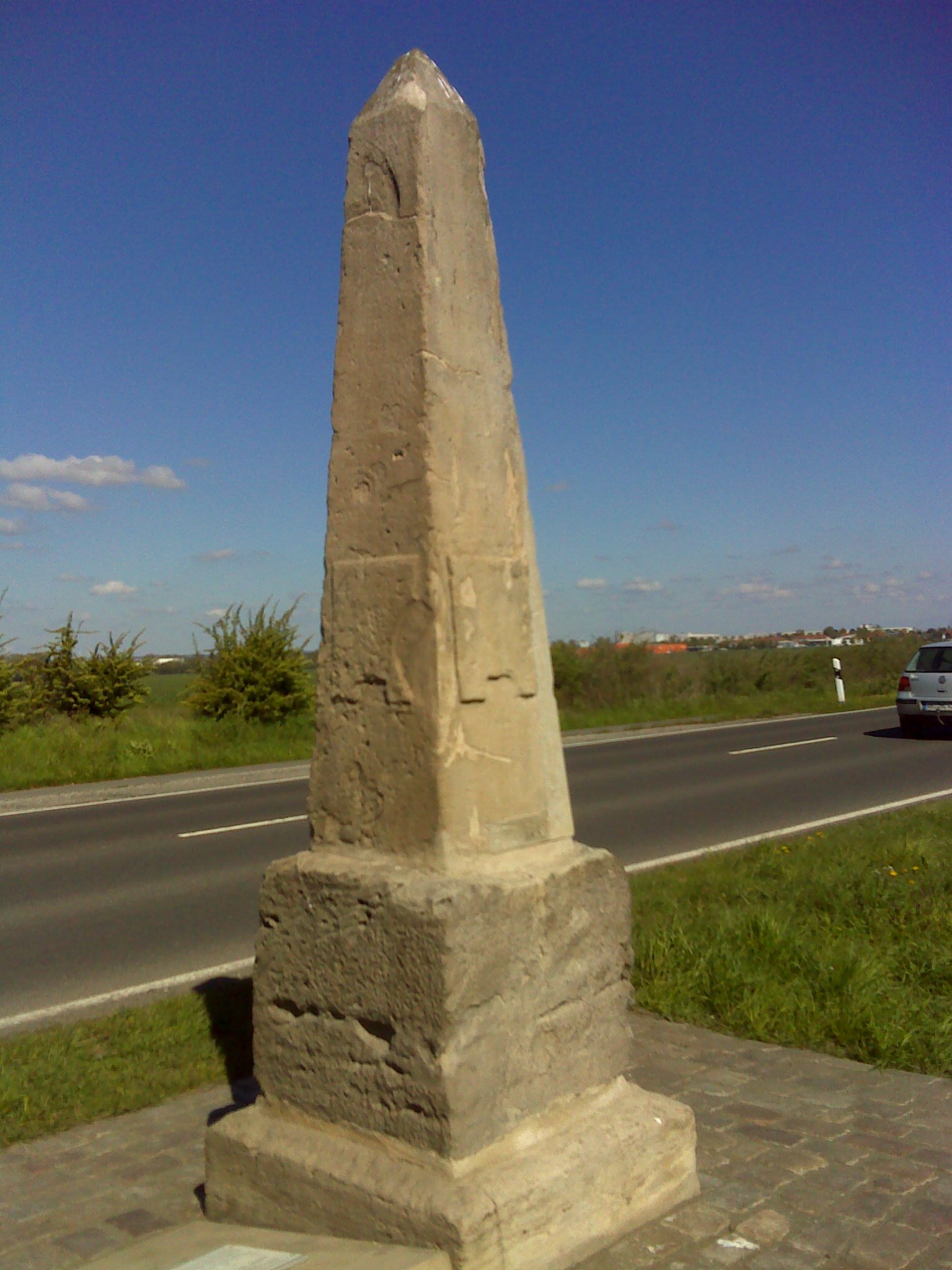
Ganzmeilenobelisk bei Magdeburg (Sachsen-Anhalt)
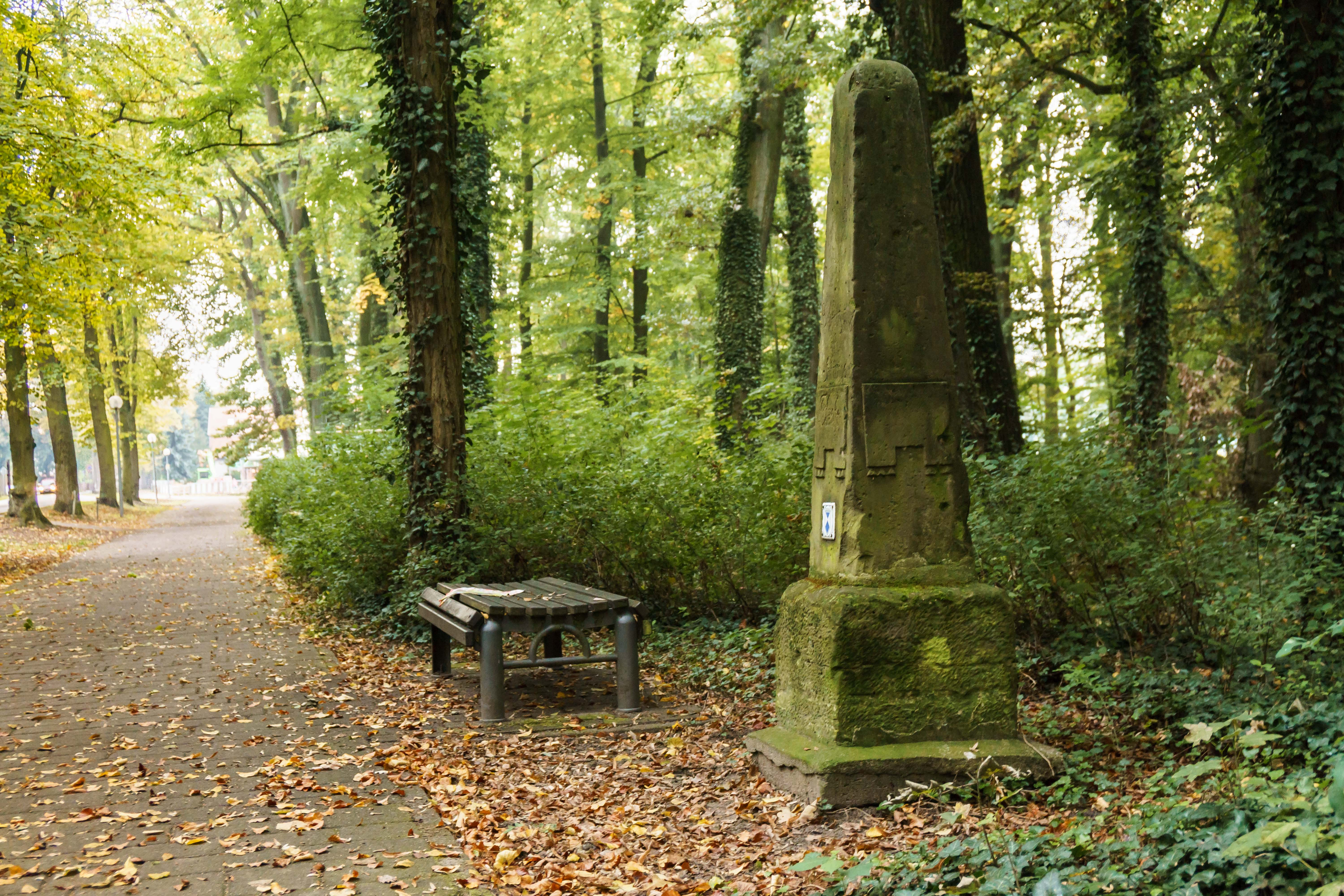
Halbmeilenobelisk in Arendsee (Sachsen-Anhalt)
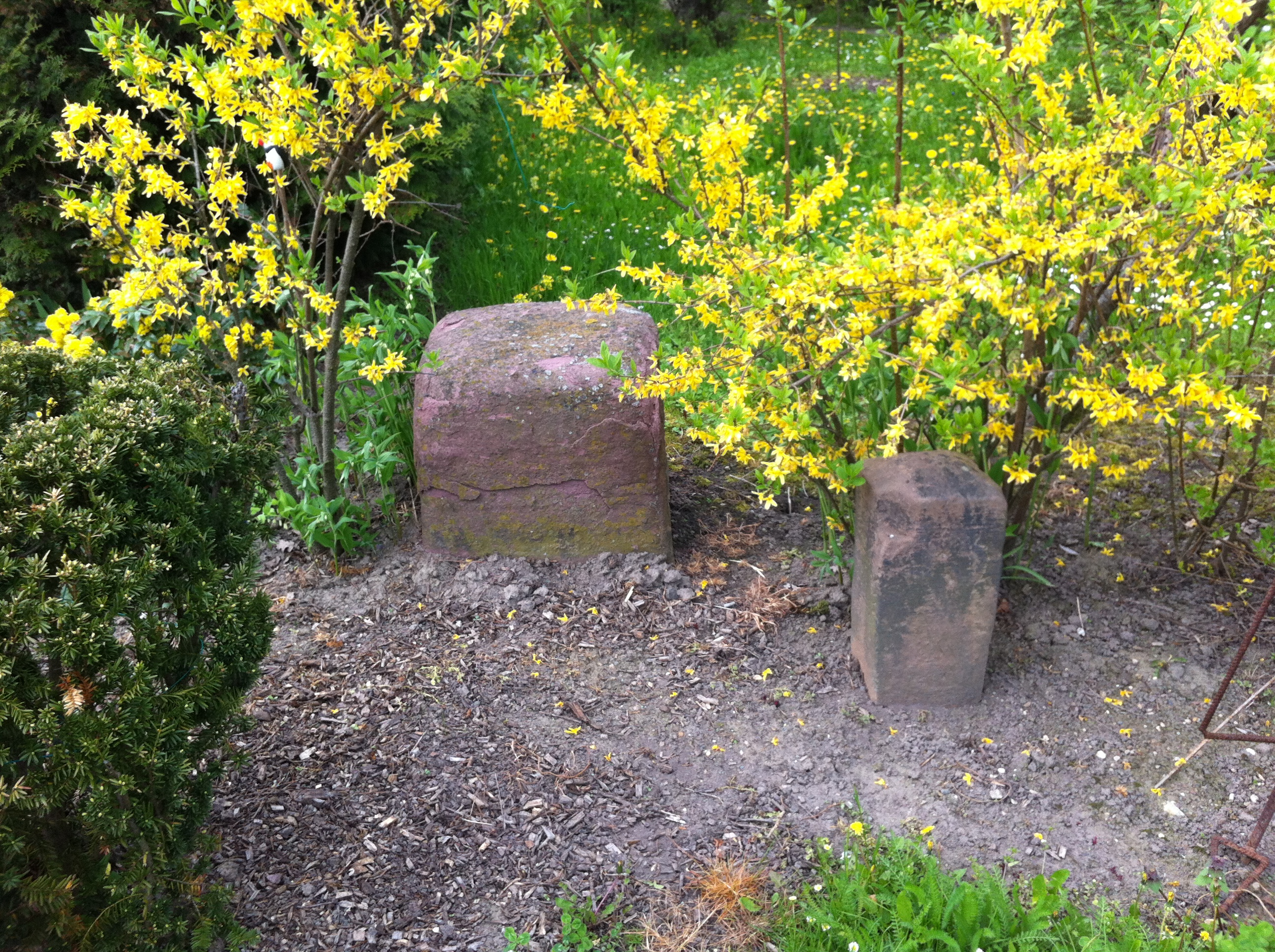
Viertelmeilenwürfel in Großkugel (Sachsen-Anhalt)
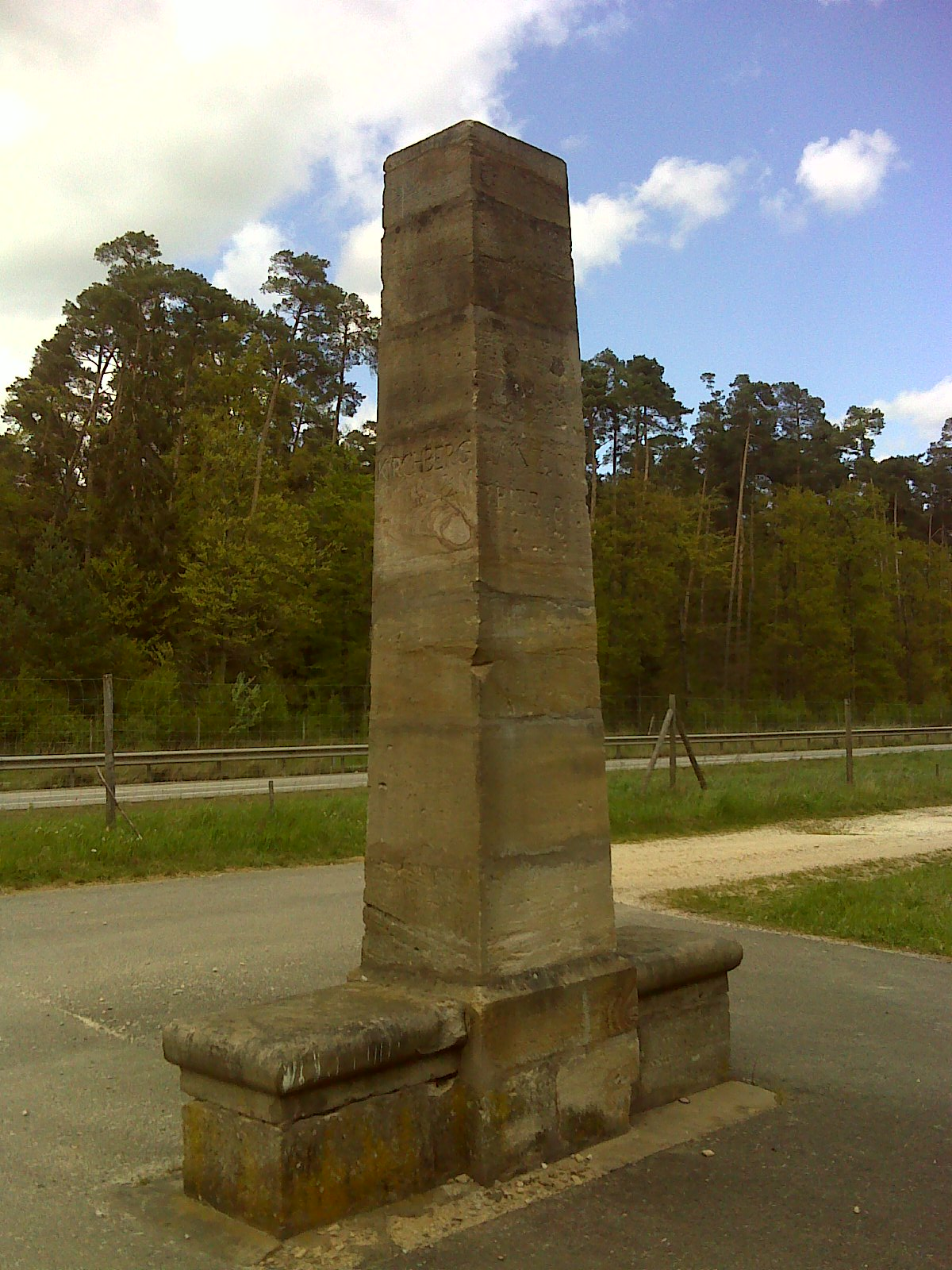
Ganzmeilenobelisk bei Dillendorf (Rheinland-Pfalz)
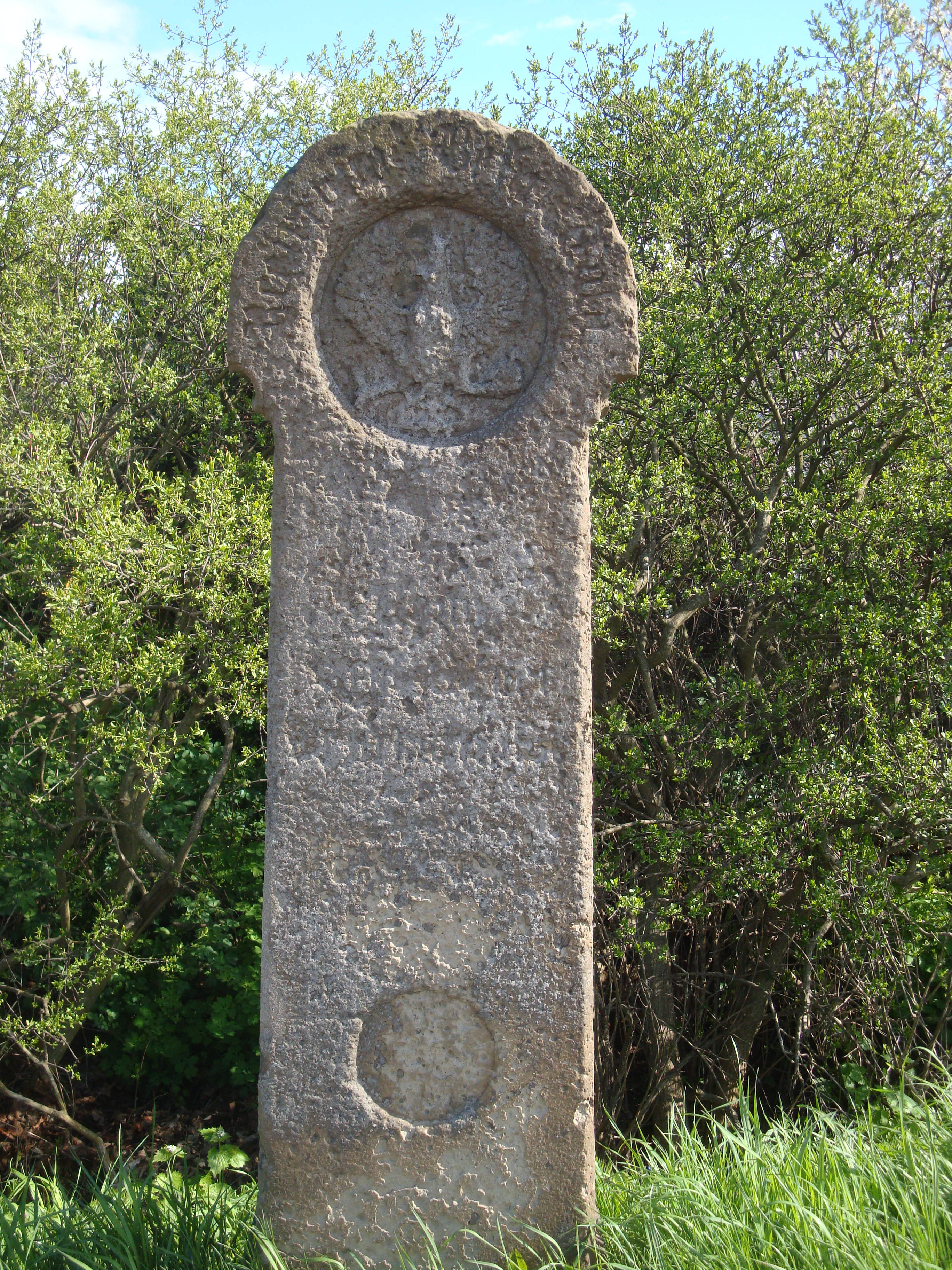
Preußischer Meilenstein bei Kommern (Nordrhein-Westfalen)
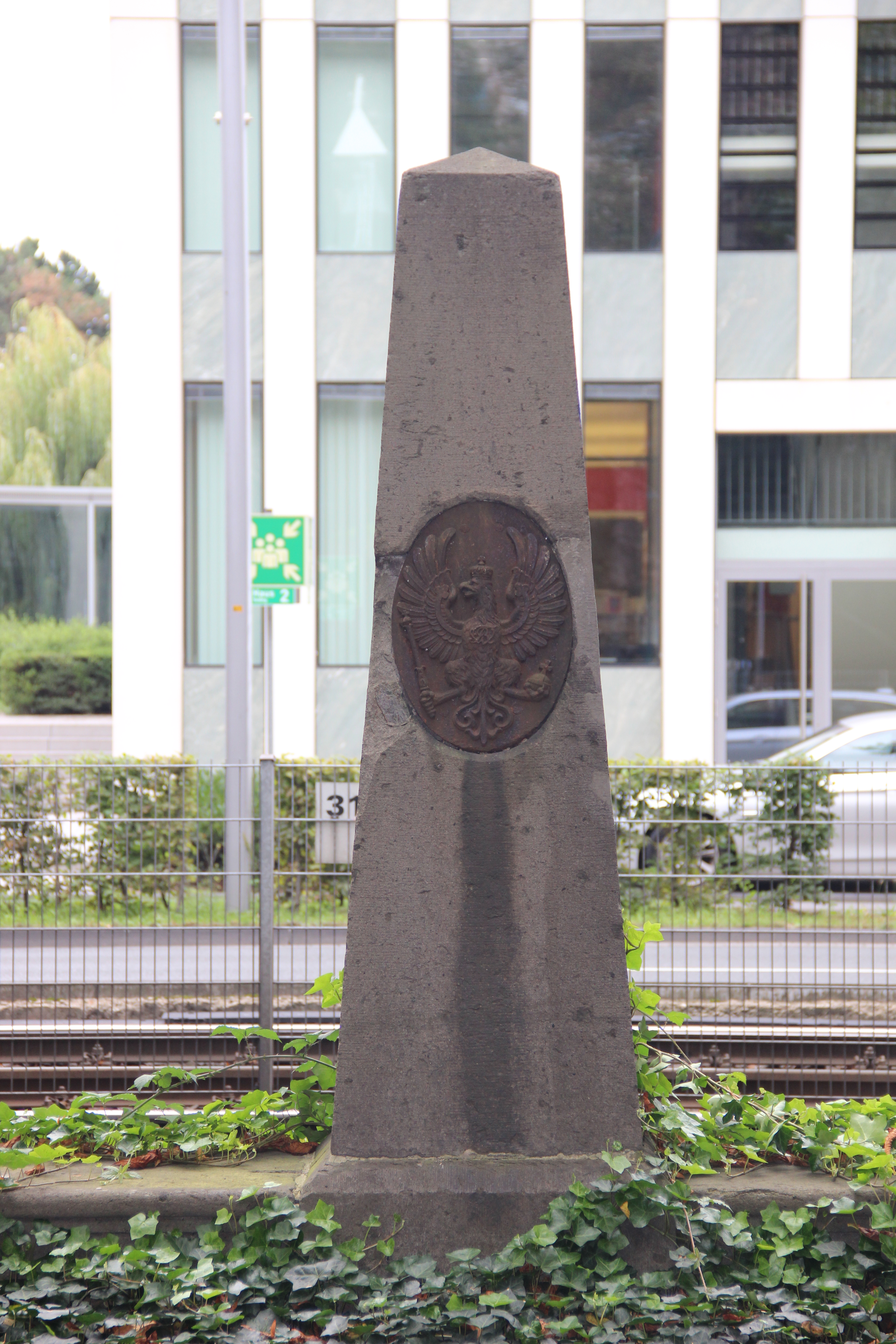
Ganzmeilenobelisk in Bonn-Gronau (Nordrhein-Westfalen)
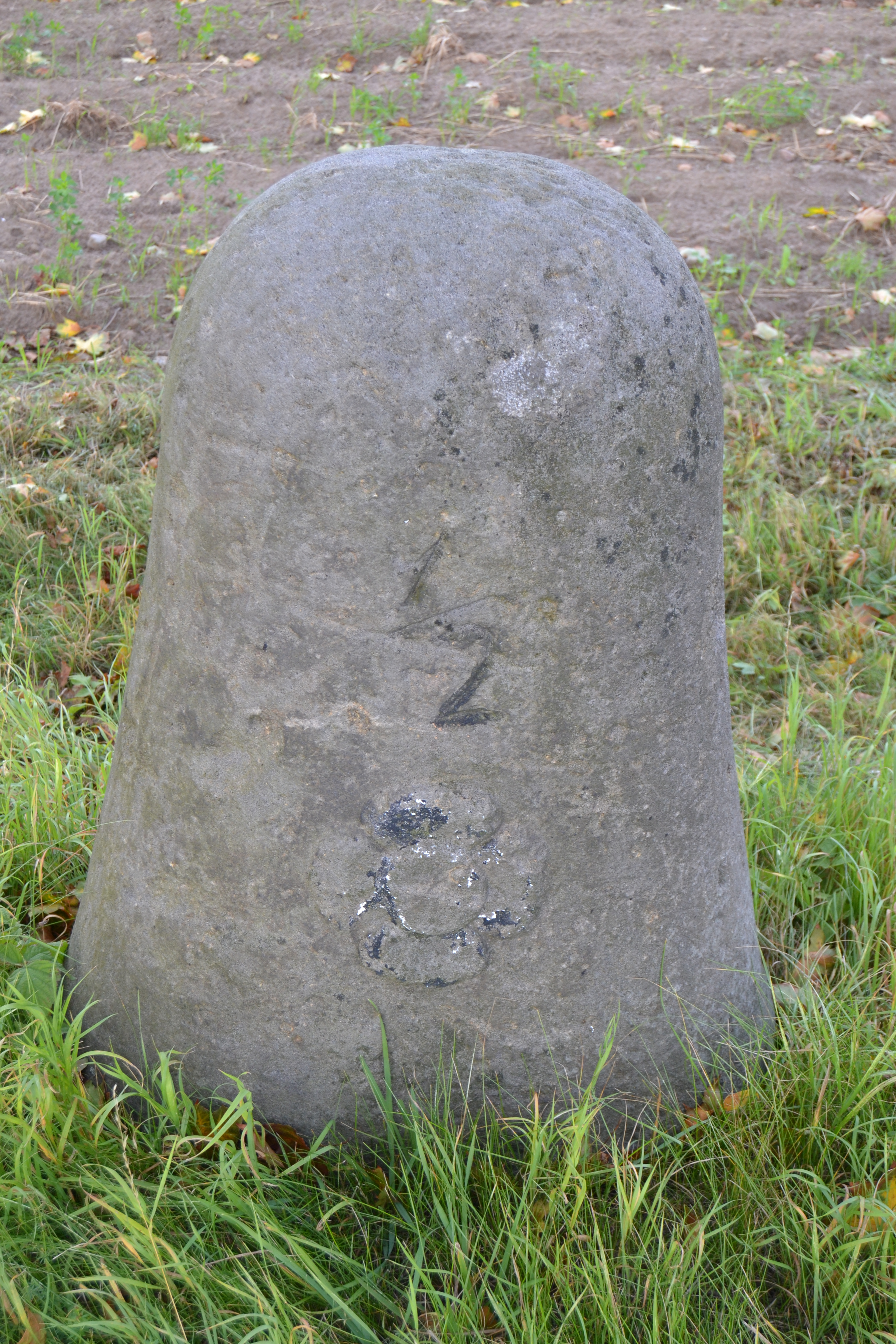
Halbmeilenstein Jahnsfelde (Brandenburg)
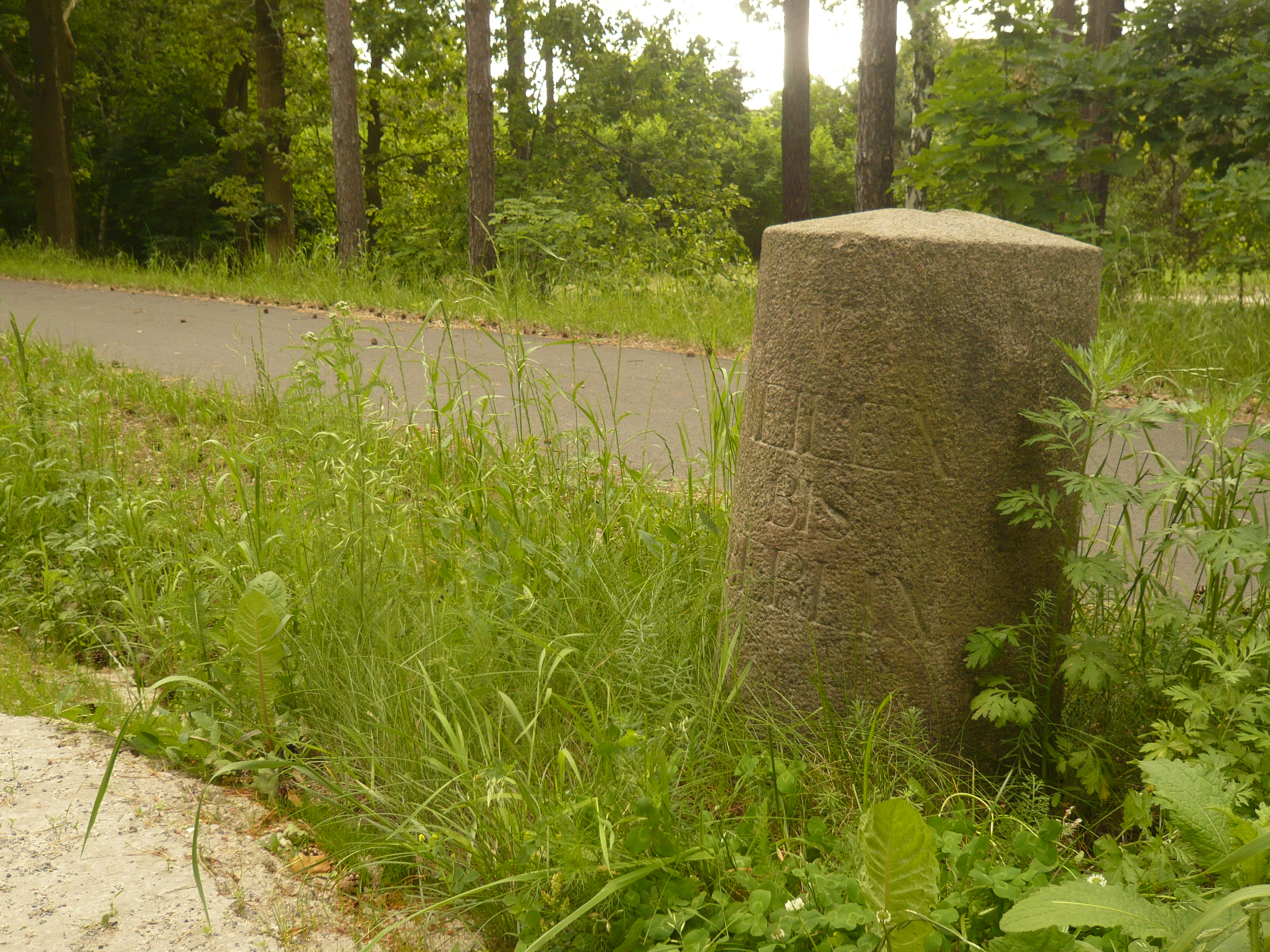
Rundsockelstein Klosterfelde (Brandenburg)

#### Meilensteine der Kleinstaaten
Auch in den anderen deutschen Kleinstaaten in Nord-, Mittel- und Westdeutschland gab es Setzungen von Distanzsteinen. Im größeren Umfang erfolgte die Setzung von Meilensteinen in Anhalt (Rundsockelsteine), Mecklenburg-Schwerin (Obelisken), Mecklenburg-Strelitz (Rundsäulen), Vorpommern (Obelisken), Hessen (Obelisken, Stelen), Hannover (Obelisken), Oldenburg (Steine), Lippe (Stelen). Teilweise übernahmen Aktiengesellschaften den Bau und die Finanzierung der Straßen und Steinsetzungen, die aber auch andere Steinformen wählten. Diese Meilensteine werden alle von der Forschungsgruppe Meilensteine e. V. mit erfasst und teilweise auch in der Restaurierung betreut. In Sachsen, das durch den Wiener Kongress deutlich dezimiert worden war, gab es Mitte des 19. Jahrhunderts mit den königlich-sächsischen Meilensteinen ein zweites Meilensteinsystem, das die Meile nun mehr mit 7,5 Kilometern bemaß. Es bestand aus Ganz- und Halb-Meilensteinen, Stationssteinen und Abzweigsteinen sowie Grenzübergangssteinen. Auch die freien Hansestädte errichteten eigene Meilensteine. Von Hamburg ist für das Jahr 1843 die Zahl 693 Meilensteinen belegt, da sie in sehr viel engerem Abstand gesetzt wurden (Hundertstel Meilen), Lübeck war am Chausseebau beteiligt und ließ auch Meilensteine setzen. Ähnliche Unterteilungen gab es auch bei den preußischen und anhaltischen Meilensteinen, dort wurden die Steinsetzungen an den Hundertstel Meilen aber Nummernsteine, Ruthensteine, Sektionssteine oder auch Stationssteine genannt.

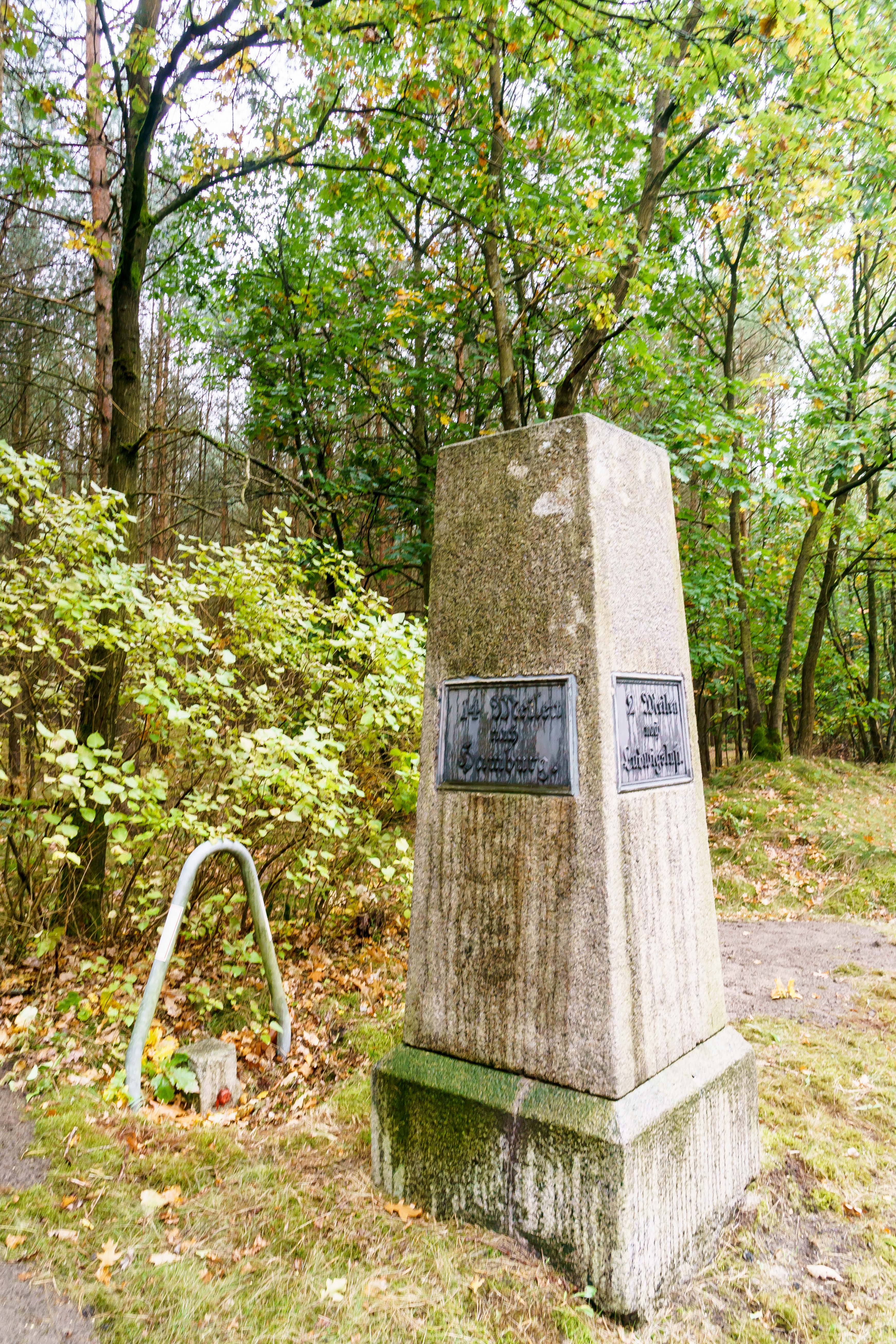
Ganzmeilenobelisk (Mecklenburg-Schwerin) bei Groß Krams
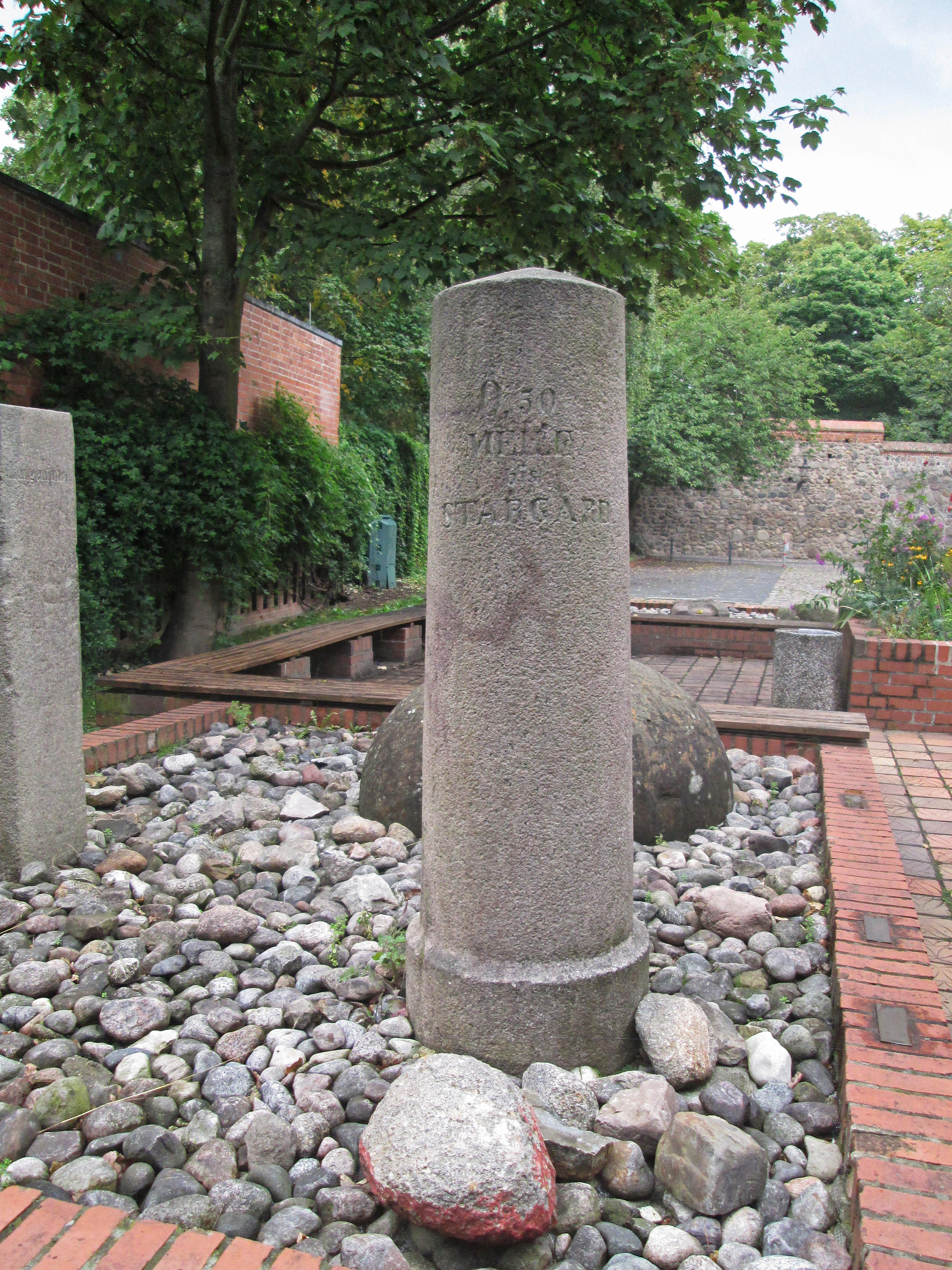
Rundsockelstein (Mecklenburg-Strelitz) in Neubrandenburg
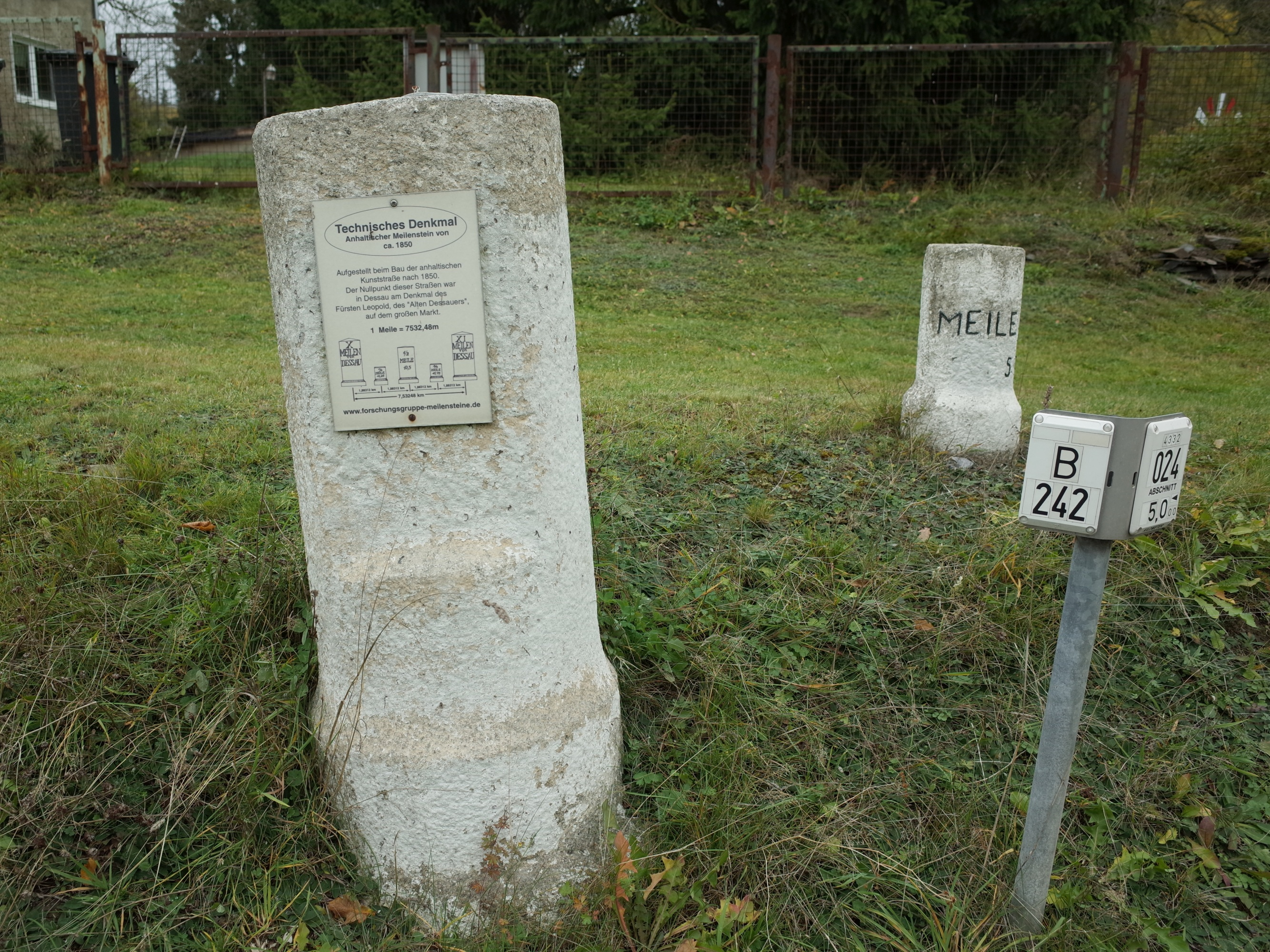
Anhaltischer Ganz- und Viertelmeilenstein in Güntersberge
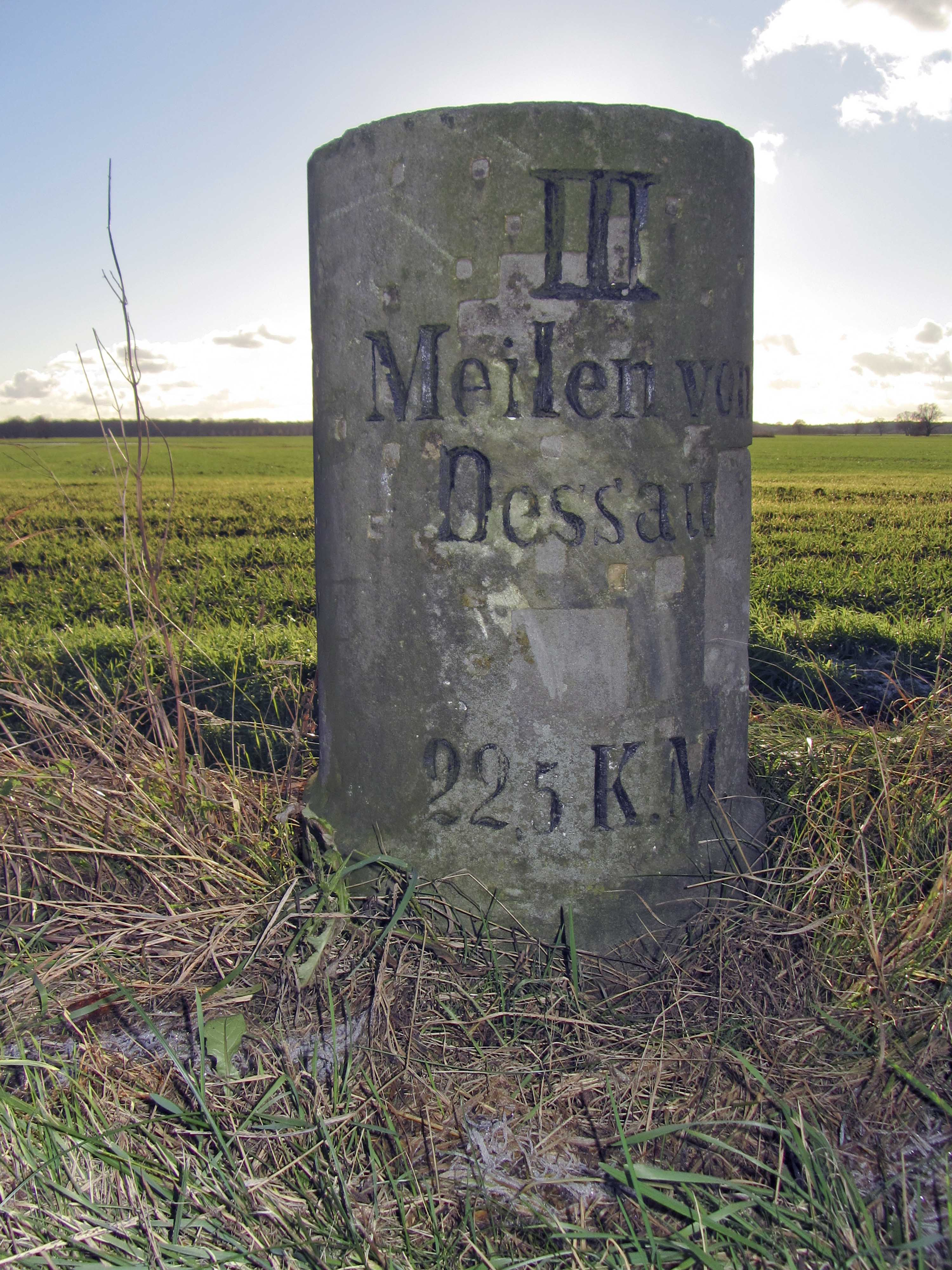
Anhaltischer Meilenstein Rehsen
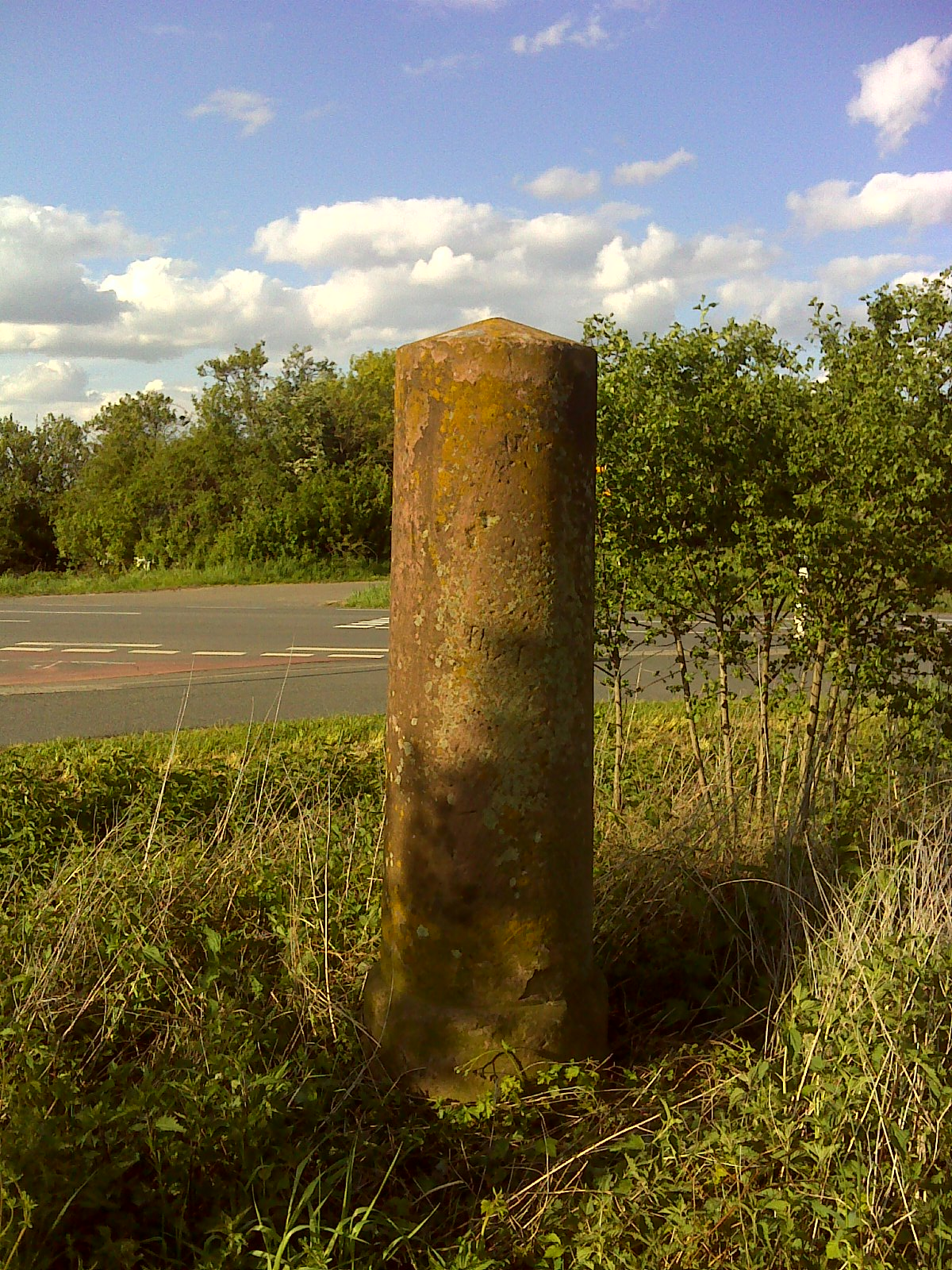
Hessischer Meilenstein bei Roßdorf
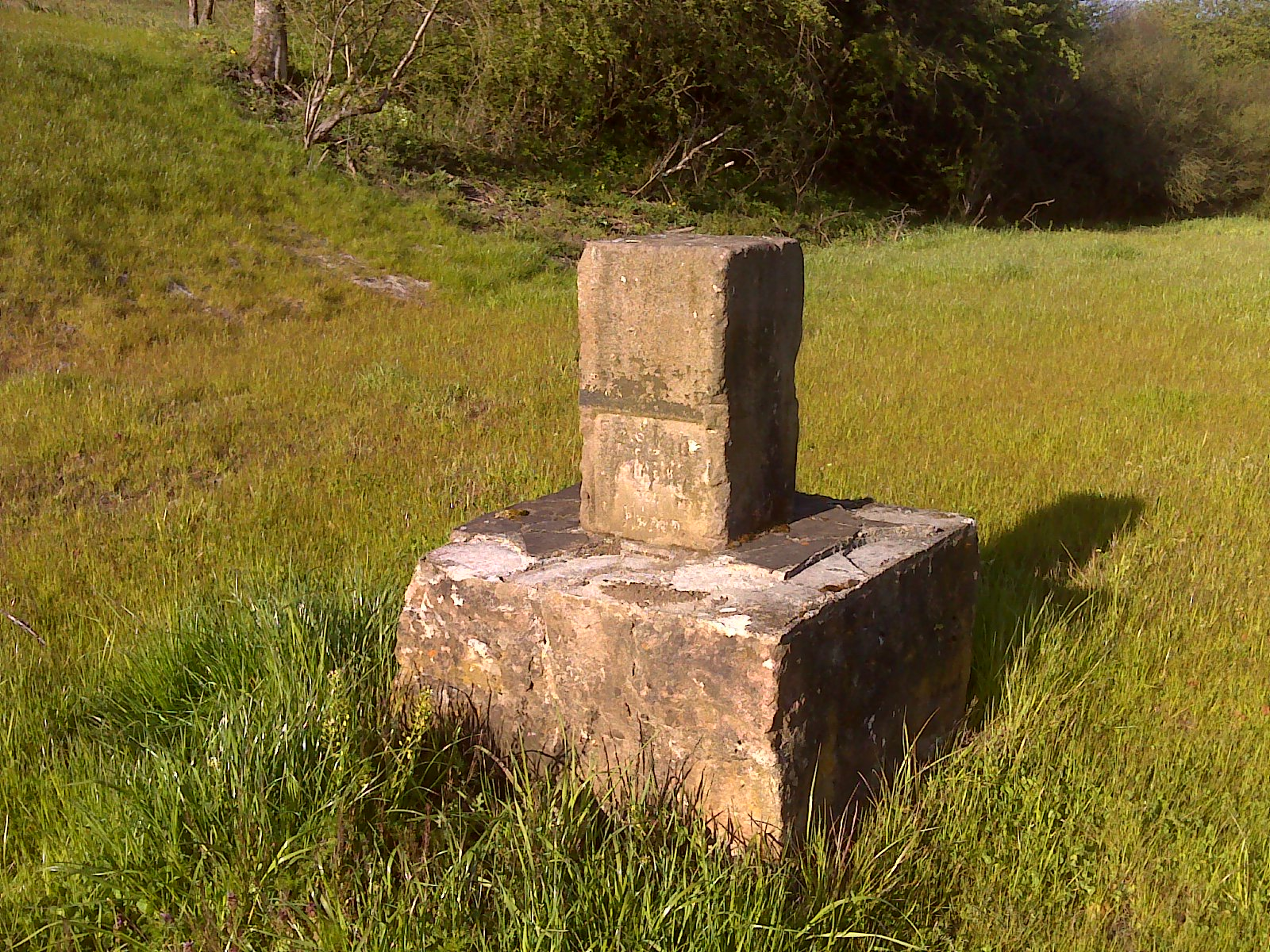
Hessischer Meilenstein bei Niederzell
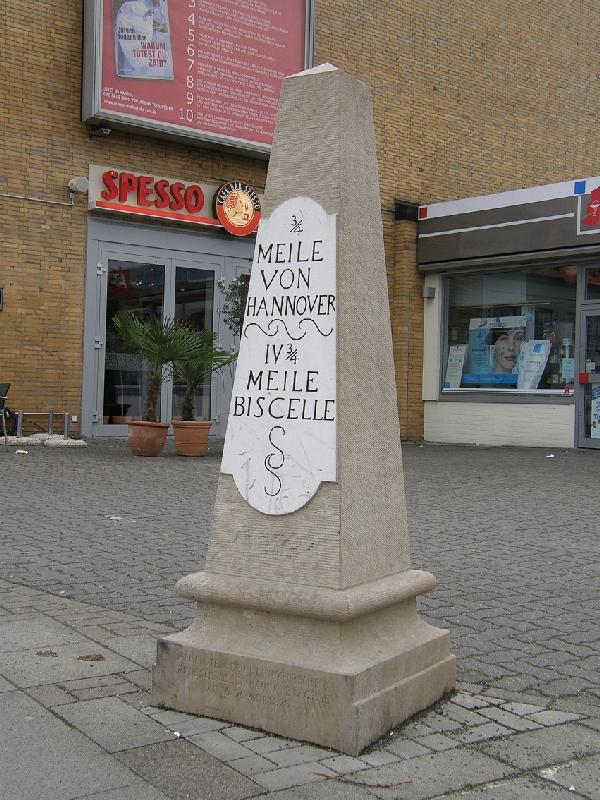
Meilenstein in Hannover
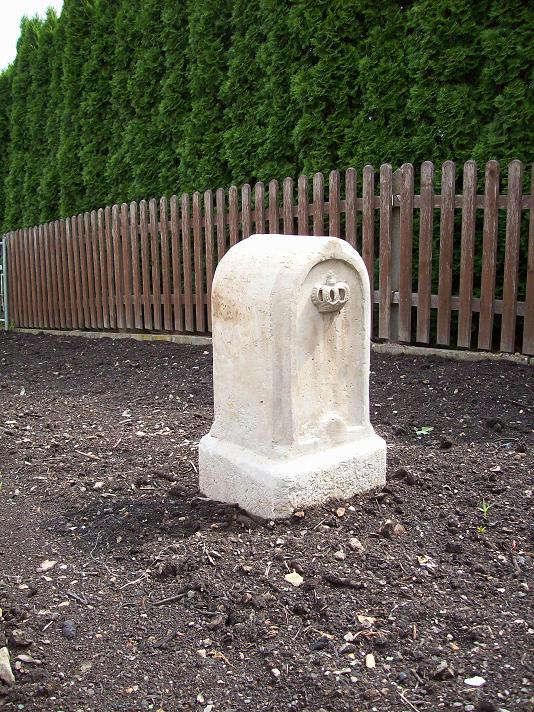
königlich-sächsischer Halbmeilenstein Augustusburg
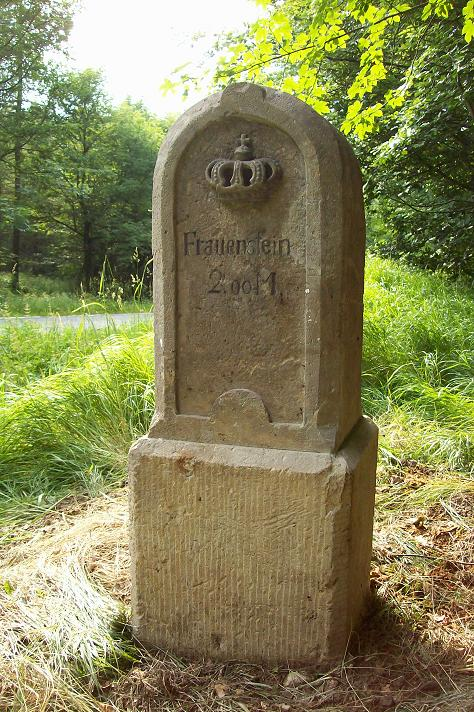
königlich-sächsischer Ganzmeilenstein Neurehefeld
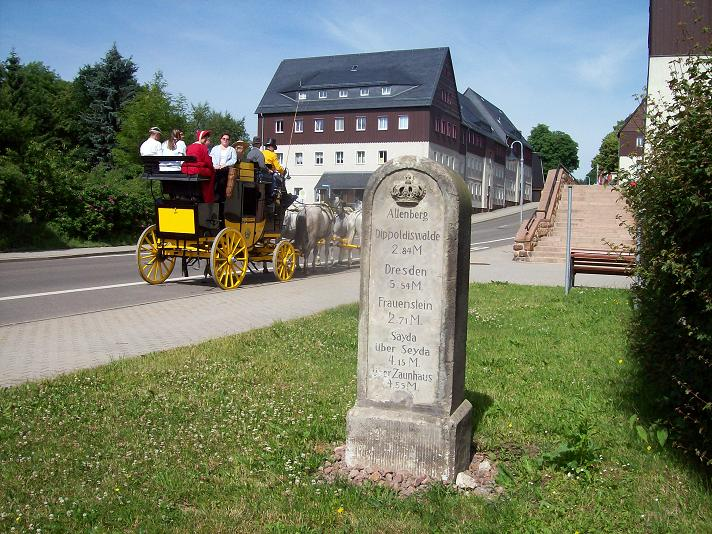
königlich-sächsischer Stationsstein Altenberg
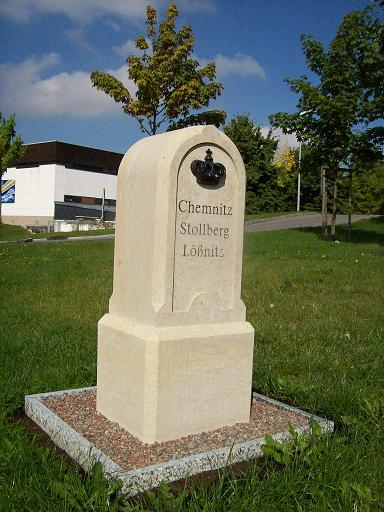
königlich-sächsischer Abzweigstein Annaberg-Buchholz
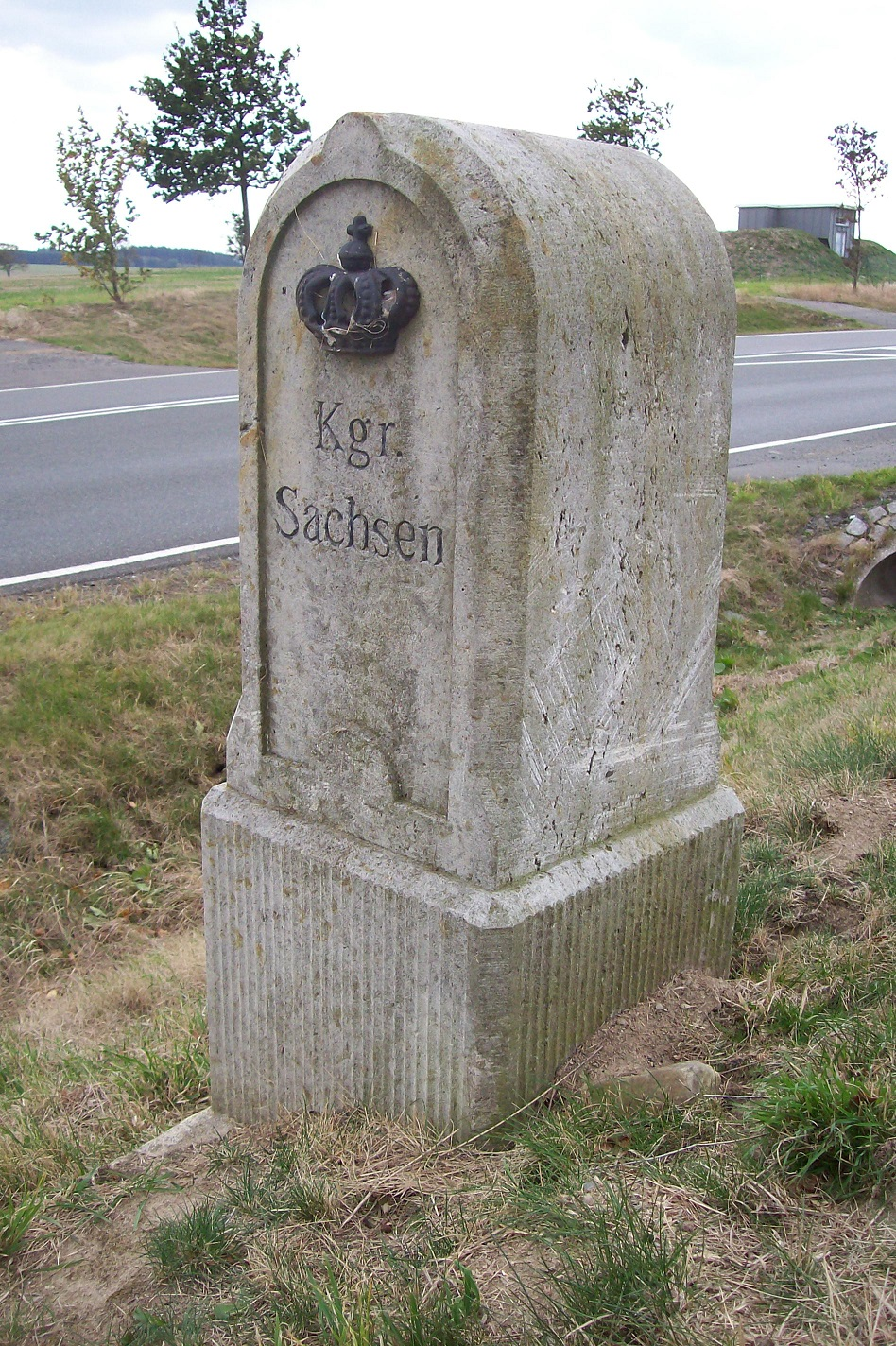
königlich-sächsischer Grenzübergangsstein Langenbach
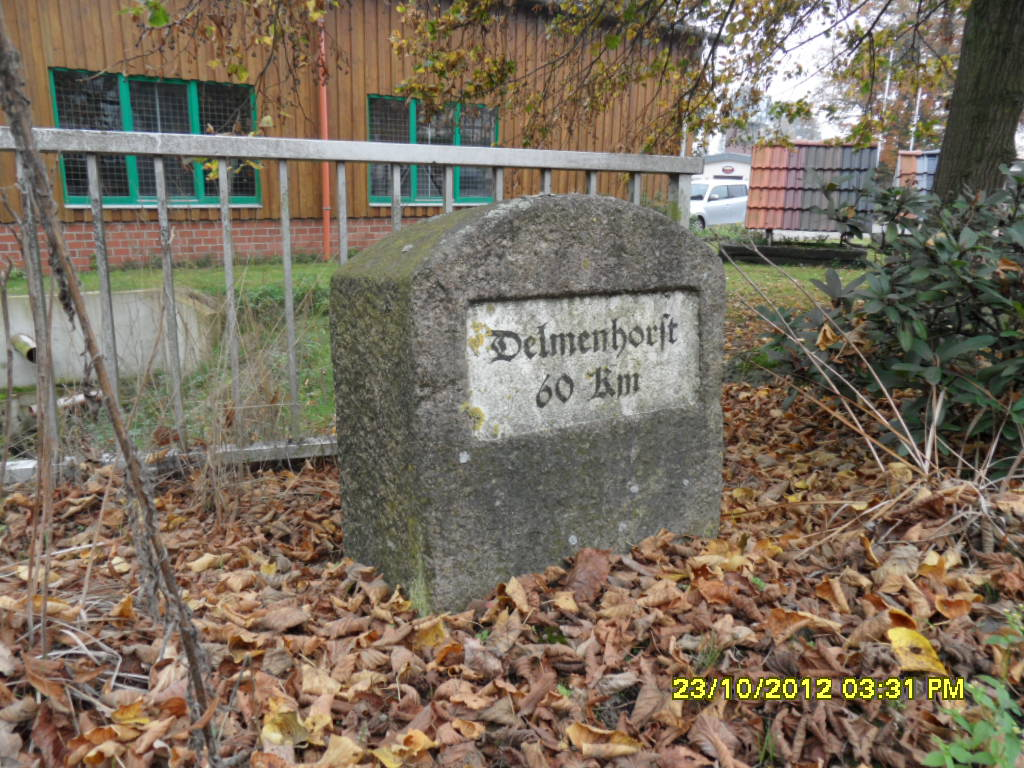
Oldenburger Meilenstein in Hemmelte (umgenutzt als Kilometerstein) (Niedersachsen)

#### Stundensteine
In Süd- und Westdeutschland gibt es zudem Stundensteine, die auch Stundensäulen genannt werden, vor allem in Bayern und Hessen, aber auch in Nordrhein-Westfalen, Rheinland-Pfalz und Baden-Württemberg. Ähnlich wie bei den Distanzsäulen in Sachsen wurde hier die Stunde als Längenmaß gewählt. Sie entsprach in Bayern 3,7 Kilometern. Auch diese Steine wurden durch die Obrigkeit gesetzt, zum Beispiel an der Poststraße Koblenz-Frankfurt durch den letzten kurtrierischen Bischof im Jahr 1789.

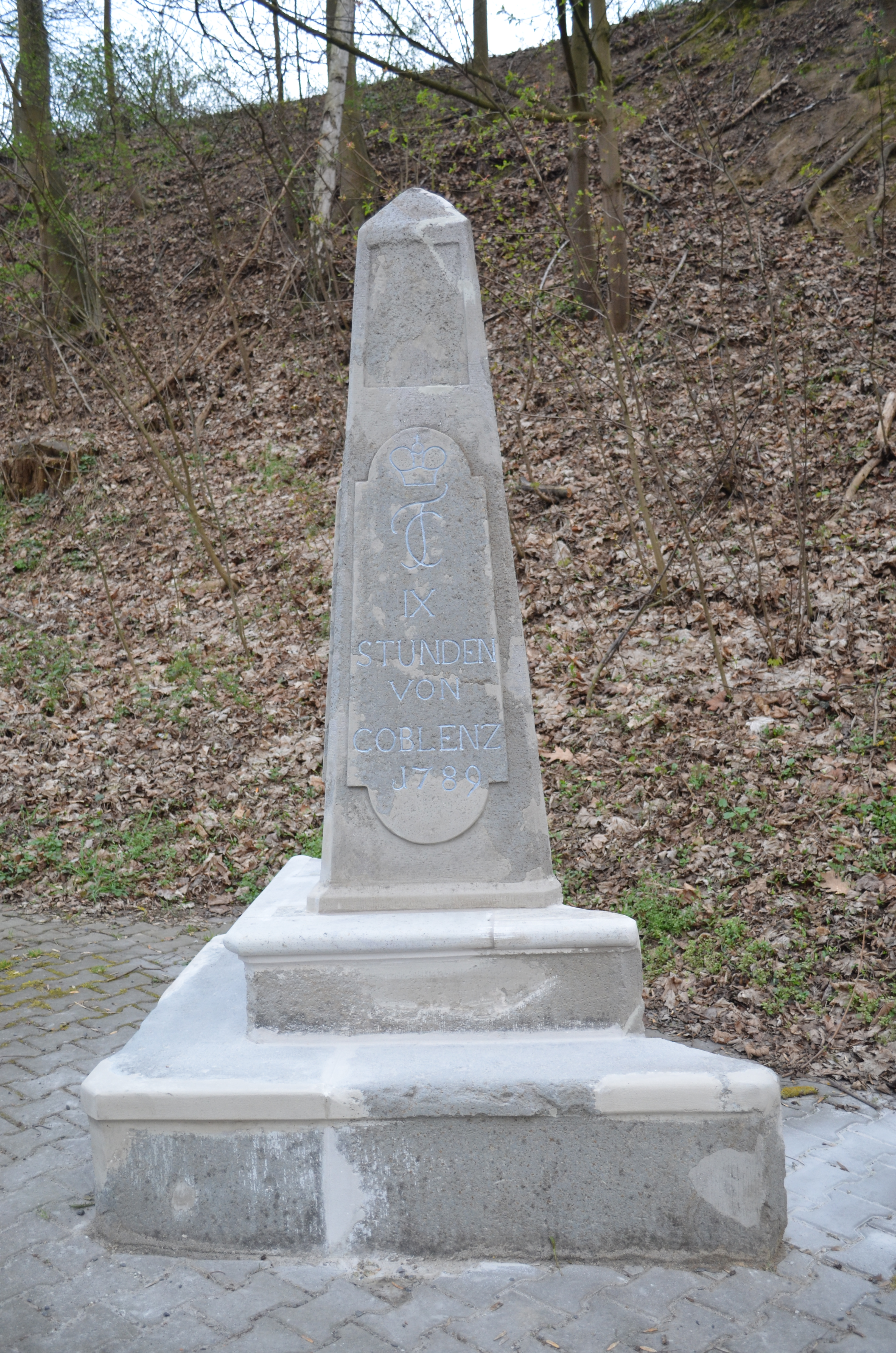
Stundenstein in Limburg (Hessen)
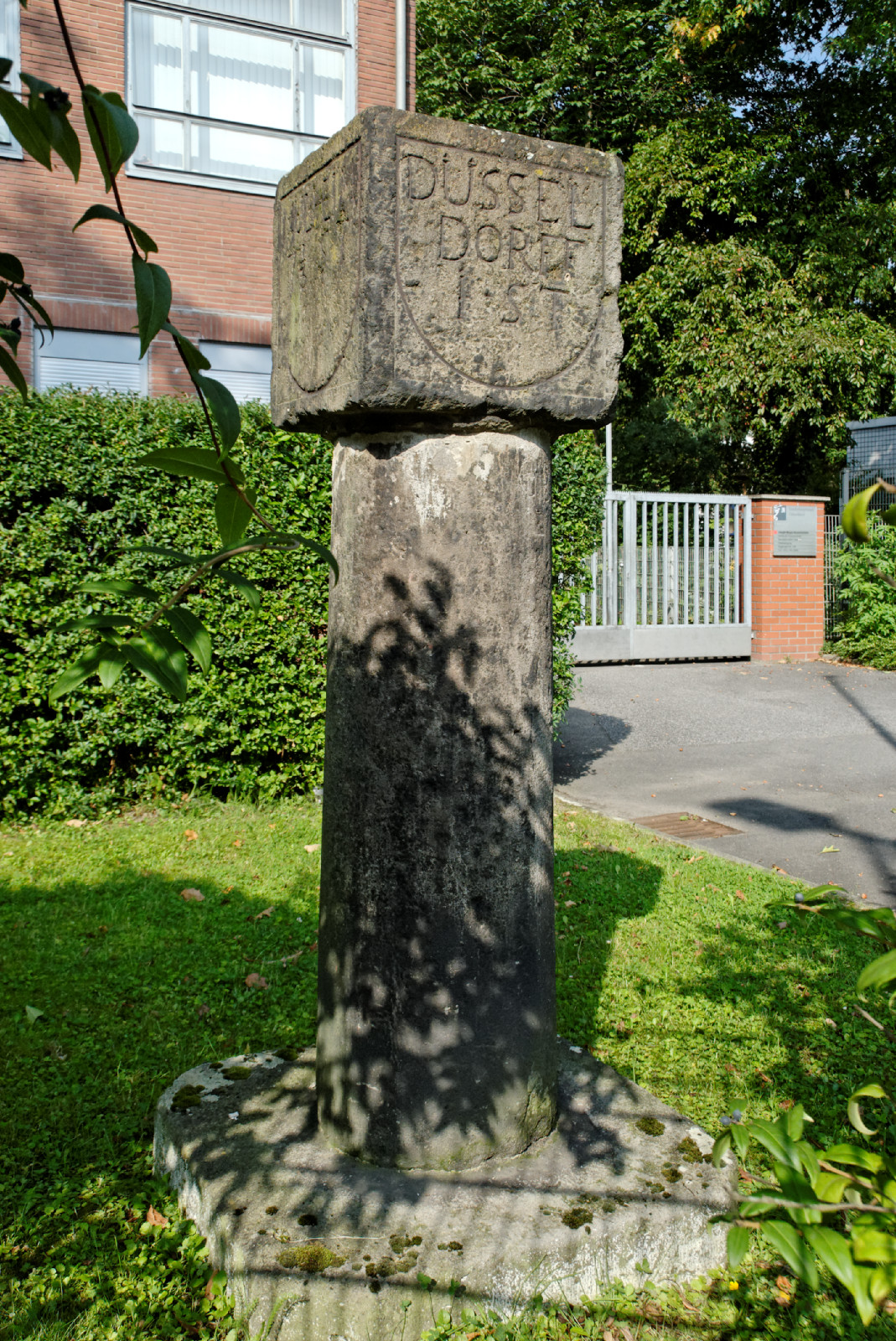
Stundenstein in Düsseldorf-Oberbilk (Nordrhein-Westfalen)
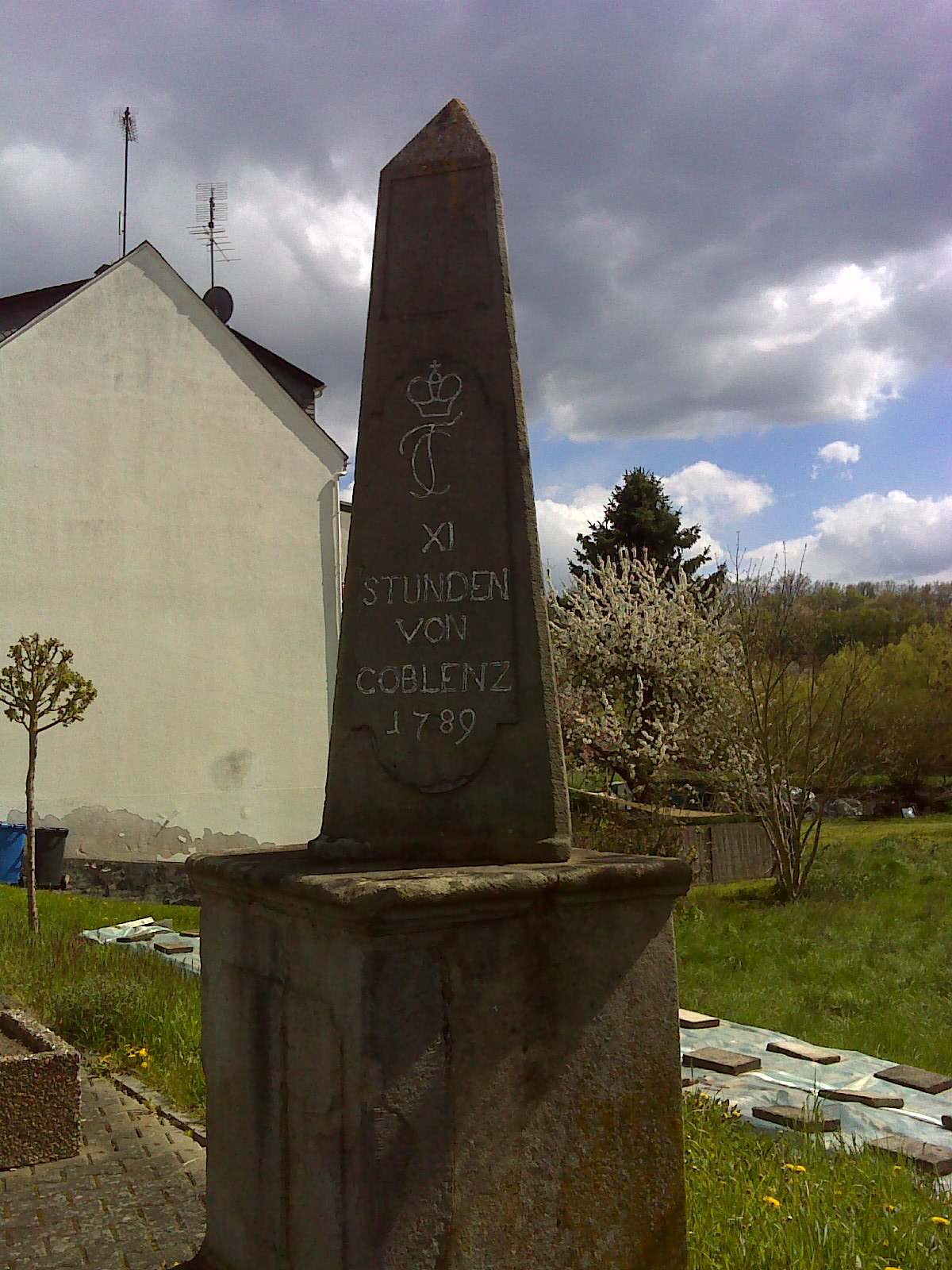
Kurtrierscher Stundenstein in Oberbrechen (Hessen)
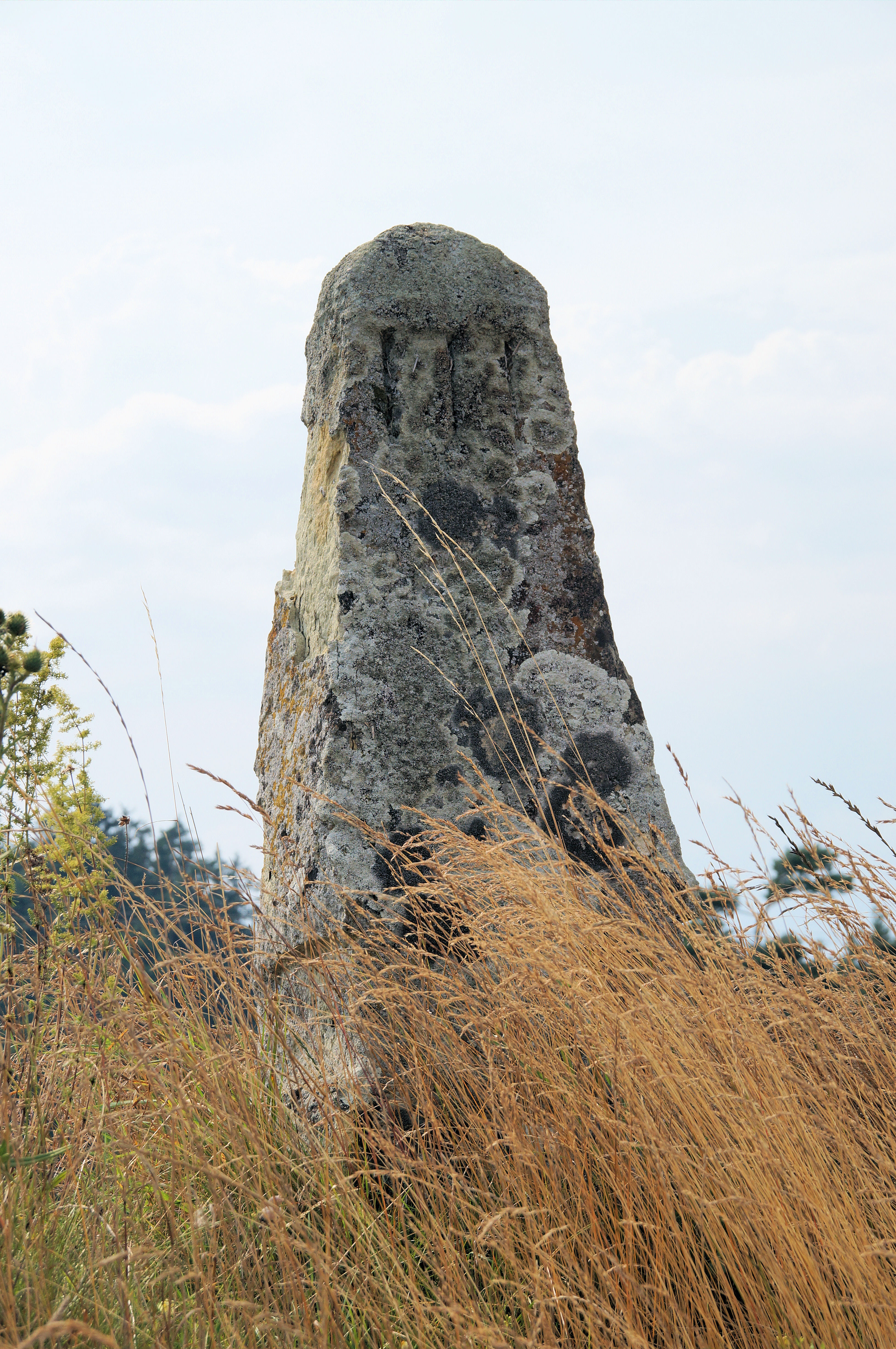
Stundenstein in Thanhausen (Bayern)
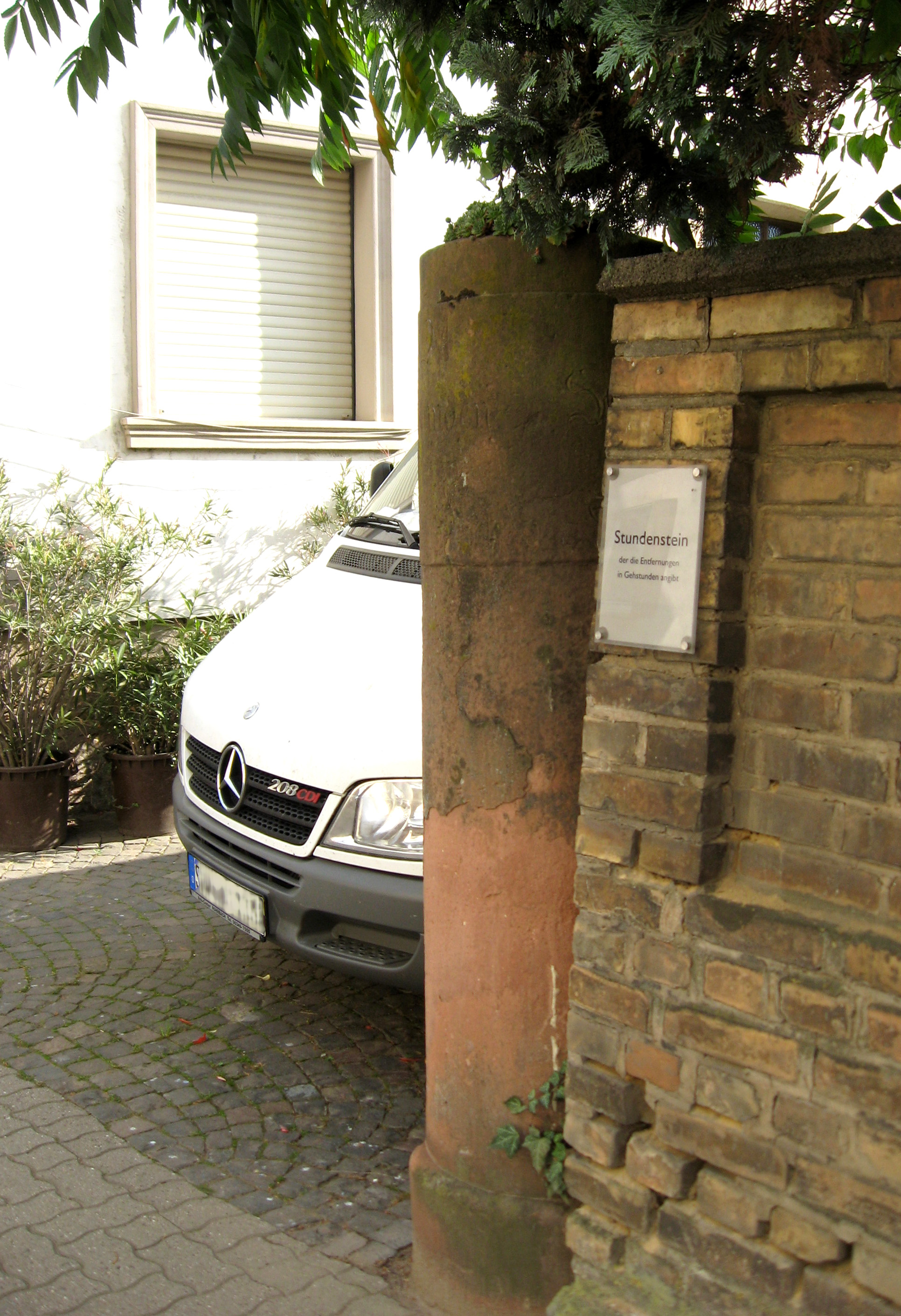
Bayerischer Stundenstein in Rohrbach (Rheinland-Pfalz)
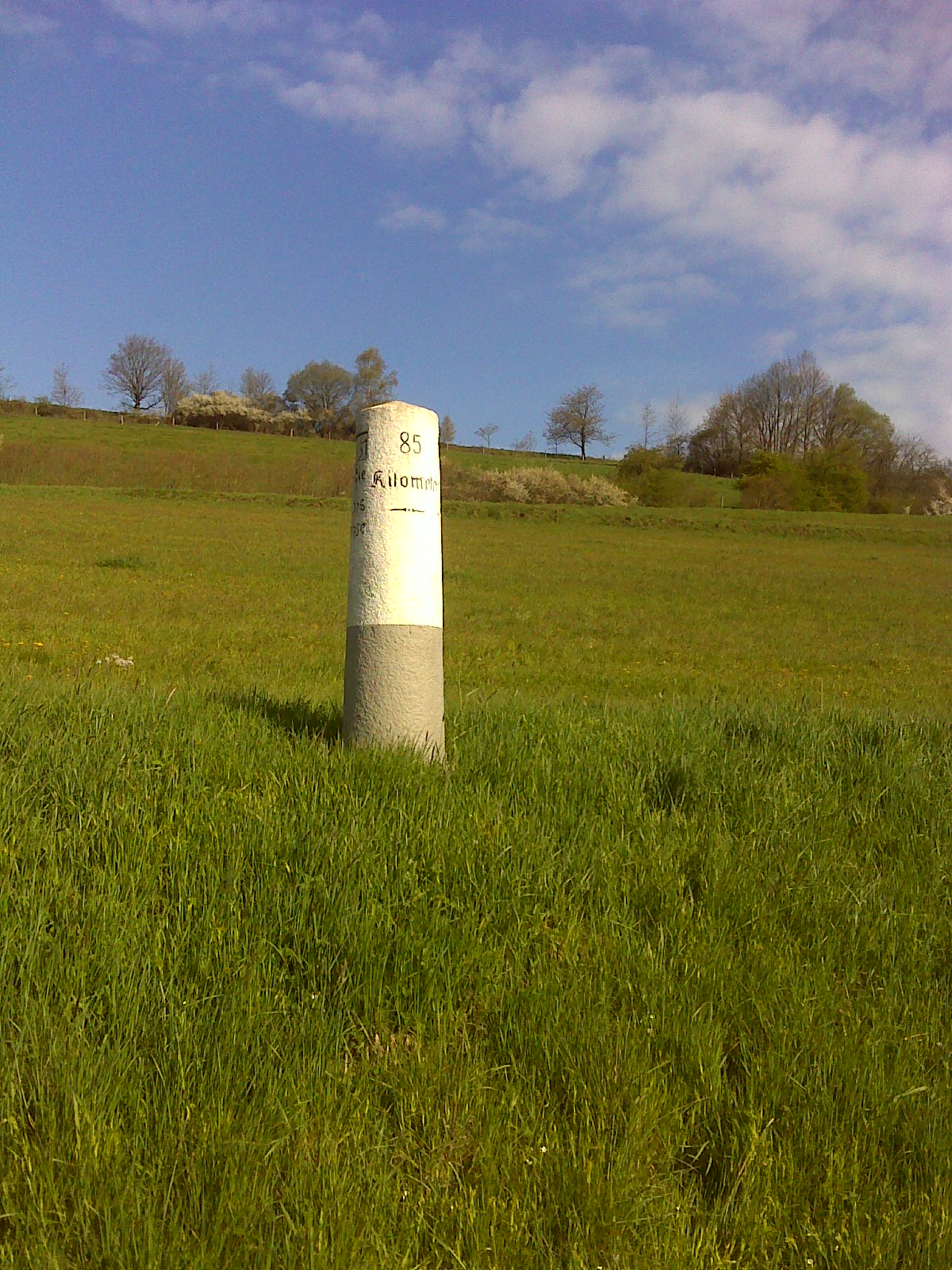
Stundenstein in Speicherz (Bayern)
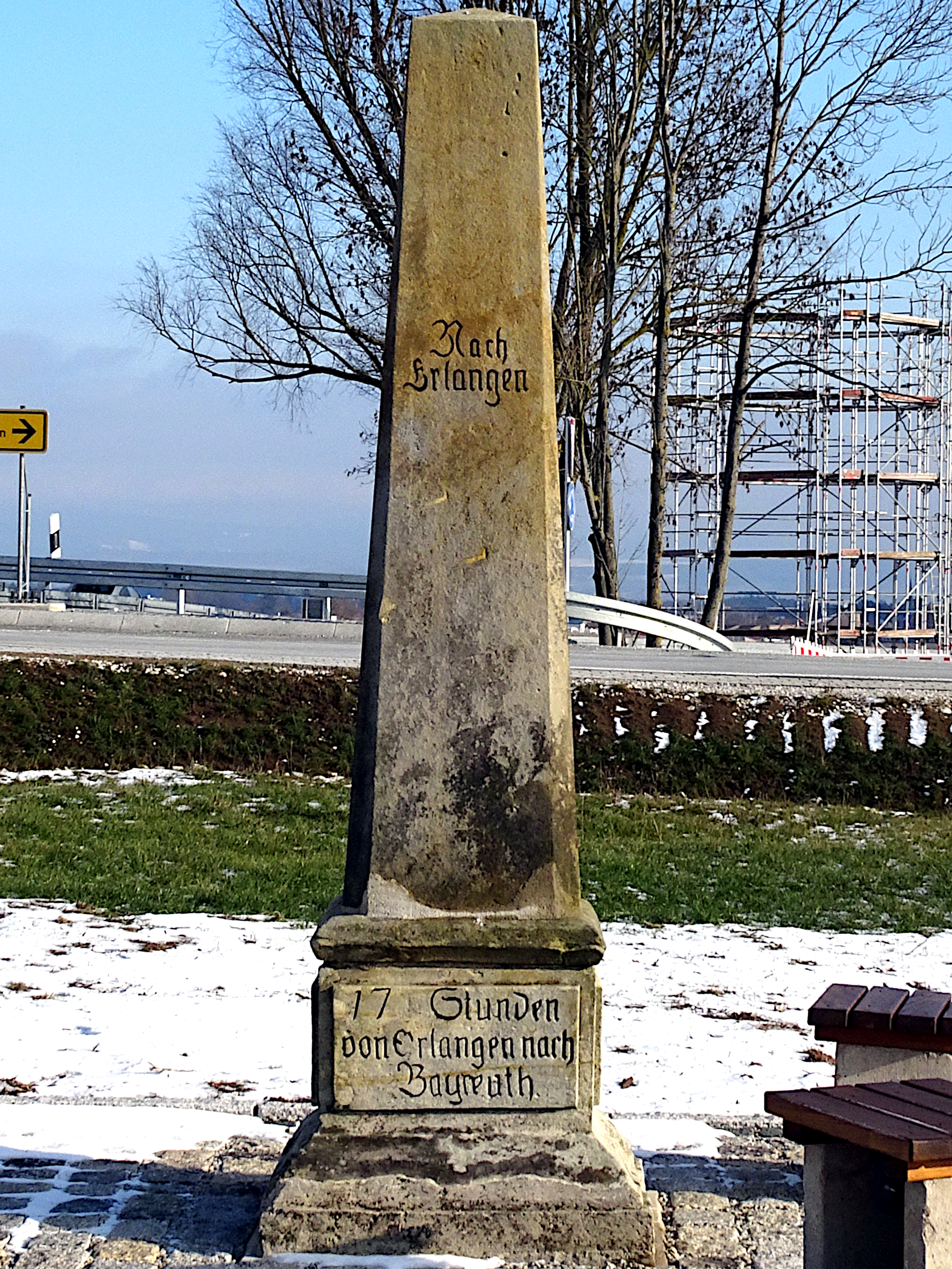
„17 Stunden von Erlangen nach Bayreuth“ Stundenstein in Eckersdorf (Bayern)

#### Wegweisersteine
Wegweisersteine sind nur regional gut erforscht, was daran liegt, dass sie sich der Systematisierung der anderen Systeme entziehen. Während die Meilensteine sofort Steinsetzungen waren, sind die Wegweisersteine Nachfolger der Wegweisersäulen, die aus Holz angefertigt wurden. Sie unterscheiden sich also nicht nur nach Auftraggeber und Form massiv, sondern zudem noch nach dem Material. Eine echte Systematik ist hier noch nicht erzielt worden. Grob kann man aber sagen, dass bis ins 19. Jahrhundert hinein Holz-Wegweiser häufiger waren, wobei sogenannte Armsäulen besonders beliebt waren, dann kamen Wegweisersteine zunehmend in Gebrauch und werden bis heute gern errichtet, heute allerdings zumeist als Wegzeichen und teils ohne Distanzangabe, so dass nicht alle Wegweisersteine auch Distanzsteine sind. Eine staatliche Lenkung ist dabei mittlerweile nicht mehr üblich, da im Straßenraum andere Materialien Stein abgelöst haben. Neben Meilen und Stunden finden sich auch Kilometerangaben auf den Steinen sowie reine Richtungsangaben, teils verdeutlicht durch richtungsweisende Hände oder Pfeile.

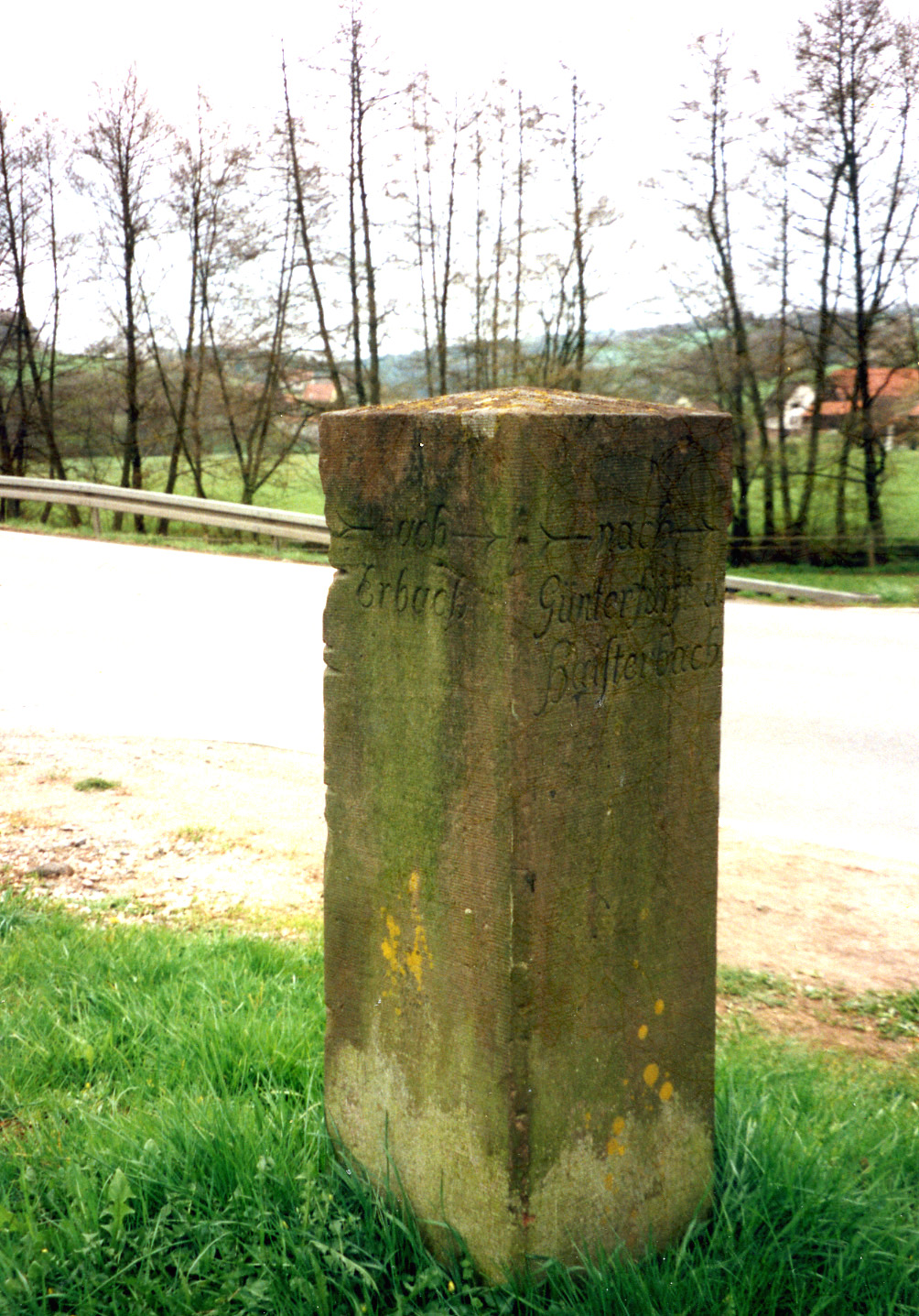
Wegweiserstein Erbach-Schönnen (Hessen)
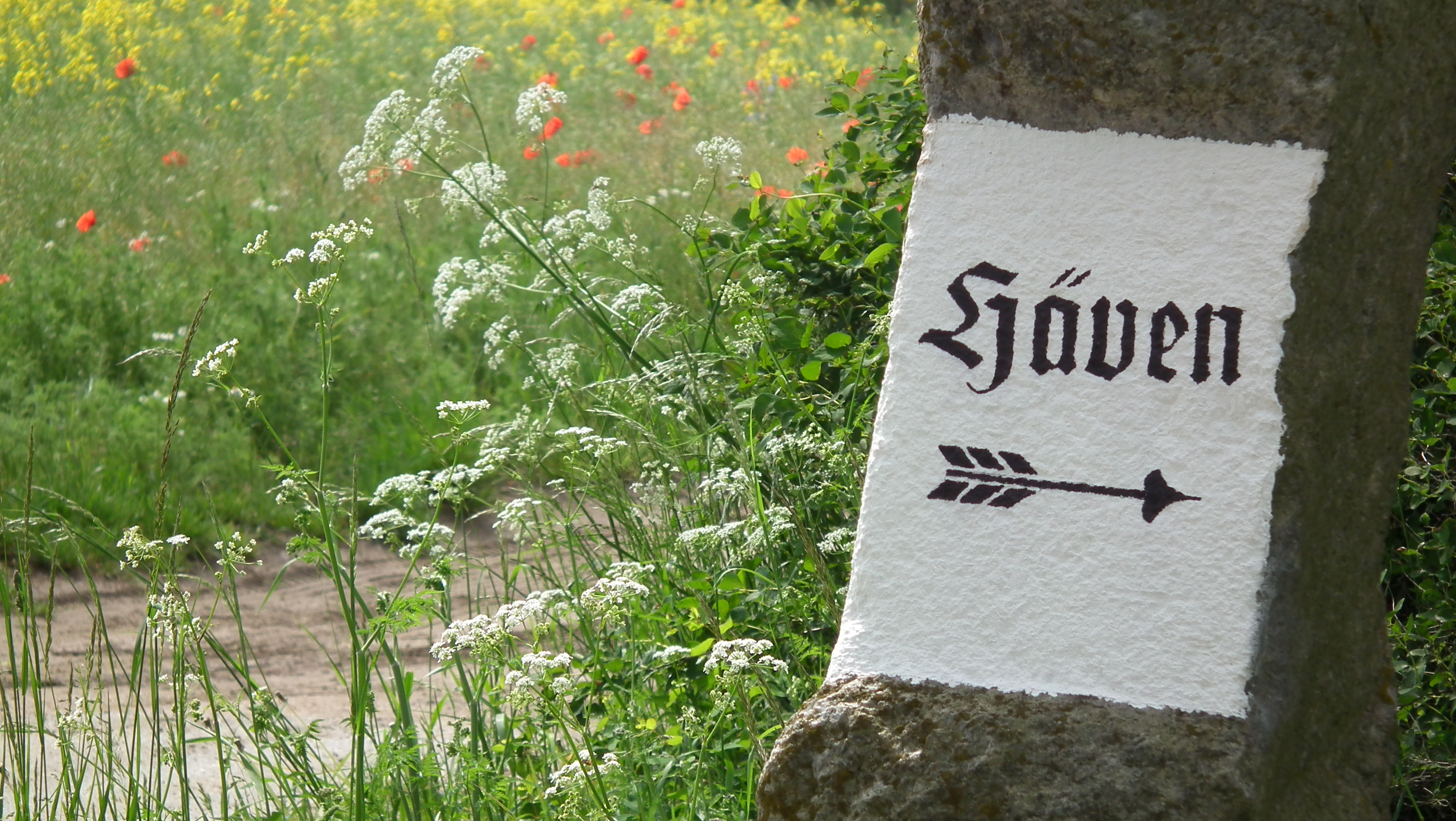
Wegweiserstein Zahrensdorf (Mecklenburg-Vorpommern)
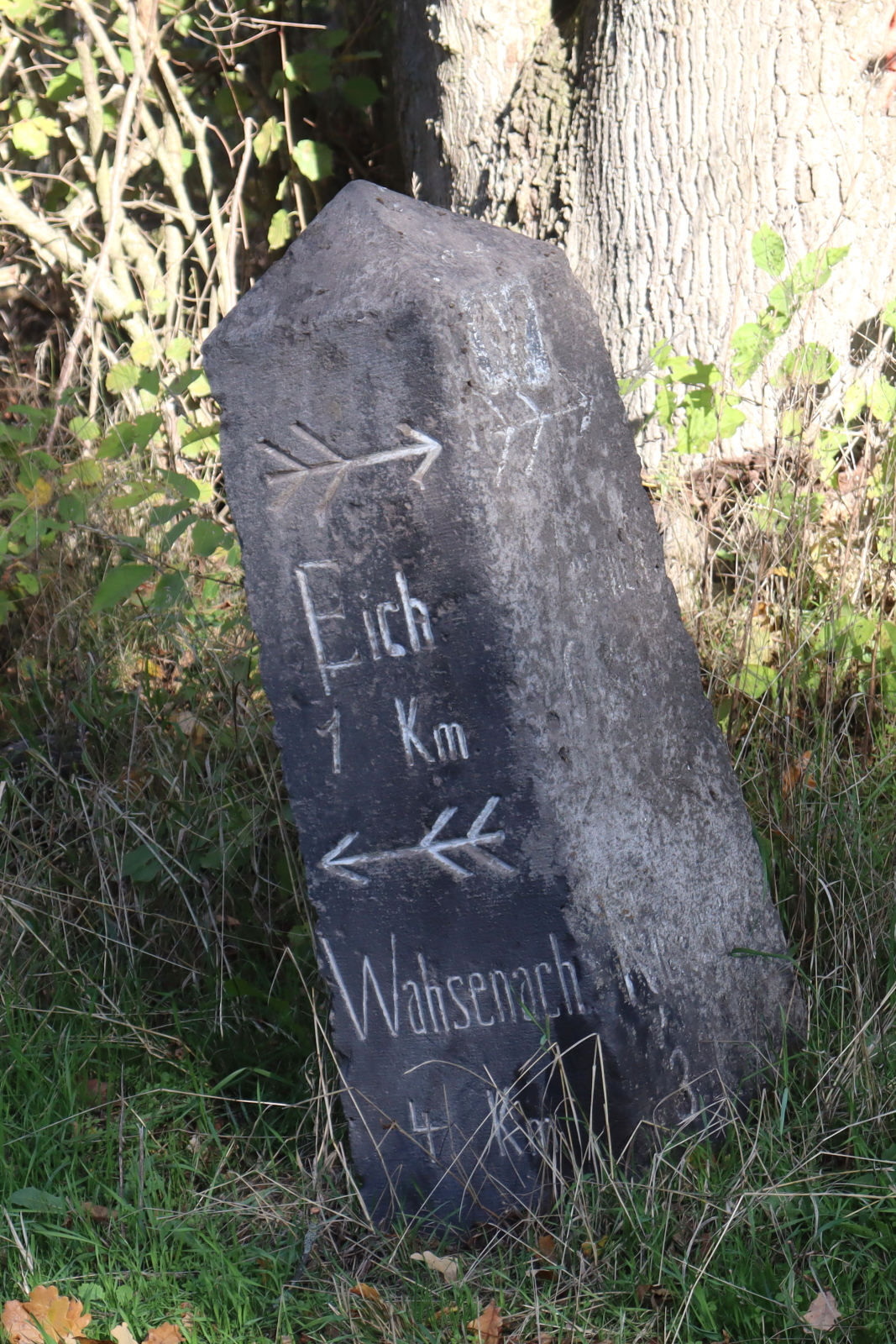
Wegweiserstein Andernach-Eich (Rheinland-Pfalz)
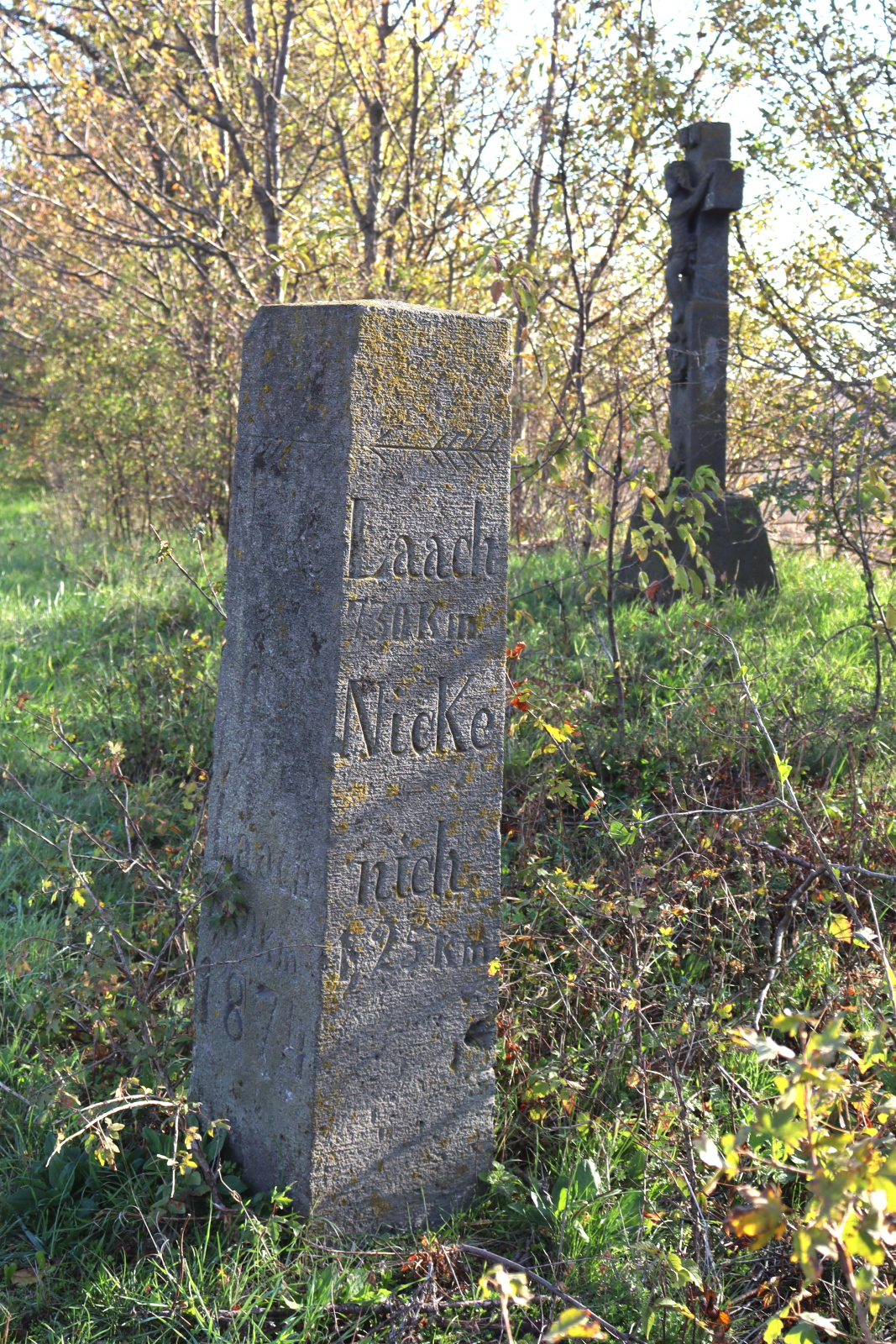
Wegweiserstein Nickenich (Rheinland-Pfalz)
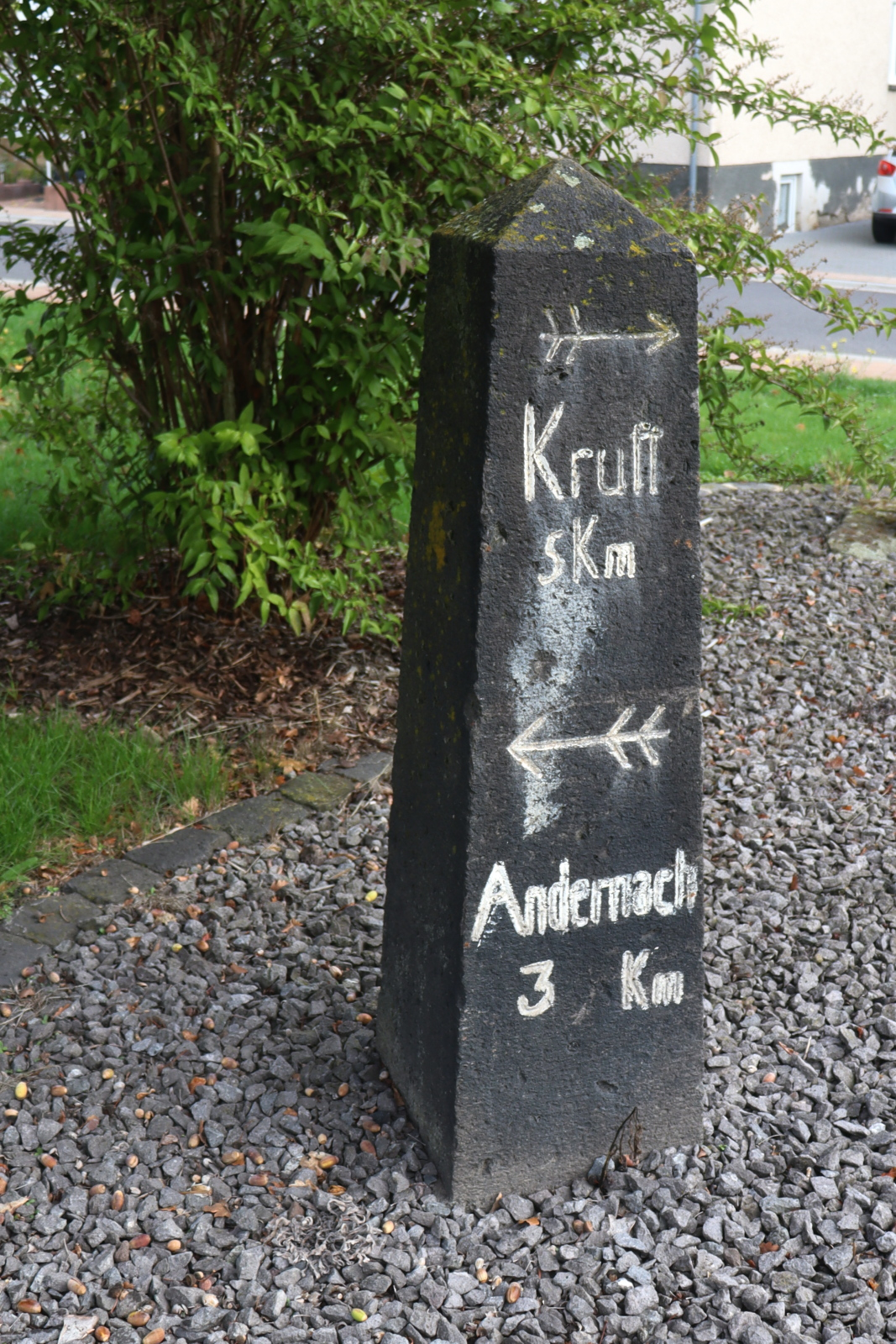
Wegweiserstein Plaidt (Rheinland-Pfalz)
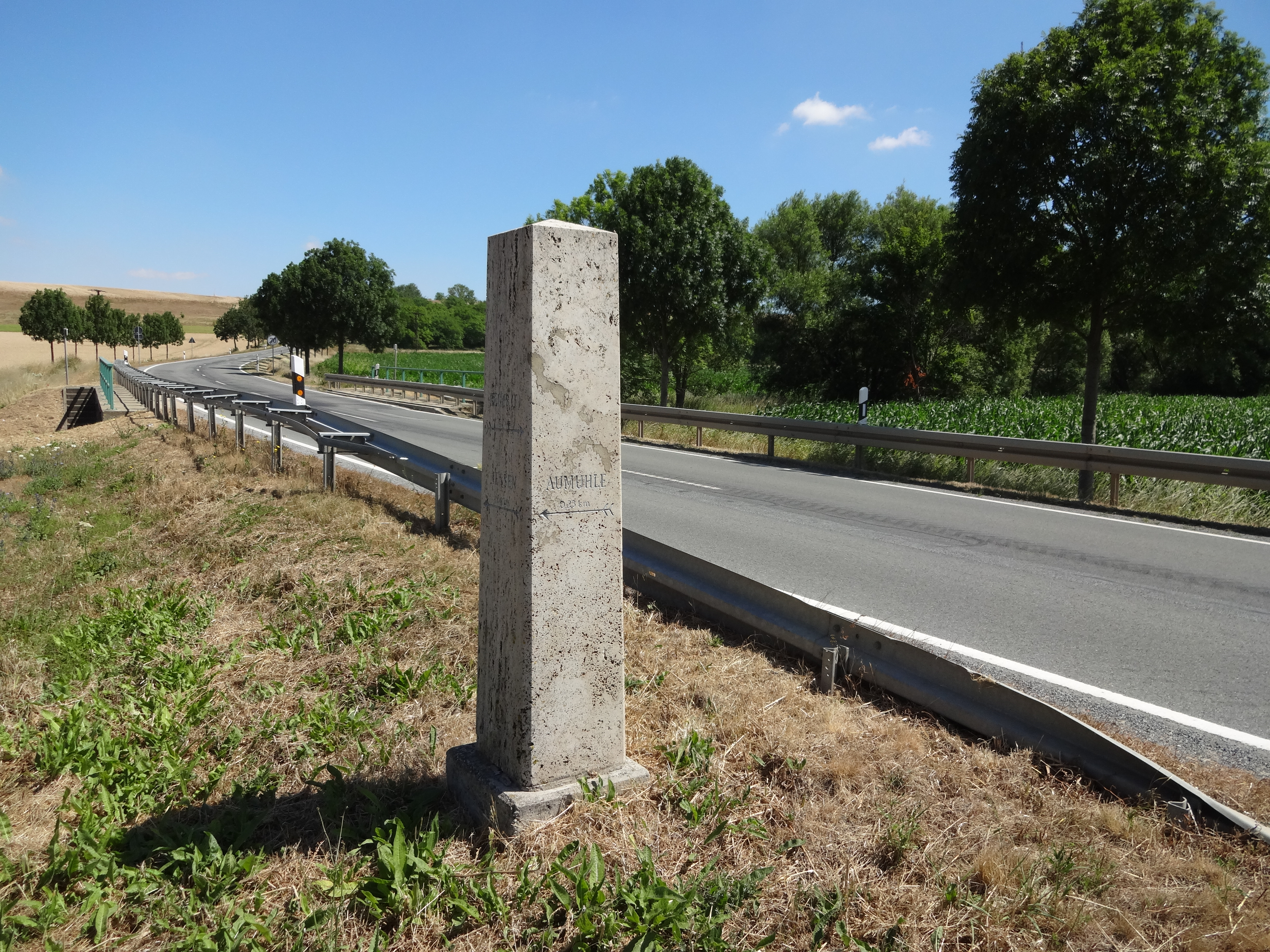
Wegweiserstein Dardesheim (Sachsen-Anhalt)
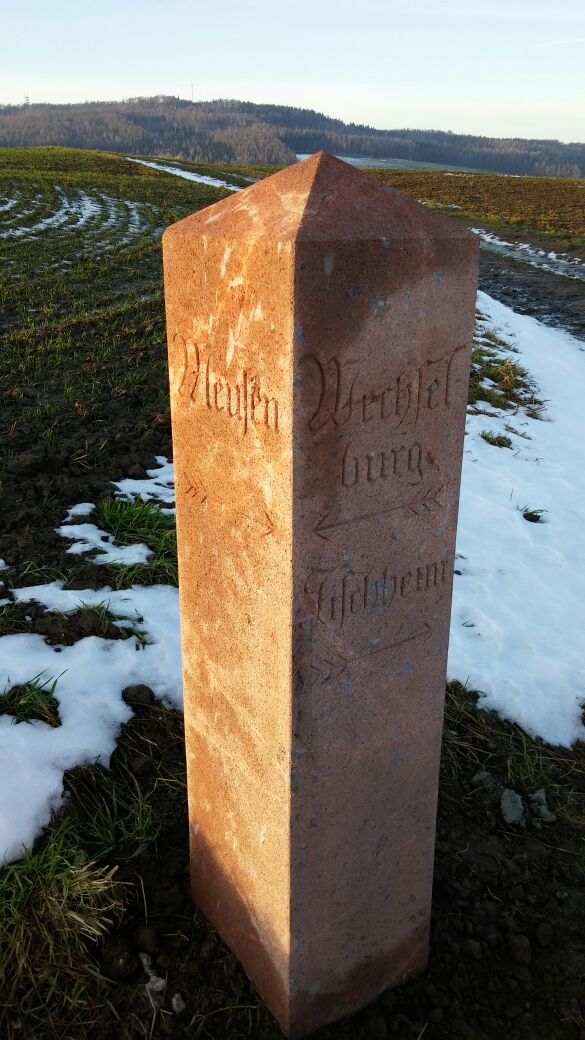
Wegweisersäule bei Rochlitz (Sachsen)
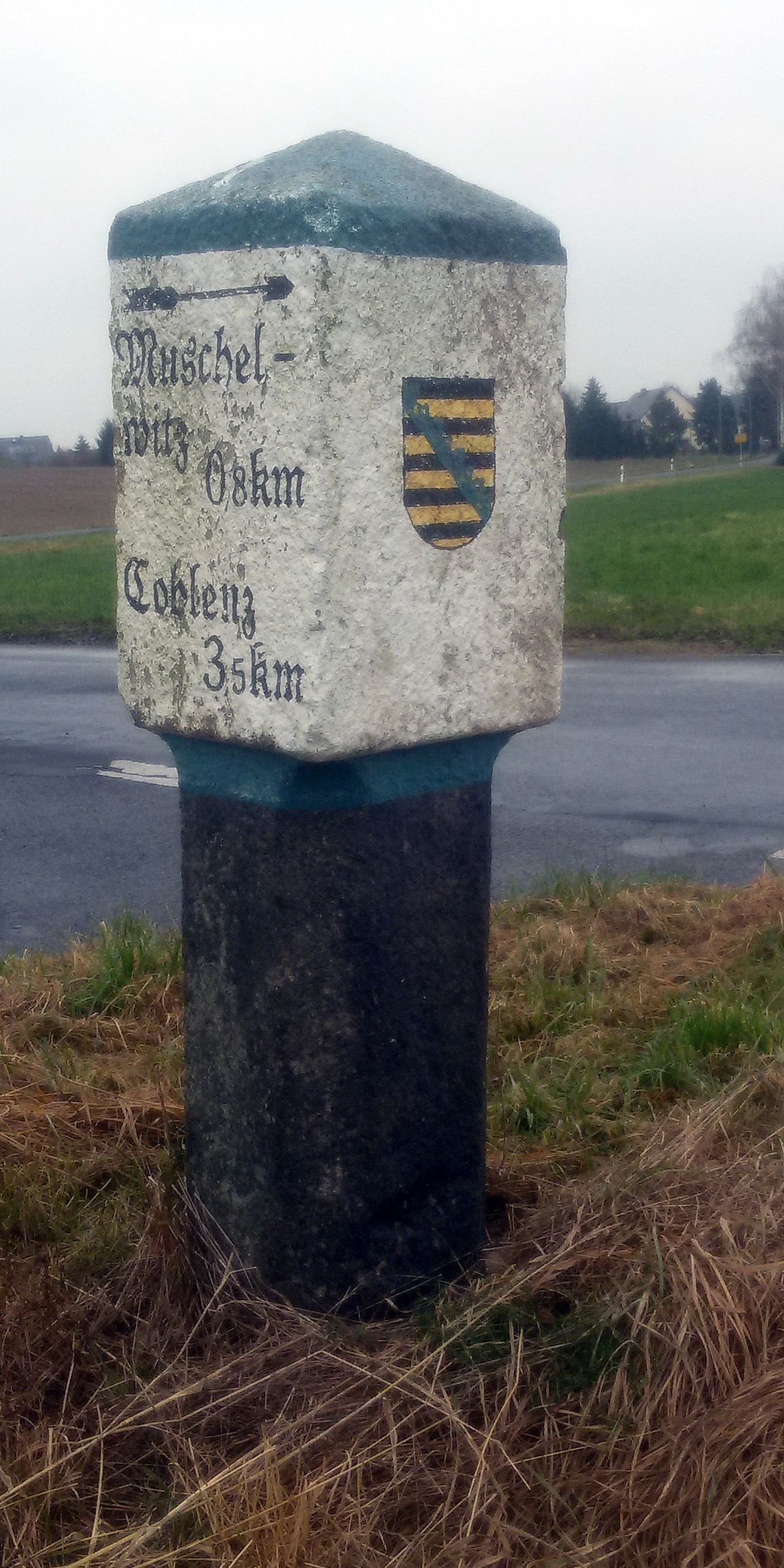
Wegweisersäule bei Dreikretscham (Sachsen)
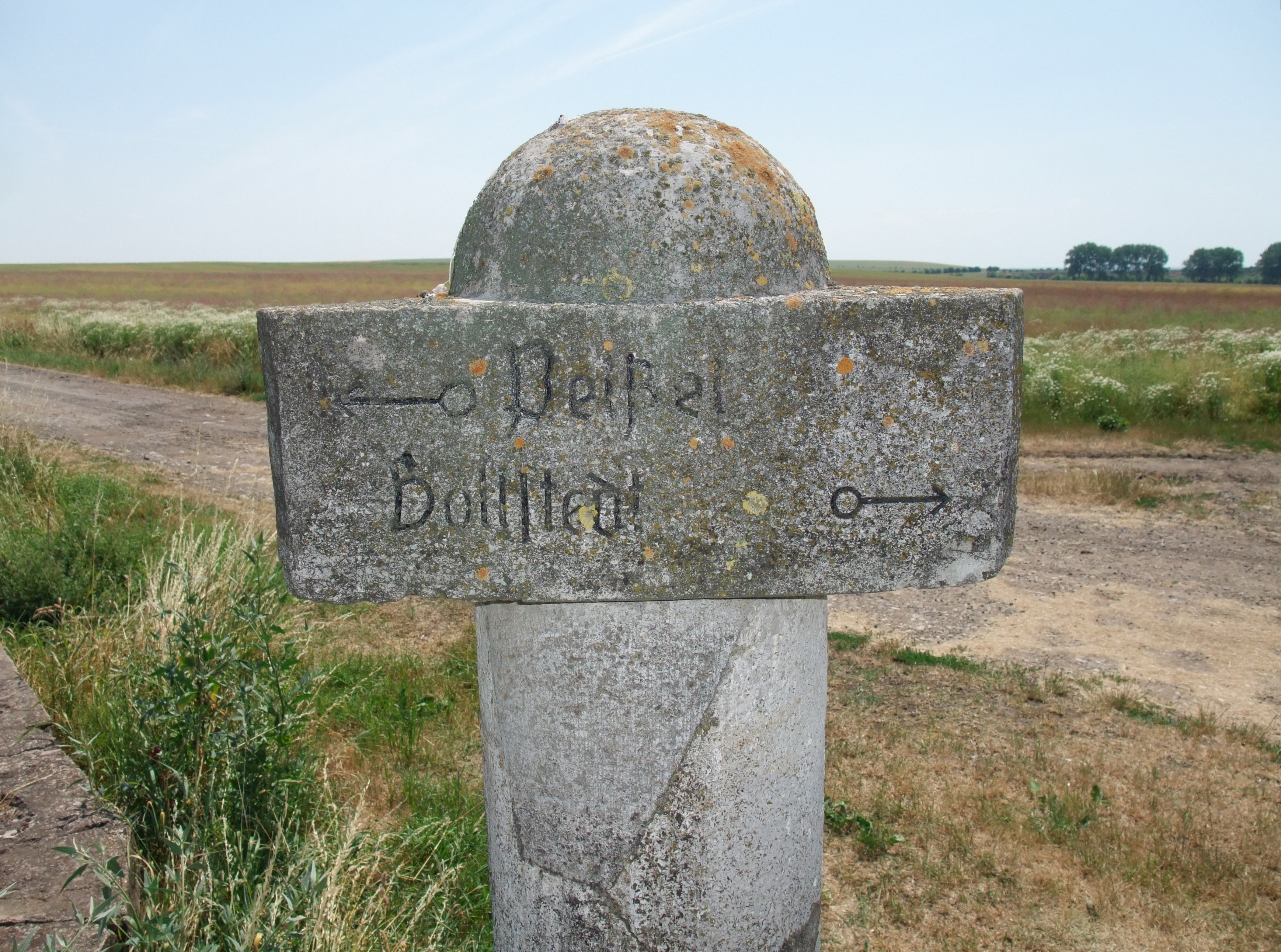
Wegweiserstein Bollstedt (Thüringen)

#### Kilometersteine
Eine weitere Gruppe von Distanzsteinen sind die Kilometersteine. Mit der Gründung des Deutschen Reiches im Jahr 1871 wurde beschlossen, die Meile überall in Deutschland durch Kilometer abzulösen, was bis zum Jahr 1875 schrittweise umgesetzt wurde. In den folgenden Jahrzehnten wurden Straßen häufig mit Kilometersteinen ausgestattet, die teils sogar im Abstand von 100 Metern (auch Hektometersteine genannt) standen. In anderen Fällen wurden Meilensteine in die neuen Abstände gerückt und mit Kilometerangaben versehen. In diesen Kontext gehören auch die sogenannten Myriametersteine in Anhalt und Preußen, die aller zehn Kilometer aufgestellt wurden.

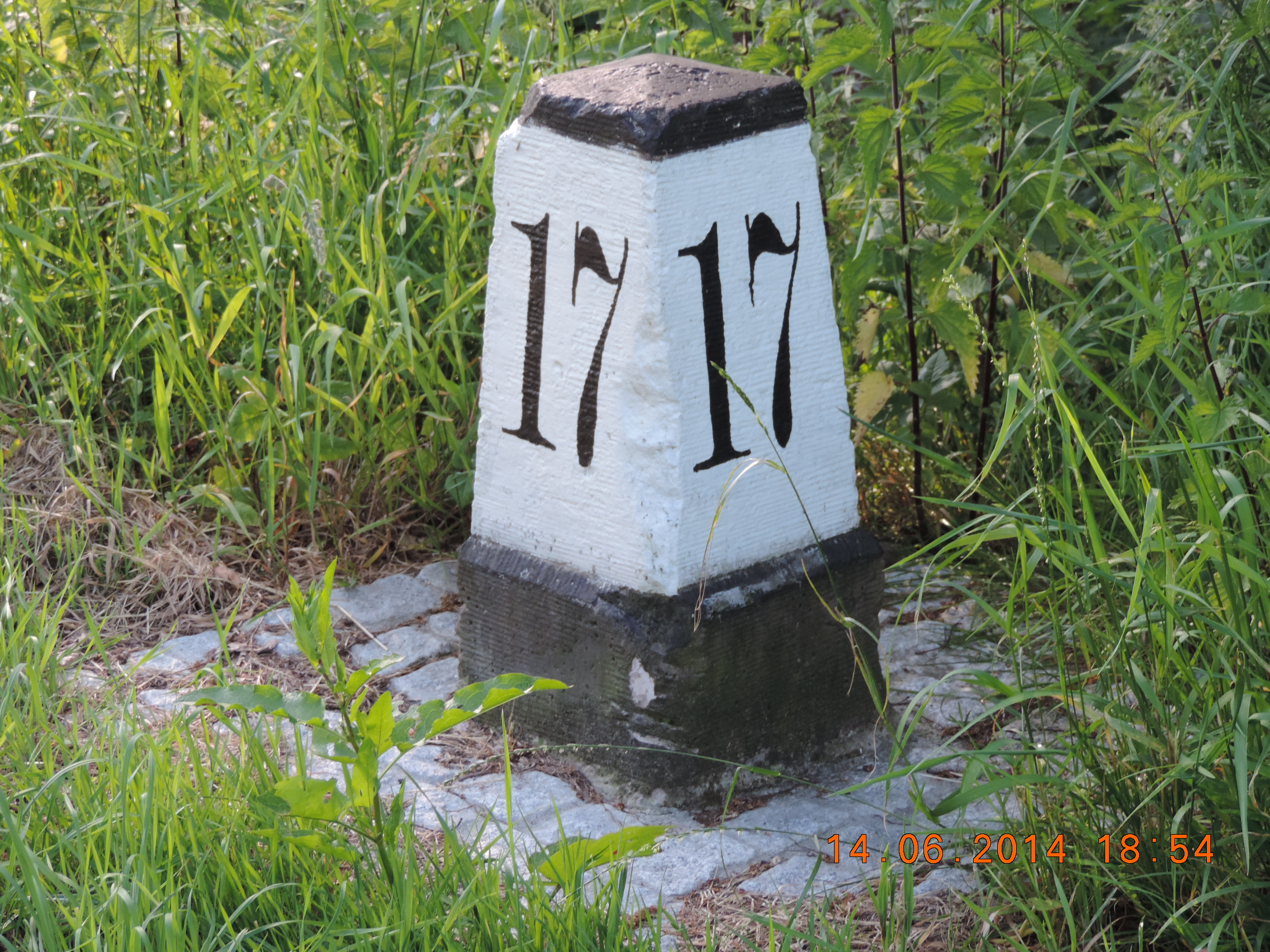
Ostfriesischer Kilometerstein beim Fliegerhorst Wittmundhafen (Niedersachsen)
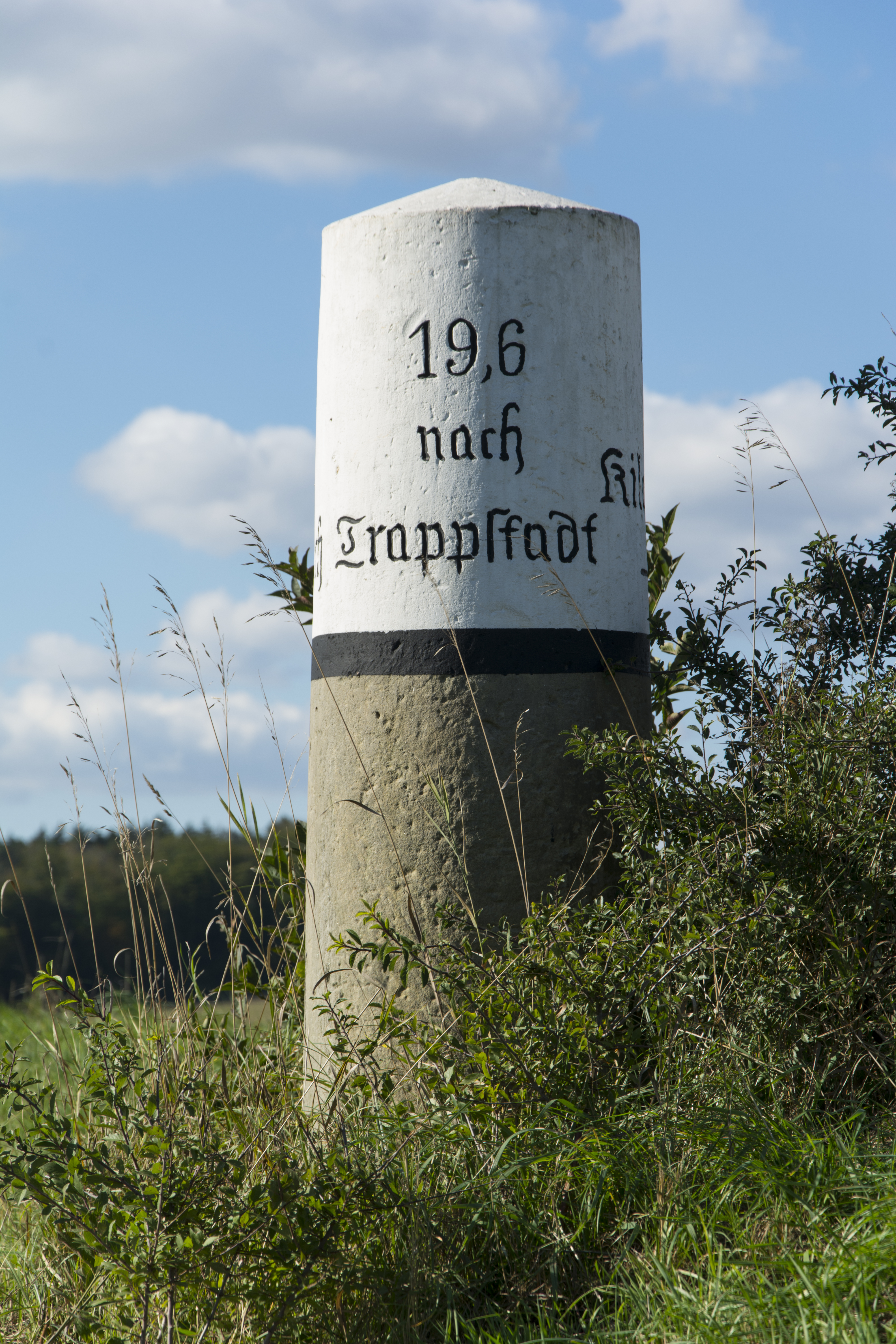
Maroldsweisach (Bayern)
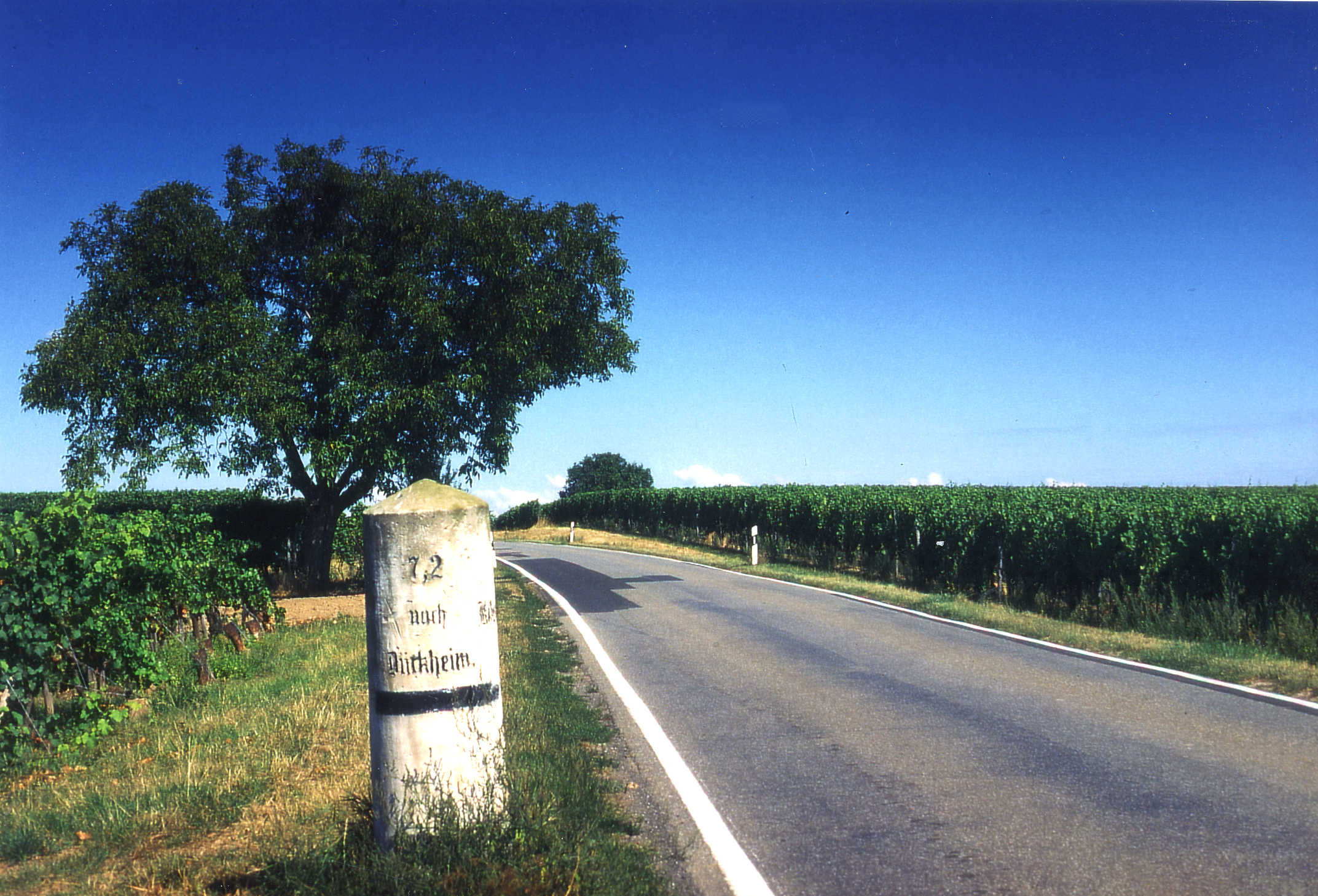
Gönnheim (Rheinland-Pfalz)
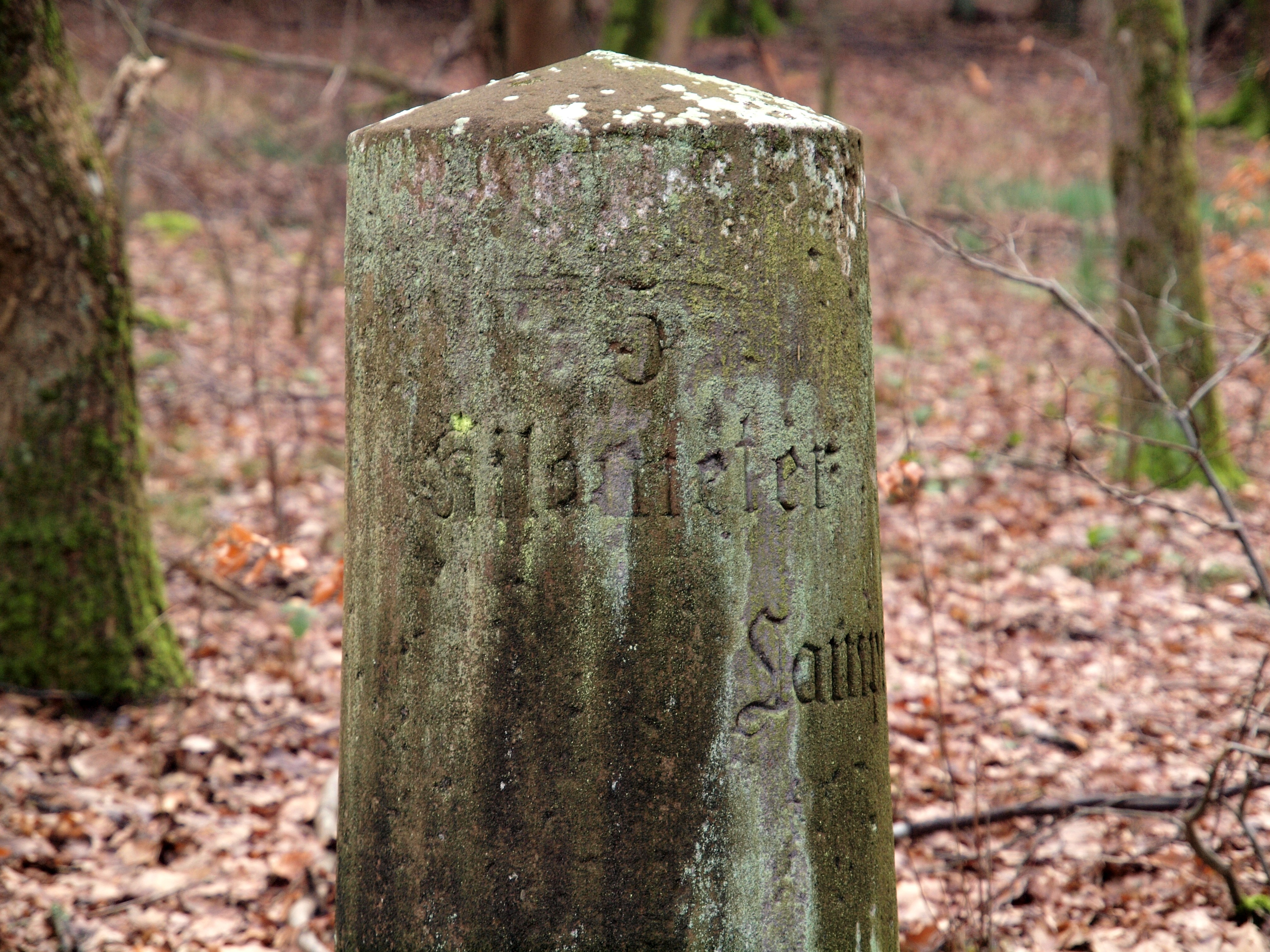
Rodenbach (Rheinland-Pfalz)
Grethen (Sachsen)
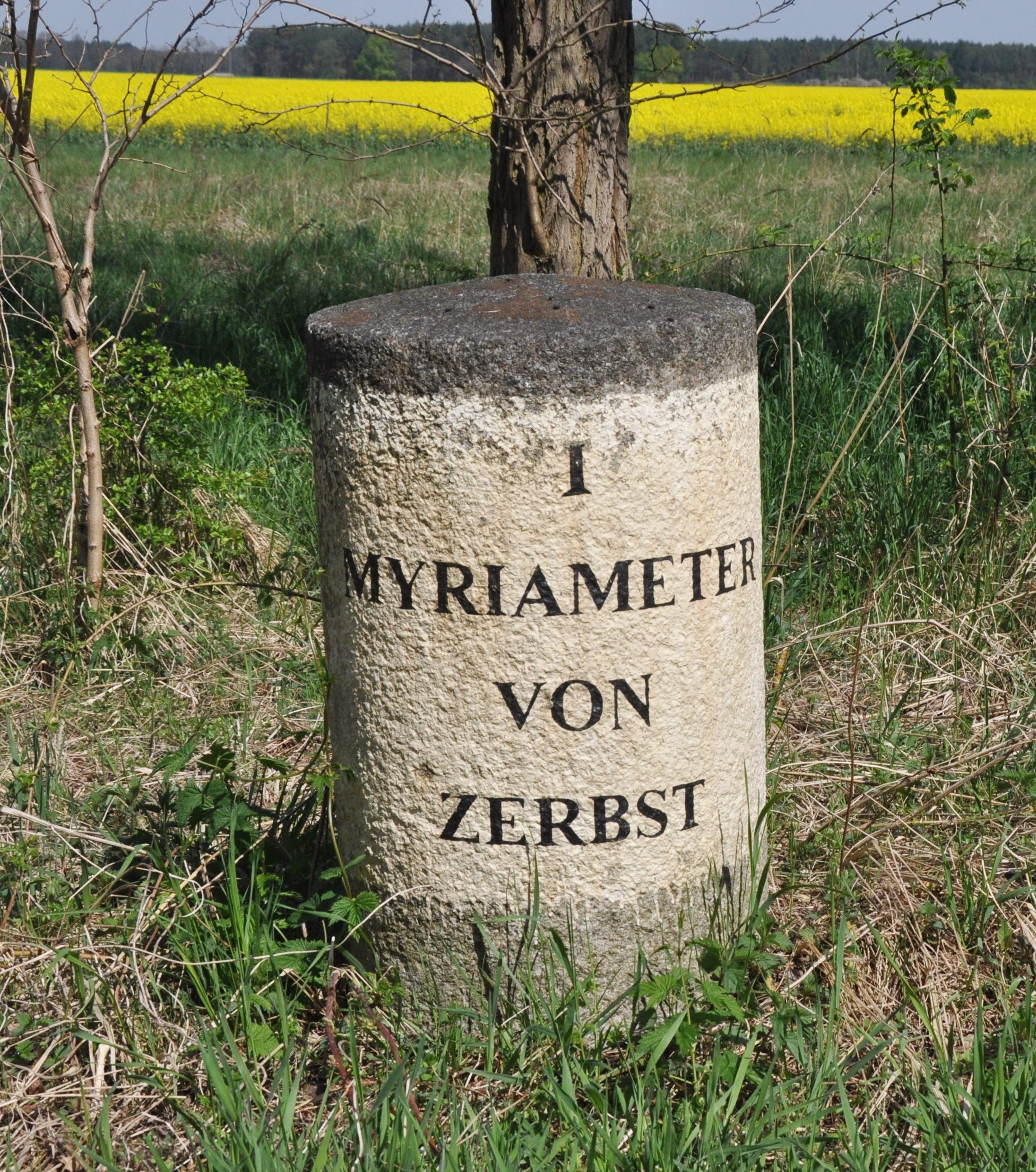
Myriameterstein Tochheim (Sachsen-Anhalt)
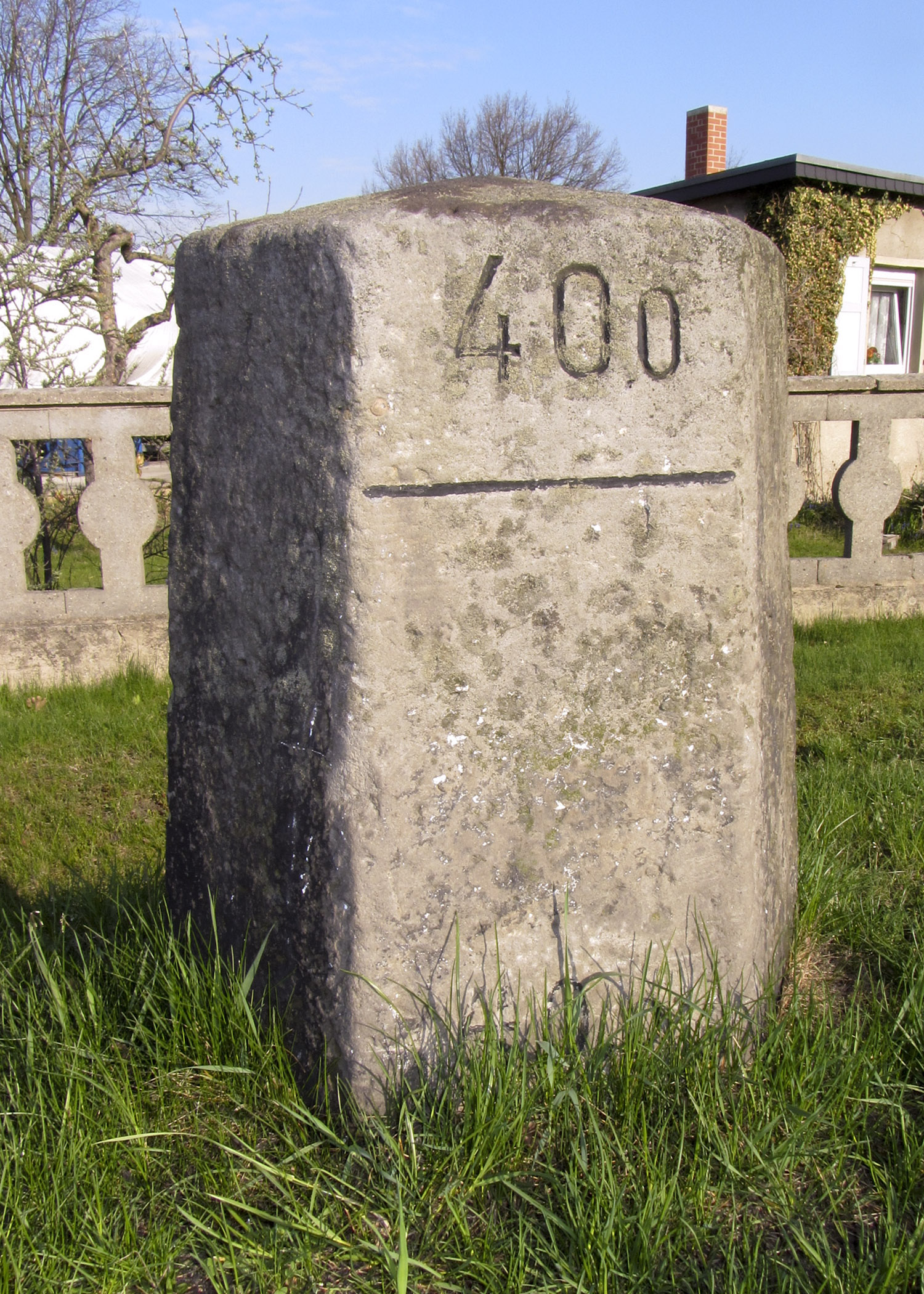
Myriameterstein Gossa (ehemaliger Meilenstein) (Sachsen-Anhalt)

Hingegen sind die Myriametersteine entlang des Rheins direkt als Kilometersteine entstanden und sind zugleich auch Vermessungssteine, eine Mehrfachnutzung, die sich auch bei Meilensteinen beobachten lässt, die teils Vermessungsmarken tragen. Ähnlich sind andere Wasserstraße mit Kilometersteinen versehen, etwa die Donau. In diese Kategorie gehören auch die Treidelsteine des Ludwig-Donau-Main-Kanals. Im Schienenverkehr sind sie ebenfalls üblich und werden Streckenkilometer genannt. In den Alpen finden sich zudem Kilometersteine an Gebirgspässen für Radfahrer, die aber nur teilweise aus Stein hergestellt wurden.

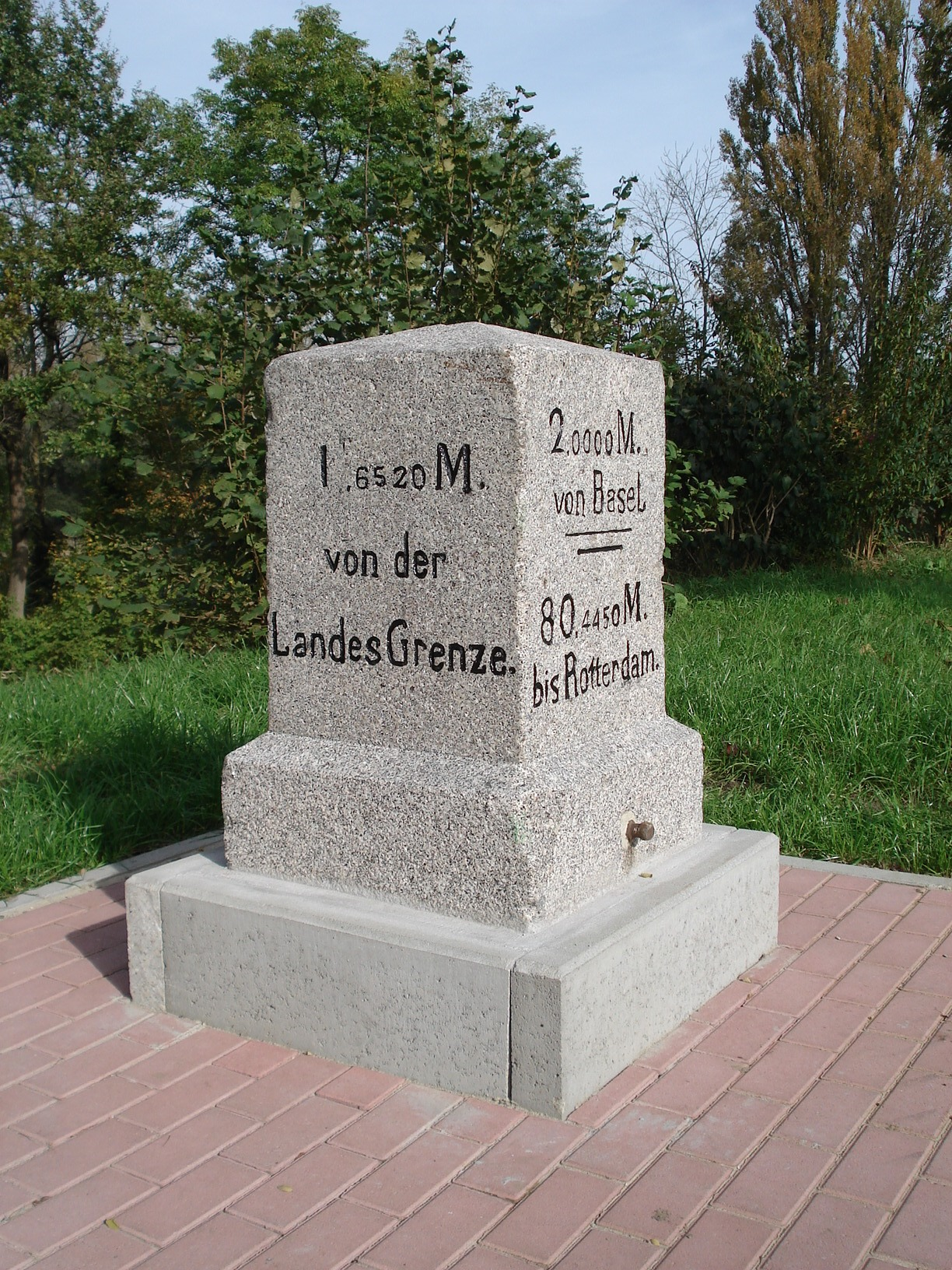
Myriameterstein am Rhein bei Bad Bellingen (Baden-Württemberg)
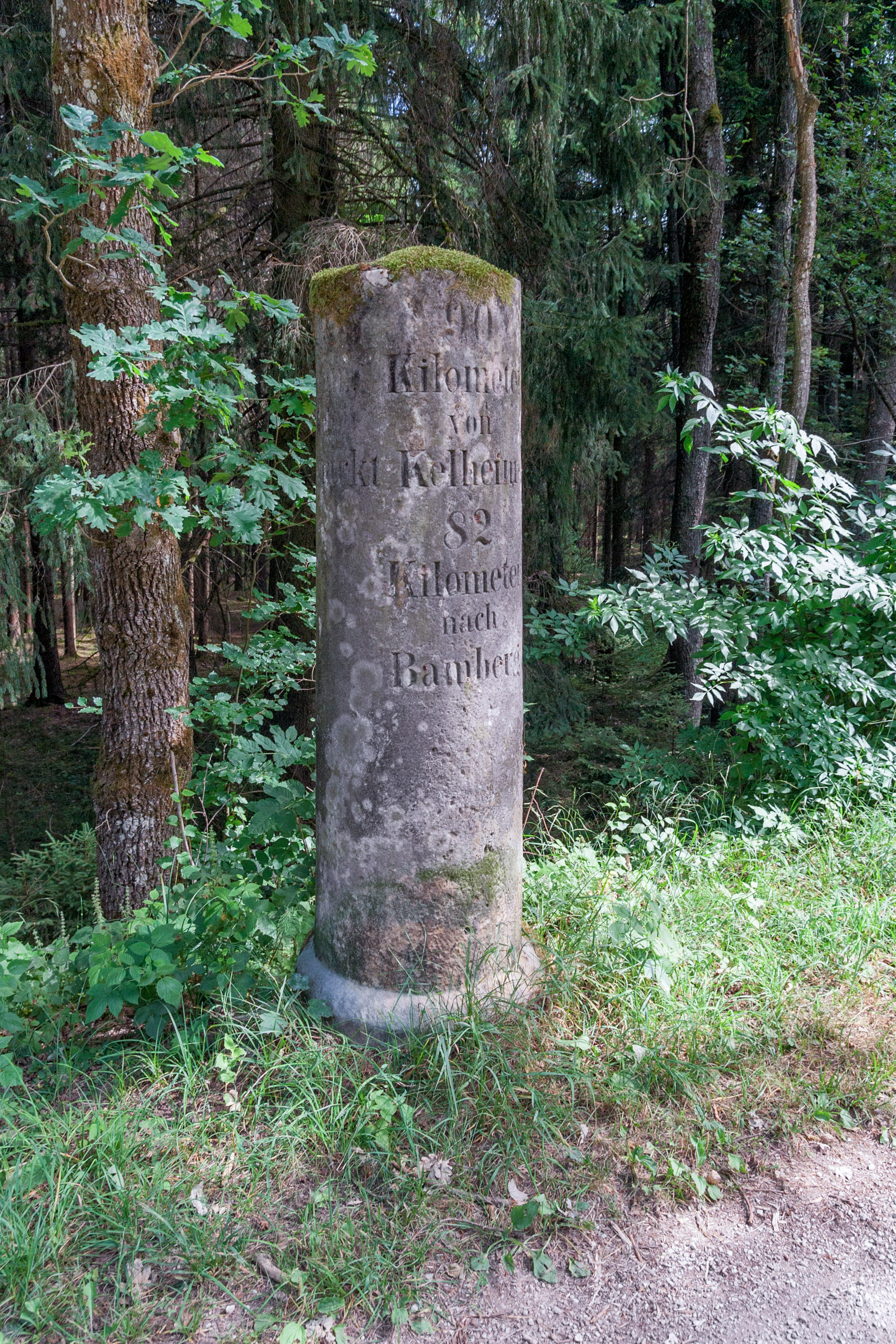
Treidelstein bei Pfeifferhütte am Ludwig-Donau-Main-Kanal (Bayern)
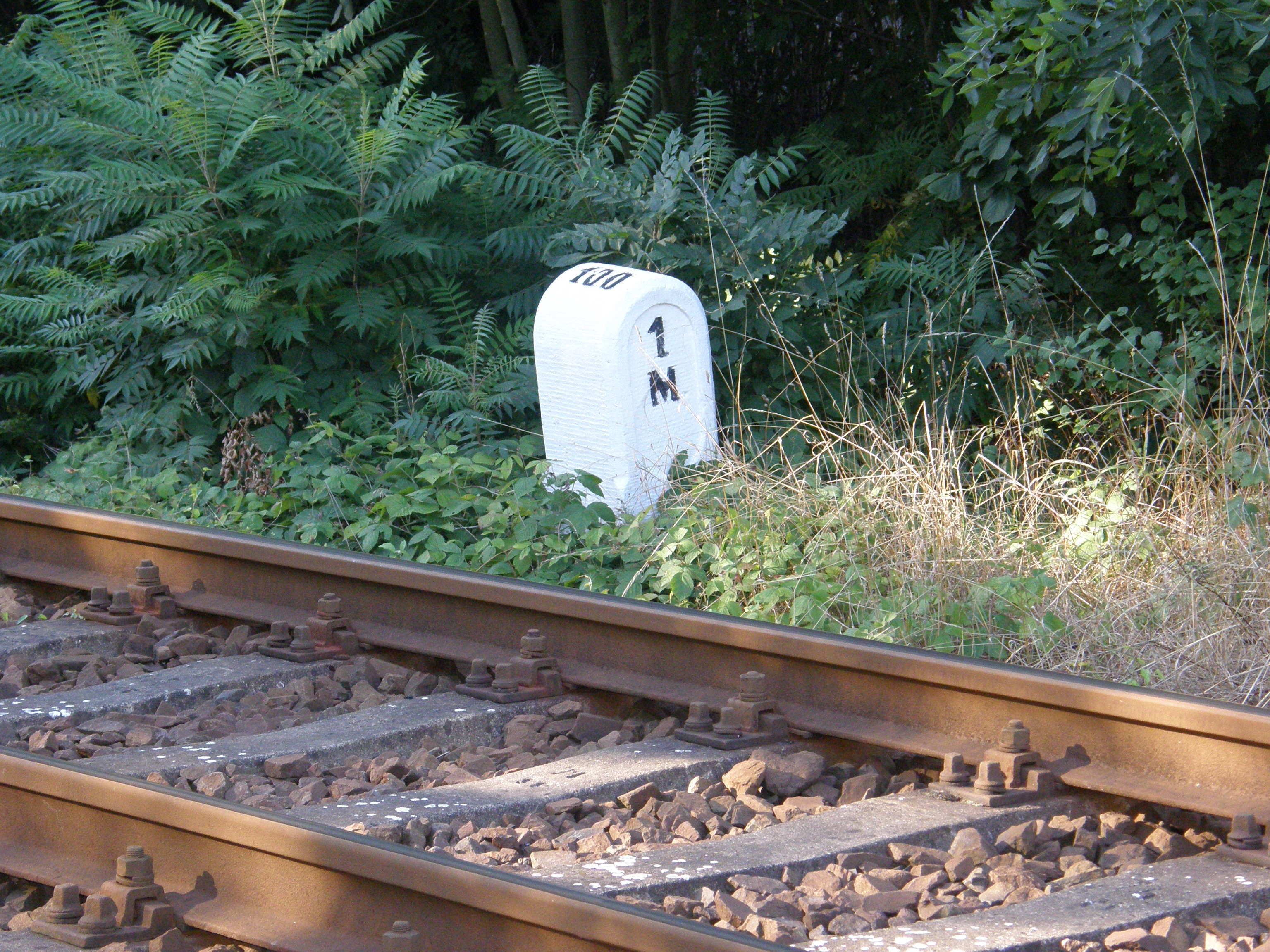
Myriameterstein Weischlitz (Eisenbahnstrecke Gera-Süd) (Thüringen)
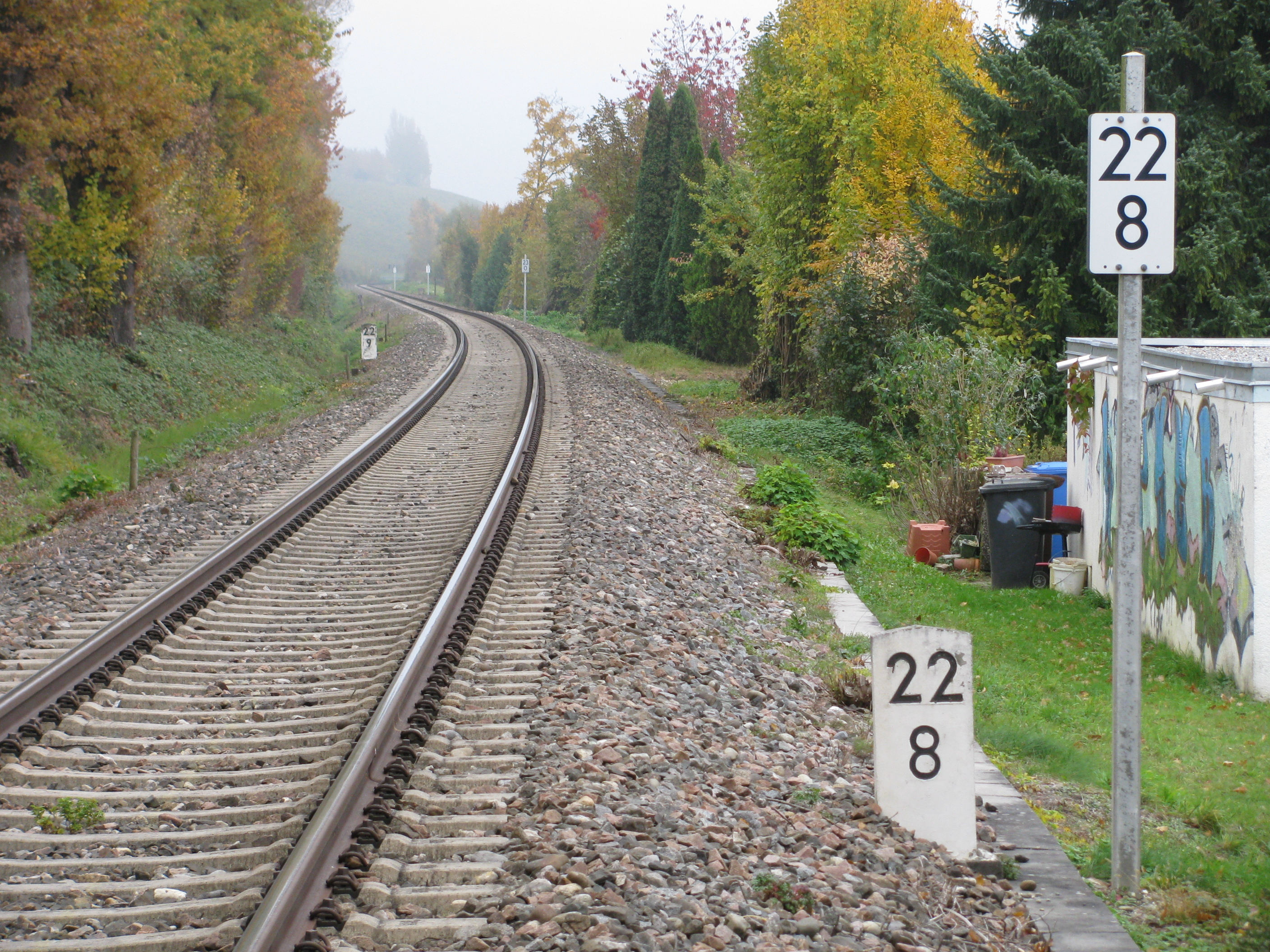
Hektometerstein Überlingen – Nußdorf (Baden-Württemberg)

#### Berliner Meilensteine
Die bisher jüngste größere Gruppe von Distanzsteinen in Deutschland sind die Berliner Meilensteine. Sie sollten ab dem Jahr 1954 aller 100 Kilometer entlang von Autobahnen aufgestellt werden, was aber nur teilweise umgesetzt wurde, und zeigten jeweils die Entfernung nach Berlin an, das sich damals isoliert im Staatsgebiet der DDR befand. Mit diesen Steinen sollte die geteilte Stadt im Bewusstsein bleiben. Neben der Entfernungsangabe trugen sie den Berliner Bär als Graffito. Selten sind hingegen Exemplare, auf denen der Berliner Bär als Vollplastik aufgestellt wurde (etwa in München oder Düsseldorf). Auch in zahlreichen Städten wurden diese Steine aufgestellt.

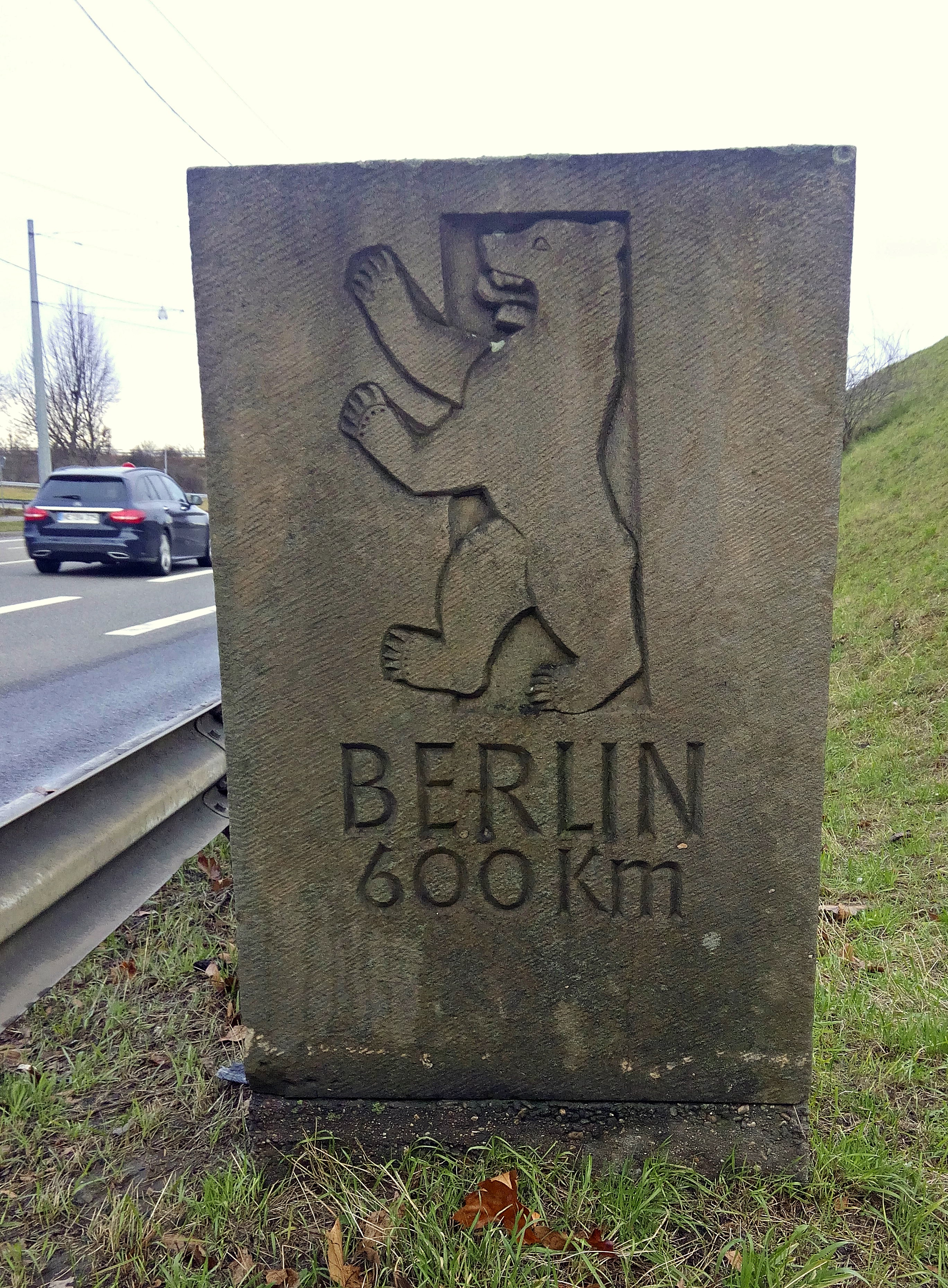
Frankenthal (Rheinland-Pfalz)
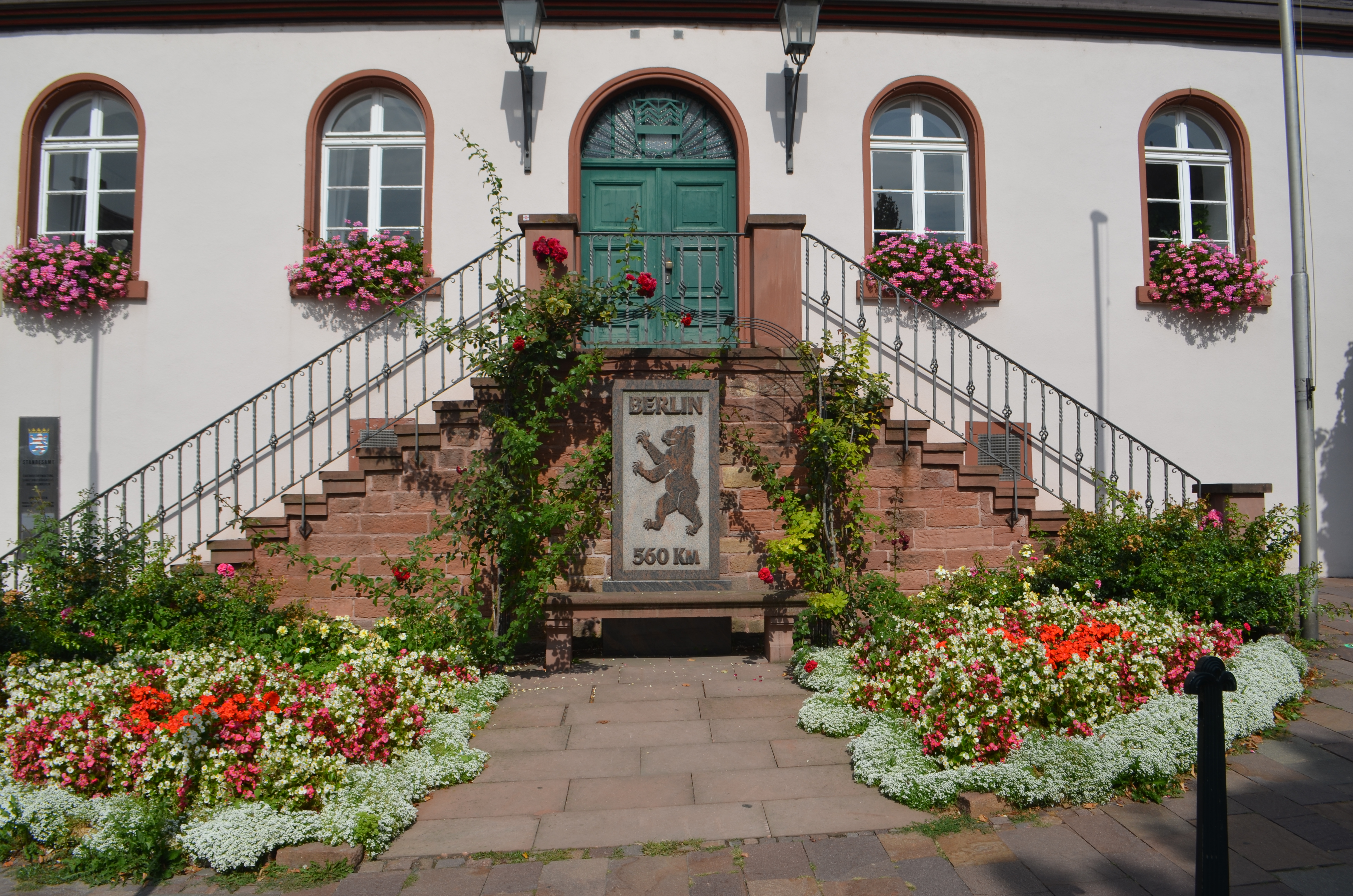
Bad Vilbel (Hessen)
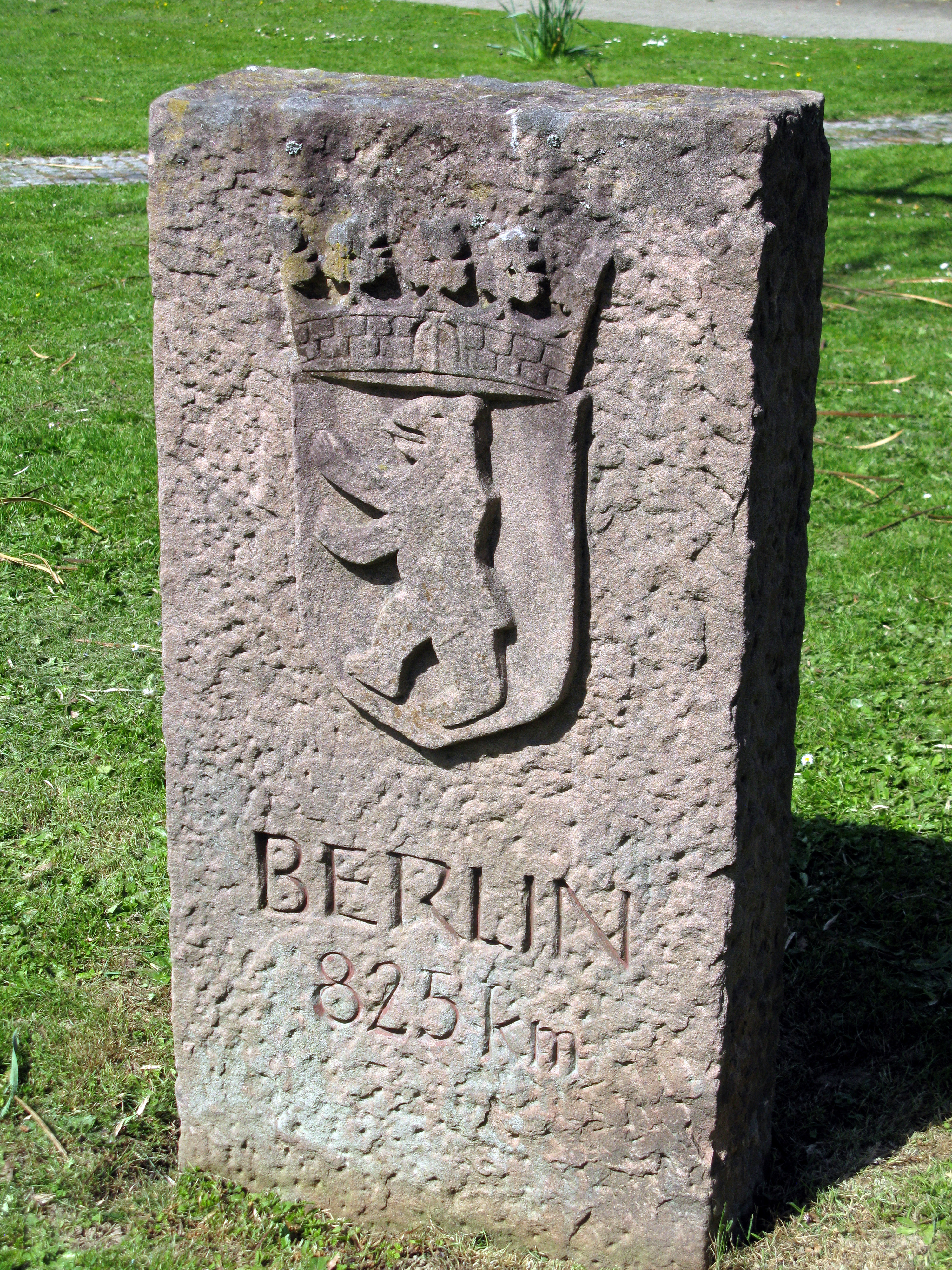
Denzlingen (Baden-Württemberg)
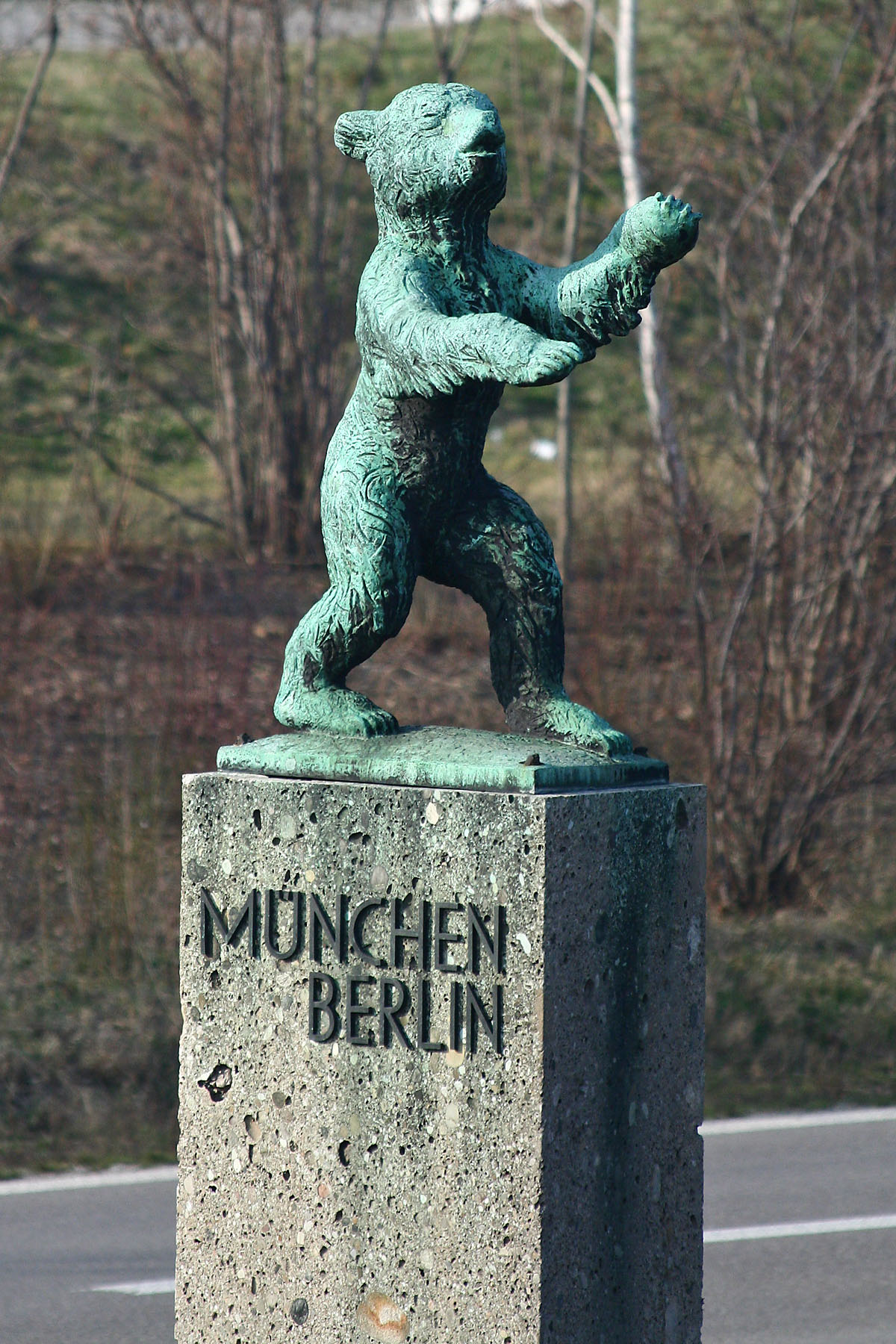
München an der A9 (Bayern)
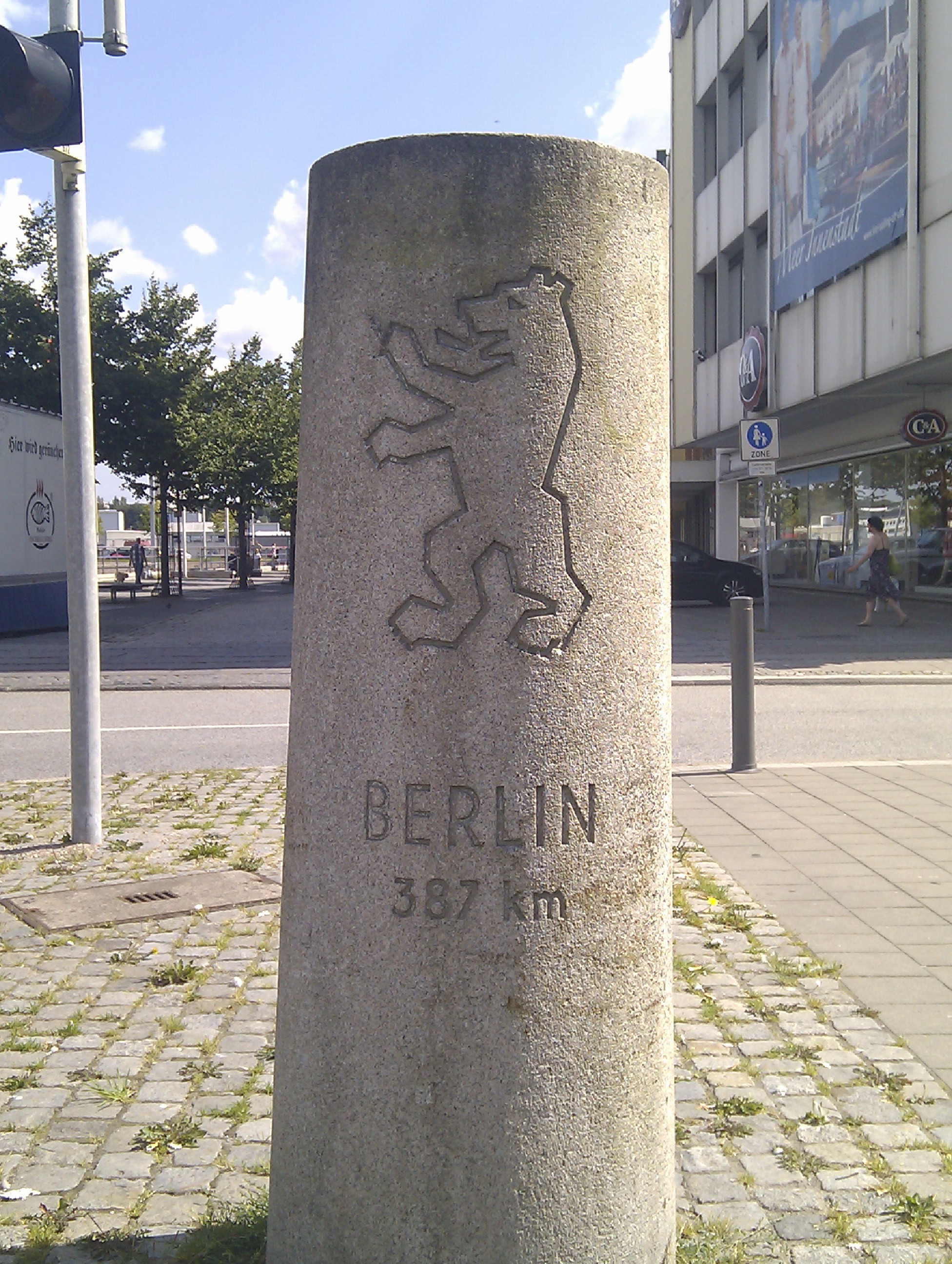
Kiel (Schleswig-Holstein)
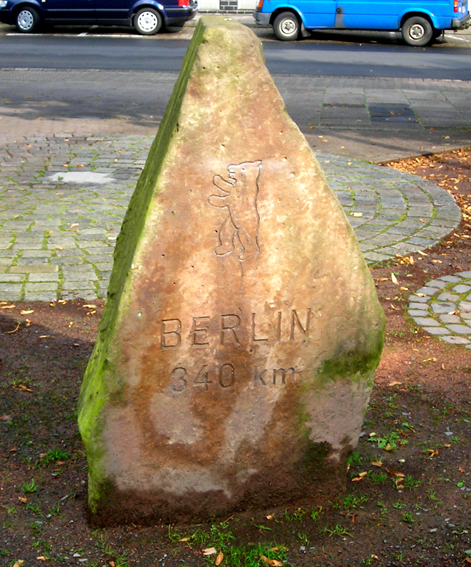
Uslar (Niedersachsen)

### Europa
Überall in Europa gibt es systematische Setzungen von Distanzsteinen. Ihre Erforschung ist sehr unterschiedlich weit vorangeschritten, daher ist es nicht ganz einfach, einen Überblick zu erlangen. Das erklärt sich hauptsächlich aus der Entwicklungsgeschichte der europäischen Staaten. So erforscht in Dänemark die Dansk Vejhistorisk Selskab dänische Meilensteine, die sich aber zum Teil auch in Schleswig-Holstein befinden, die deutsche Forschungsgruppe Meilensteine erfasst auch Meilensteine in Polen. Solche Beispiele von heute grenzübergreifenden Systemen von Distanzsteinen finden sich an vielen Stellen in Europa, was die Erfassung erschwert.

#### Römische Meilensteine
Naturgemäß finden sich in zahlreichen Ländern Europas römische Meilensteine, darunter Albanien, Rumänien, die jugoslawischen Nachfolgestaaten (dort miljokaz genannt), Portugal, Italien, Frankreich und auf den britischen Inseln. Auch in der Türkei und Griechenland sowie in zahlreichen mitteleuropäischen Staaten sind Miliaria erhalten. Insgesamt kennt man bisher zirka 7.500 Steine.

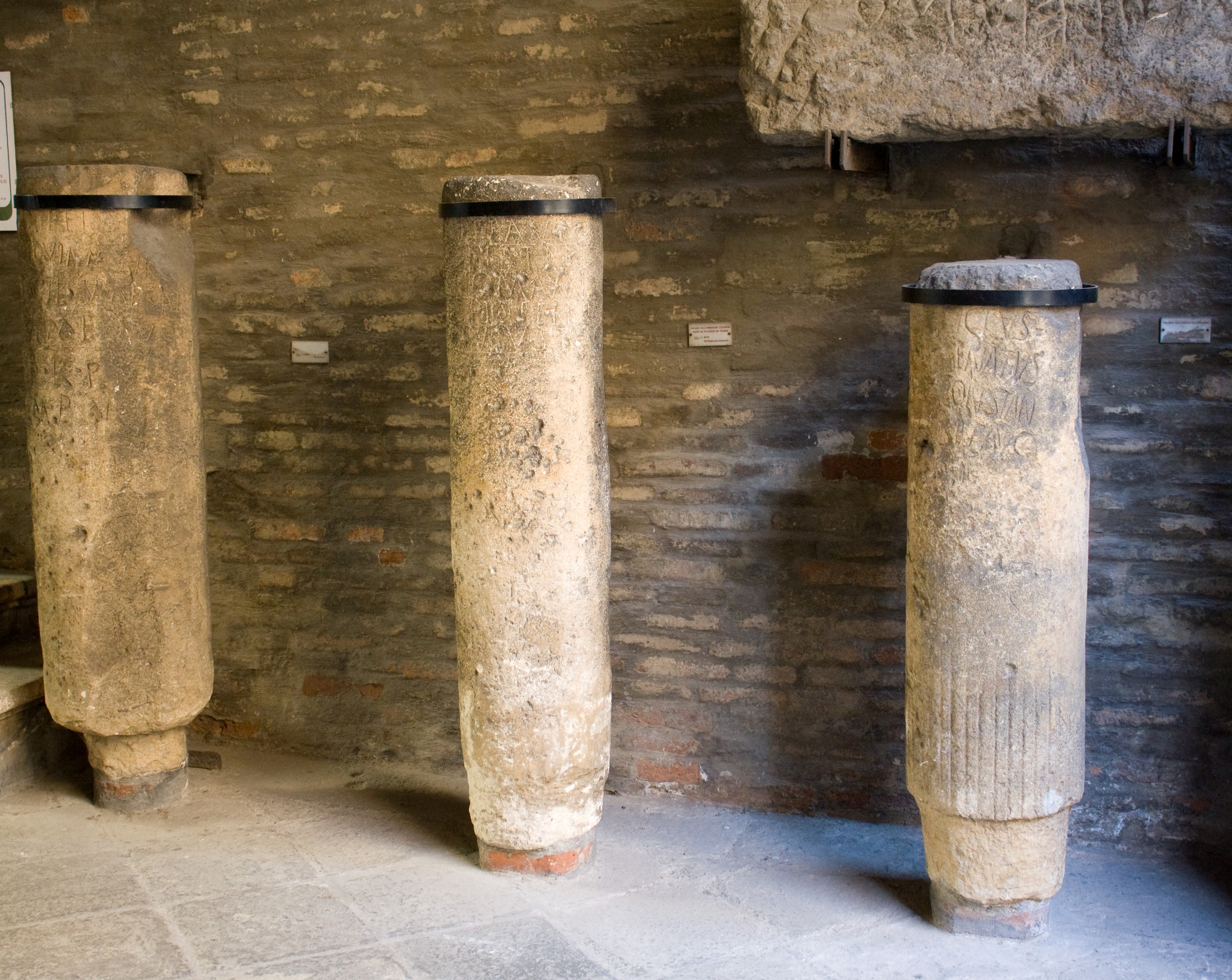
Vicenza (Italien)
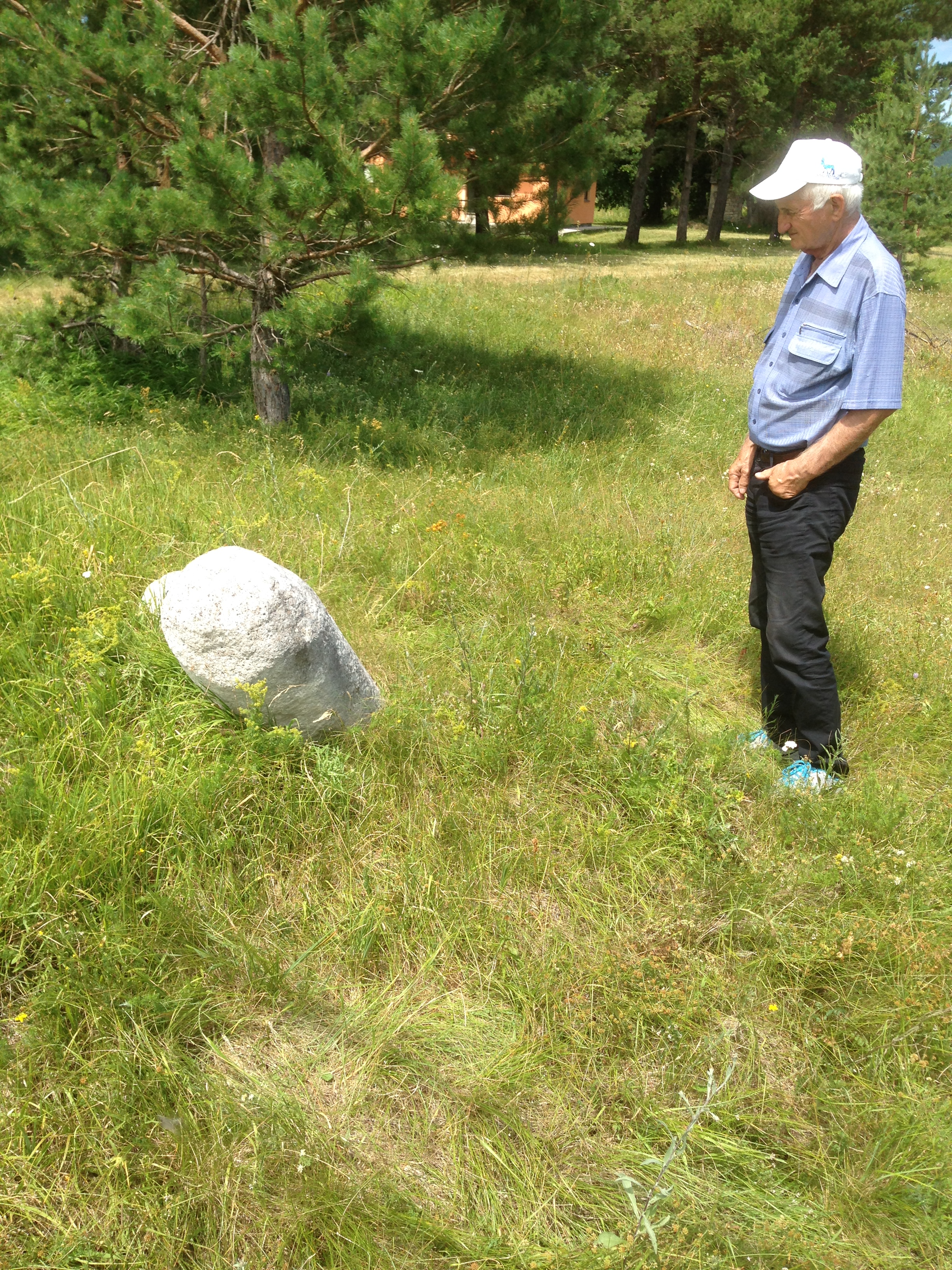
Bosanski Petrovac (Bosnien-Herzegowina)
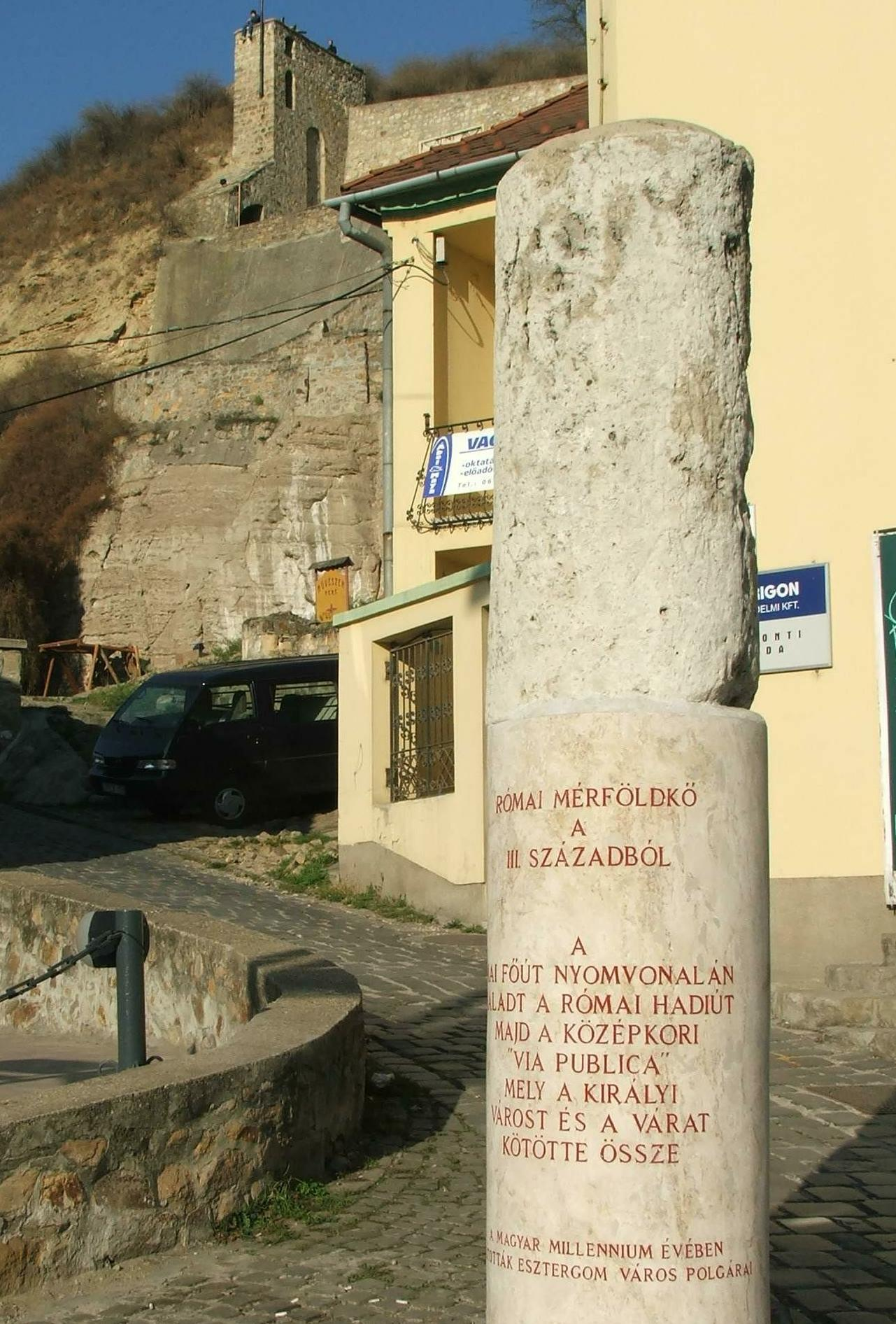
Esztergom (Ungarn)
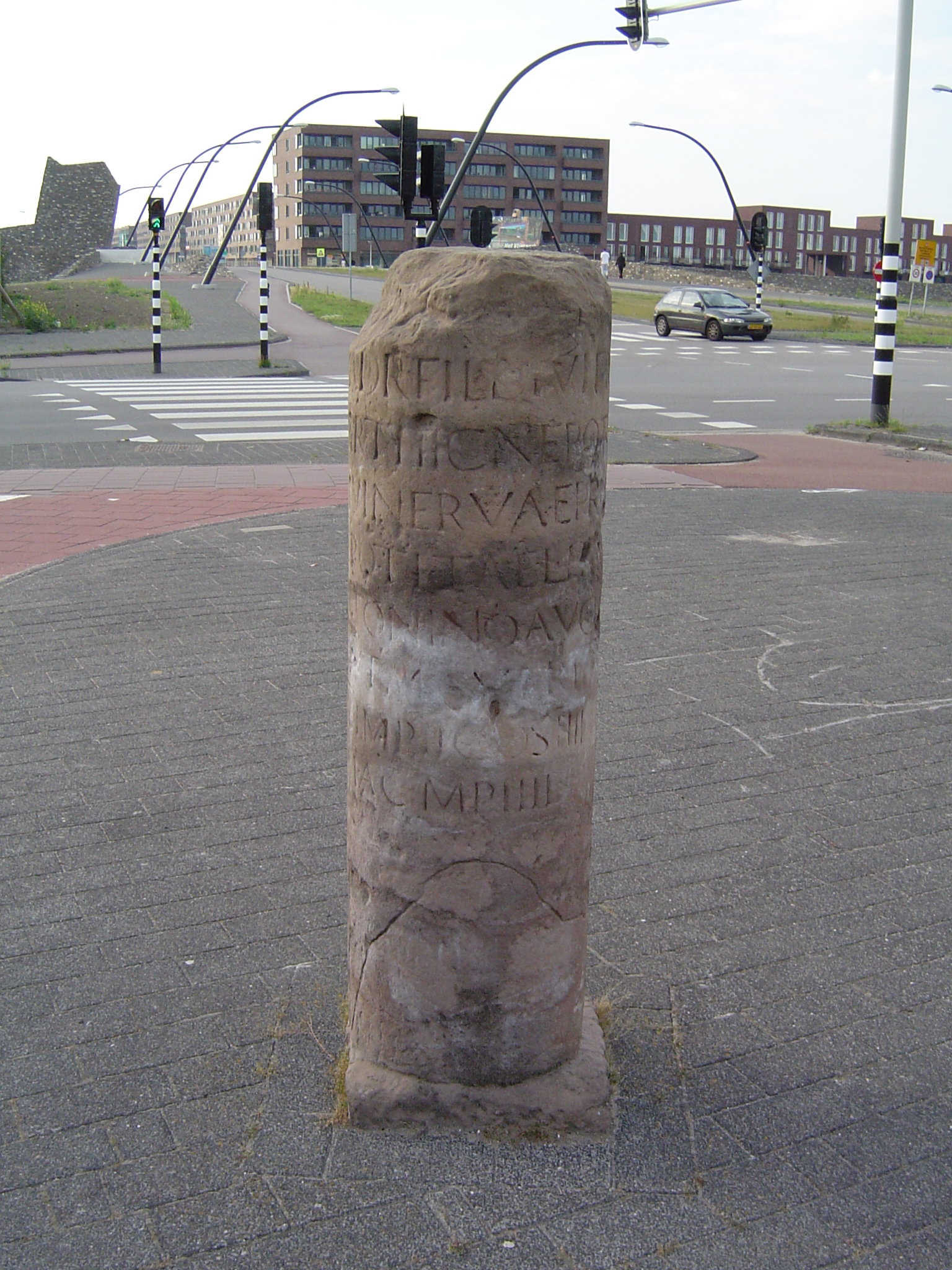
Den Haag (Niederlande)
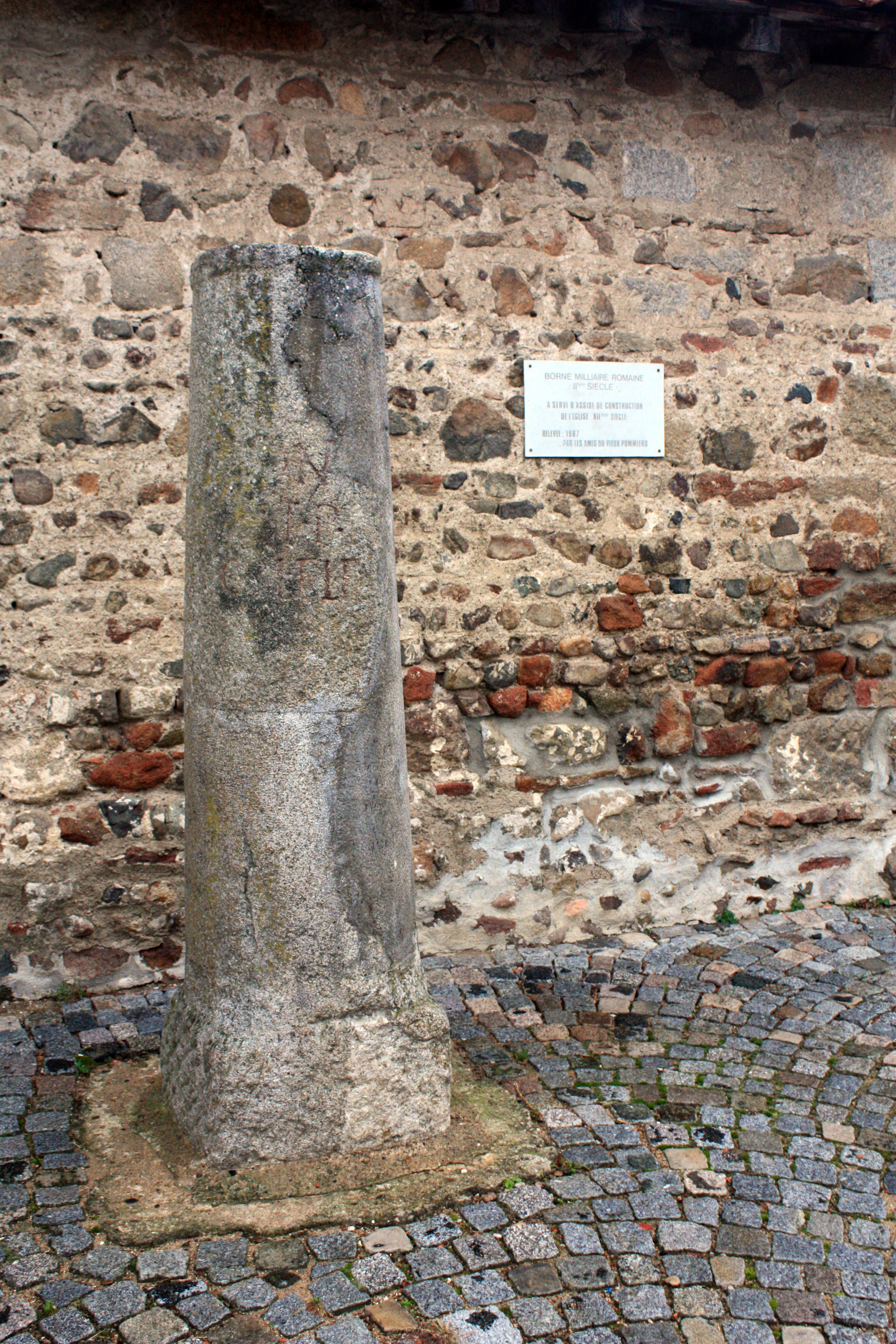
Pommiers (Frankreich)
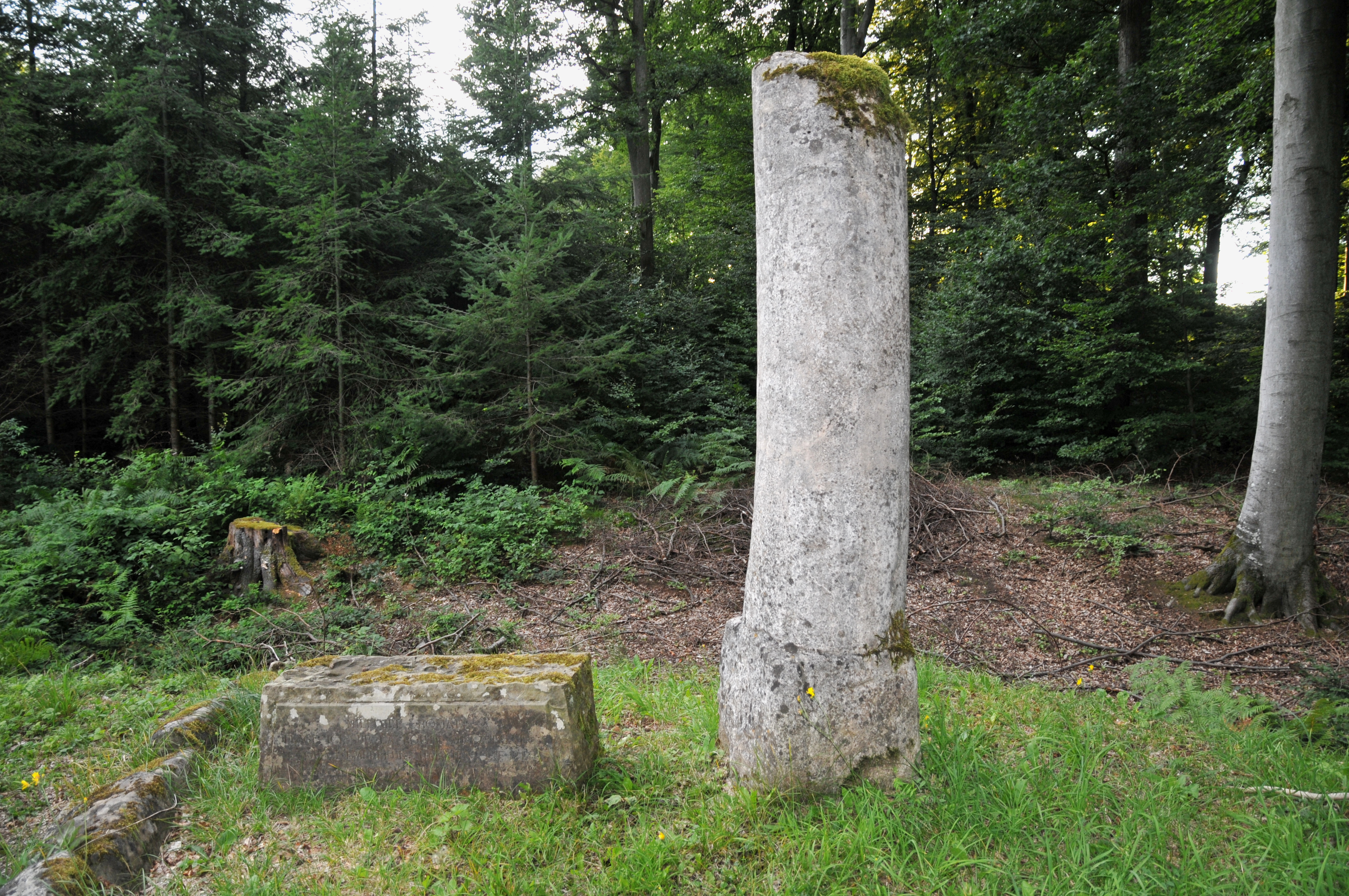
Bei Medingen (Luxemburg)
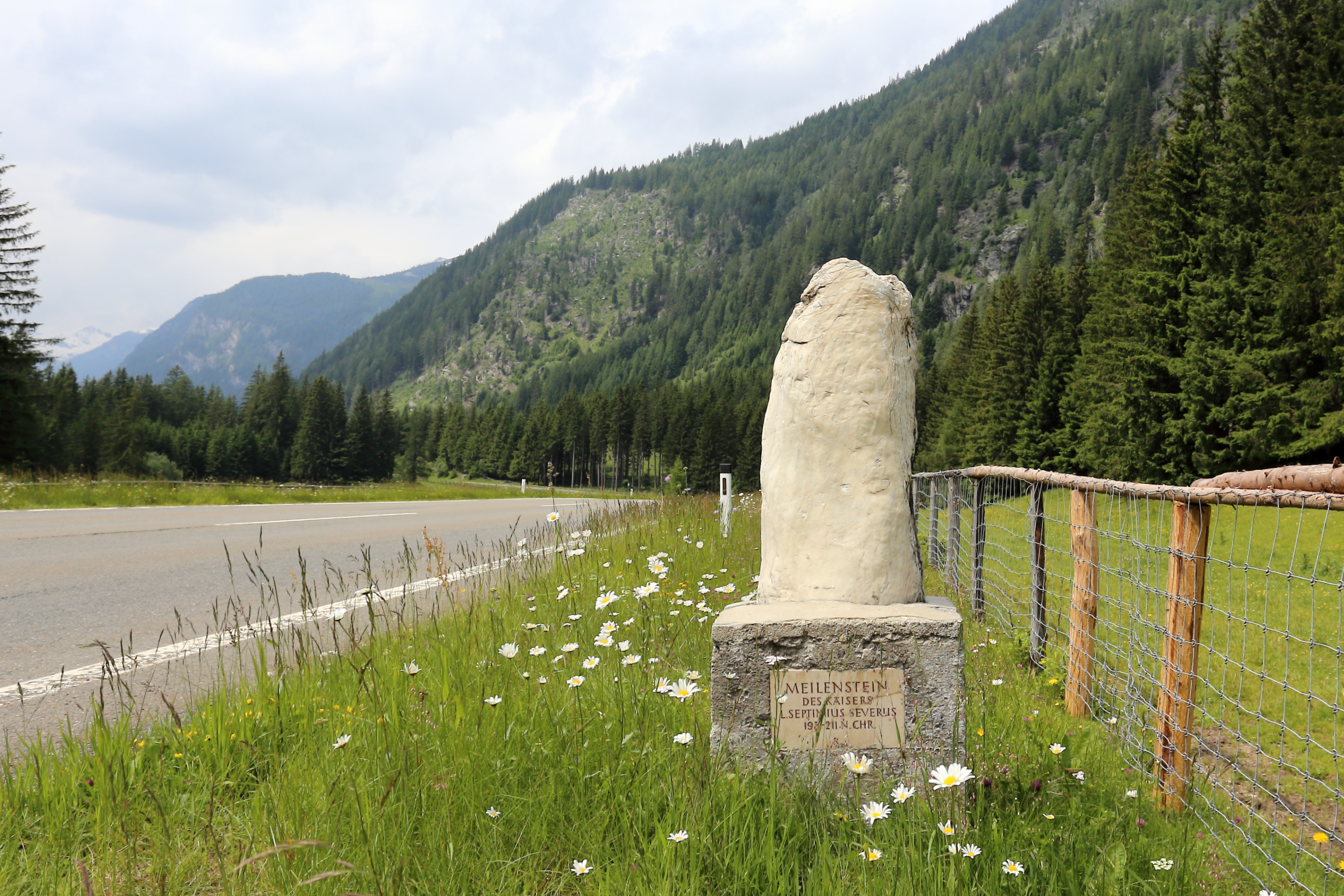
Bei Mauterndorf (Österreich)
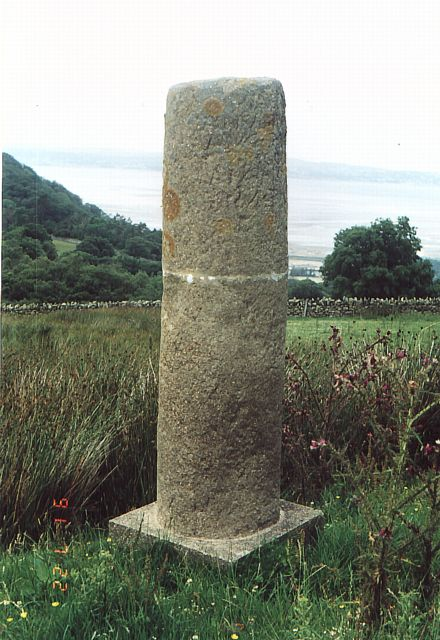
Bei Llanfairfechan (Wales)
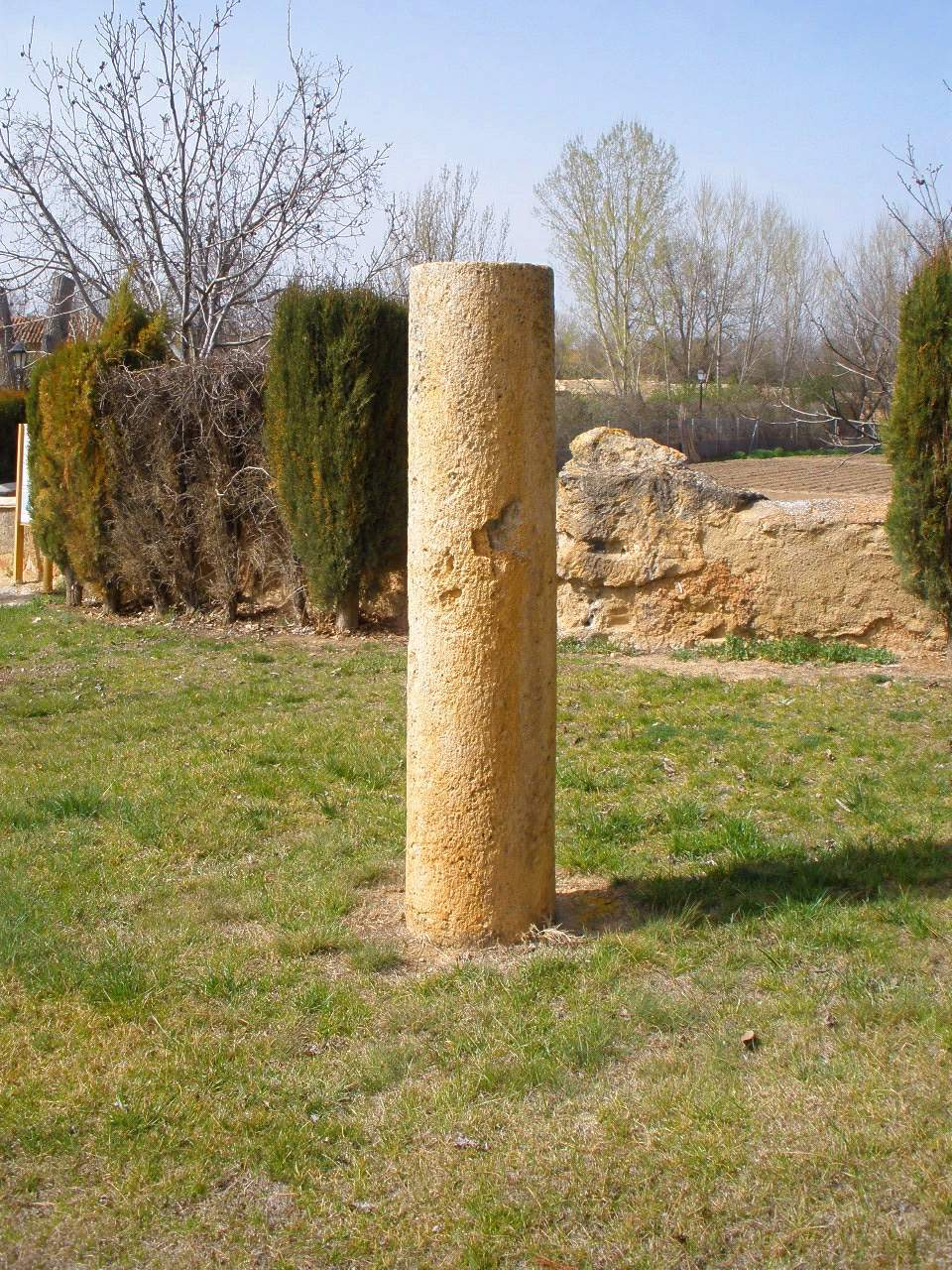
Calamocha (Spanien)
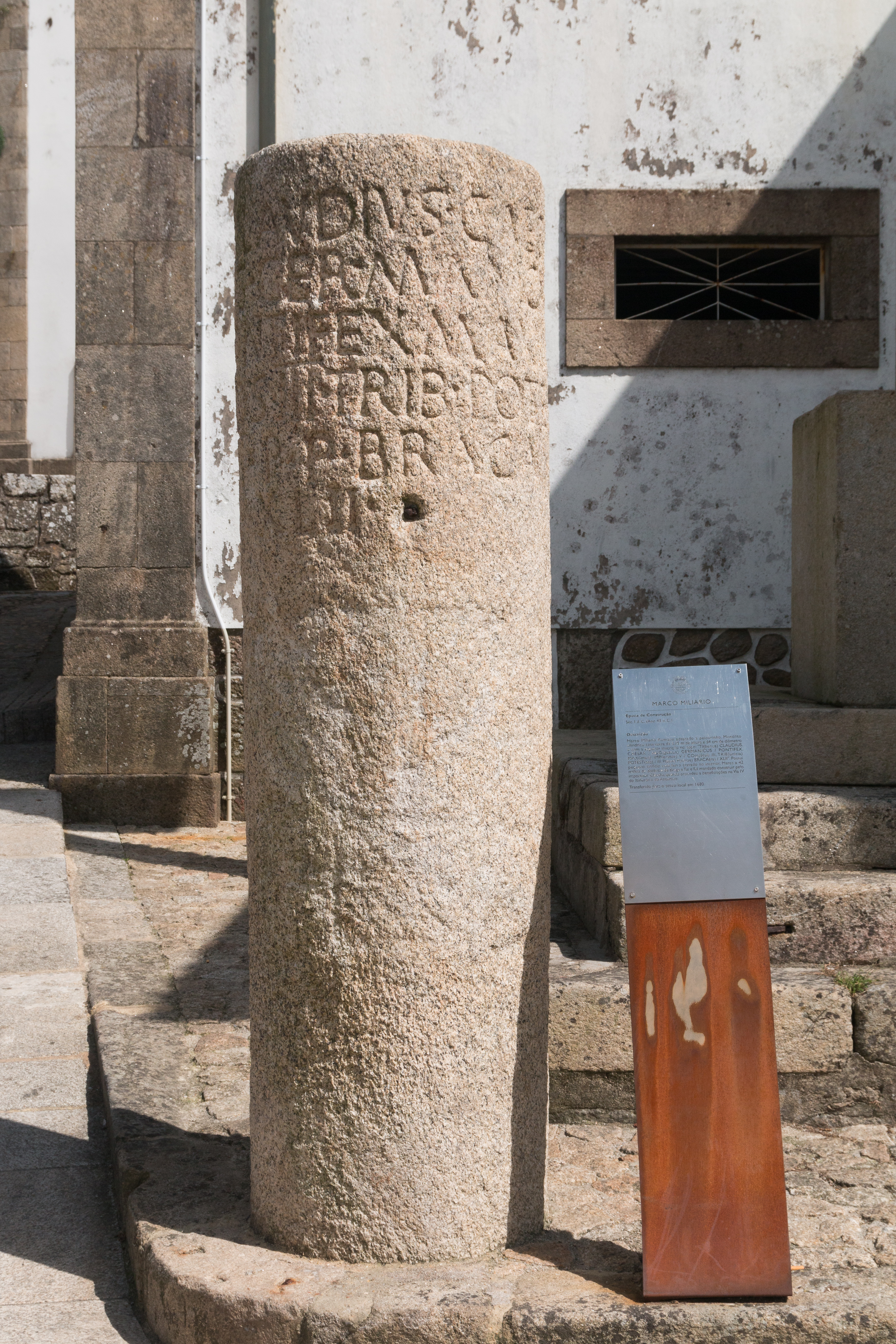
Valença (Portugal)

#### Skandinavien
In Dänemark führte König Christian V. (1646–1699) Meilensteine ein. Sie trugen die königlichen Initialen. Auch spätere Herrscher ließen Meilensteine setzen, so dass es heute sieben verschiedene Formen gibt: Stele, Stele mit Sockel, Obelisk, drei Arten von Kegelstümpfen (Keglestub) sowie Pyramidenstümpfe (Pyramidestub). In Schweden wurden die hölzernen Meilenanzeiger ab zirka 1750 durch Meilensteine ersetzt. Mitte des 19. Jahrhunderts ging man zur Anfertigung von Meilenanzeigern aus Eisen über, da diese billiger herzustellen waren. Insgesamt geht man von 8.000 Meilenanzeigern aus. In Norwegen stellte man Meilensteine aus Granit her, es gibt auch Meilenanzeiger aus Gusseisen.

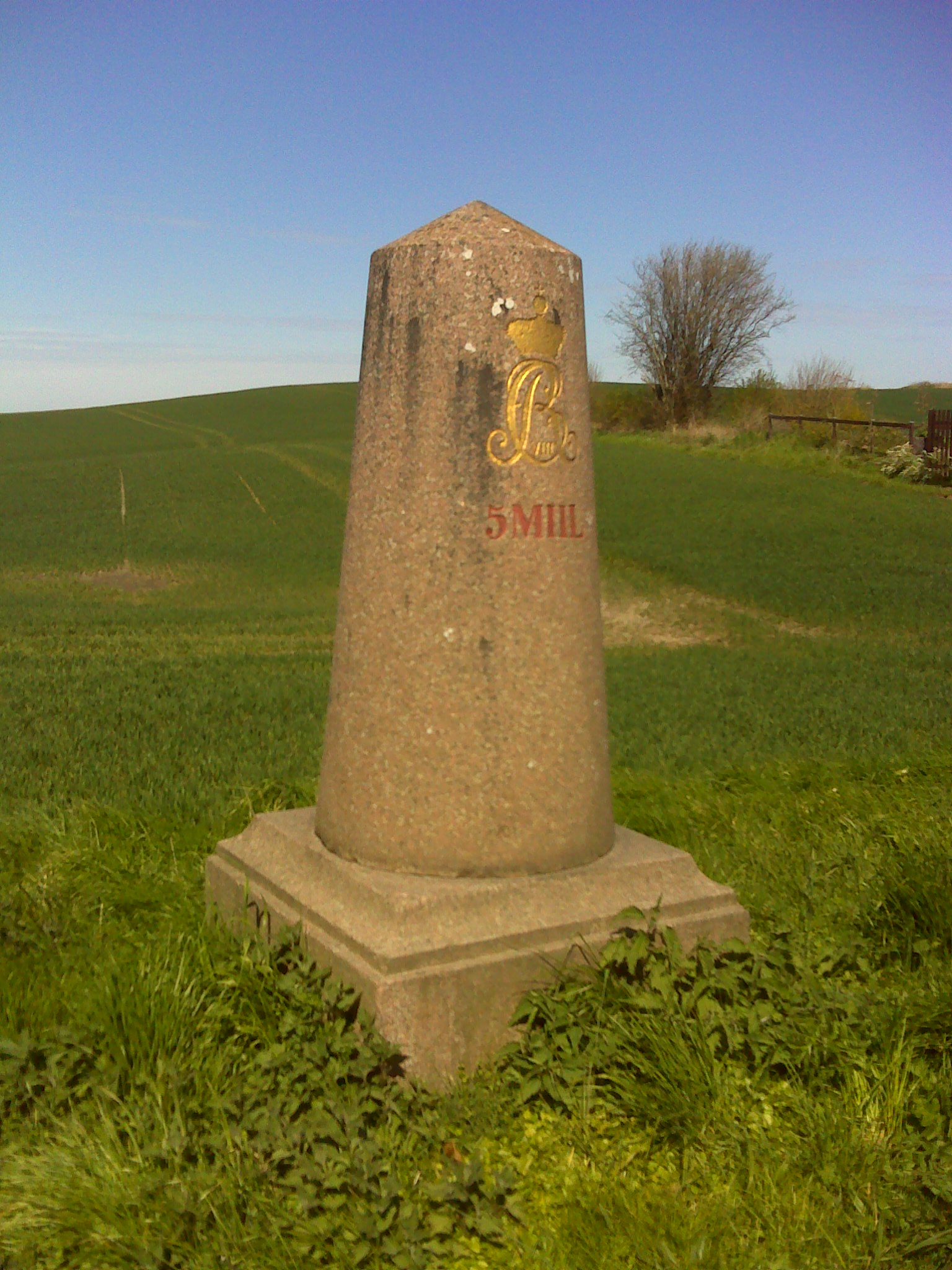
Ganzmeilenstein in Blommenslyst (Dänemark)
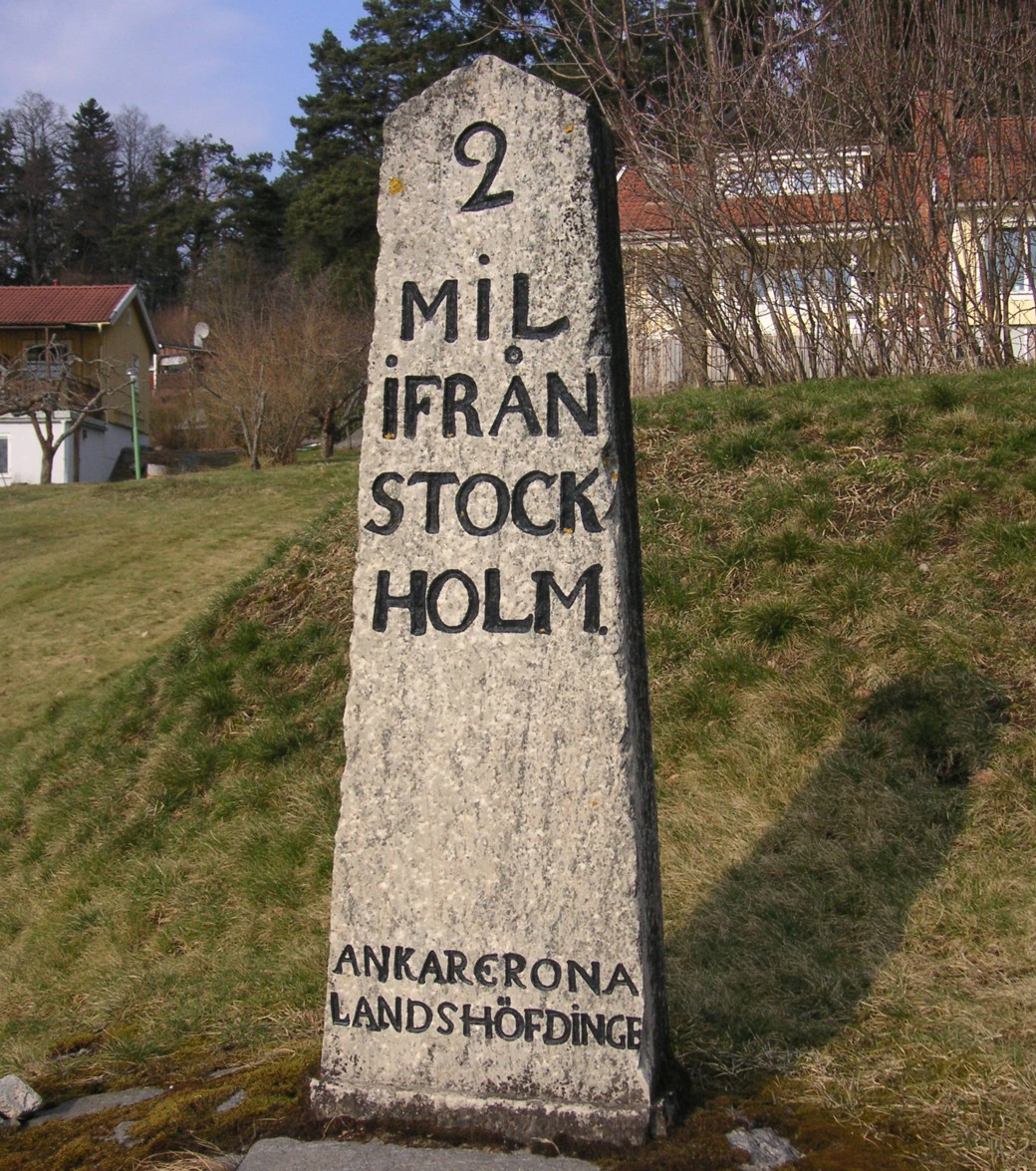
Ganzmeilenstein in Botkyrka (Schweden)
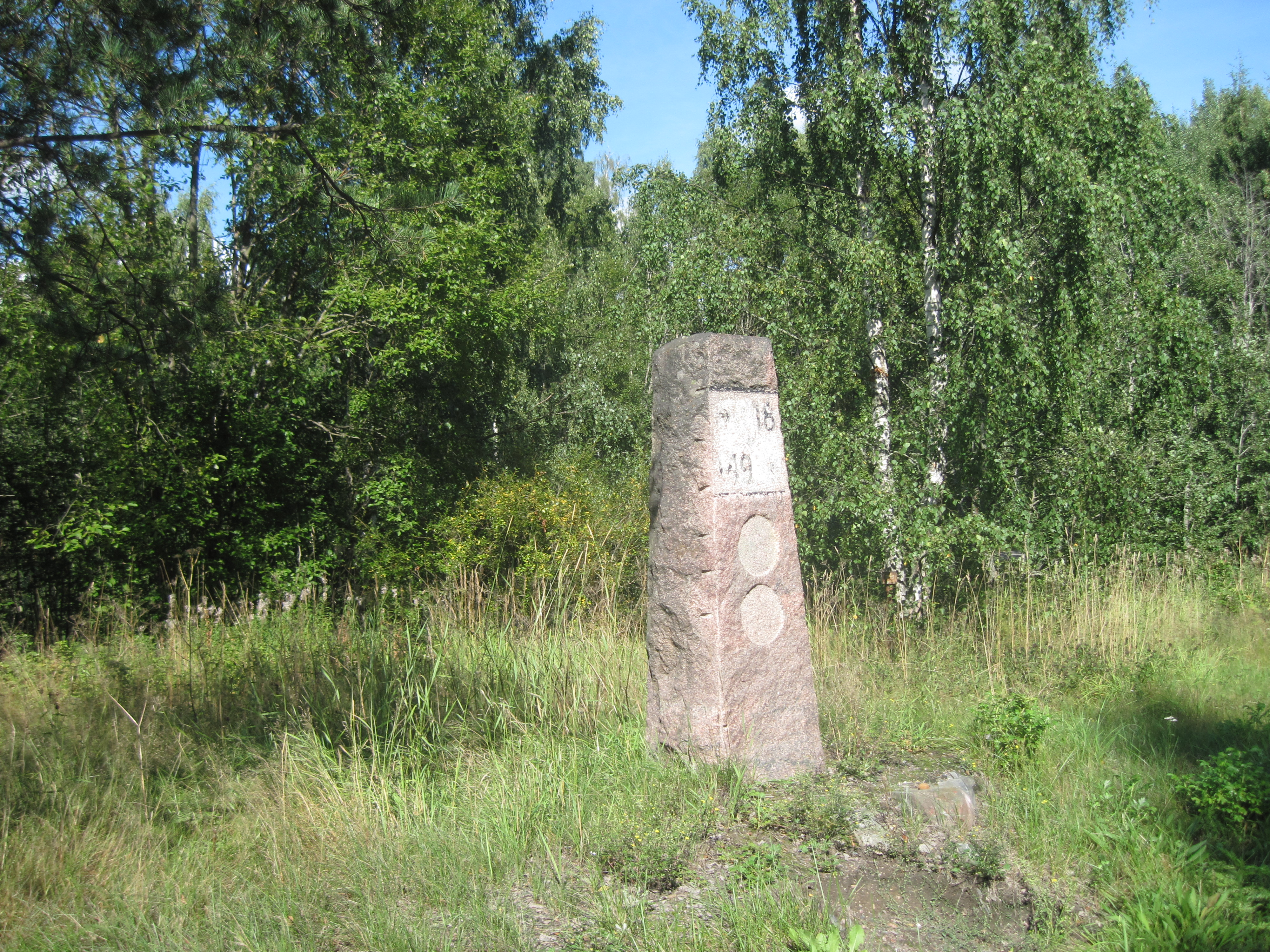
Kilometerstein in Espoo (Finland)
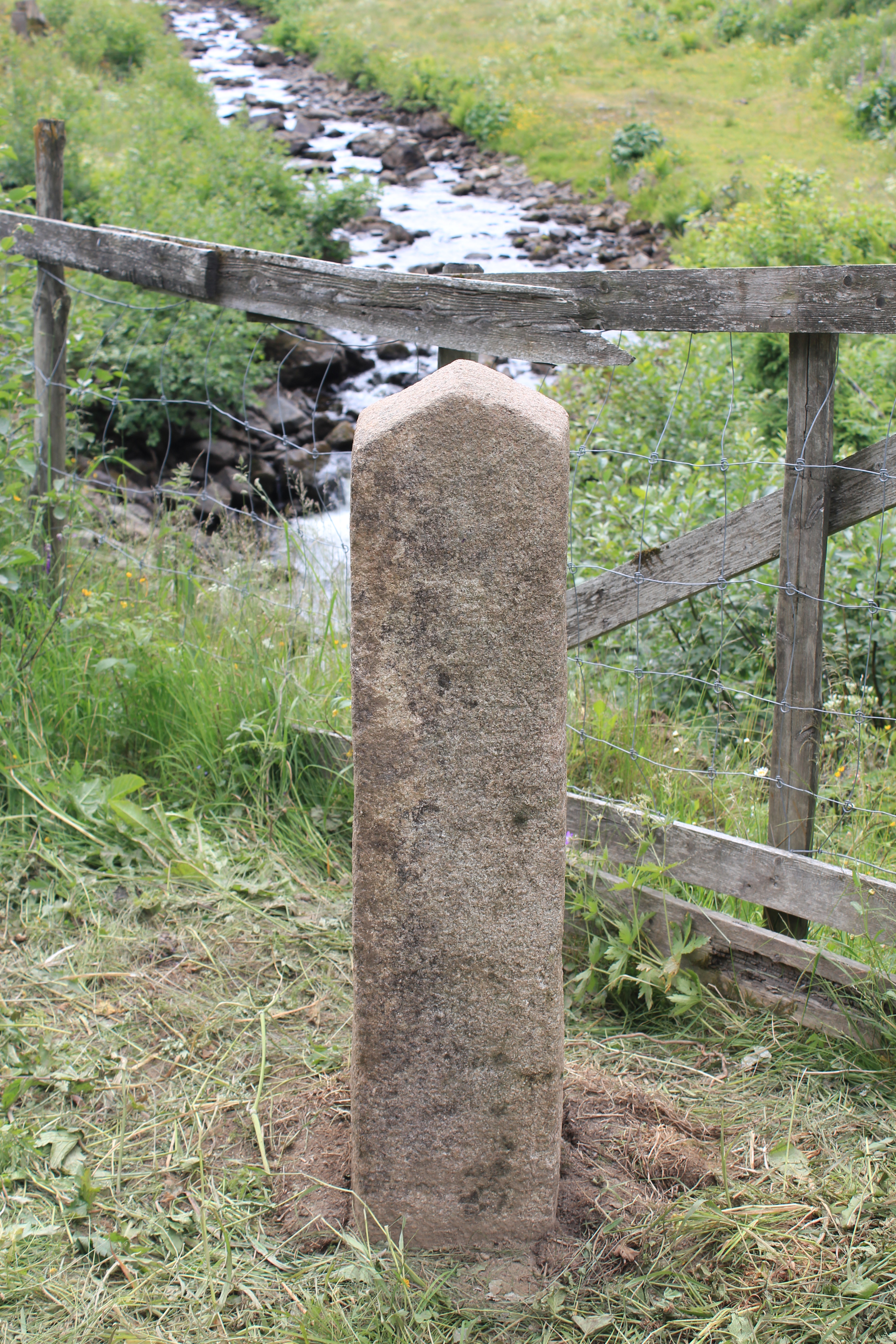
Meilenstein Totenåsen (Norwegen)
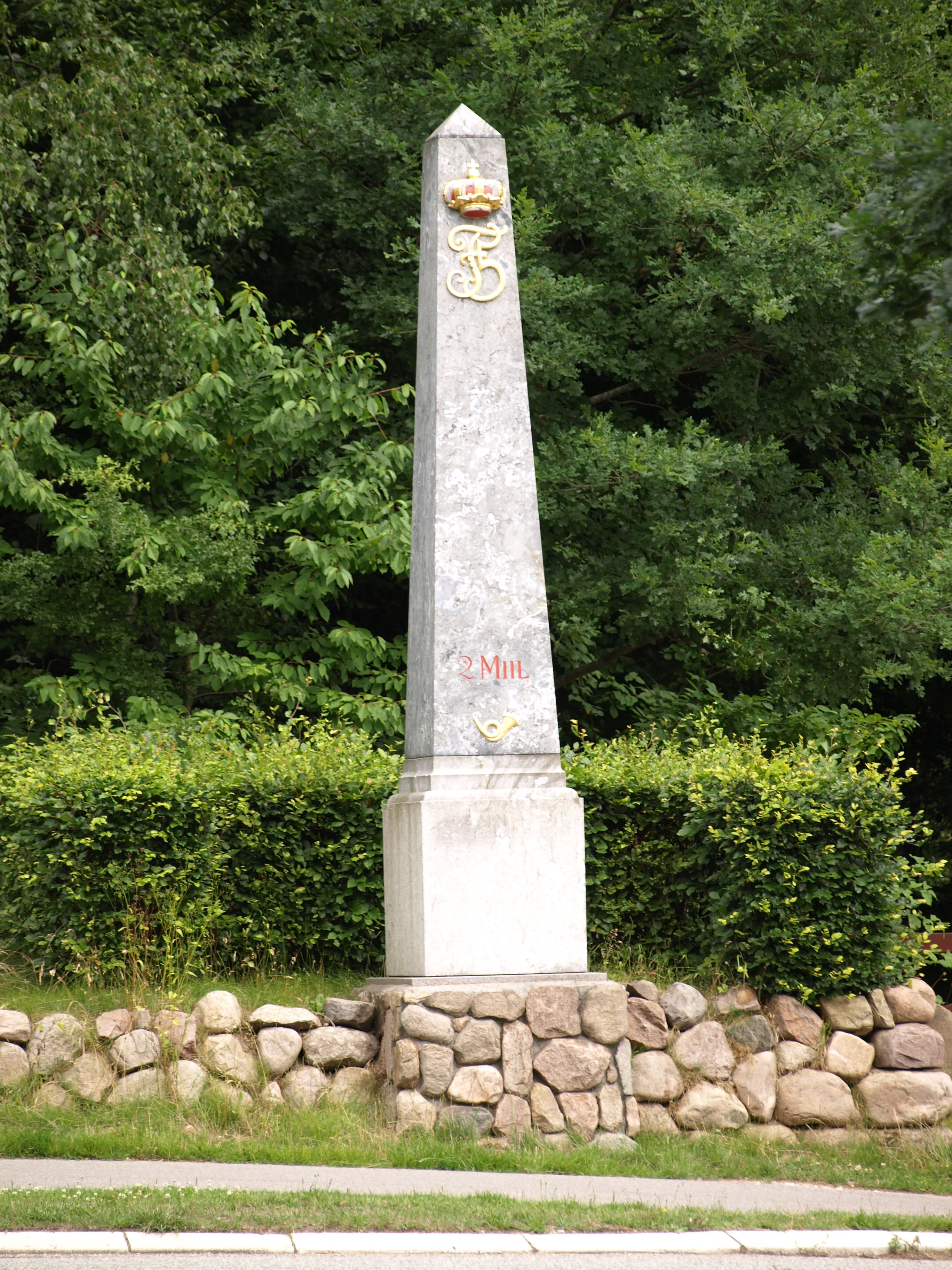
Ganzmeilenstein Geels Bakke (Dänemark)
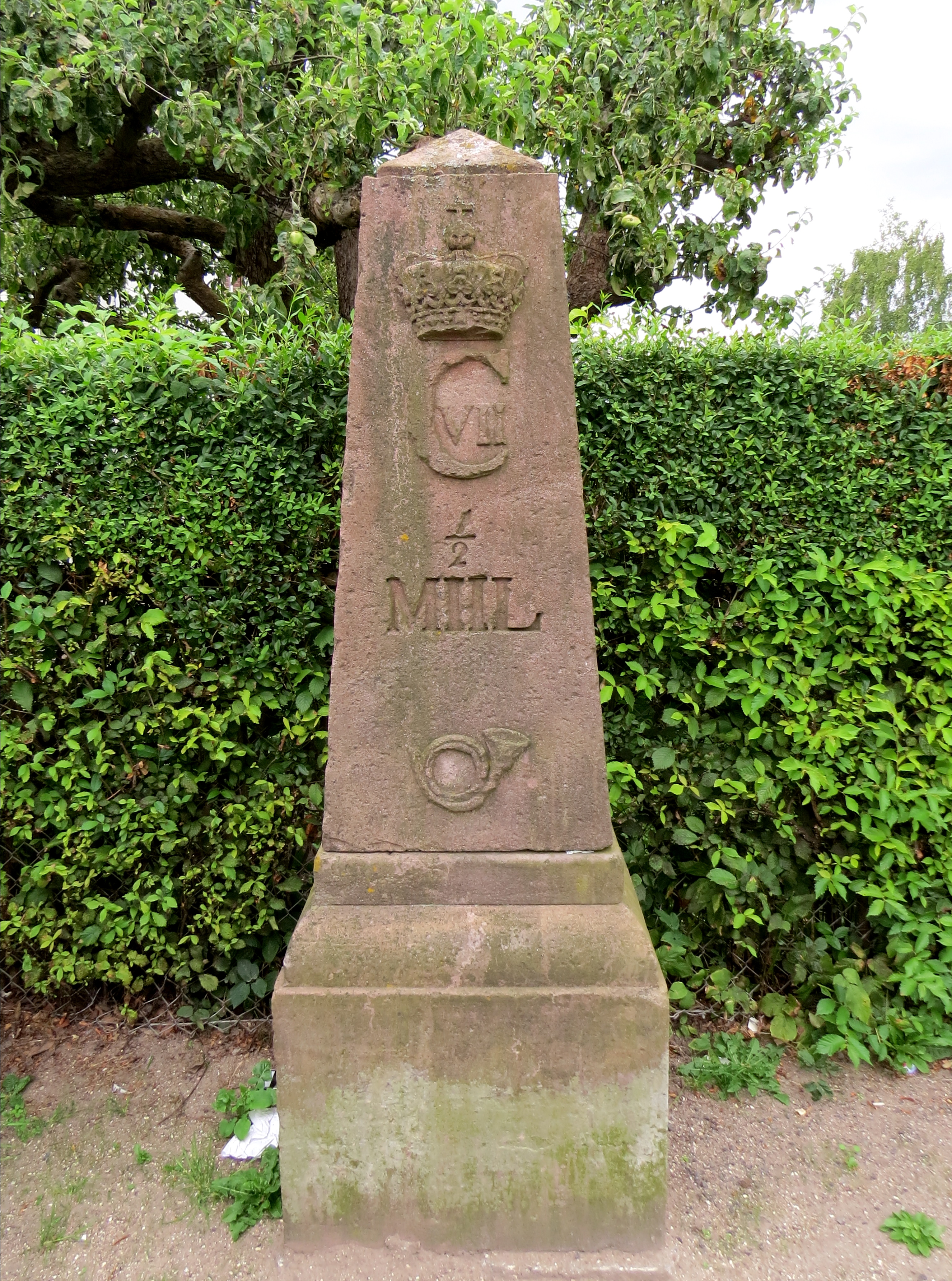
Halbmeilenstein Amager (Dänemark)
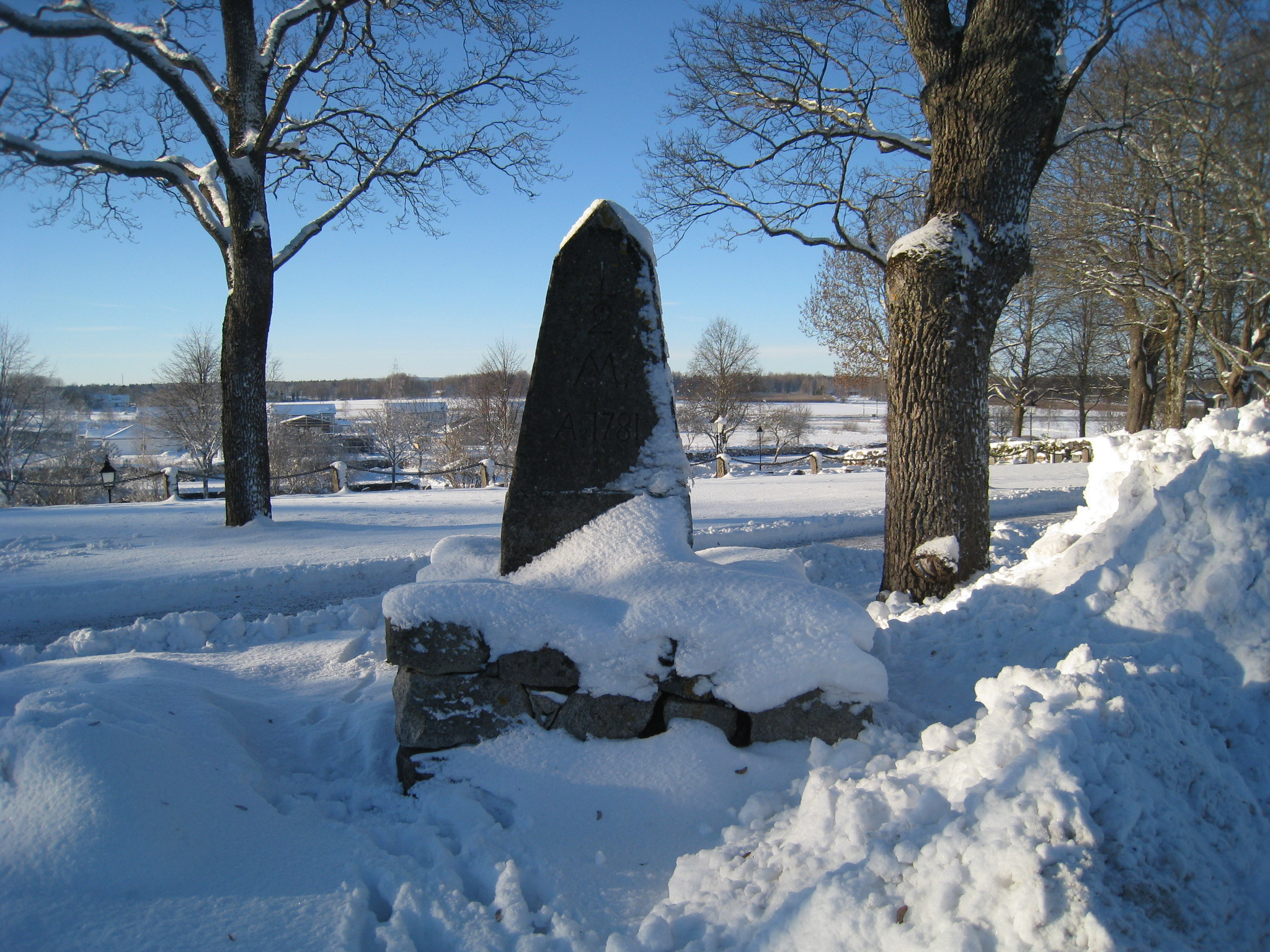
Meilenstein Lillån (Schweden)
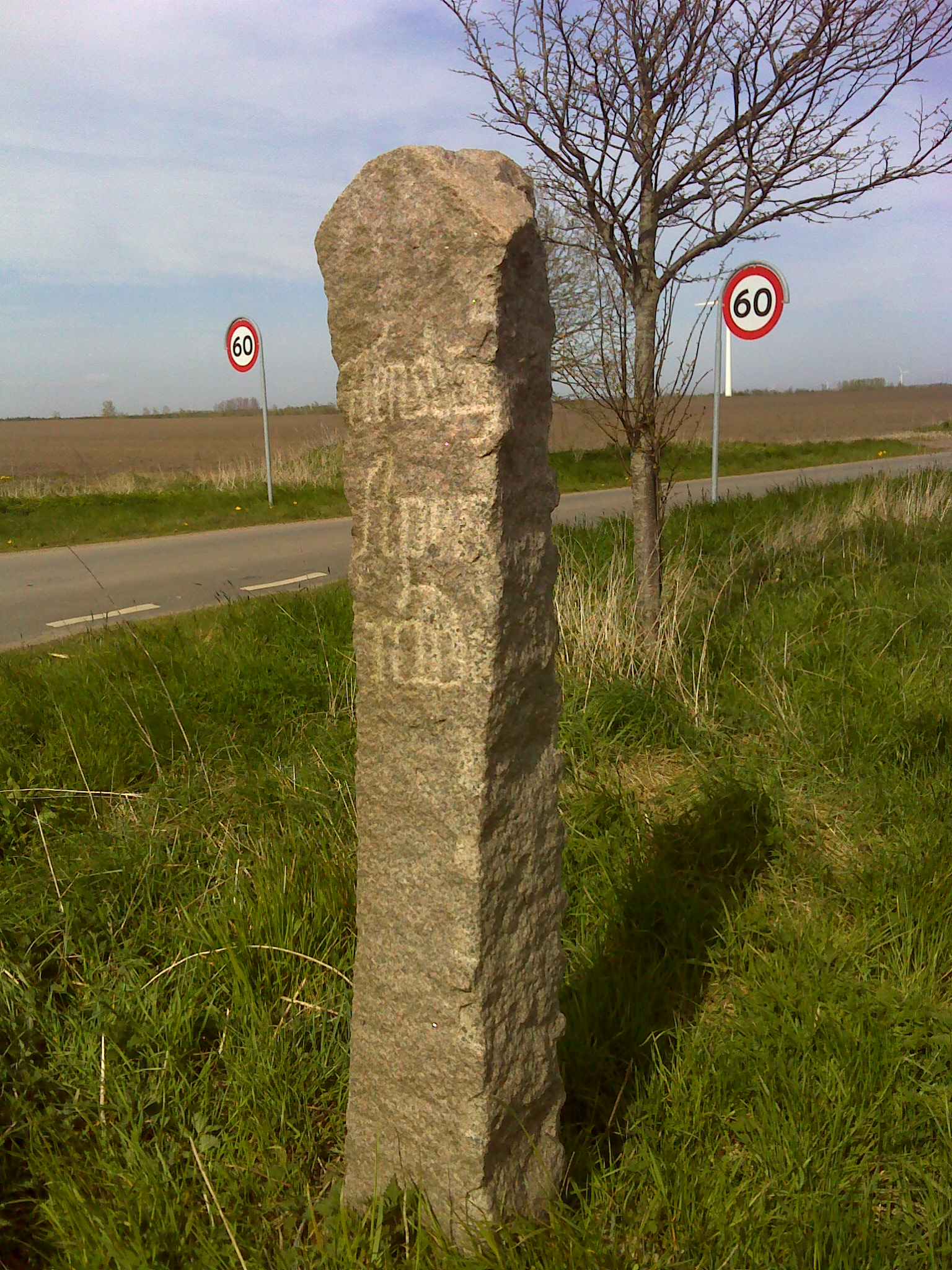
Wegweiserstein Rørkær (Dänemark)
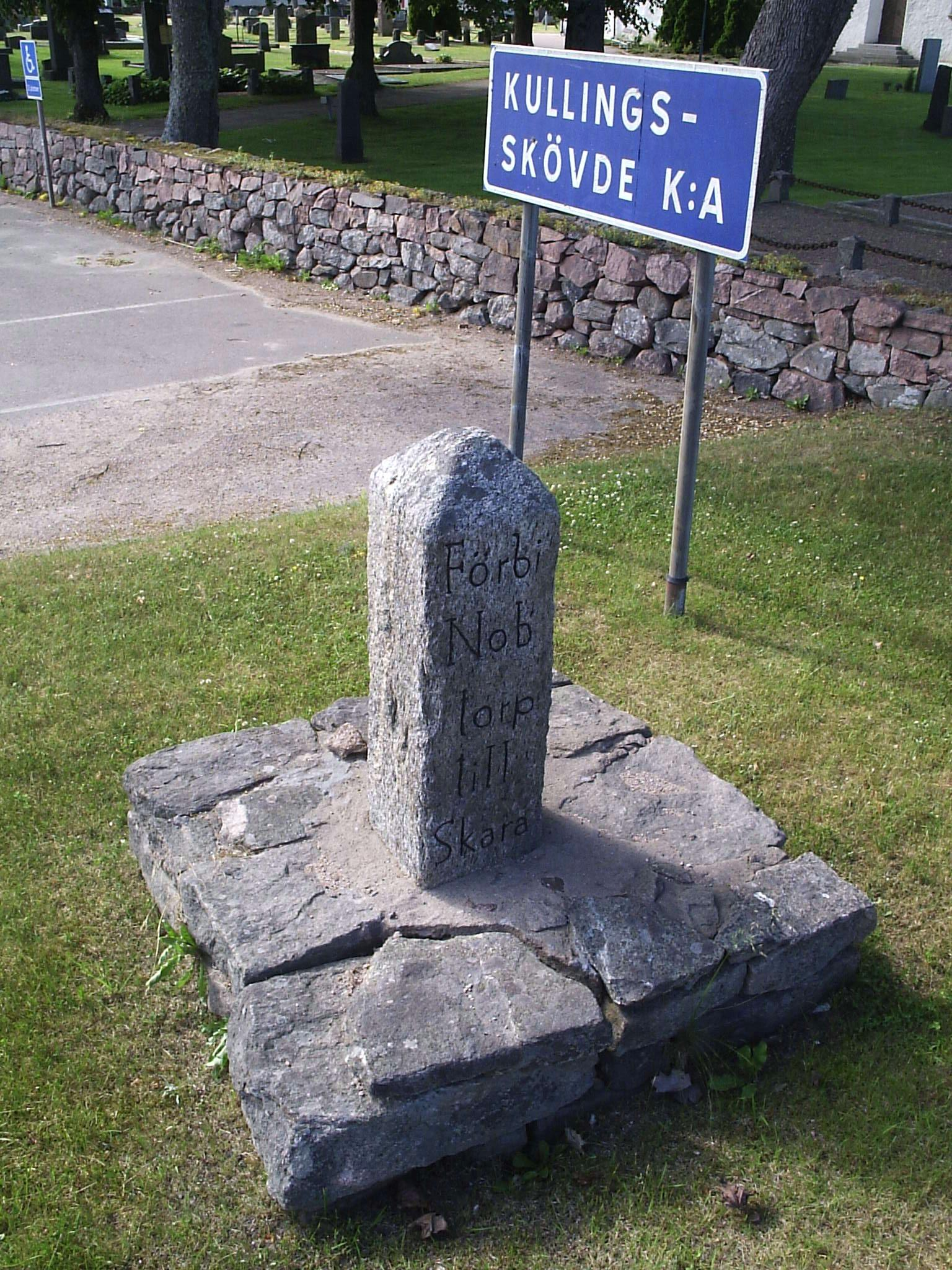
Wegweiserstein Vårgårda (Schweden)
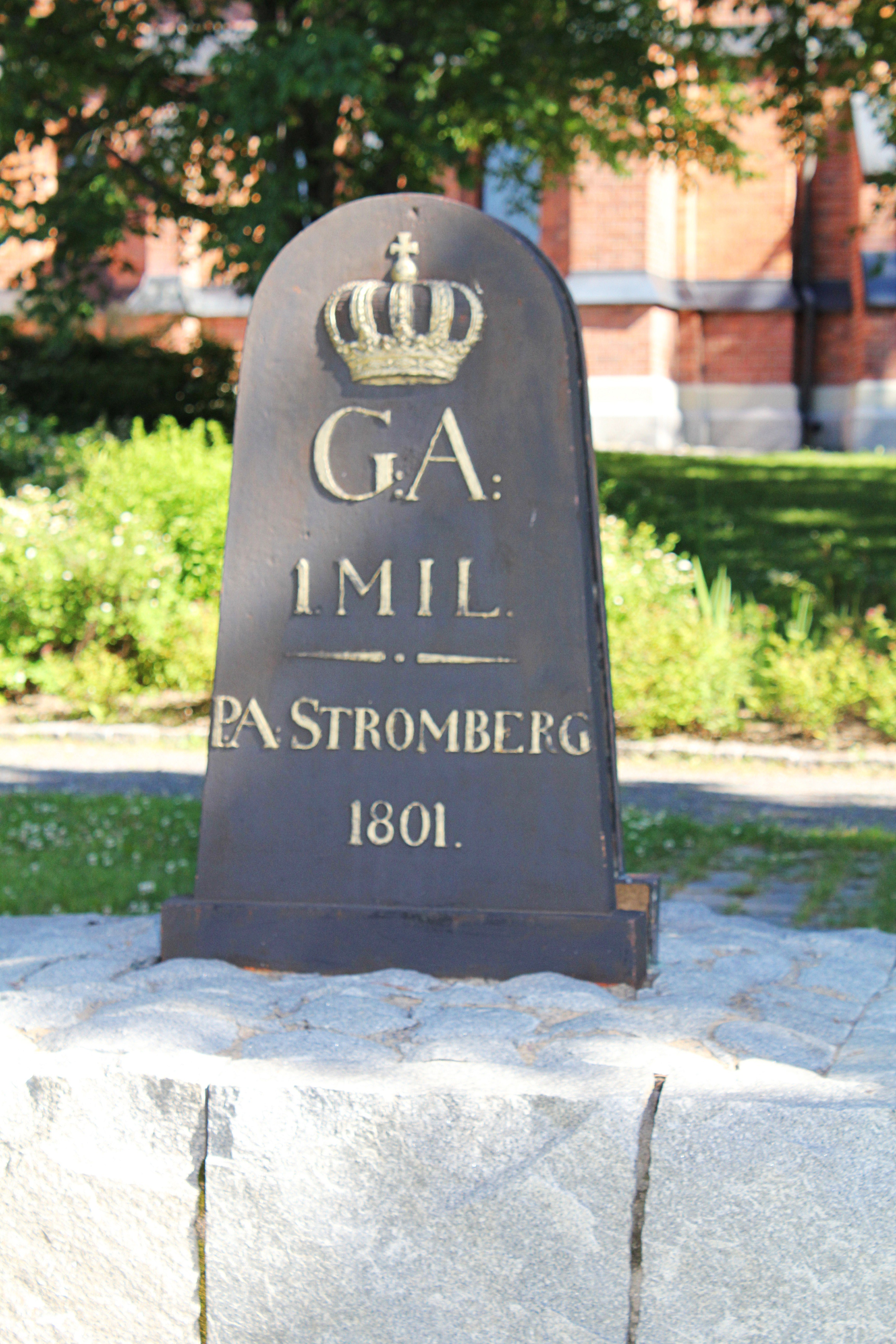
Ganzmeilenstein in Umeå (Schweden)
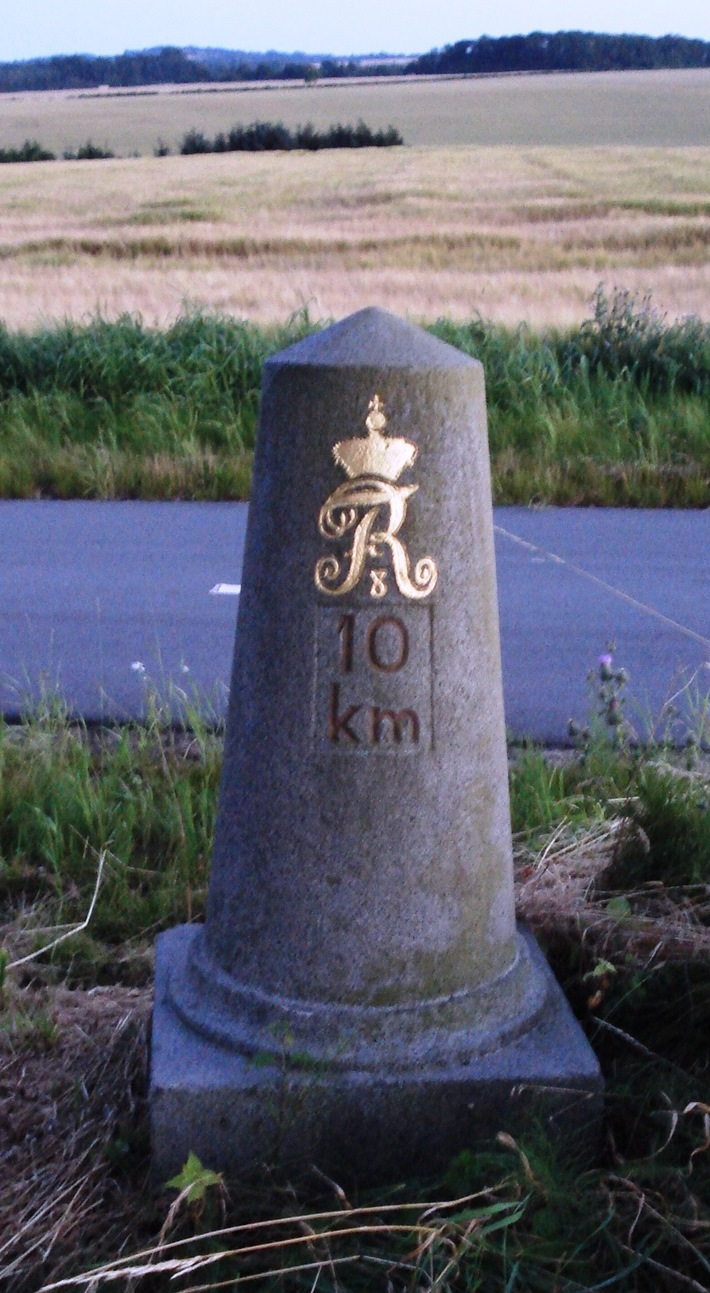
Dänischer Kilometerstein (mit dem Monogramm Friedrich VIII) bei Sønder Stenderup / Kolding Kommune

#### Vereinigtes Königreich

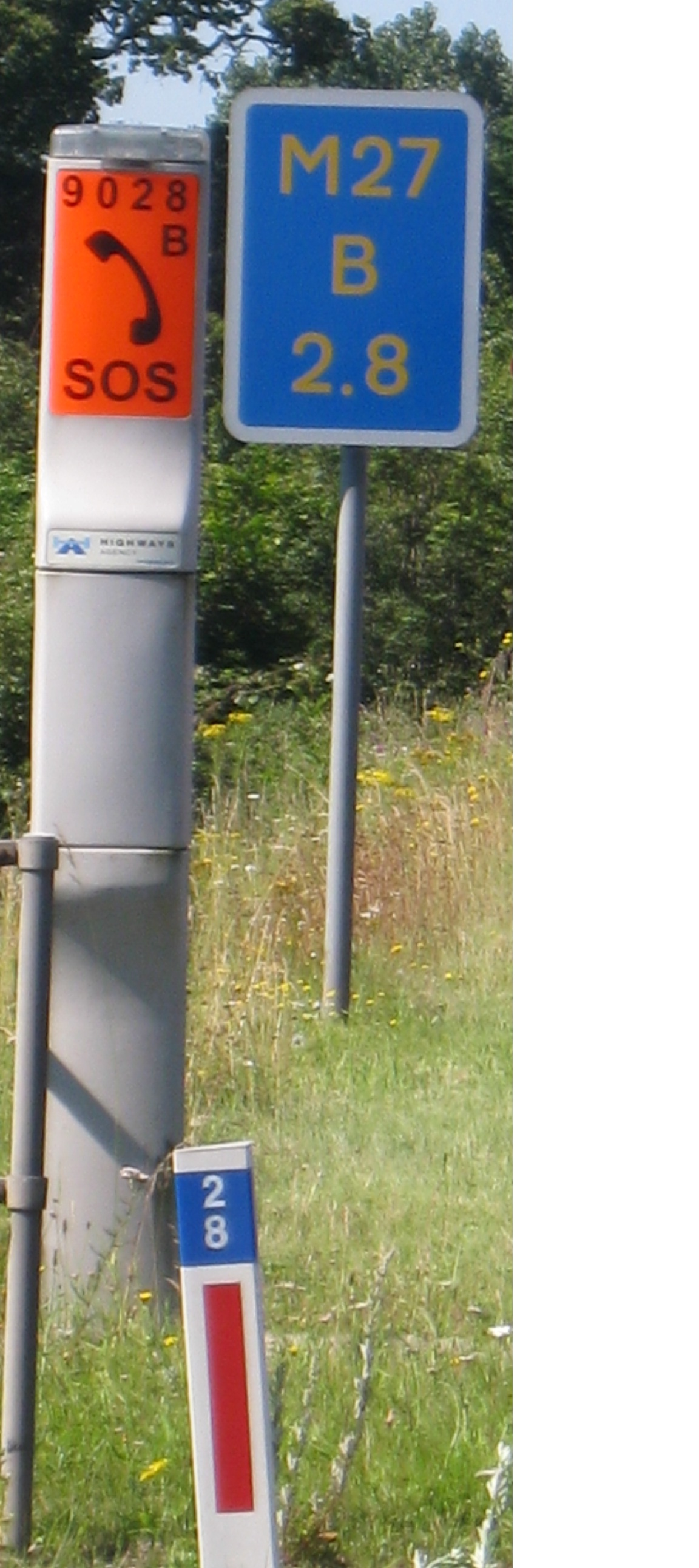
Verwendung von Entfernungsmarkierungen im Vereinigten Königreich

Obwohl die meisten Schilder im Vereinigten Königreich in Meilen angegeben sind, zeigen Standortmarkierungen Entfernungen in Kilometern an. Es gibt zwei Arten von Positionsmarkierungen – Straßenmarkierungspfosten zur Verwendung durch Ingenieure und nur in England Fahrerpositionsschilder, die von Fahrern leicht gelesen werden können. Straßenmarkierungen erscheinen alle 100 m und Fahrermarkierungen alle 500 m.
Die Entfernungen auf den Markierungen sind oft auf Straßenrandgeräten kodiert – zum Beispiel hat das Notruftelefon in der Abbildung rechts die Entfernung 2,8 km vom M27-Referenzpunkt in seine Nummer kodiert (9028). Das große blaue Schild ist ein Fahrerpositionsschild und die kleine blau-rot-weiße Säule ist ein Straßenmarkierungspfosten.

#### Mitteleuropa
An den wichtigen Straßen, besonders den Alpenübergängen, errichtete man Distanzsäulen. Die Säule in Martigny gibt die Distanz in Kilometern und die Höhe des jeweiligen Ortes an. In der Umgebung von Bern wurden im 19. Jahrhundert mehr als 100 Stundensteine entlang der Hauptwege gesetzt. Die meisten sind noch heute erhalten. Sie geben die Entfernung zum Berner Zeitglockenturm an, gemessen in Stunden, bei einer Wandergeschwindigkeit von 4,8 km/h. Zwischen Bern und Grimsel standen 16 Stundensteine.
Siehe auch: Stundensteine im Kanton Bern
Im europäischen Mittelalter waren Distanzsäulen zur Entfernungsangabe nicht gebräuchlich. Erst zum Ende des 17. Jahrhunderts sind aus verschiedenen Ländern entsprechende Säulen wieder bezeugt. So standen beispielsweise an den Kanälen in den Niederlanden Stundensäulen. In der Tschechischen Republik finden sich Wegweisersteine und Kilometersteine (kilometrovník). In Luxemburg sind die Kilometersteine (Kilometersteen) einheitlich gestaltet, in Flandern (Belgien) heißen sie Kilometerpoale, in den Niederlanden Kilometerpaal, wobei dort auch der Begriff Hectometerpaal benutzt wird, da sie im Abstand von 100 Metern stehen. Zudem nutzt man in den Niederlanden den sogenannten Paddenstoel, angelehnt an die Fliegenpilze, als Wegweiser für Radfahrer. In Ungarn heißen die Kilometersteine Kilométerkő, ihr Nullpunkt befindet sich in Budapest. In Österreich finden sich Meilensteine, Kilometersteine und Myriametersteine. In der Tschechischen Republik heißen Meilensteine Milník und stehen teilweise unter Denkmalschutz.

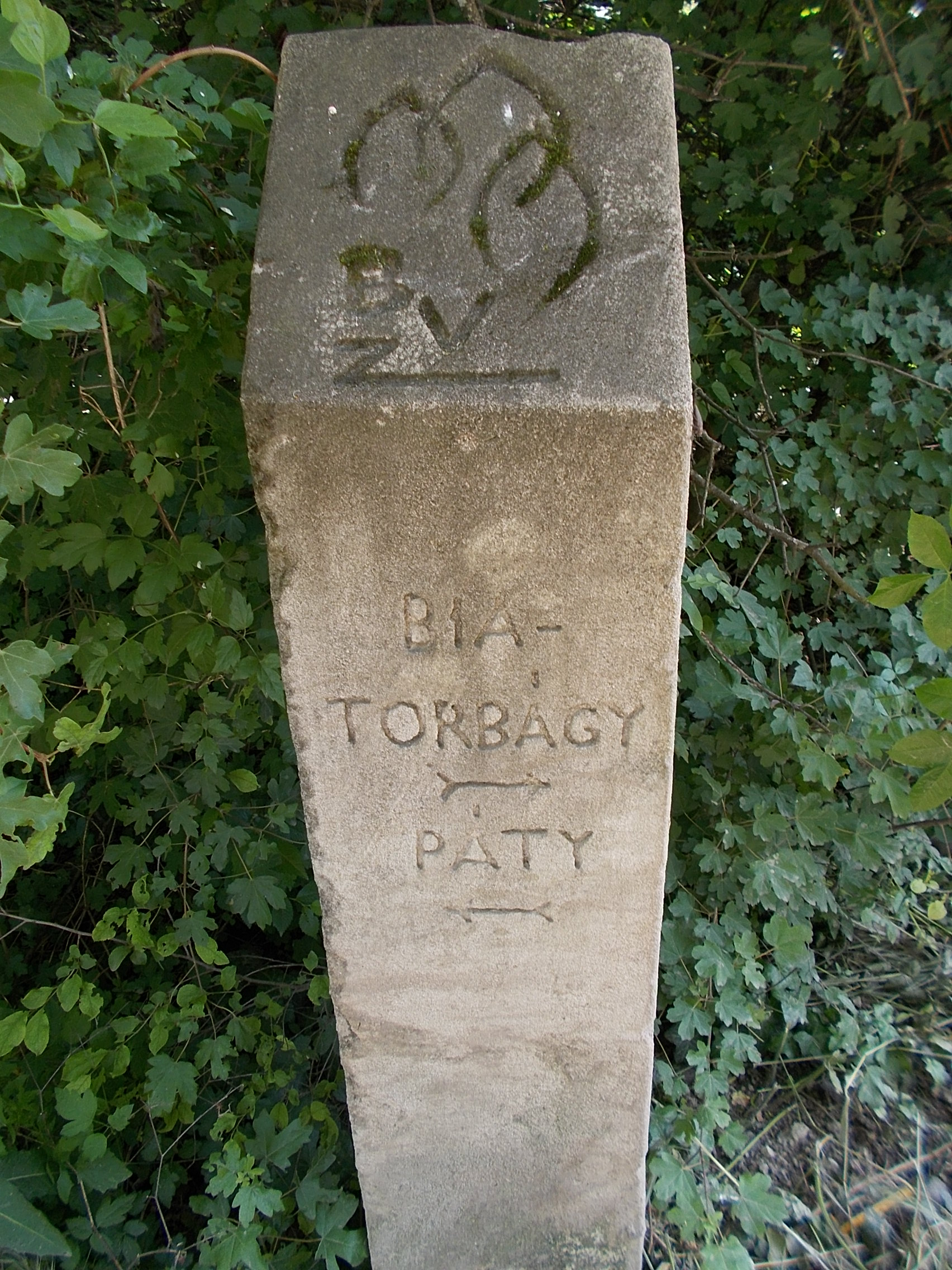
Wegweiserstein Torbágy, Biatorbágy (Ungarn)
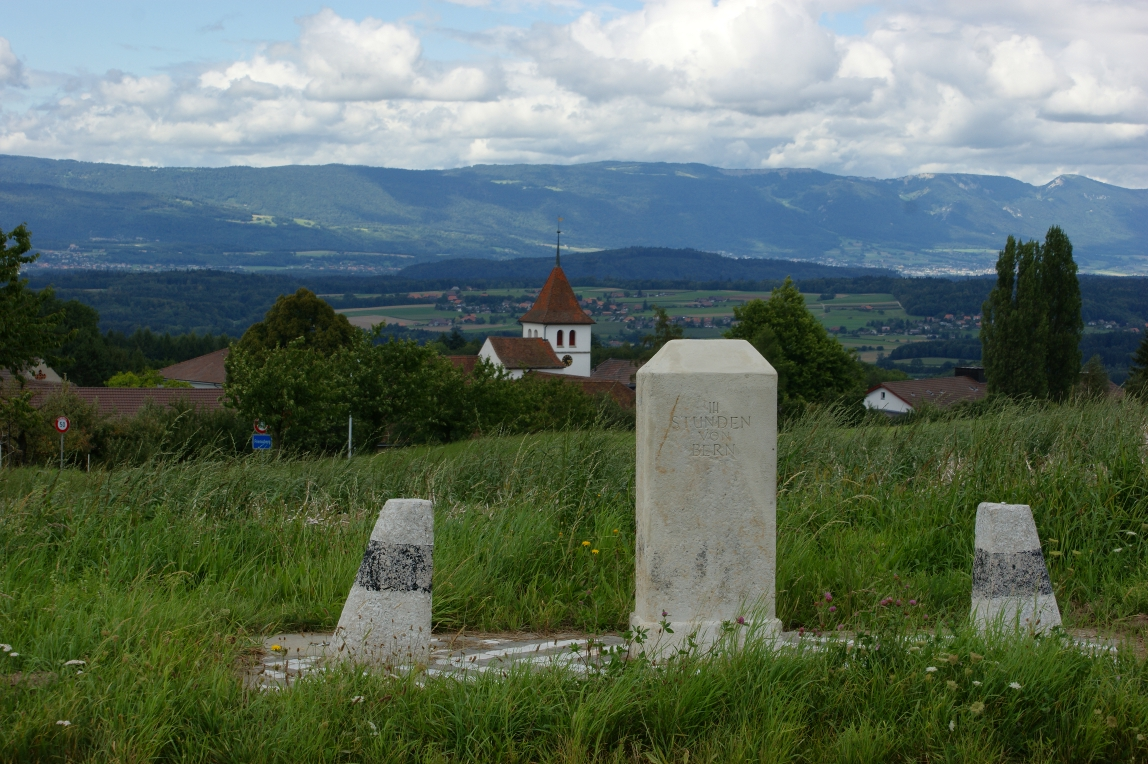
Stundenstein Frienisberg (Schweiz)
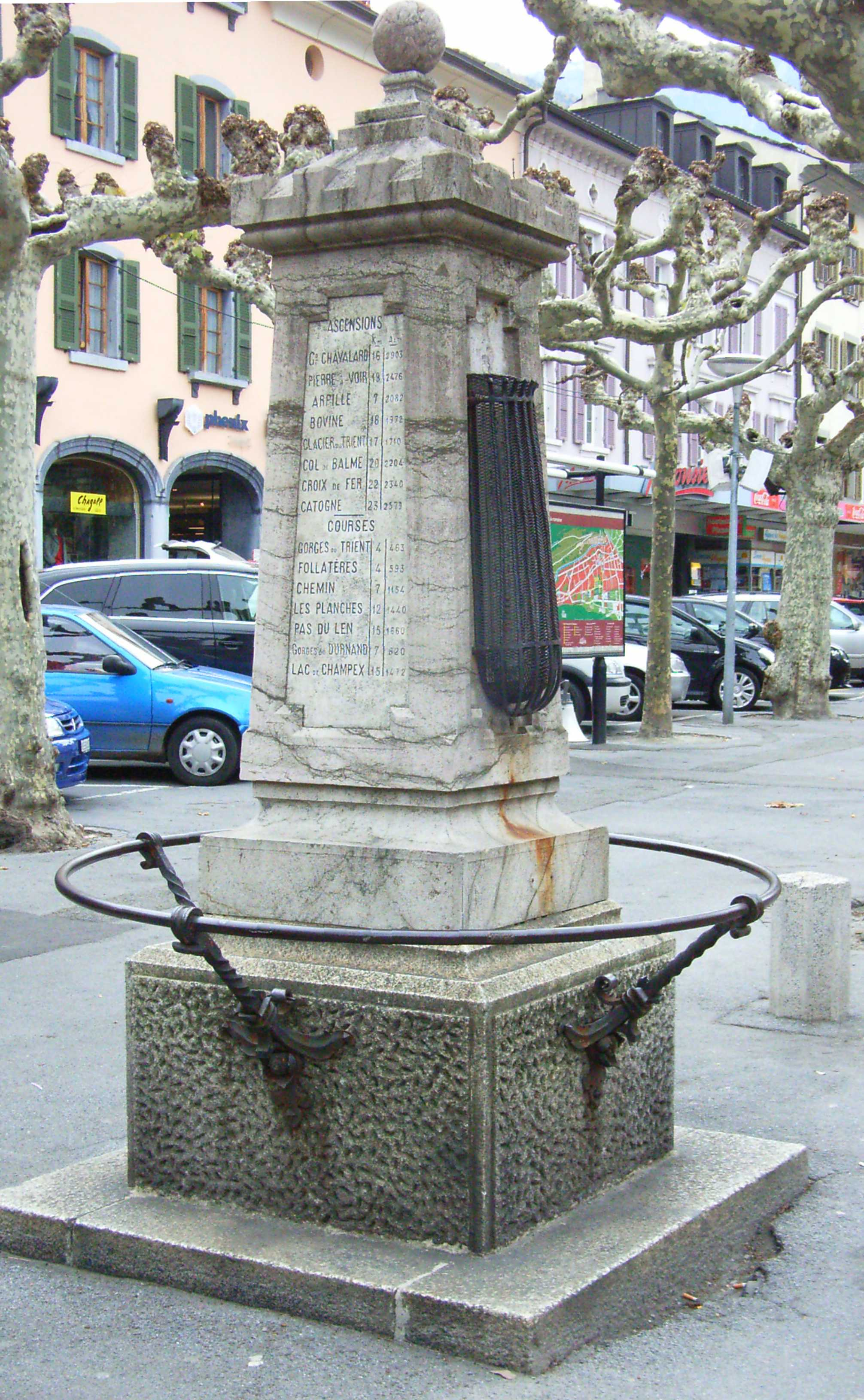
Distanzsäule (Kilometerstein) in Martigny (Schweiz)
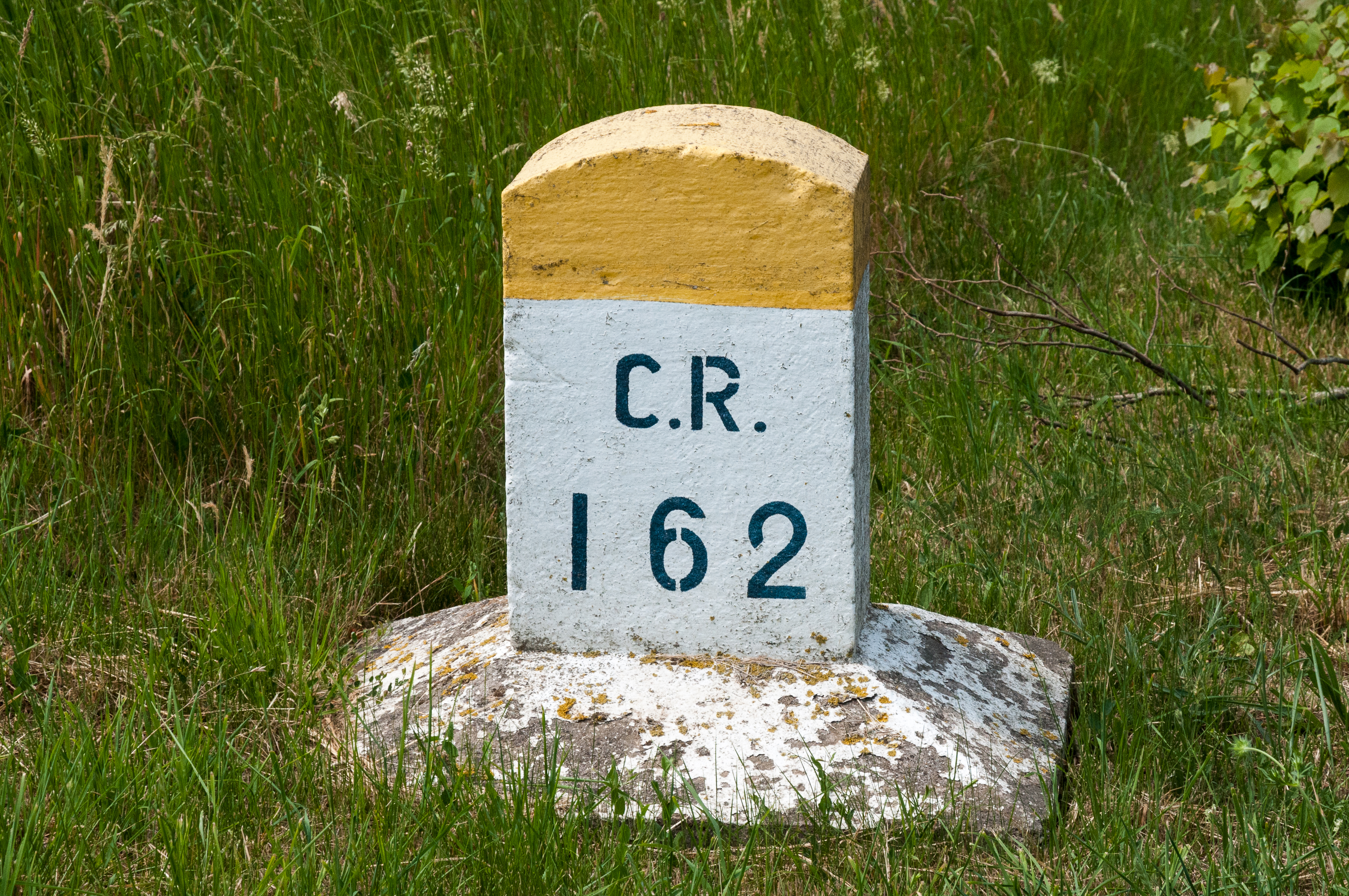
Kilometerstein bei Fëlschdref (Luxemburg)
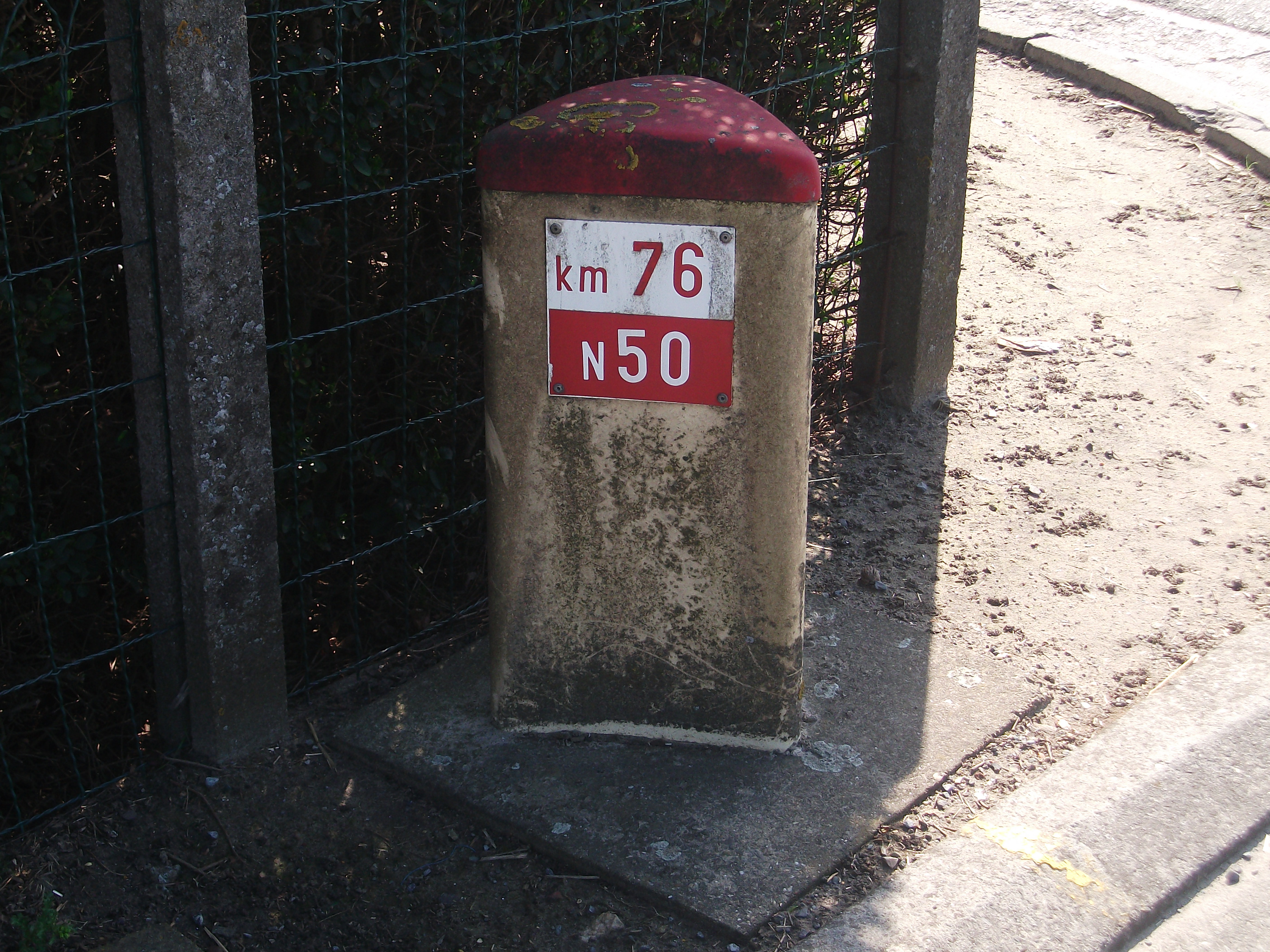
Kilometerstein Mullebeke (Belgien)
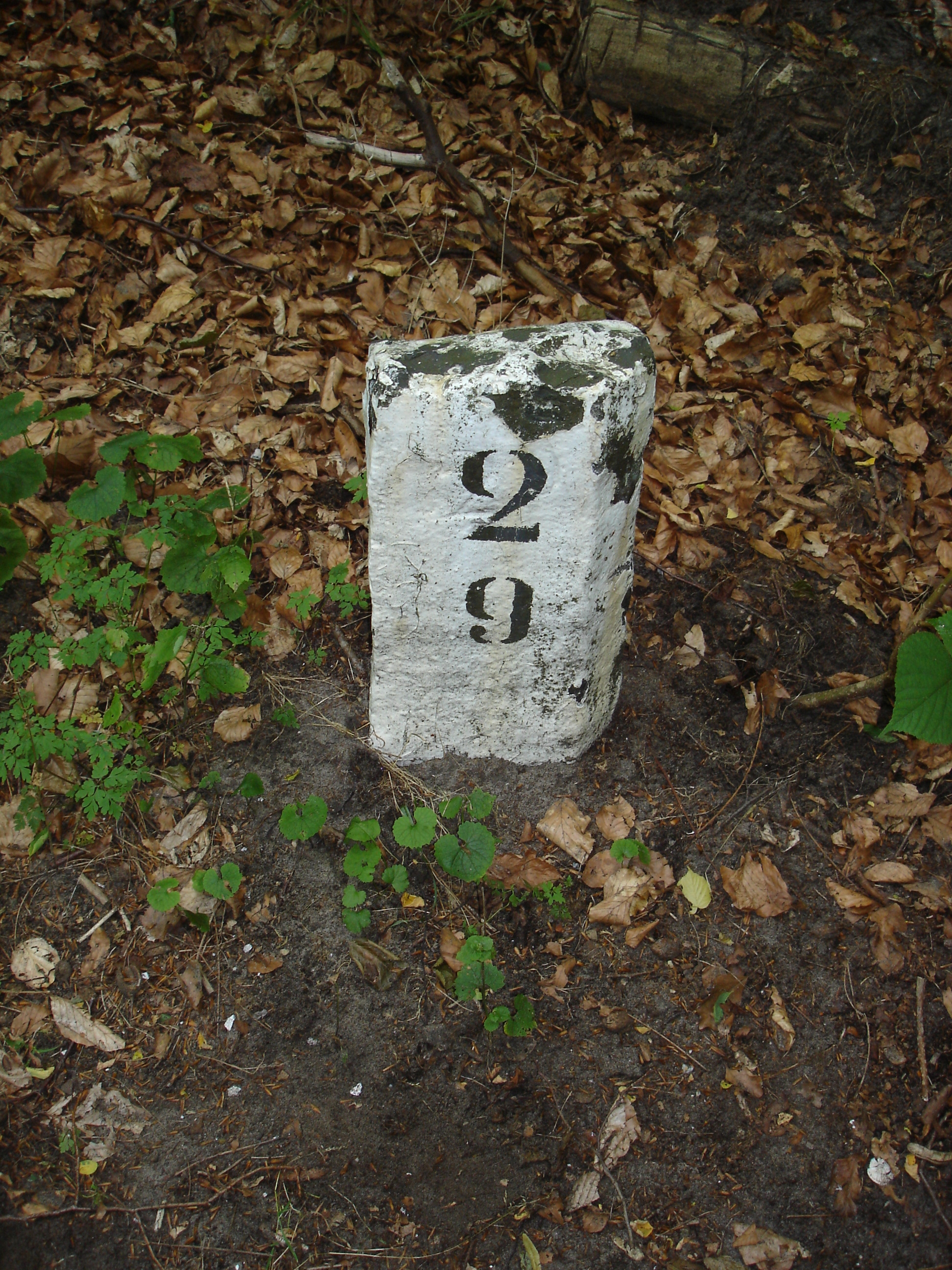
Kilometerstein (Hectometerpaal) in Den Haag (Niederlande)
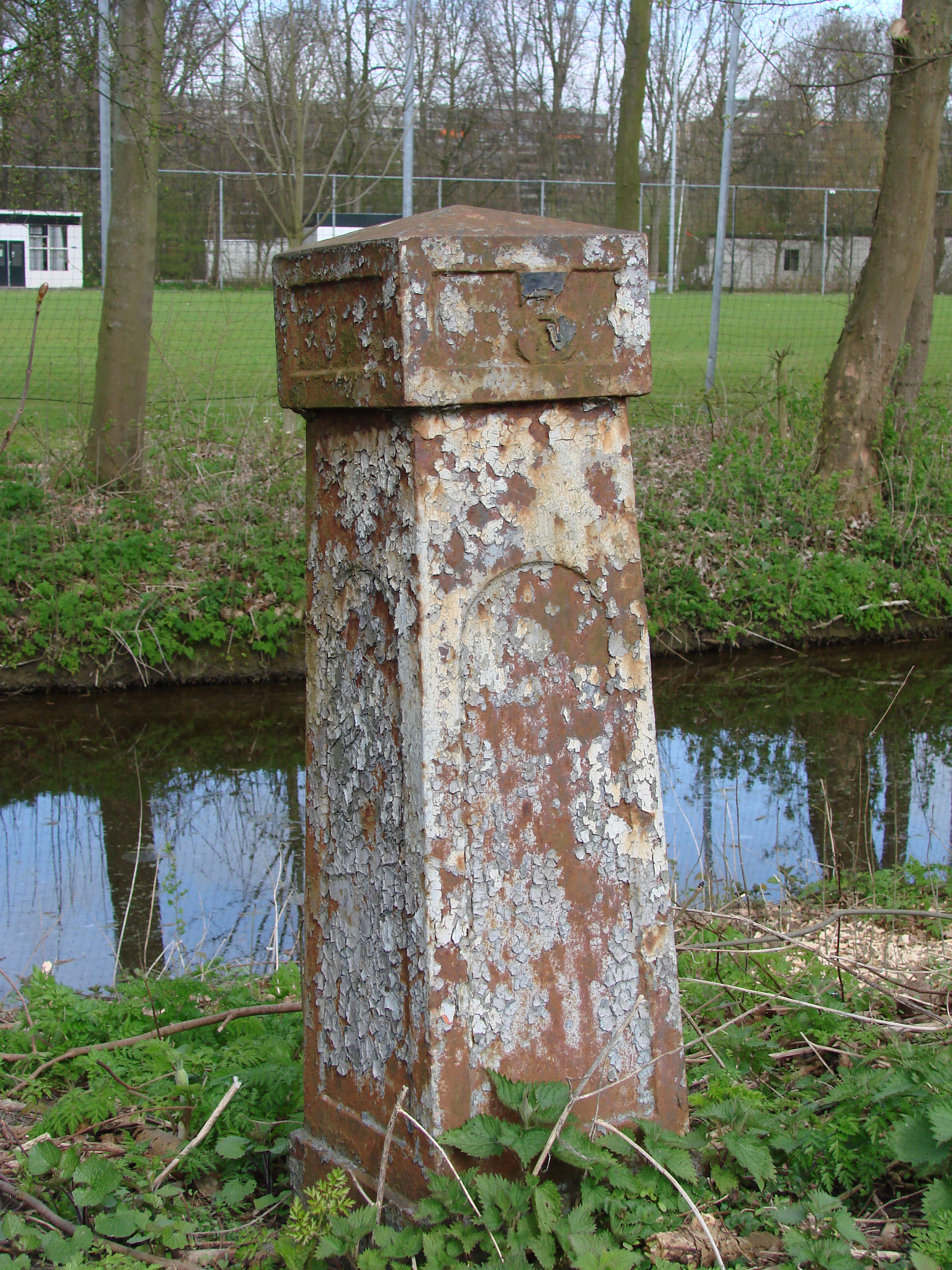
Kilometerstein (Kilometerpaal) bei Leiden (Niederlande)
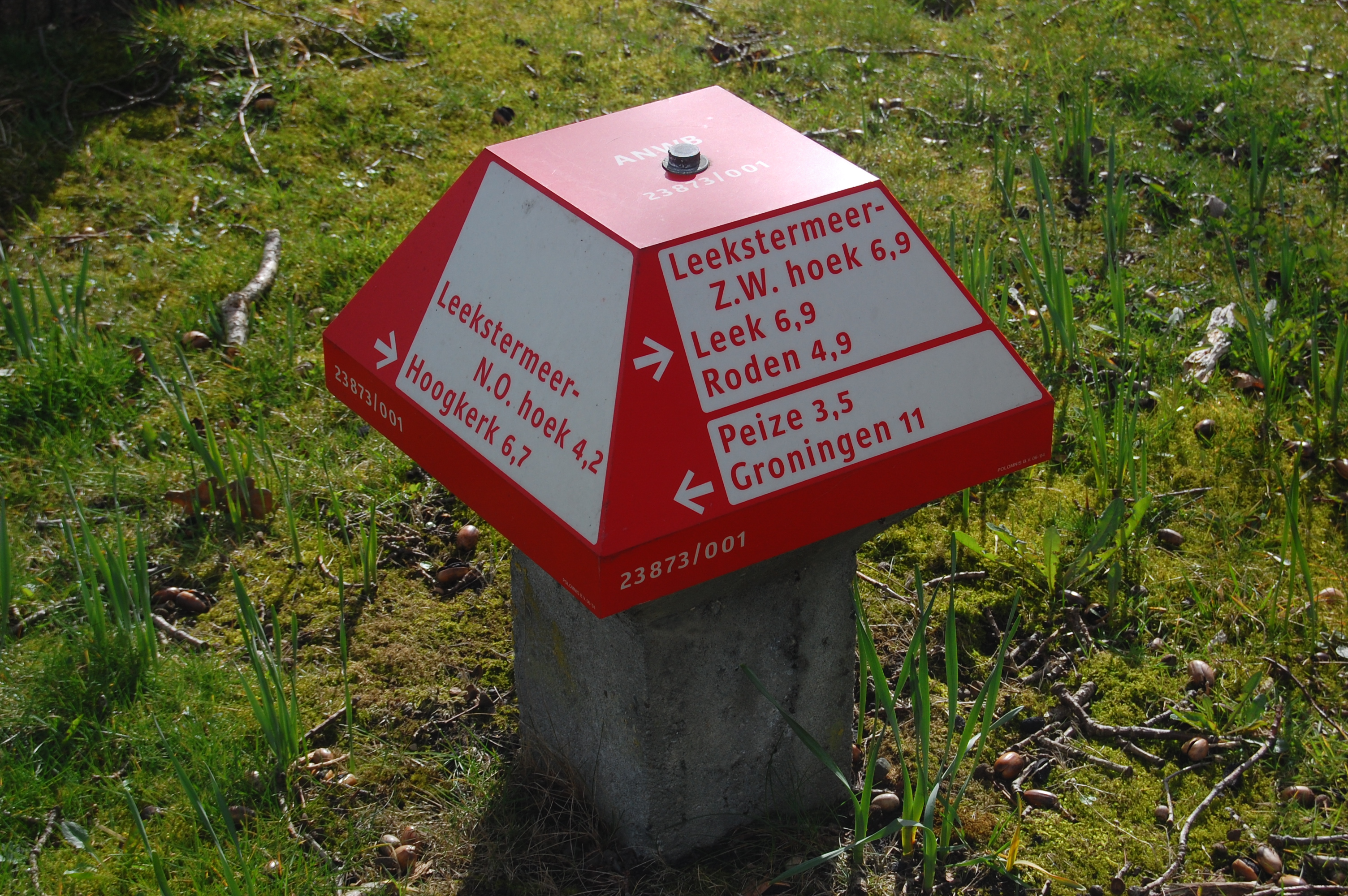
Wegweiserstein (Paddenstoel) in Roderwolde (Niederlande)
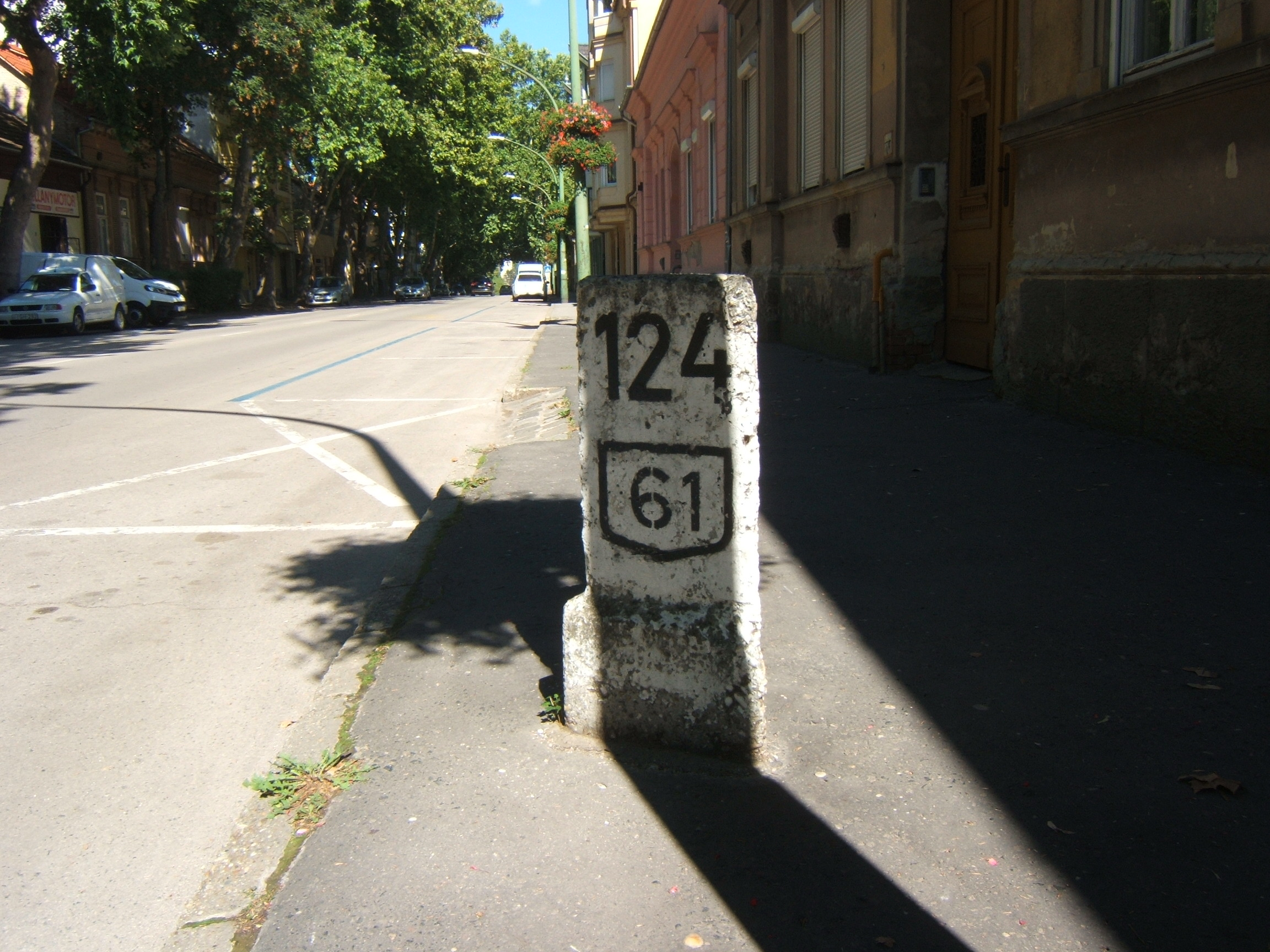
Kilometerstein in Kaposvár (Ungarn)
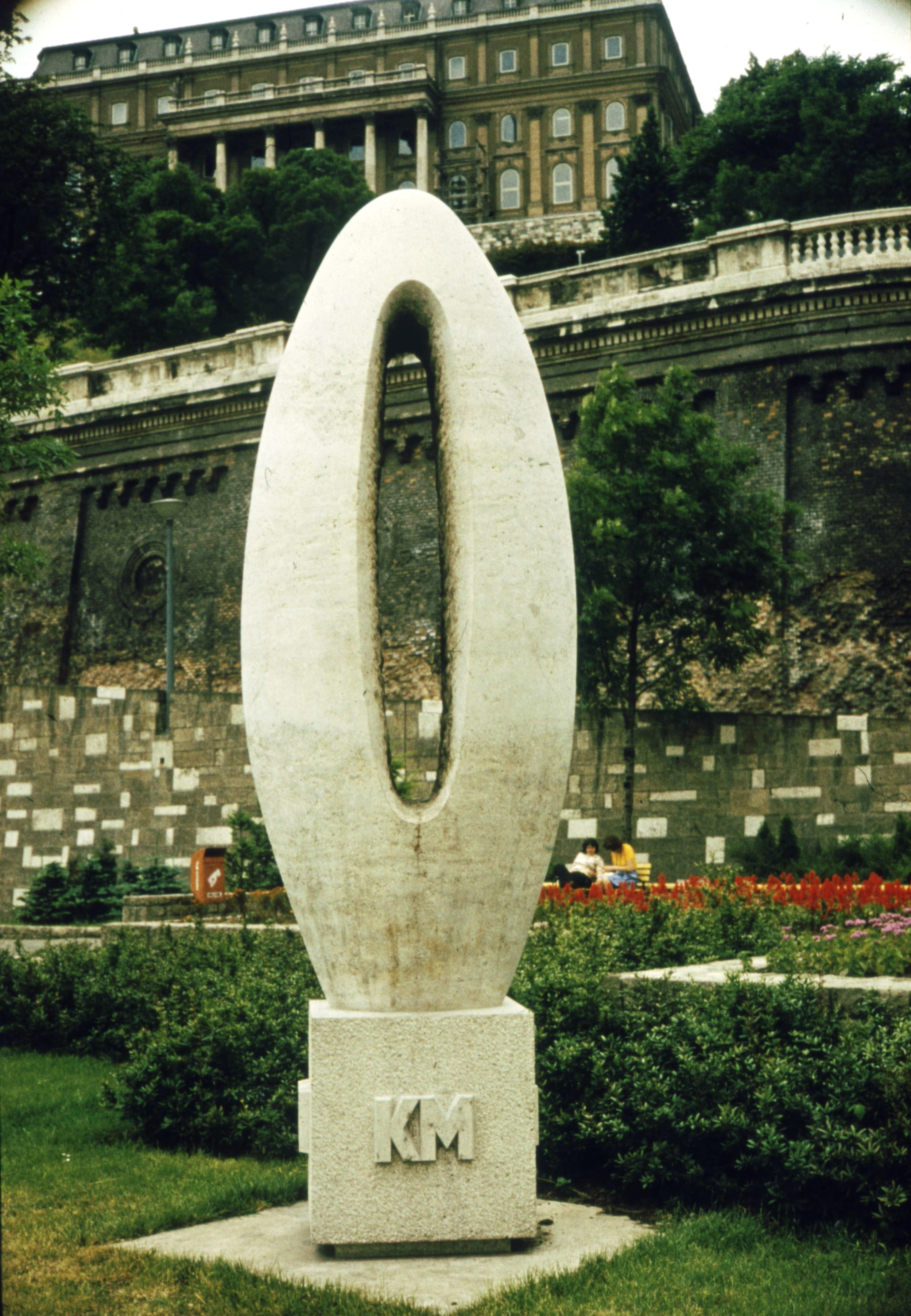
Nullkilometerstein in Budapest (Ungarn)
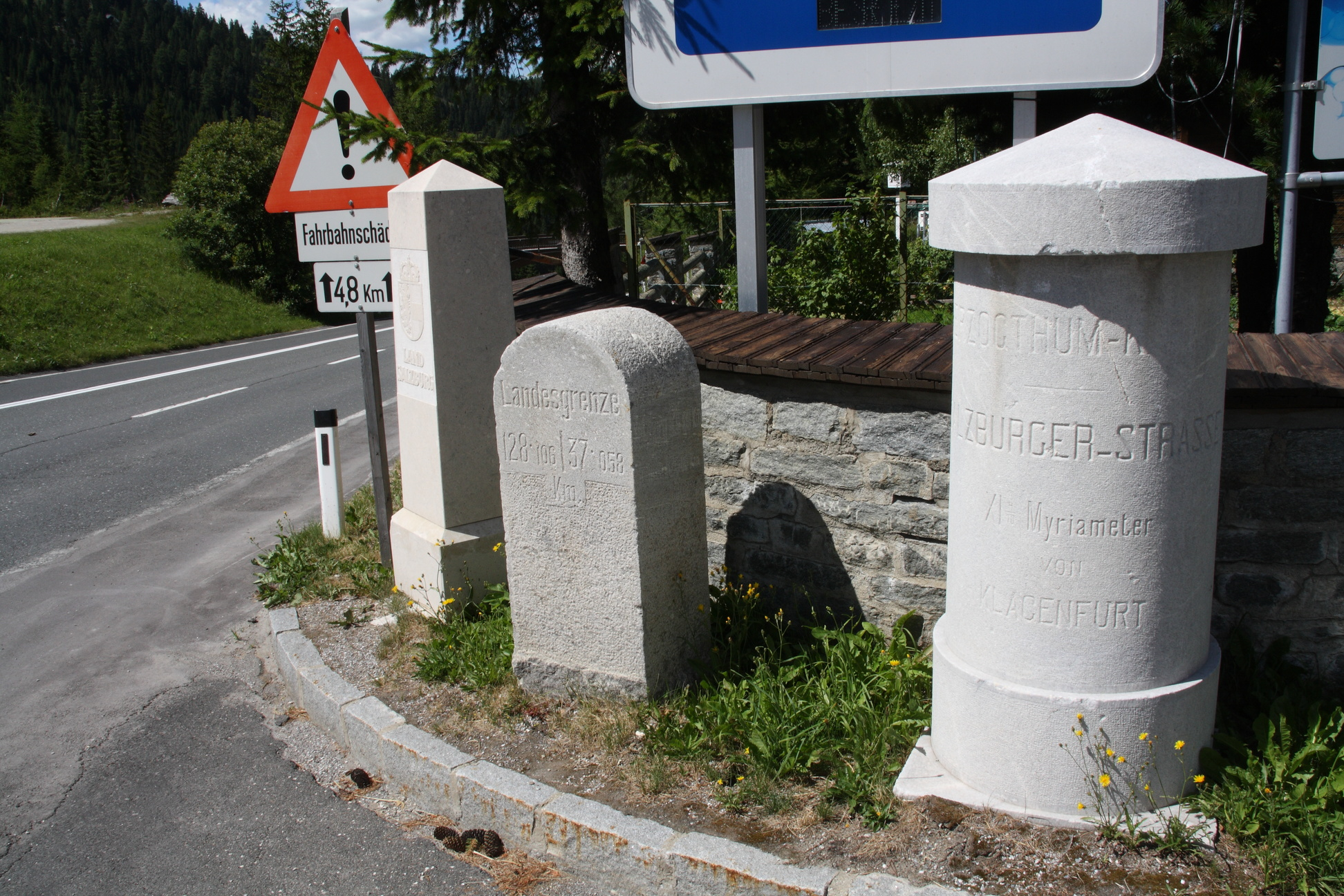
Myriameterstein auf der Katschberghöhe (Österreich) mit zwei Grenzsteinen
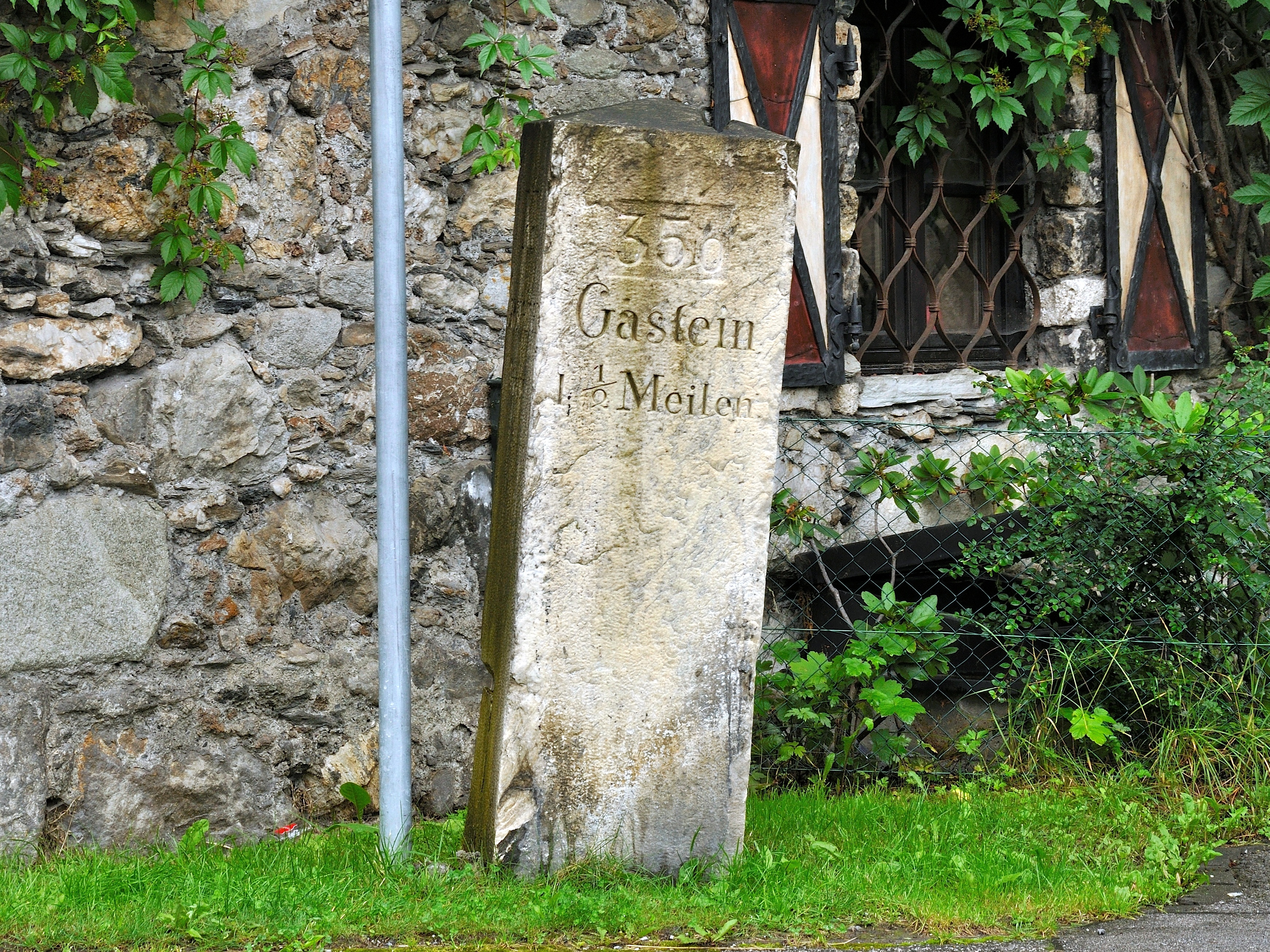
Zum Kilometerstein umgestalteter Meilenstein in Dorfgastein (Österreich)
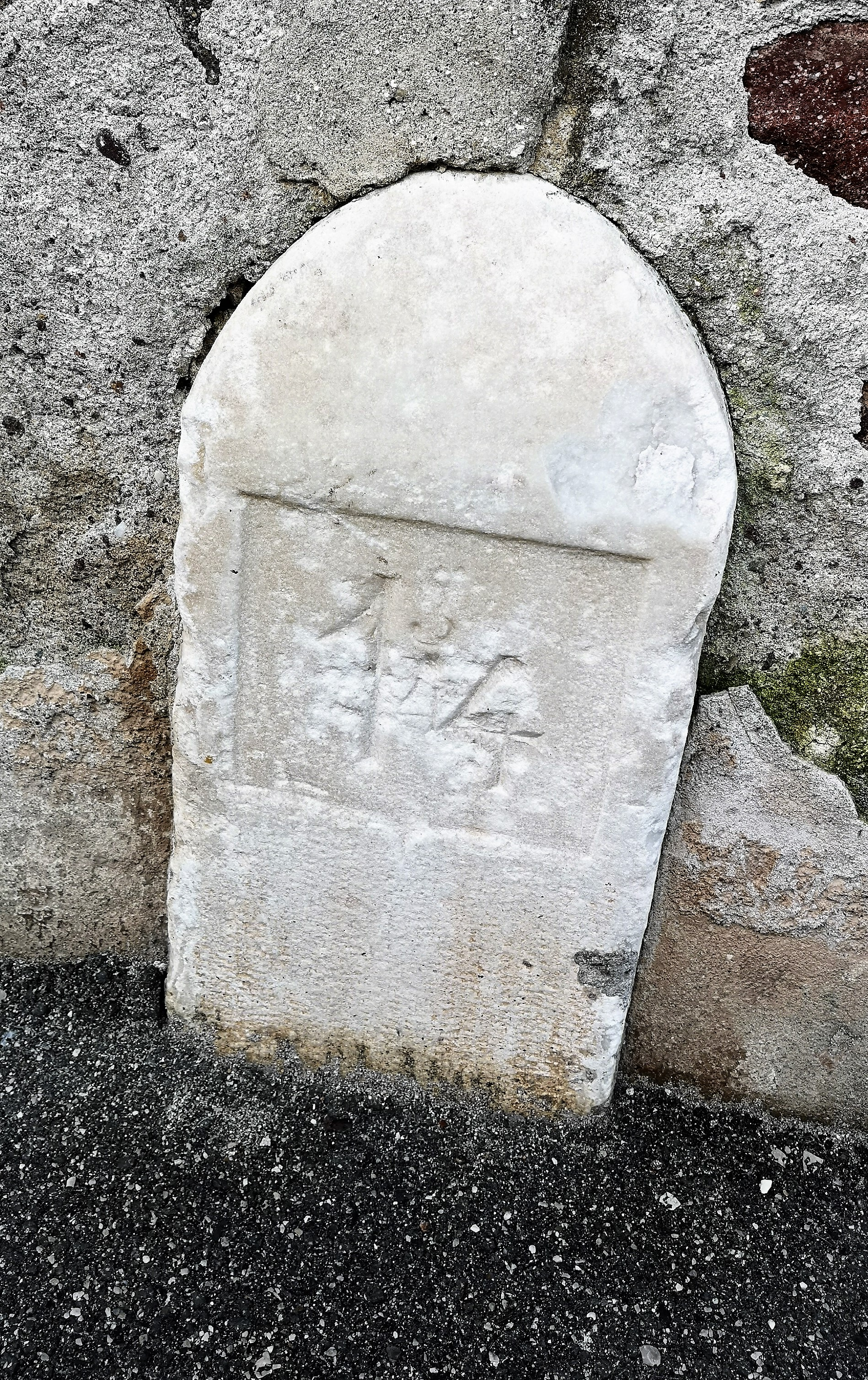
Historischer vermauerter Eindreiviertelmeilenstein in Gries (Bozen) (Südtirol, Italien)
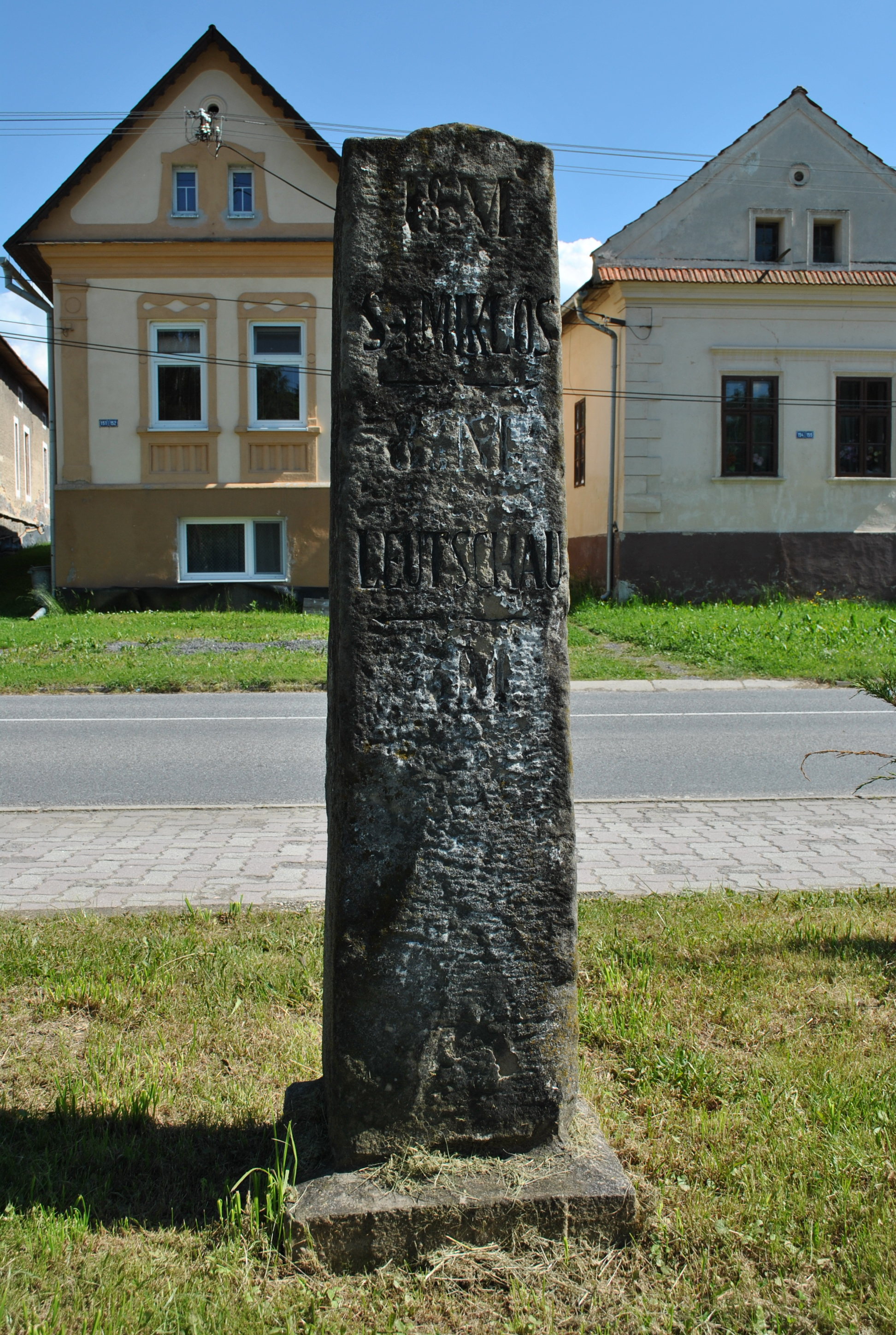
Meilenstein in Hybe (Slowakei)
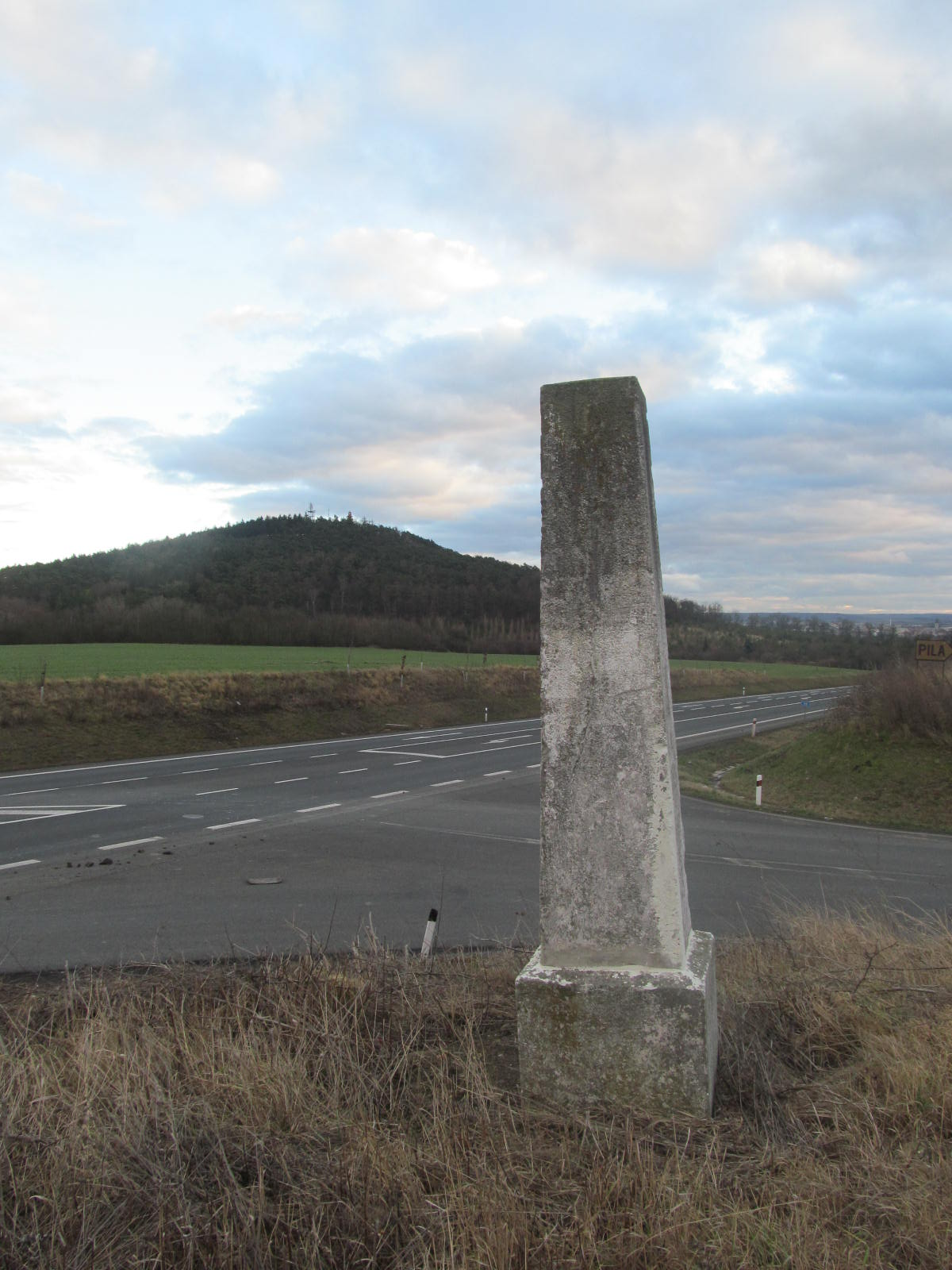
Meilenstein bei Dobroměřice (Tschechische Republik)

#### Südeuropa
Im antiken Griechenland standen auf den Straßen zwischen Athen und den Demen (den kleinsten Verwaltungsbezirken) Säulen mit Entfernungsangaben und populären Sprüchen.
Die antike Tradition der Setzung von Distanzsteinen führte zu Nachahmungen in späteren Jahrhunderten, etwa bei dem Versuch der Wiederbelebung der Via Appia in Italien im 17. Jahrhundert. Sie tragen teils nur eine Meilenzahl (etwa auch an der Straße von Napoli nach Sora). In Spanien gibt es viele verschiedene Arten von Kilometersteinen, die sich vor allem von Region zu Region unterscheiden. In Kroatien und Slowenien finden sich Meilensteine aus der Zeit, in der sie zu Österreich-Ungarn gehörten. In Slowenien sind auch Kilometersteine an Straßen und entlang der Eisenbahn bekannt.

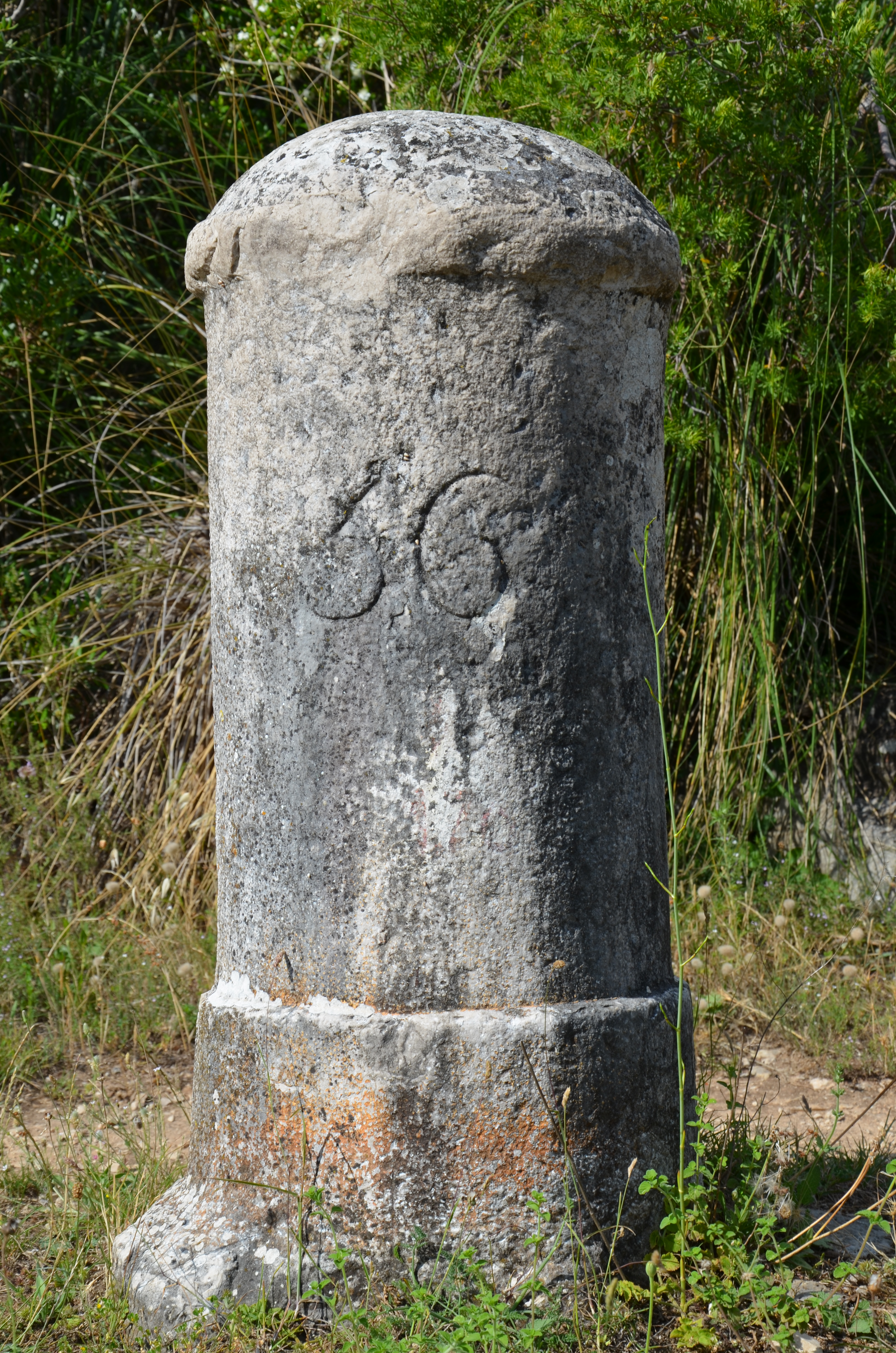
Meilenstein bei Sant’Andrea (Italien)
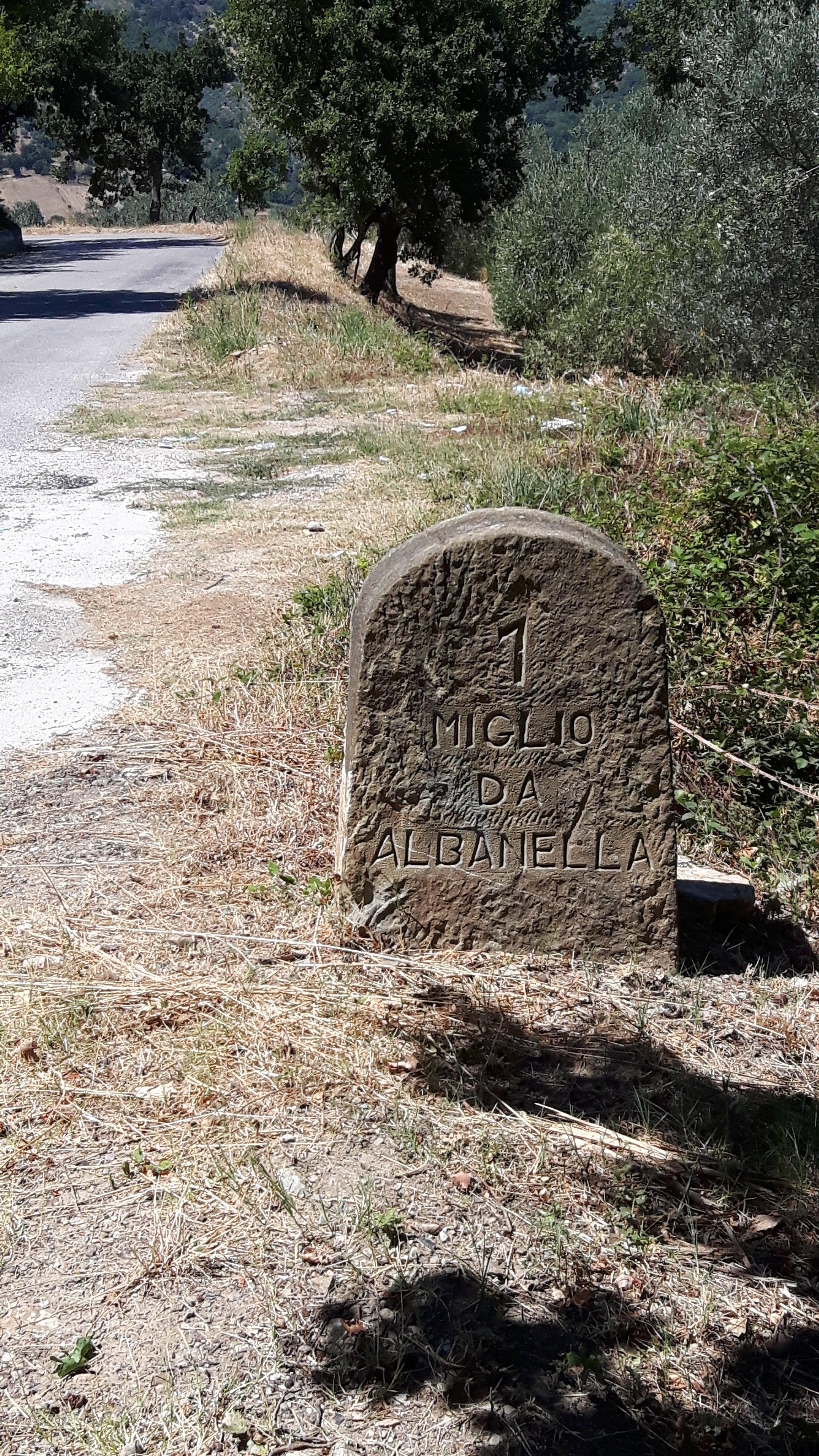
Meilenstein in Albanella (Italien)
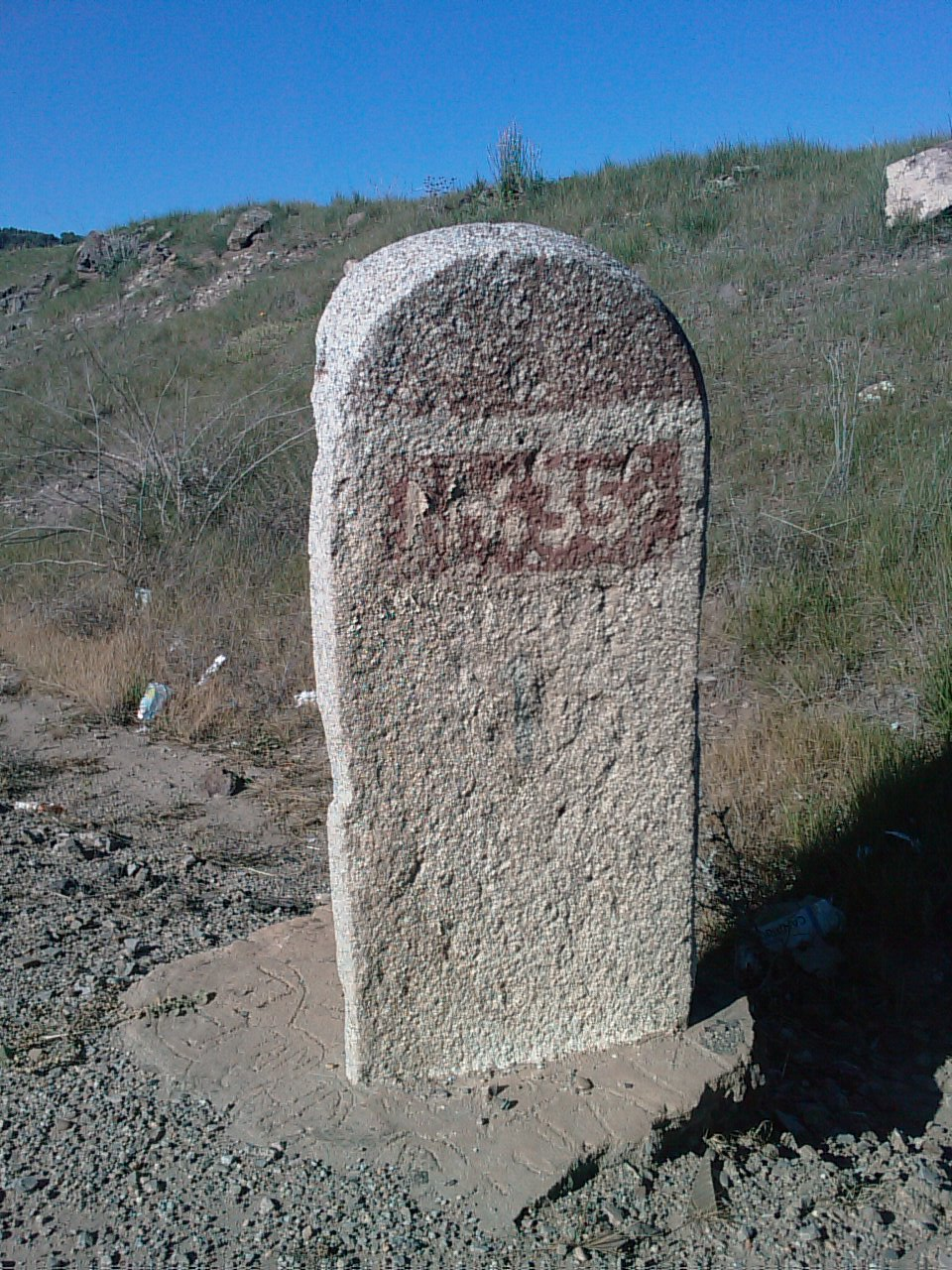
Kilometerstein an der N-435 bei Los Santos de Maimona (Spanien)
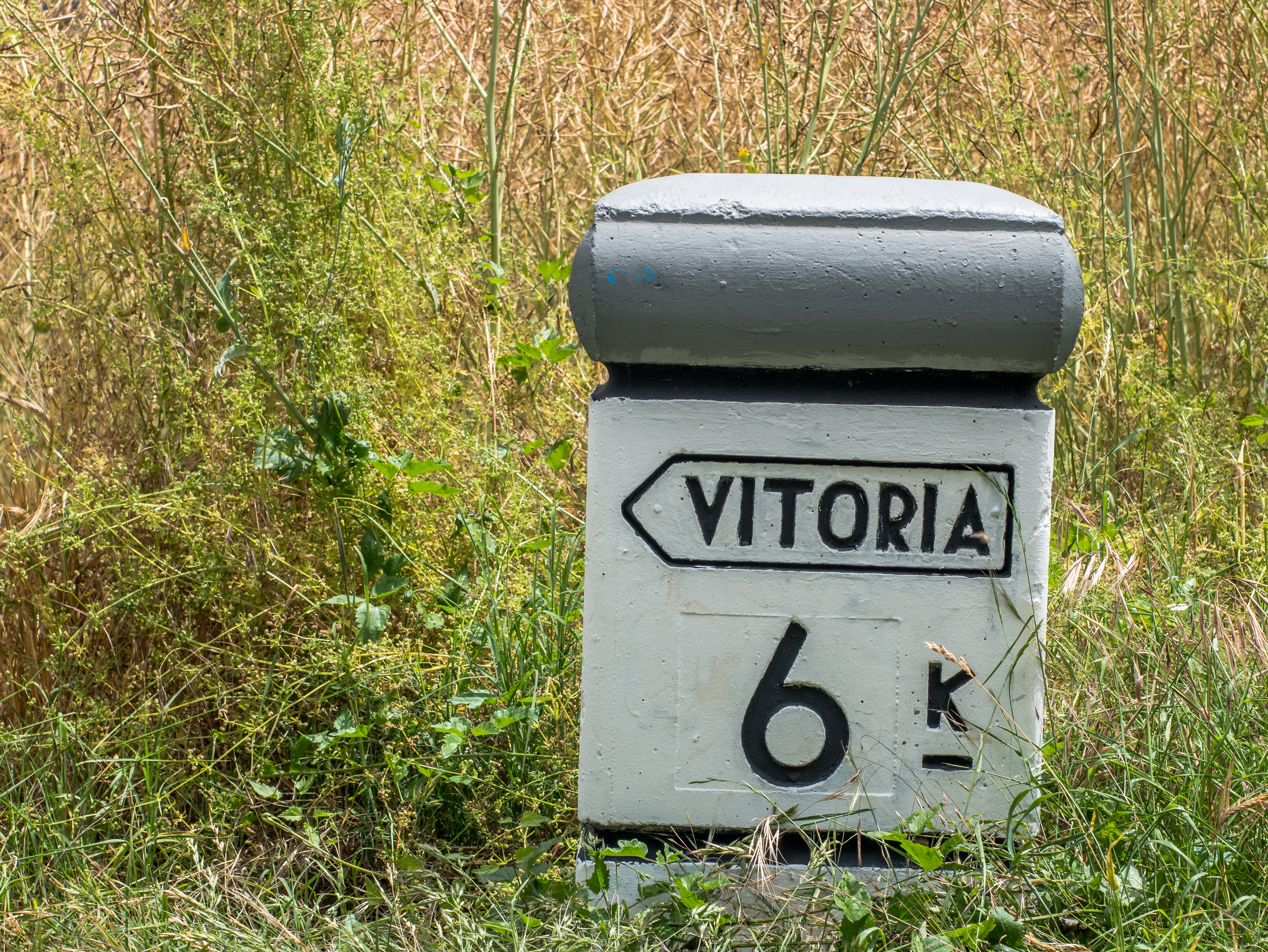
Kilometerstein an der A-4101 in der baskischen Provinz Álava (Spanien)
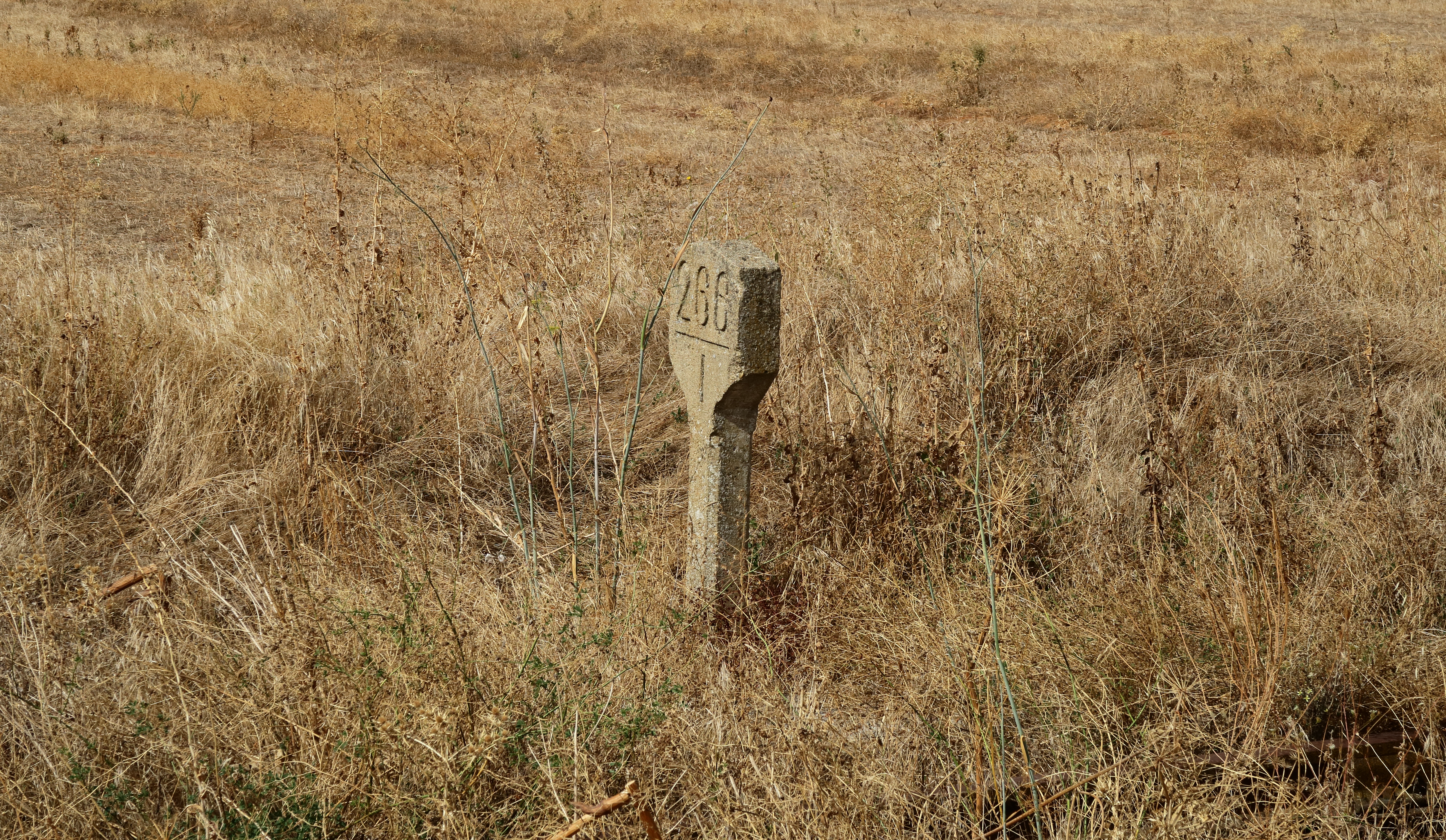
Eisenbahn-Kilometerstein in Spanien
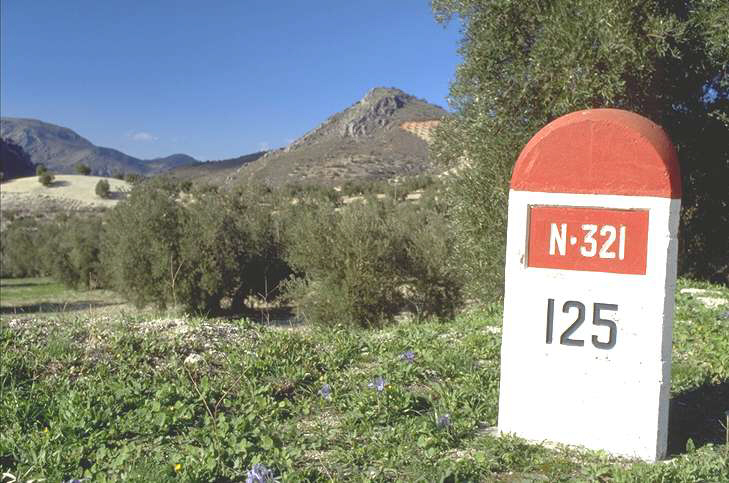
Kilometerstein an der ehemaligen N-321 in Andalusien (Spanien)
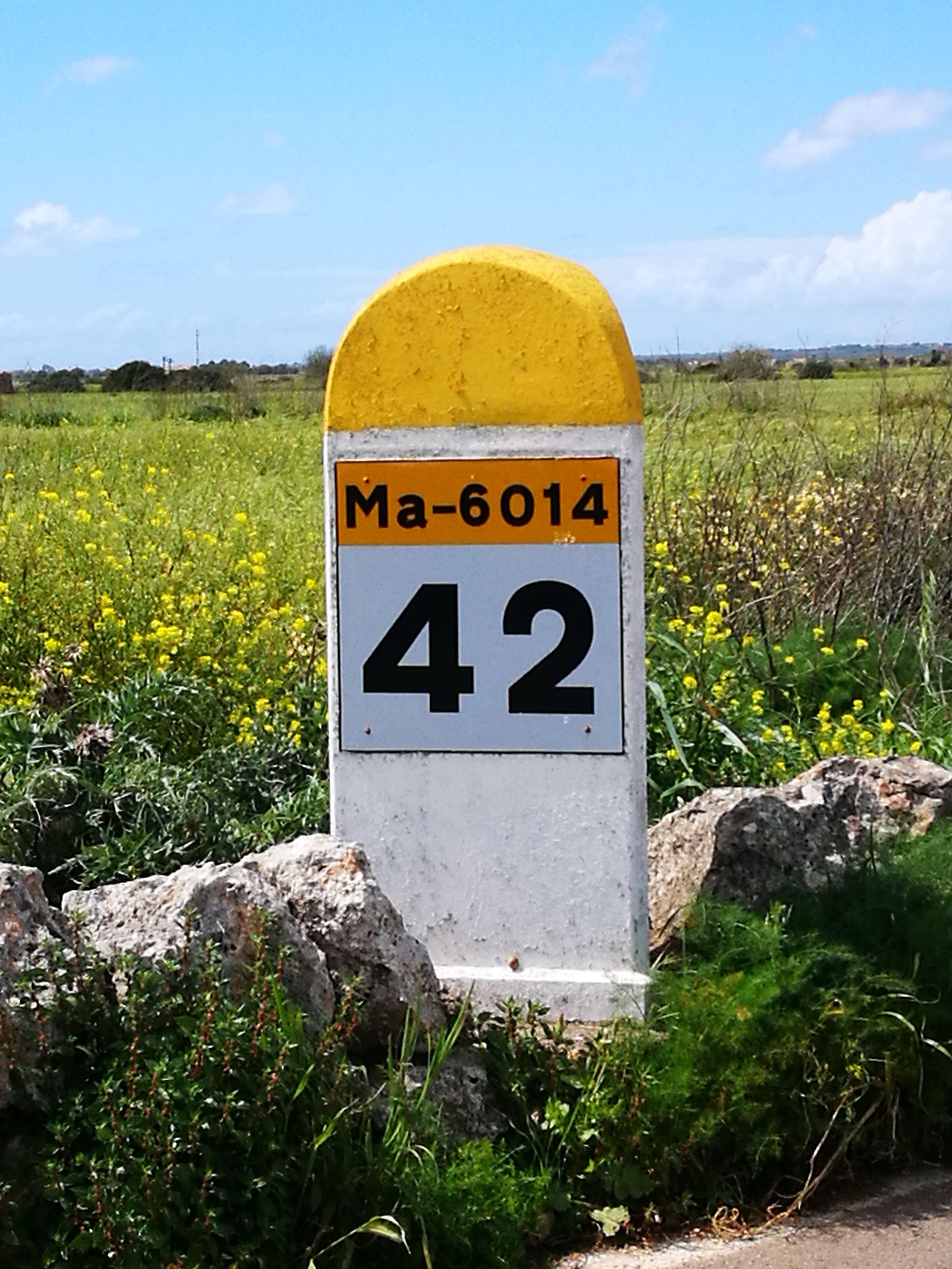
Kilometerstein auf Mallorca (Spanien)
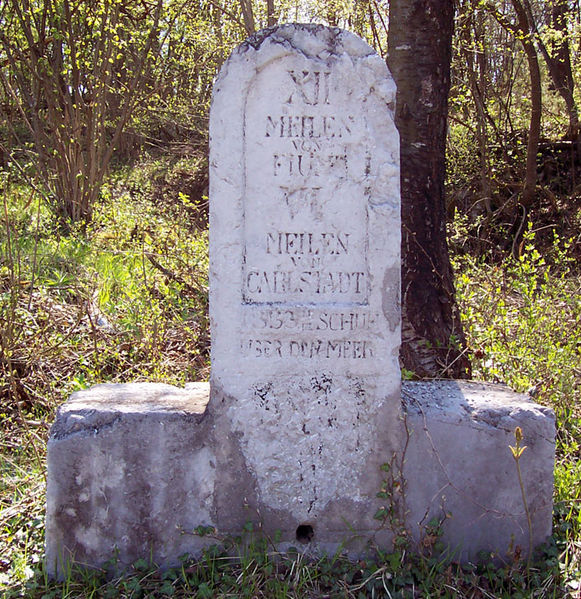
Österreichischer Meilenstein an der Luisenstraße (Lujzijana) bei Nadvučnik (Kroatien)

#### Osteuropa
In einigen Regionen Osteuropas finden sich historische Meilensteine Österreichs, Sachsens und Preußens. Die meisten Länder weisen zudem Kilometersteine unterschiedlicher Typen auf, die sich nicht nur an den Straßen, sondern auch an Eisenbahnstrecken befinden. Das Kilometersteinsystem von Rumänien gilt als vorbildlich, da hier die Steine alle saniert wurden und im Kilometerabstand stehen. Zudem tragen die kilometroŝtono Straßennummern und sind farblich unterschiedlich gestaltet.
Im europäischen Russland gibt es sowohl Werststeine des 18. Jahrhunderts als auch Kilometersteine. Das russische Längenmaß Werst wurde bei der Vermessung der Poststraßen und zur Aufstellung von Säulen (russisch Верстовой столб) entlang dieser genutzt. Unter Zar Peter I. wurden auf den neu erbauten Straßen – vermutlich nach sächsischem Vorbild – zwischen Moskau und Sankt Petersburg so genannte Werstsäulen errichtet. An den Köpfen dieser Säulen wurden auf der einen Seite die zurückgelegte, auf der anderen die noch zurückzulegende Distanz angebracht. Zarin Katharina II. ließ in ihrer Regierungszeit das russische Straßennetz – und in diesem Zusammenhang auch die hölzernen und steinernen Werstsäulen – weiter ausbauen. Dadurch finden sie sich zum Teil auch in anderen Staaten Osteuropas.

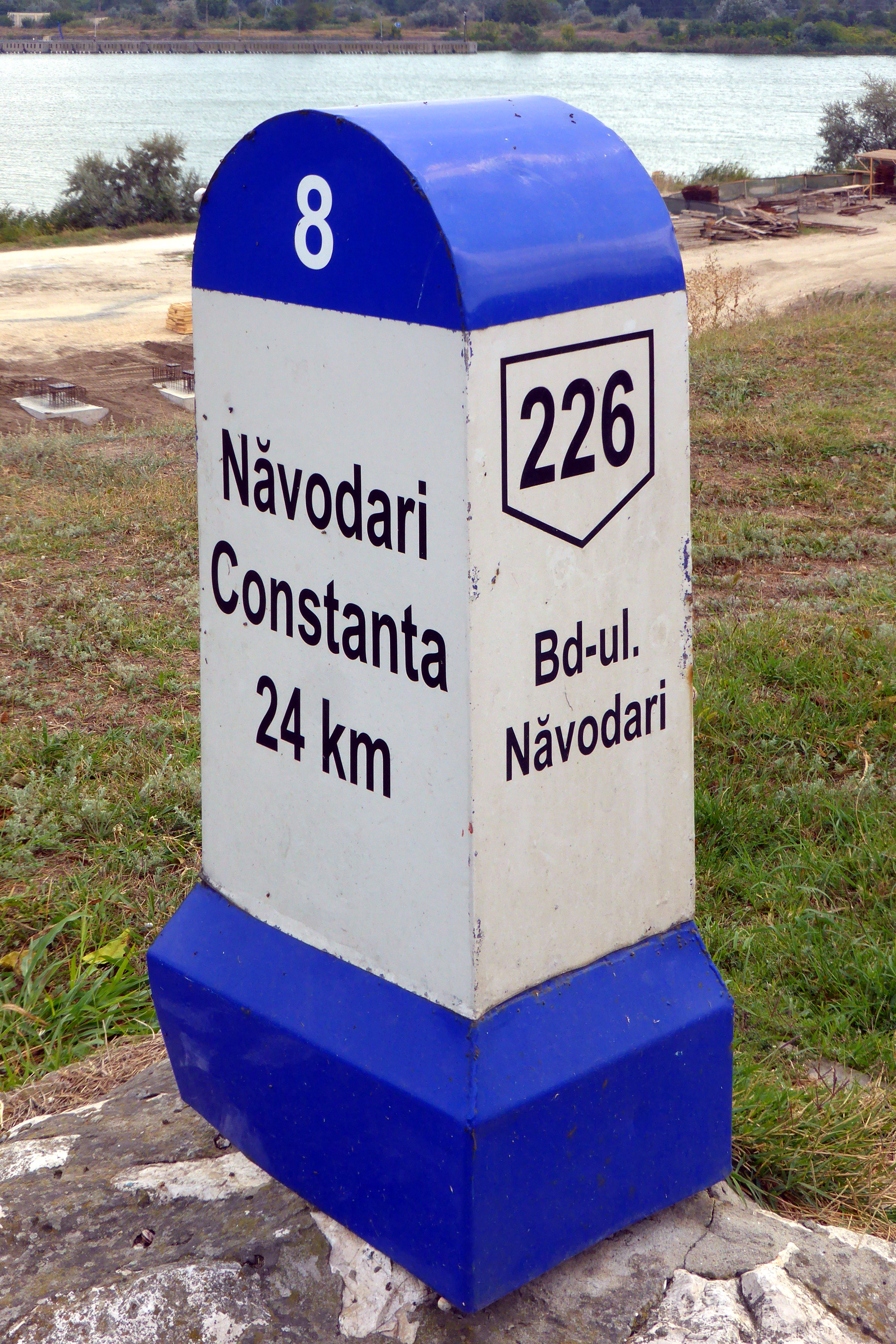
Kilometerstein an der DJ 226 in Năvodari (Rumänien)
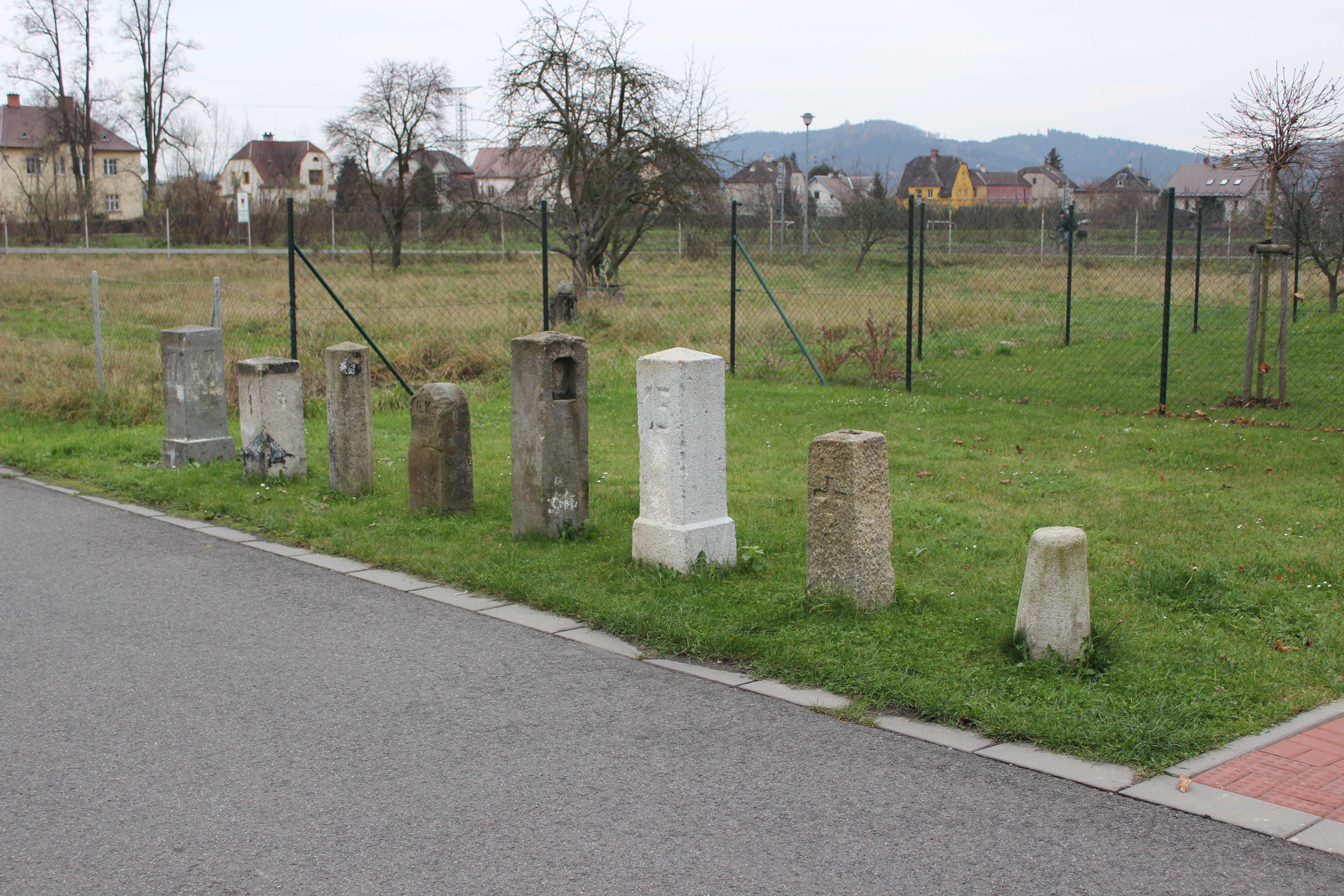
Distanzsteine im Museum in Vikýřovice (Tschechien)
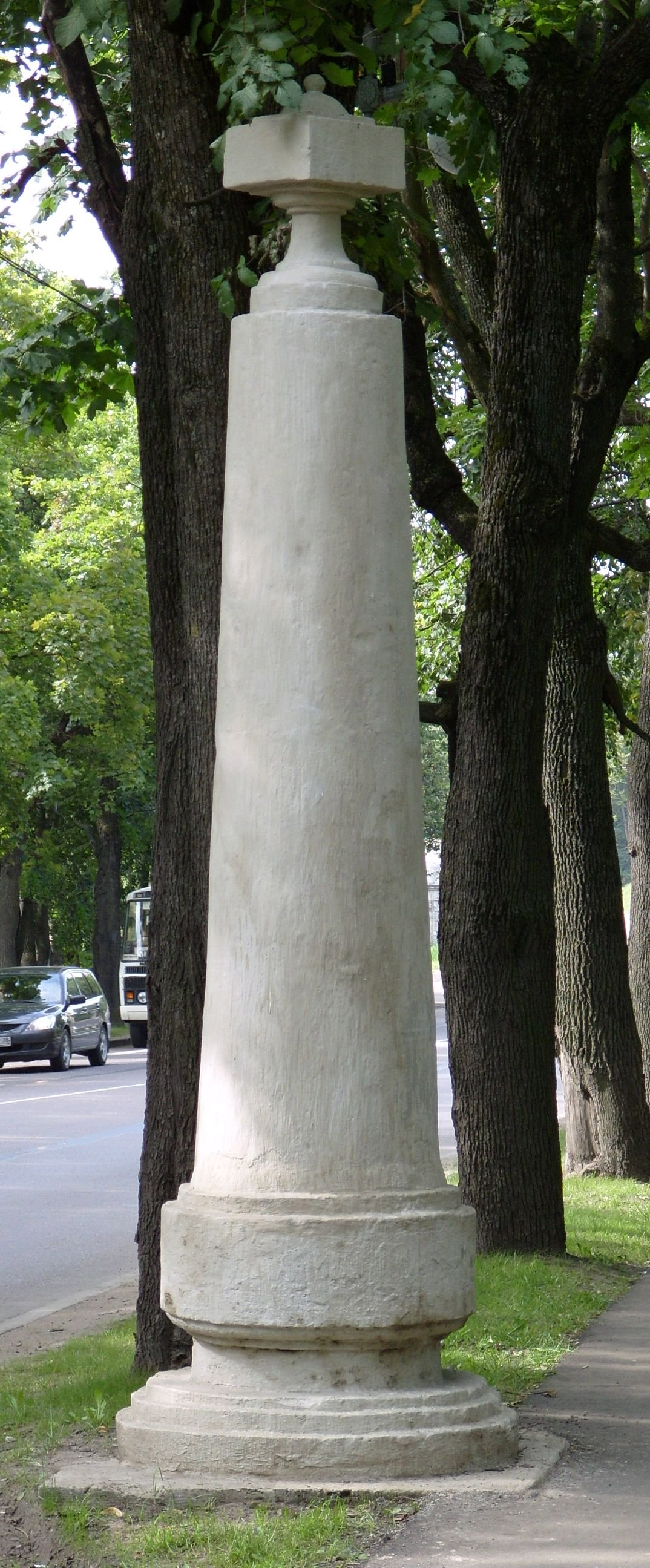
Kilometerstein (ehem. Werststein von 1795–1797) in Gattschina (Russland)
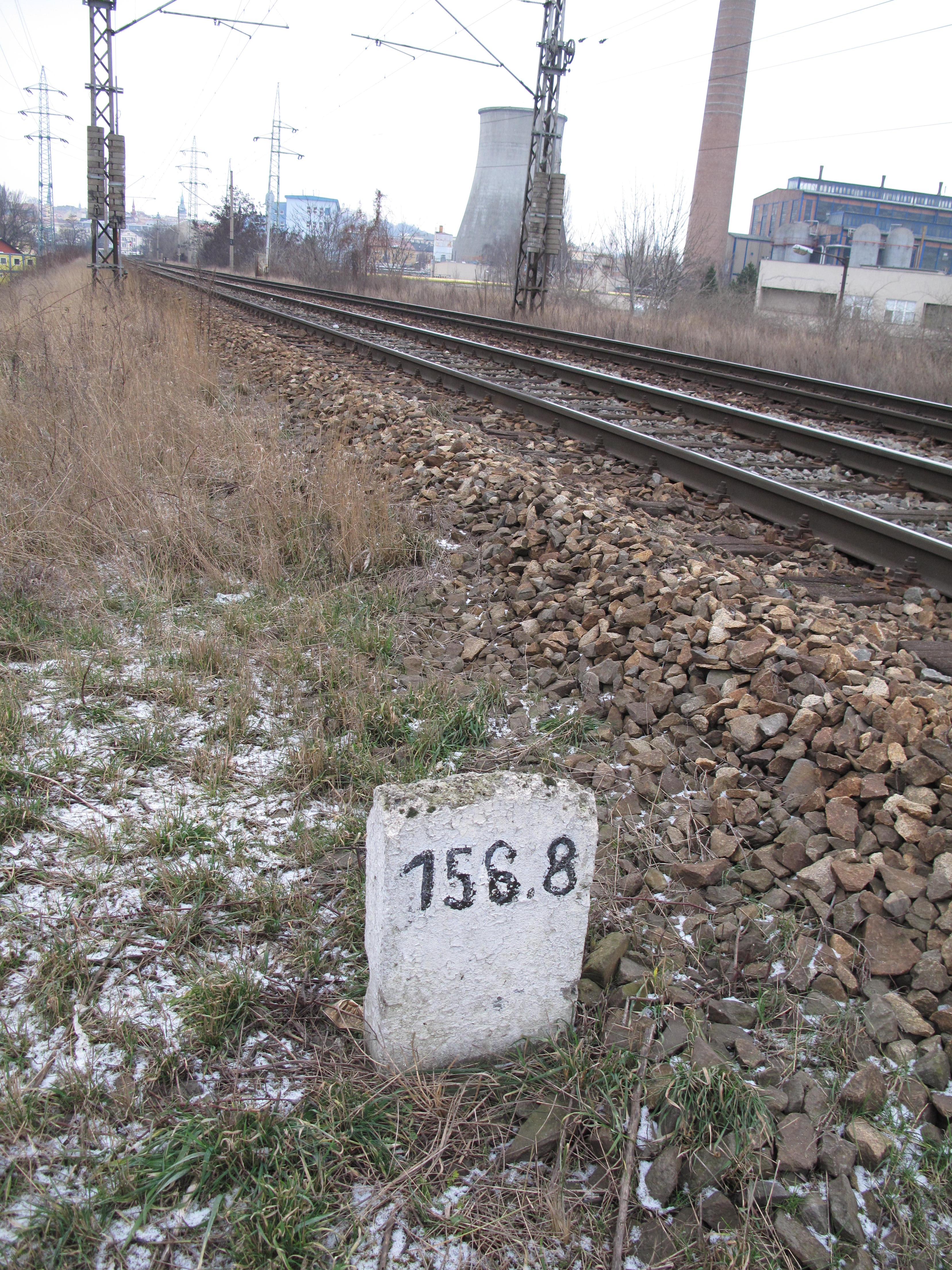
Eisenbahn-Kilometerstein Brno (Tschechien)
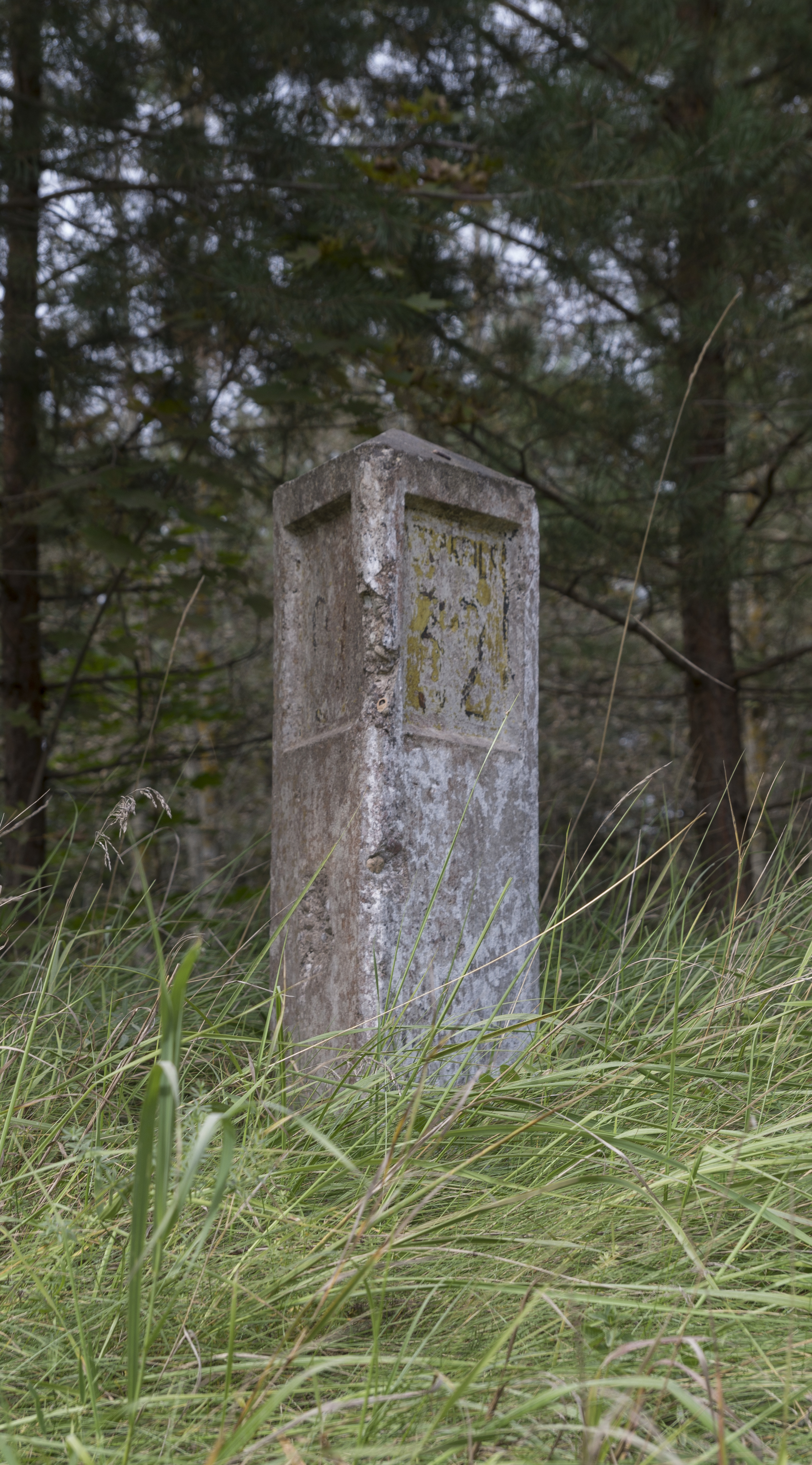
Kilometerstein bei Viesīte (Lettland)
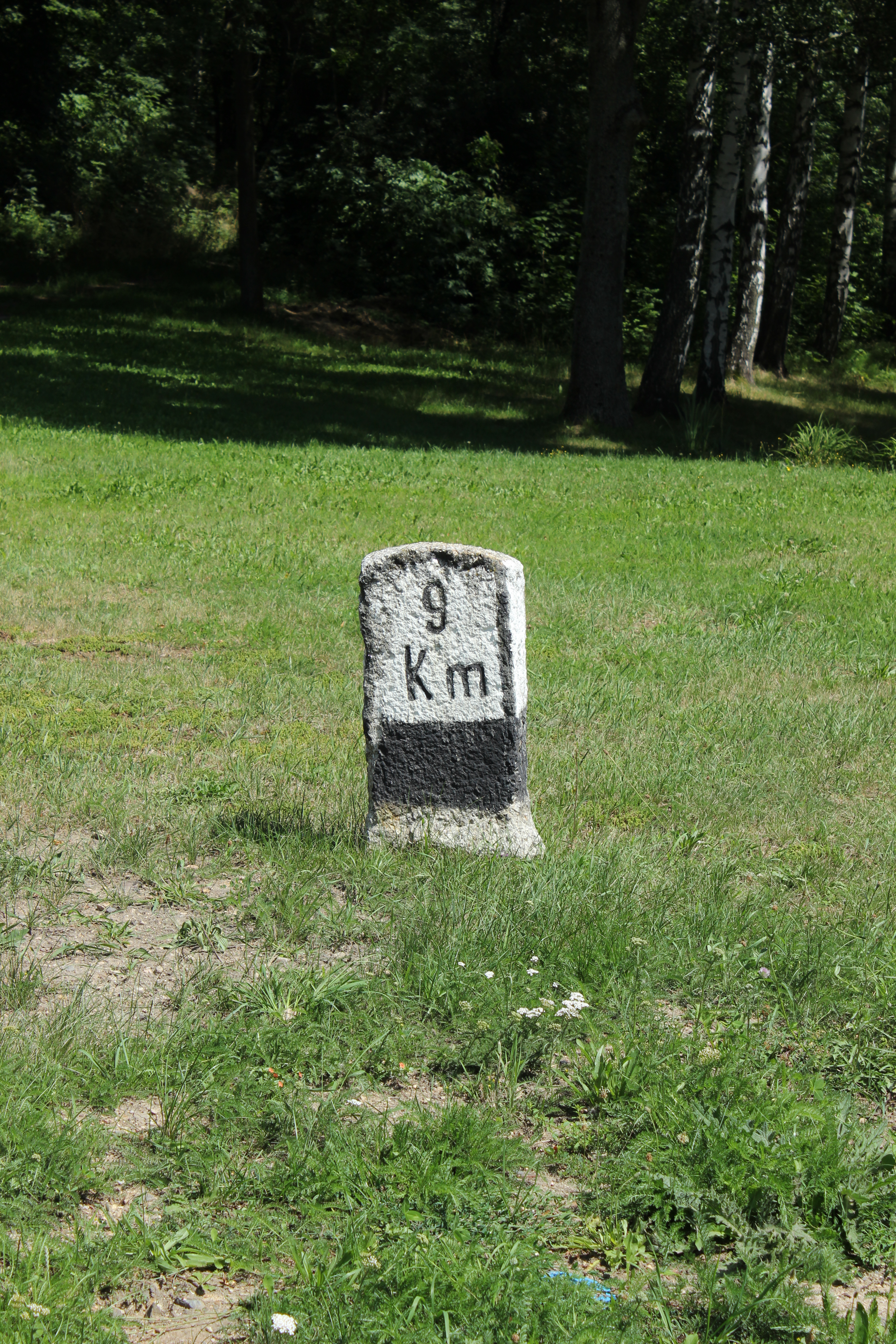
Kilometerstein in Heřmanice (Tschechien)
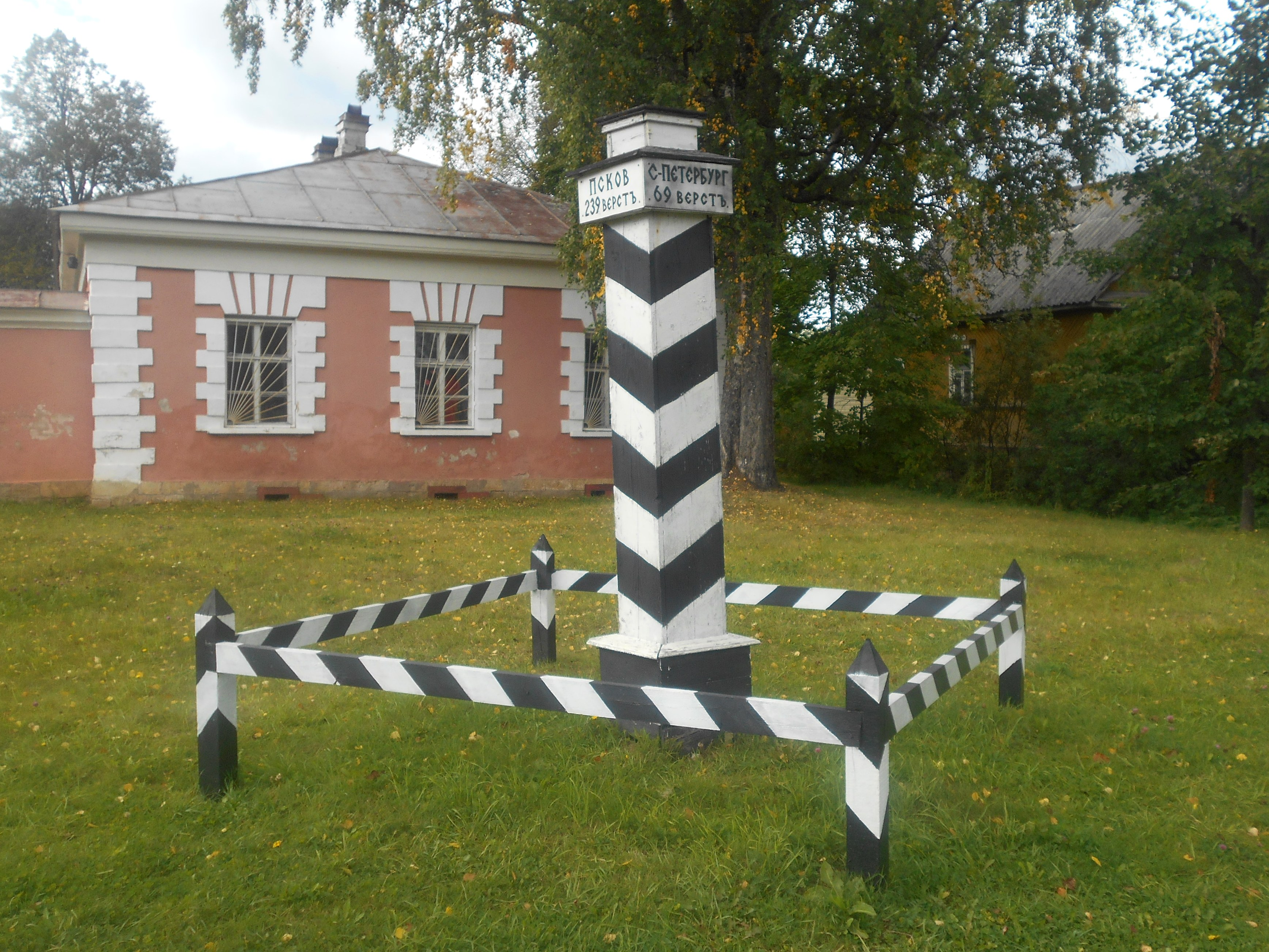
Werstsäule in Wyra (Russland)
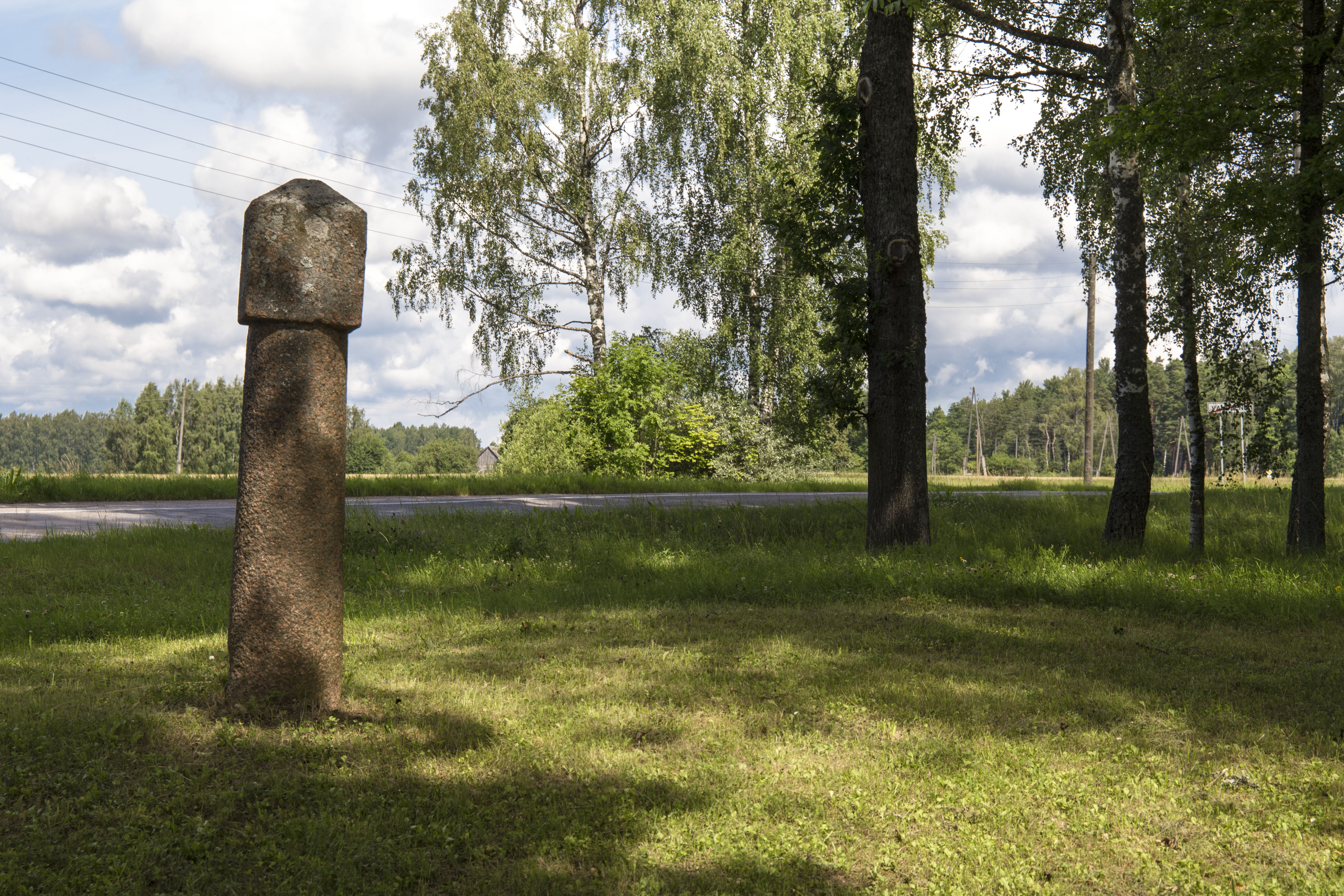
Werstsäule bei Vandzene (Lettland)
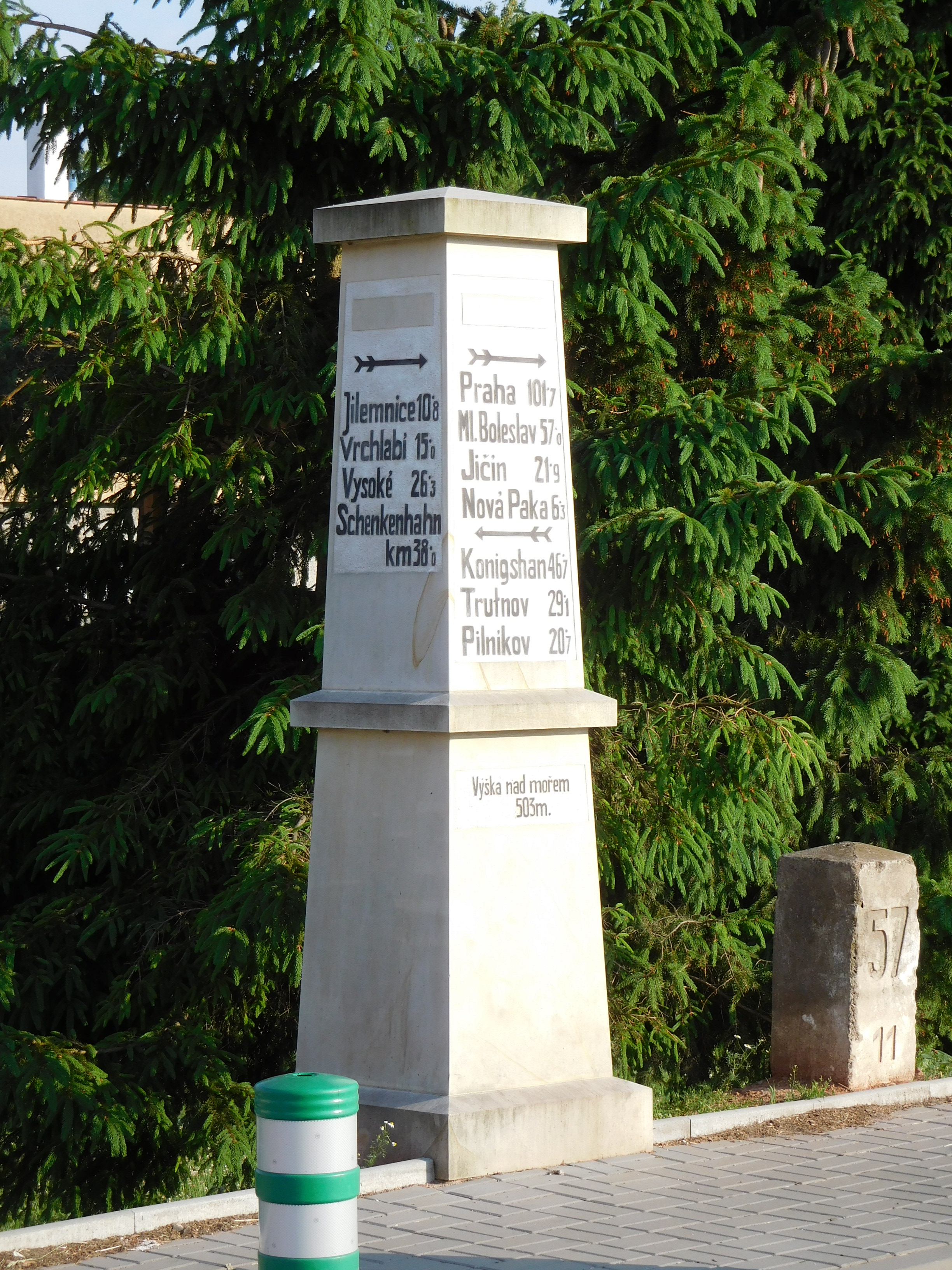
Distanzsteine in Horka u Staré Paky (Tschechien)

### Asien
In Japan sind Meilensteine, Kilometersteine und Wegweisersteine bekannt. Die Ichirizuka, Hügel mit Bäumen, die die Straße säumen und so die Distanz anzeigen, tragen zum Teil auch Steinsetzungen.
In China gibt es eine lange Tradition der Steinsetzungen. Bereits für die Zeit der Tang-Dynastie (618–907) sind Steinsetzungen, die an den Straßen den Weg wiesen, überliefert. In der Neuzeit erfolgte die Aufstellung von Steinen in Kilometerabständen.
In Indiens Norden gibt es neben Kilometersteinen und Meilensteinen noch die Sonderform der Kos-Minar, sechs bis acht Meter Rundtürme, die sich über das Mogulreich erstreckten, und daher auch in Afghanistan, Pakistan und Bangladesch. Erhalten sind ungefähr 150.
In den meisten südostasiatischen Staaten, etwa Kambodscha, Indonesien oder Vietnam, finden sich Distanzsteine mit Kilometerangaben. In Myanmar gibt es auch Meilensteine. An dem von China und Pakistan gemeinsam erbauten Karakorum Highway stehen verschiedene Arten von Distanzanzeigern, darunter auch ein Nullpunktstein für den pakistanischen Abschnitt mit Entfernungsangaben in Kilometern zu allen größeren pakistanischen Städten am südlichen Ende. Auch entlang anderer Straßen stehen hier Kilometersteine.
Im Nahen Osten haben sich vereinzelt römische Meilensteine (Miliaria) erhalten, etwa in Israel oder Jordanien. Hier gab es einst mehr als 1.000 solcher Steine, sowie in Kleinasien weitere 1.100. Der assyrische König Sargon II. ließ bereits zwischen 721 und 705 v. Chr. an den Straßen seines Reiches Steine mit Entfernungsangaben errichten.

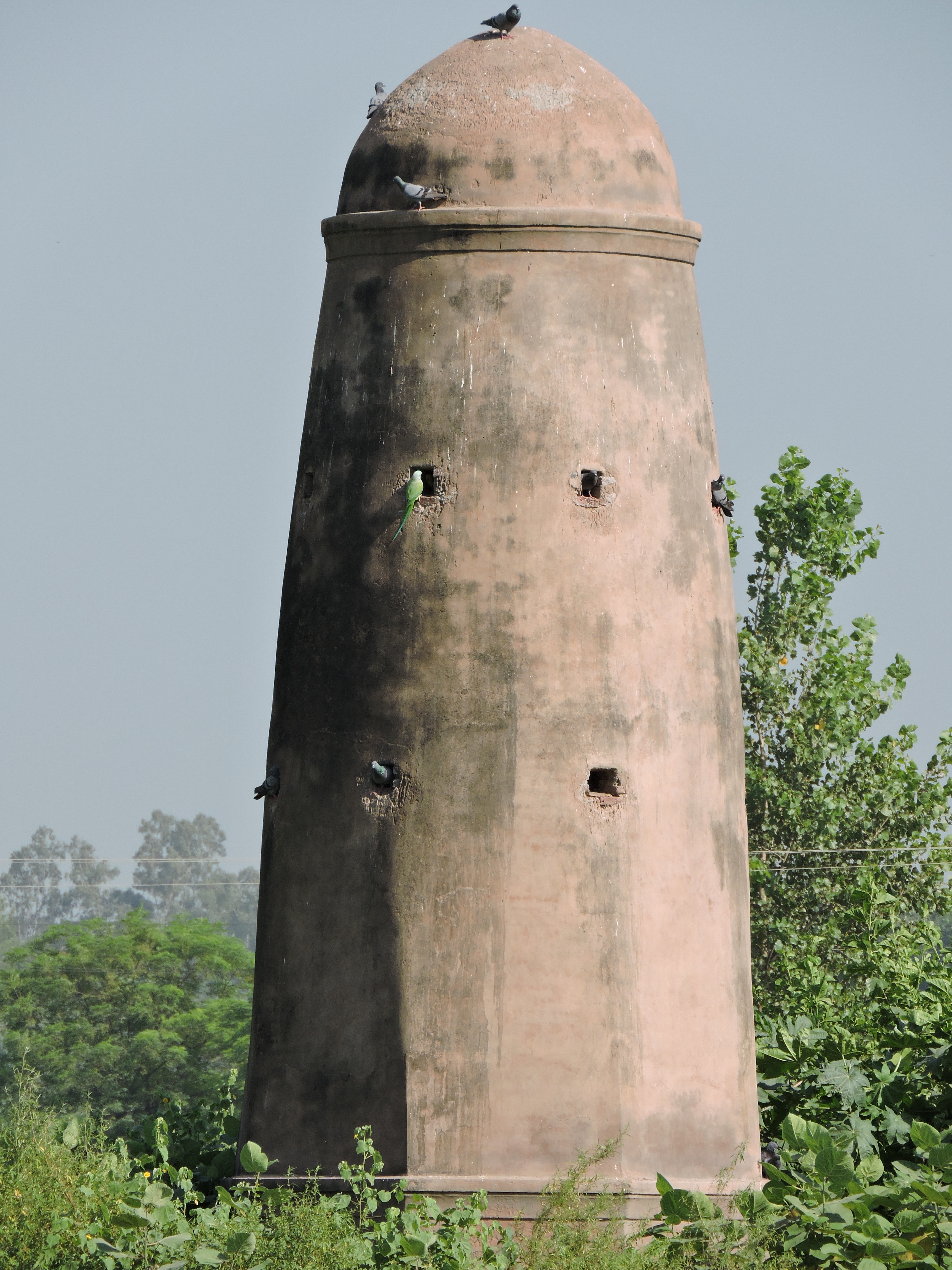
Kos-Minar bei Karnal Haryana (Indien)
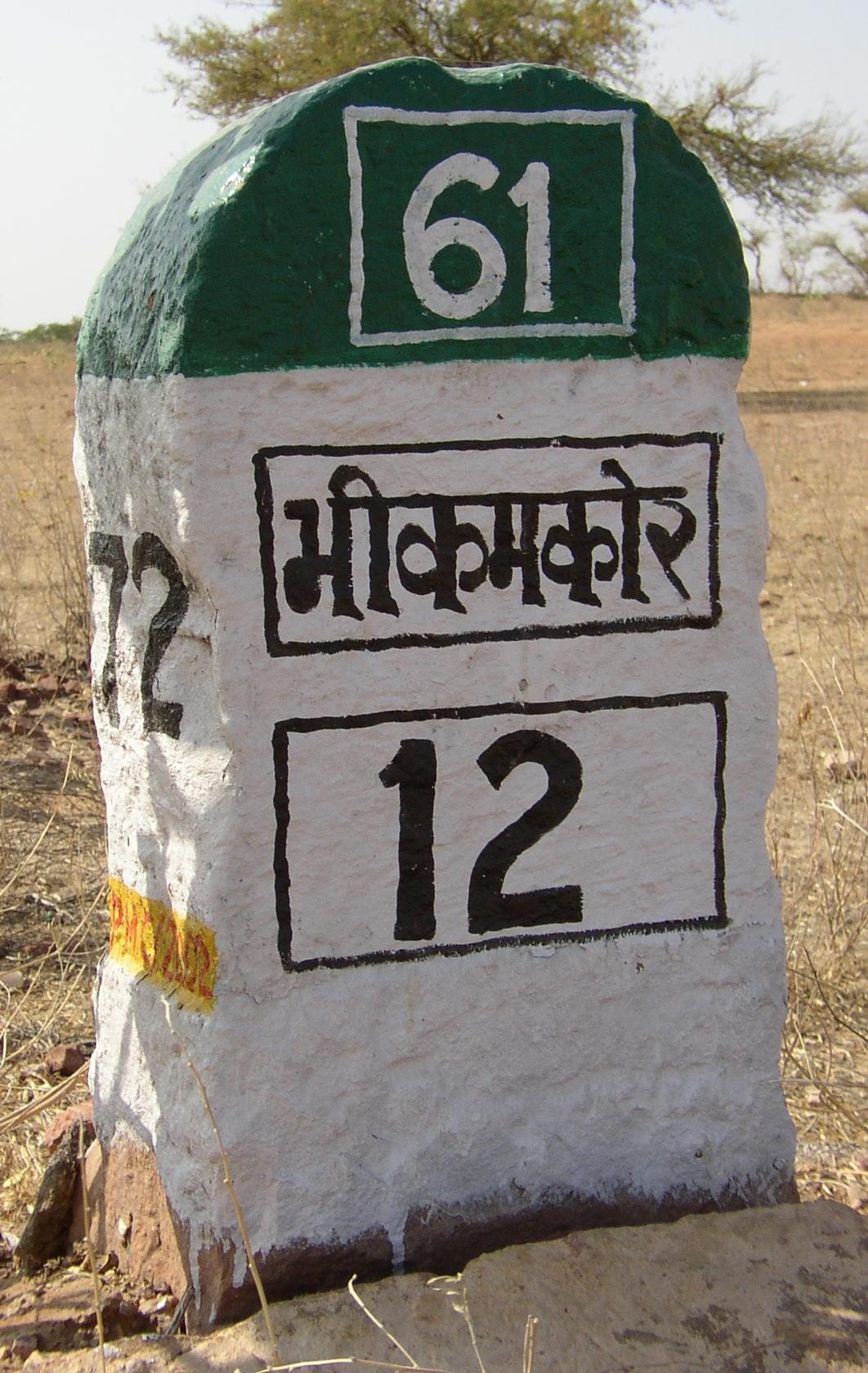
Kilometerstein bei Osiyan (Indien)
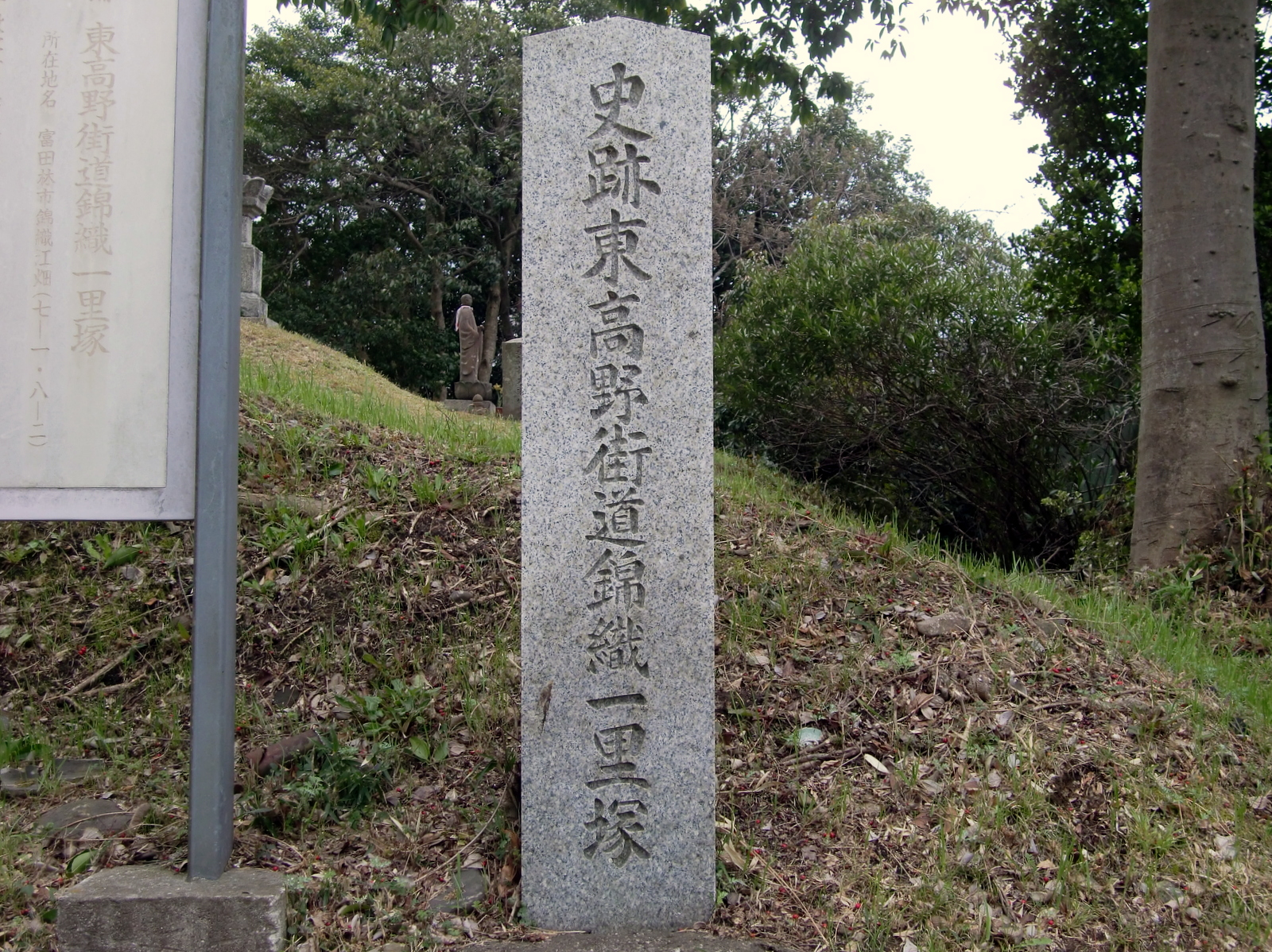
Stele des Nishikiori Ichirizuka auf dem Higashi-Kōyakaidō in Tondabayashi-shi, Osaka (Japan)
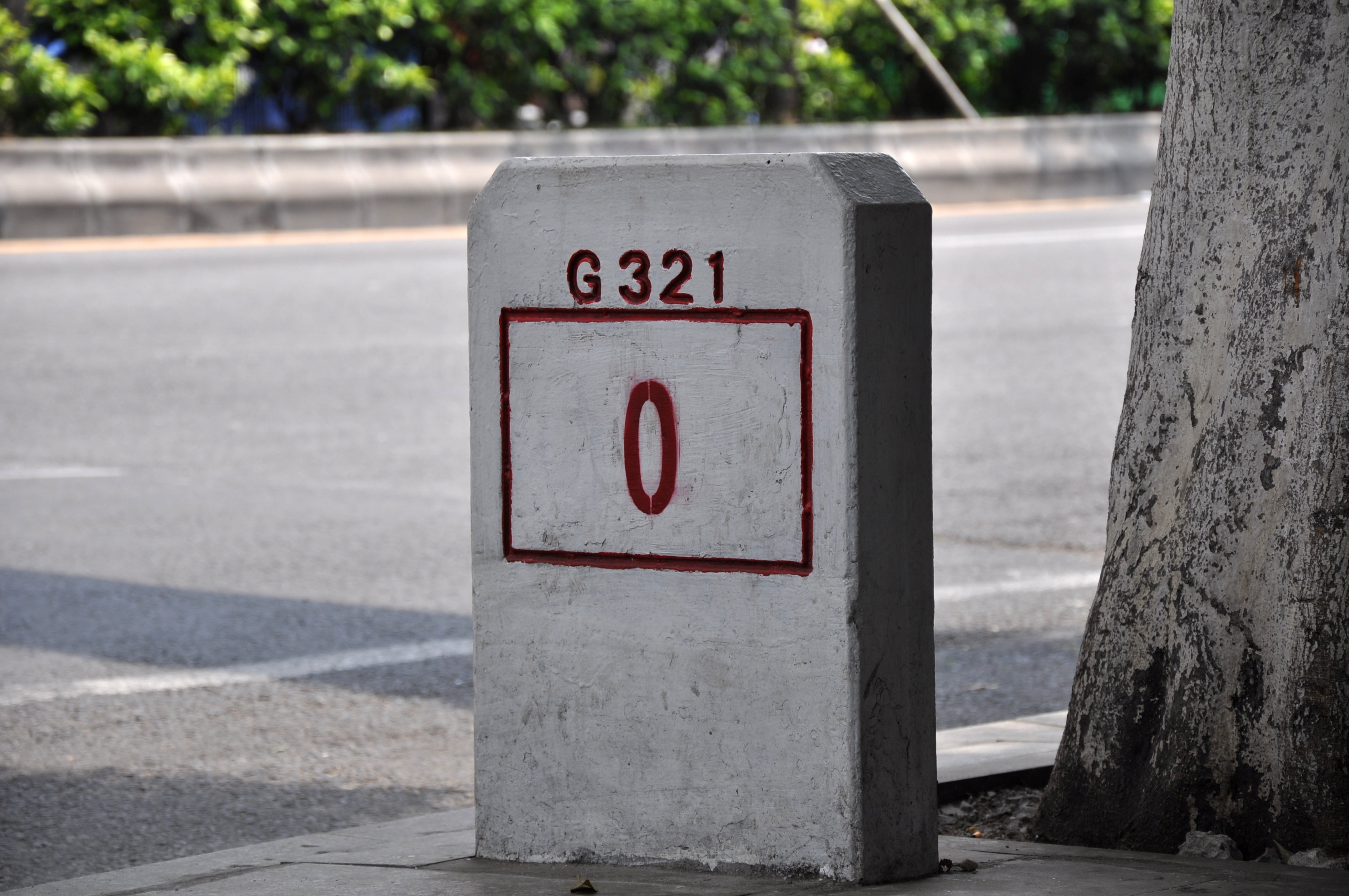
Nullpunkt-Kilometerstein an der Nationalstraße 321 (China)
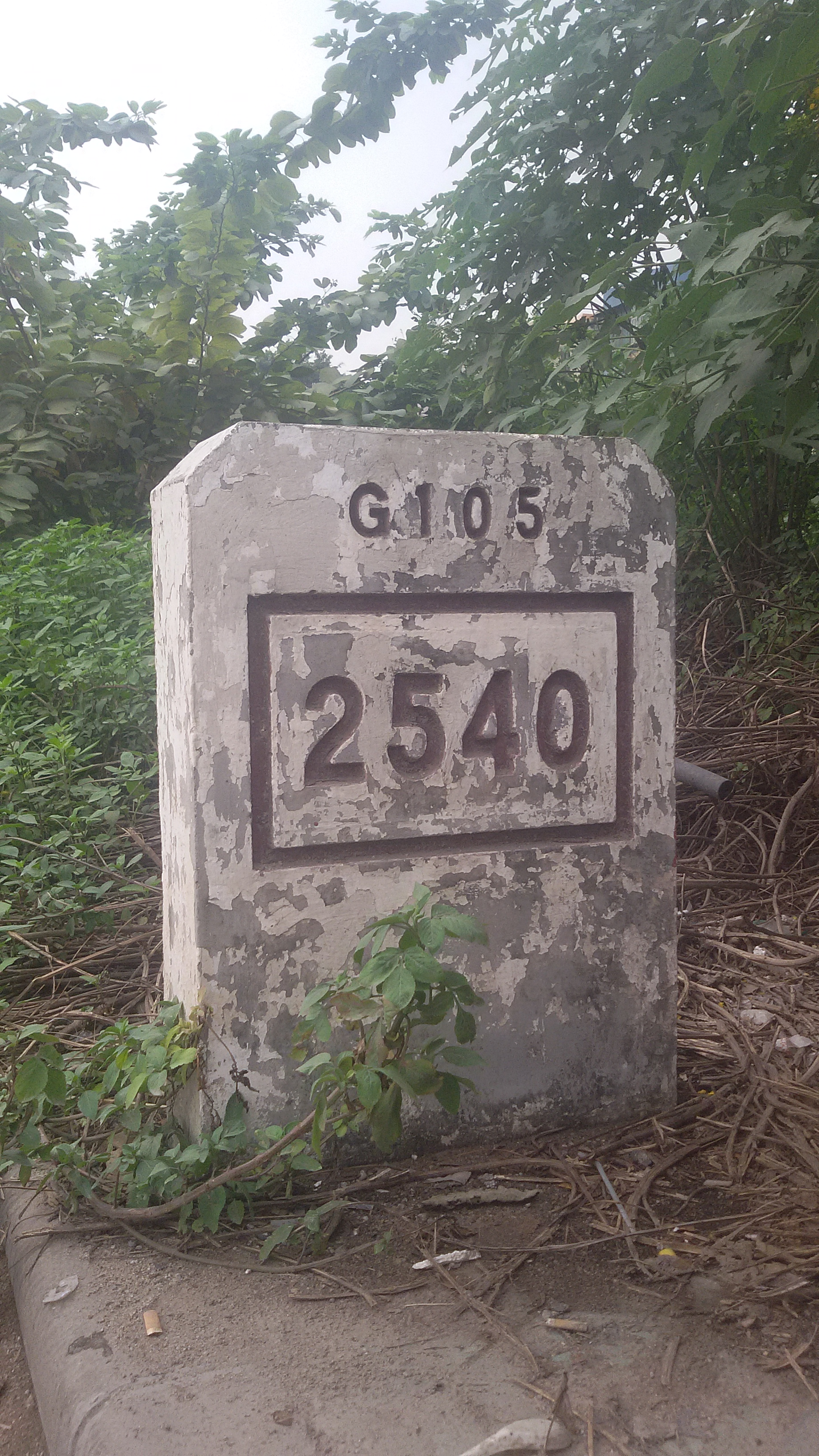
Kilometerstein an der Nationalstraße 105 (China)
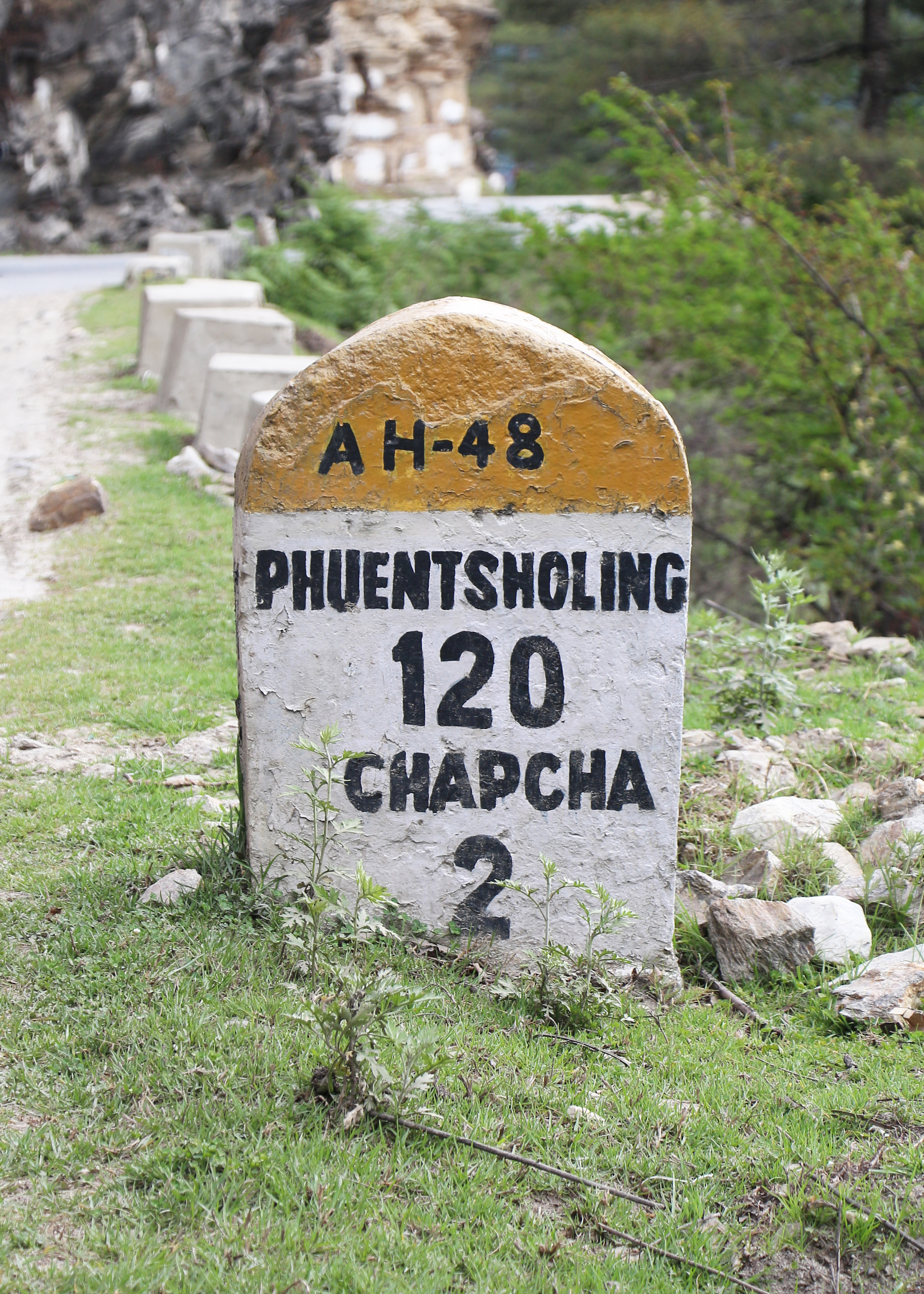
Kilometerstein bei Chapcha (Bhutan)
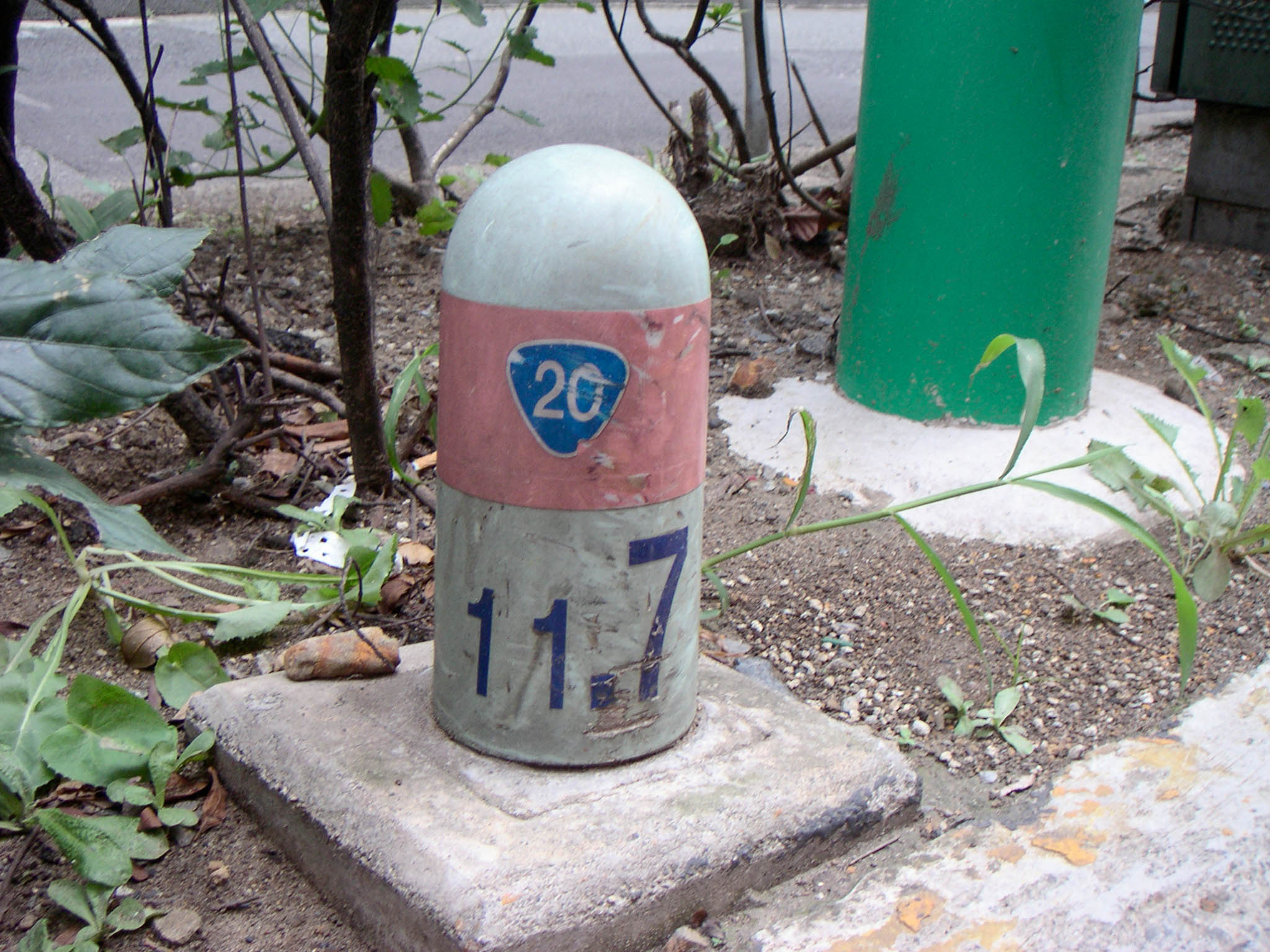
Kilometerstein an der Route 20 (Japan)
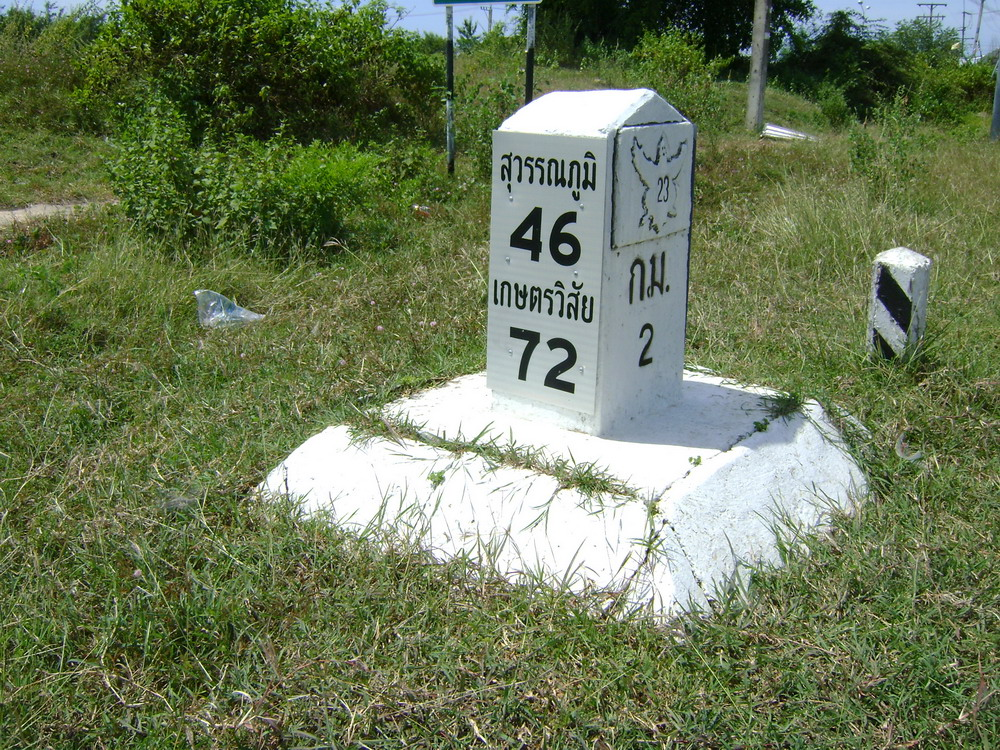
Kilometerstein Highway 23 (Thailand)
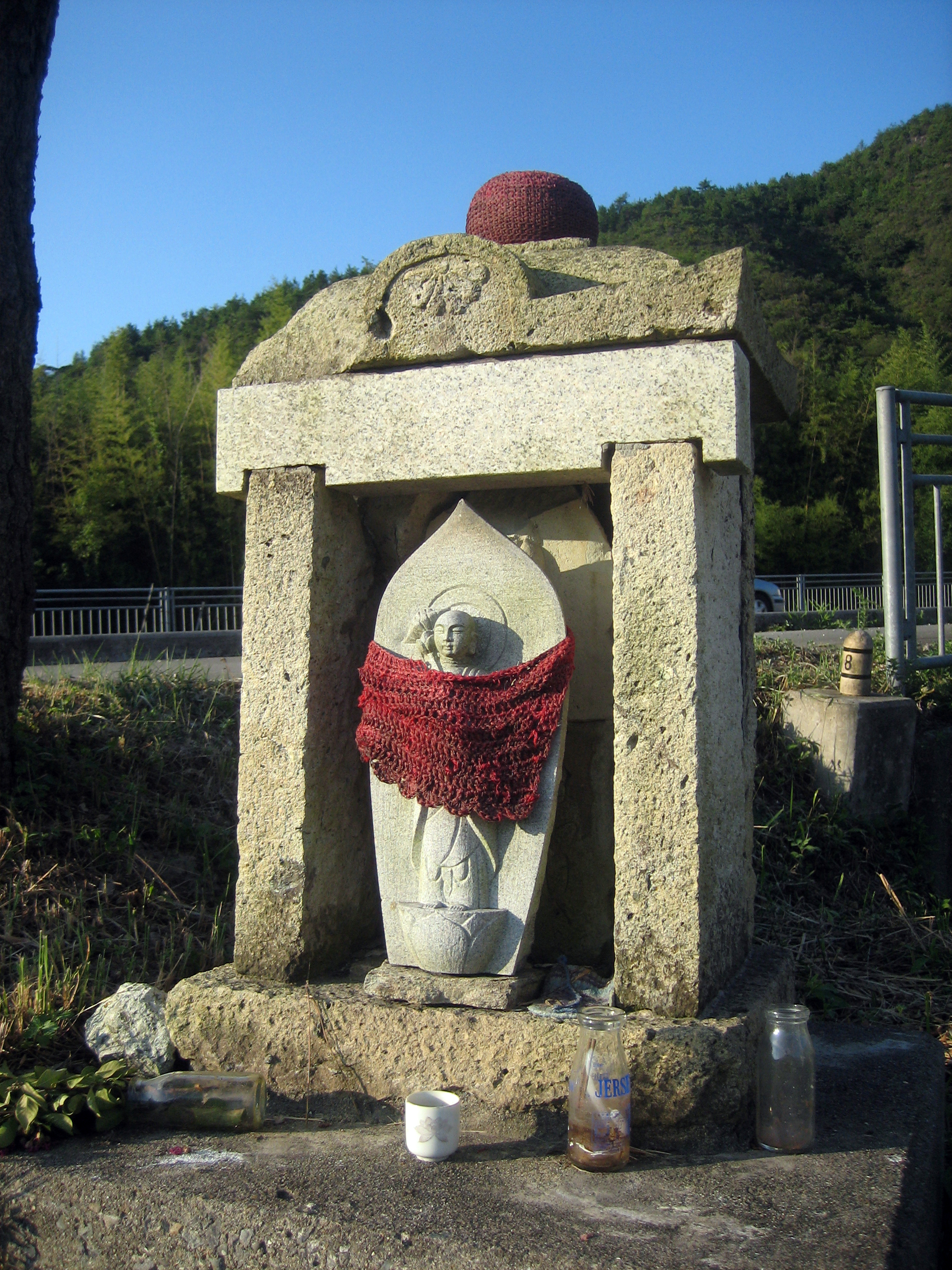
Buddhistischer Bild-Wegweiser in der Provinz Tamba an der Route 372 (Japan)
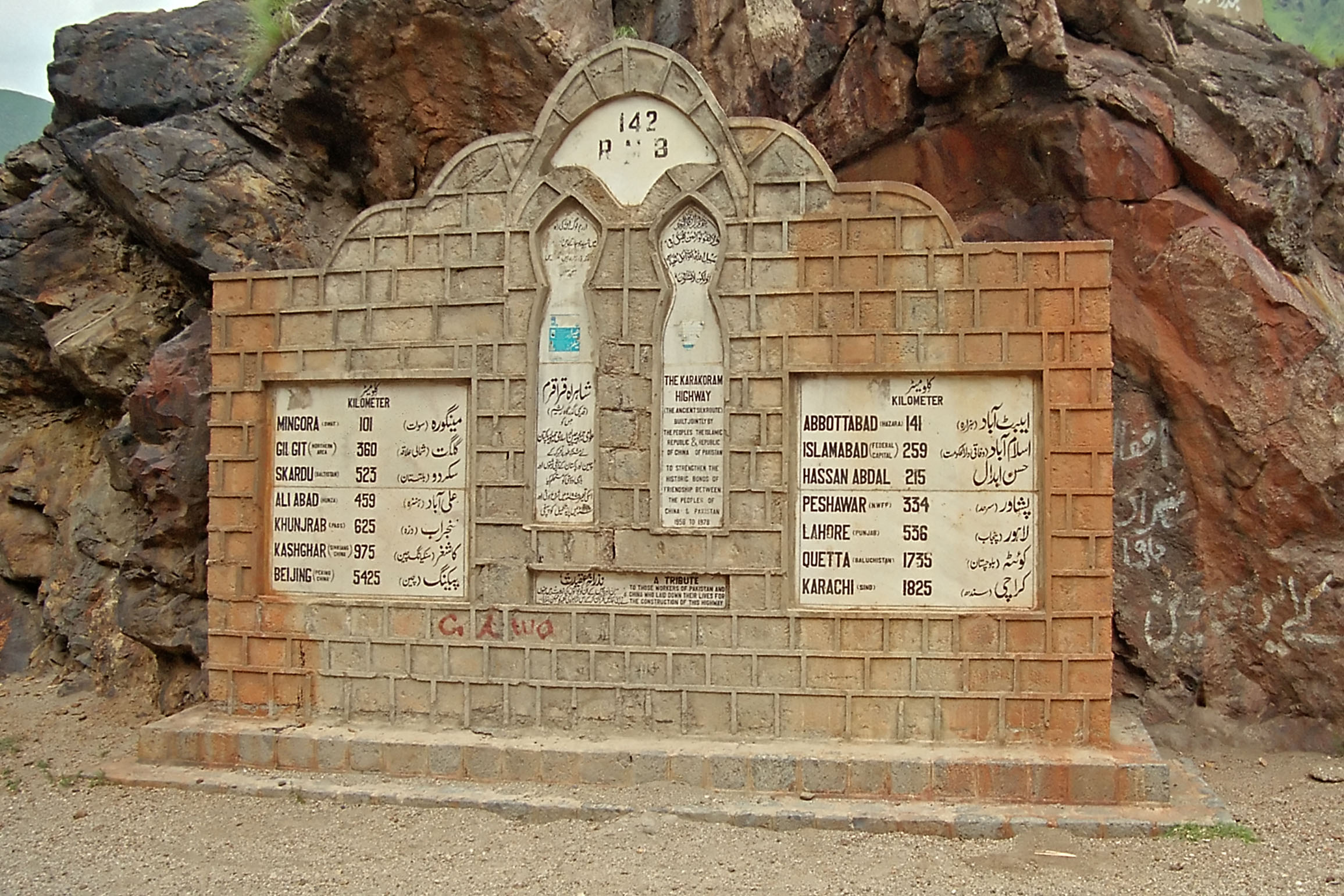
Nullpunktstein bei Besham (Pakistan)
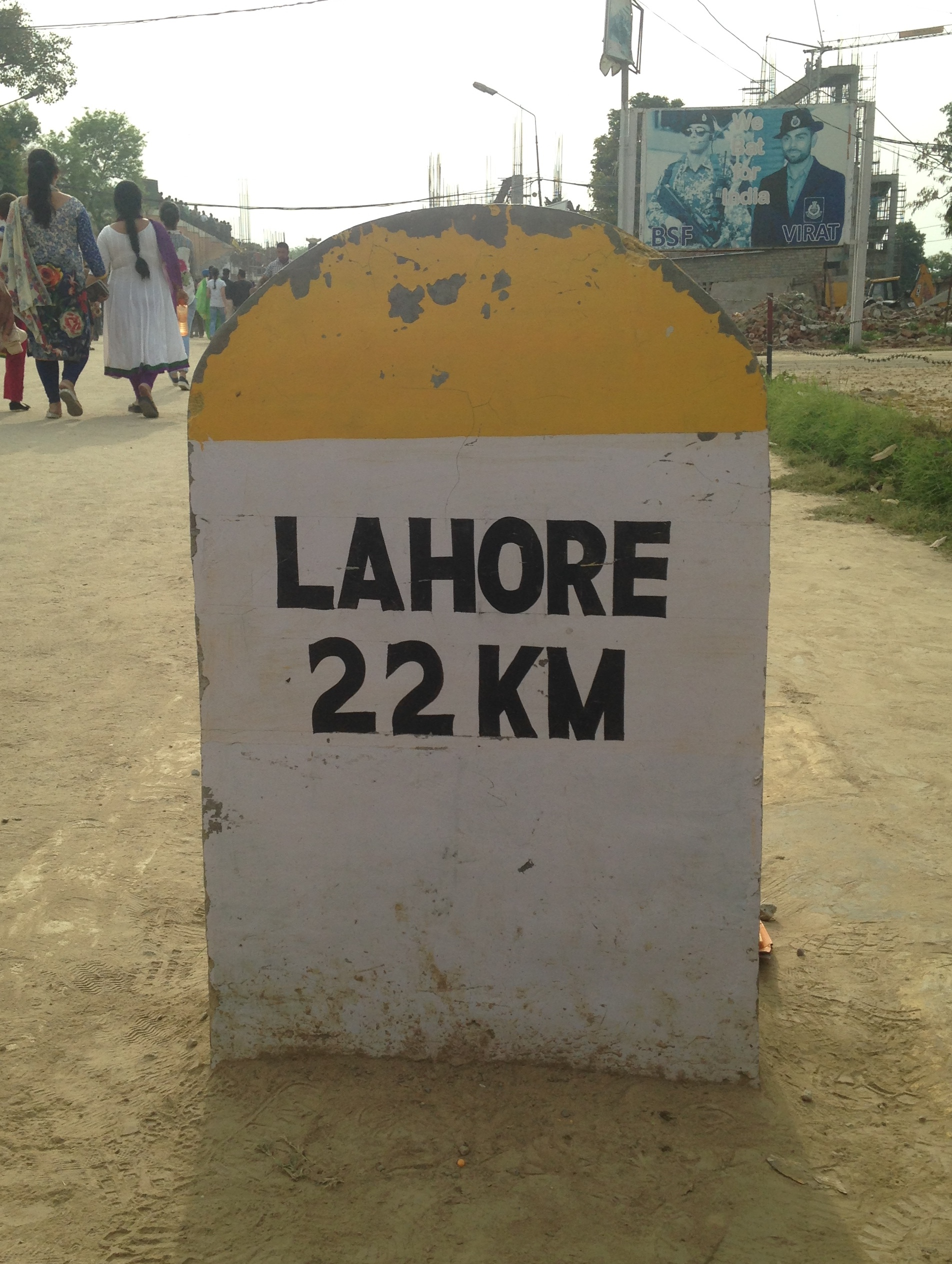
Kilometerstein bei Wagah (Pakistan)
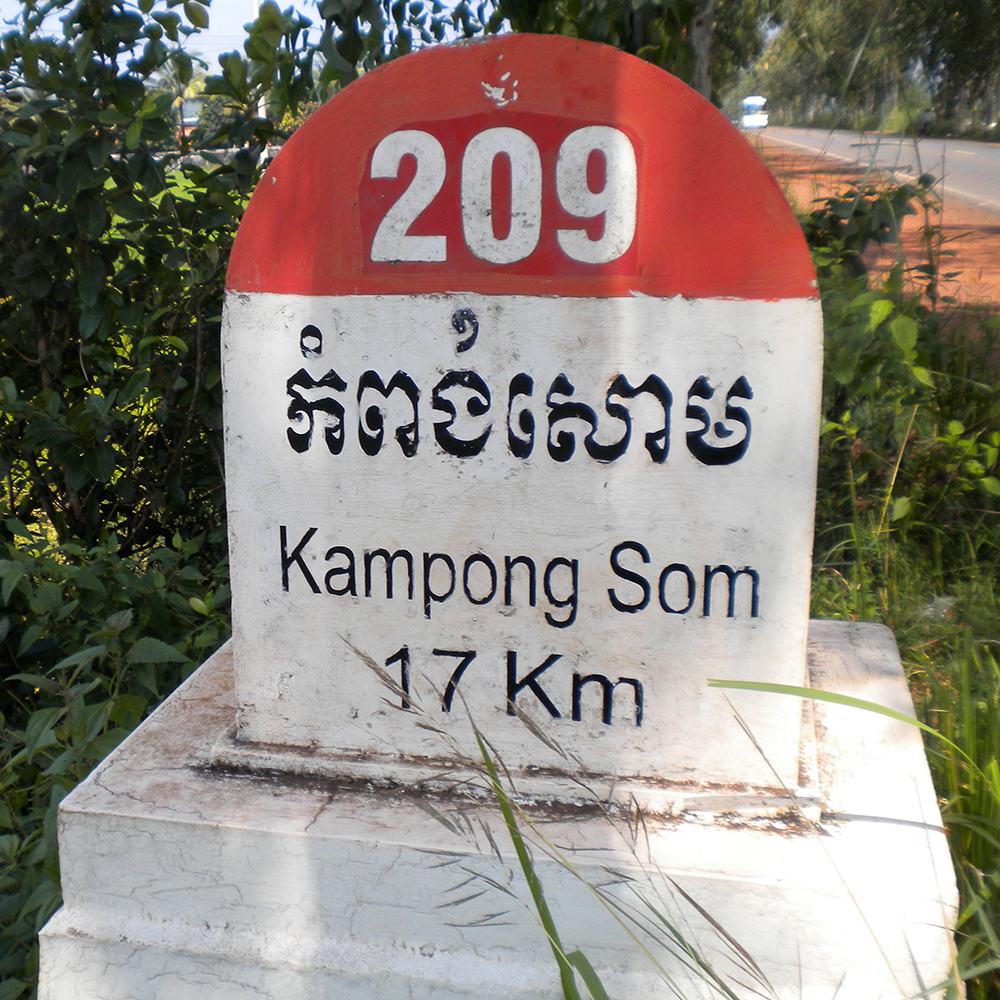
Kilometerstein in der Sihanoukville-Provinz (Kambodscha)
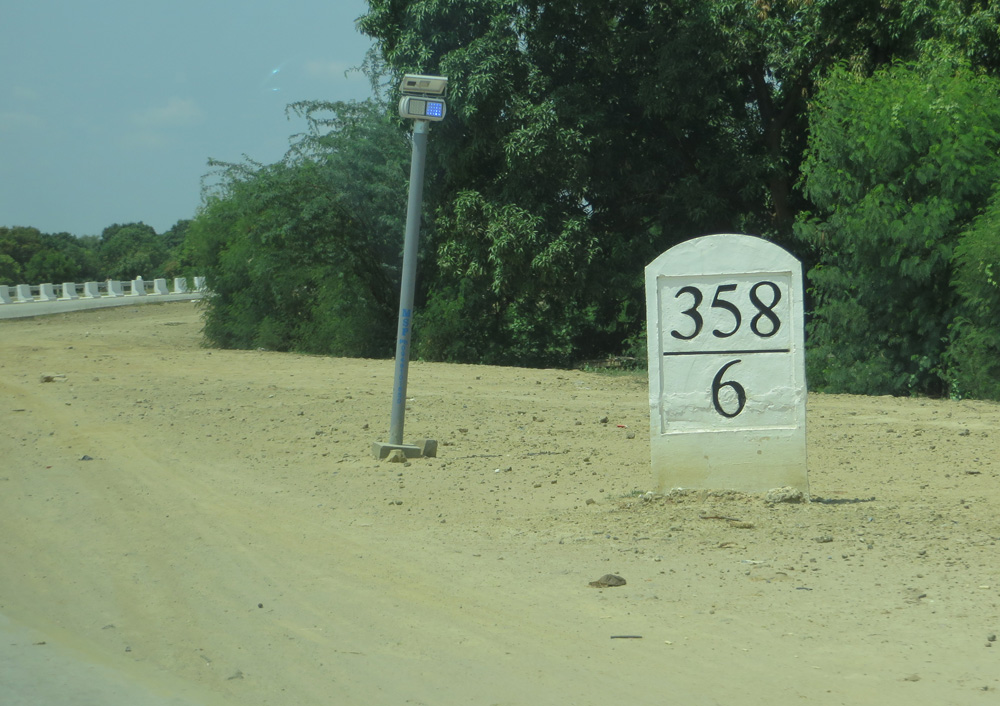
Meilenstein bei Ye Lun Kyaw (Myanmar)
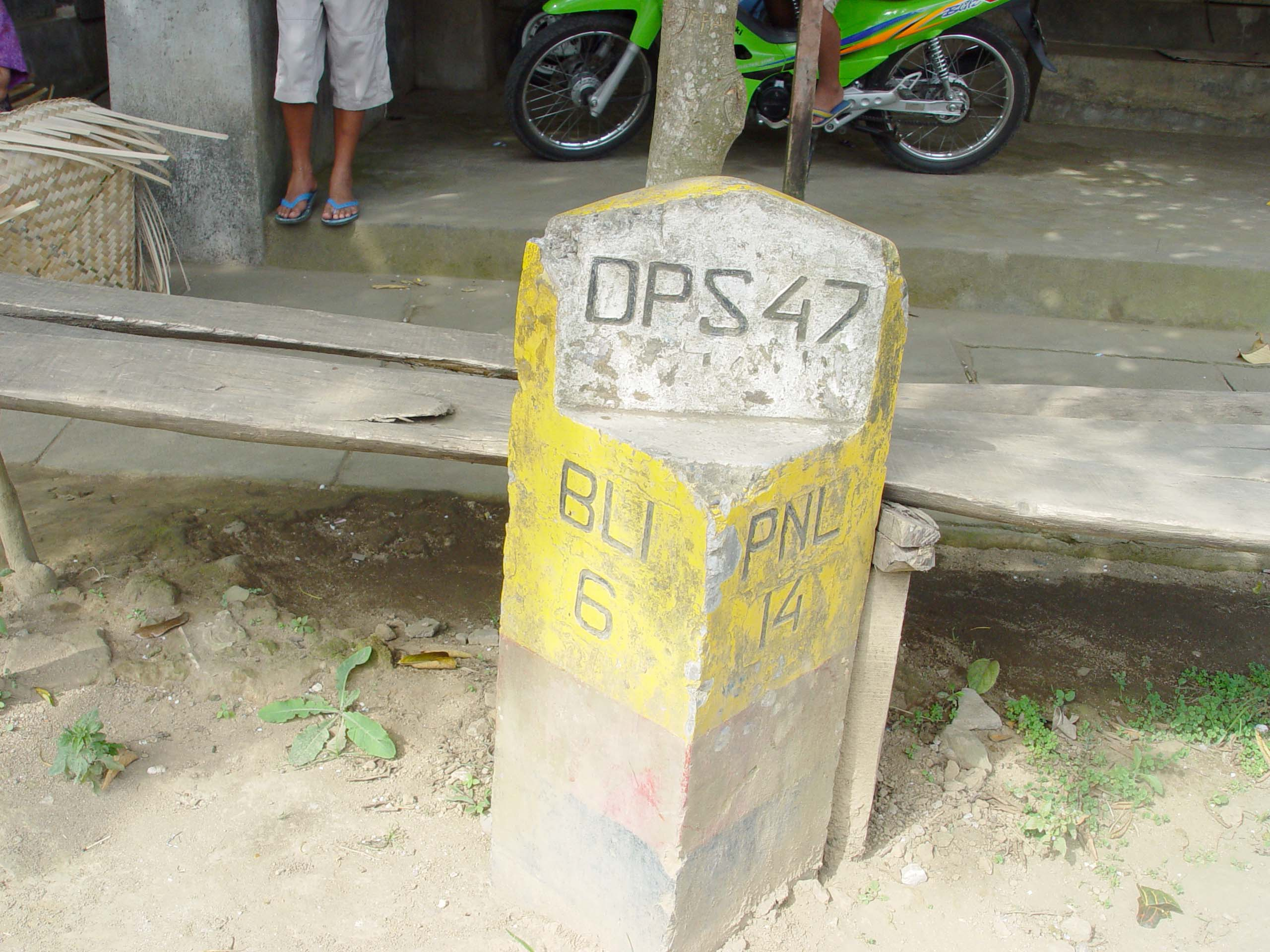
Kilometerstein auf Bali (Indonesien)

### Afrika
In Nordafrika haben sich vereinzelt römische Meilensteine erhalten, etwa in Algerien oder Libyen. Von den bekannten zirka 7.500 Meilensteinen befanden sich allein hier um die 1.600 Steine. Durch die verschiedenen kolonialen Einflüsse gibt es auch auf dem afrikanischen Kontinent systematische Reihen von Distanzsteinen, etwa Meilensteine in Südafrika, Kilometersteine in Madagaskar oder auch Kilometersteine der relativ späten italienischen Periode in Eritrea.
Die Straßen in Tunesien sind mit Kilometersteinen versehen, deren Oberteil verschiedenfarbig gestaltet ist. An den Seiten stehen weitere Informationen, etwa die Straßennummer. Auch in West-Sahara gibt es ähnliche Kilometersteine, hier sind die Oberteile rot.

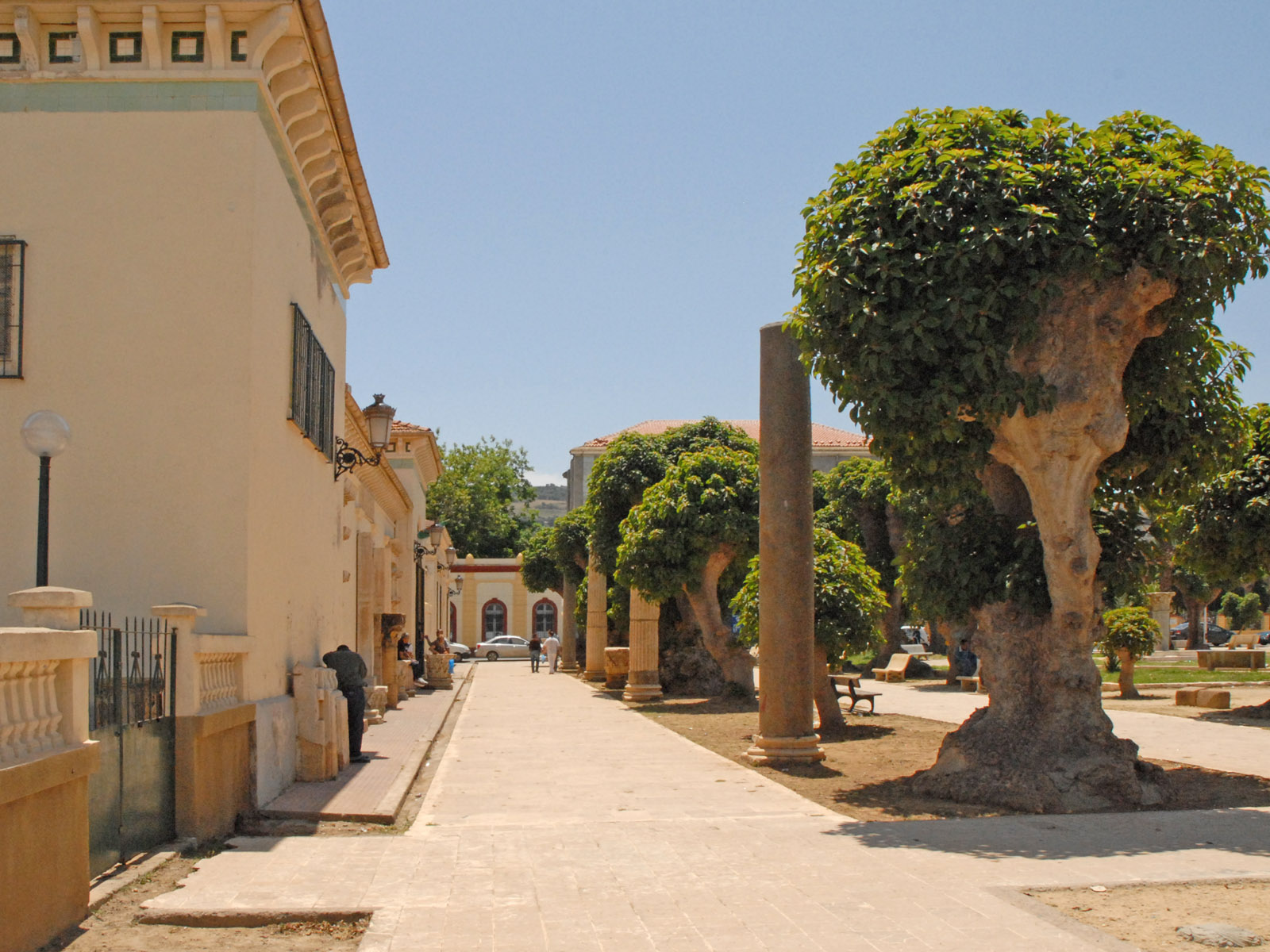
Römischer Meilenstein in Cherchell (Algerien)
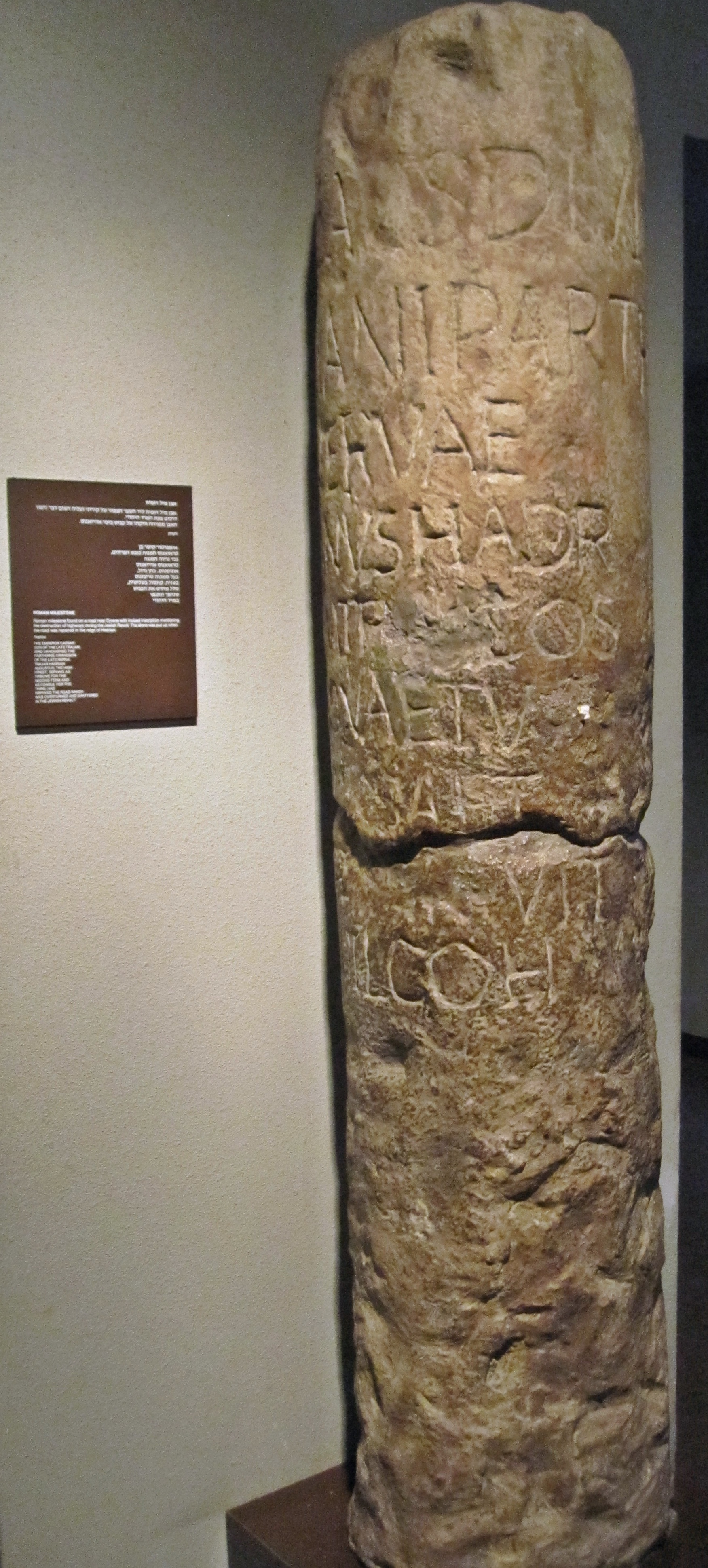
Kopie eines römischen Meilensteins aus Shahhat (Libyen) in Tel-Aviv
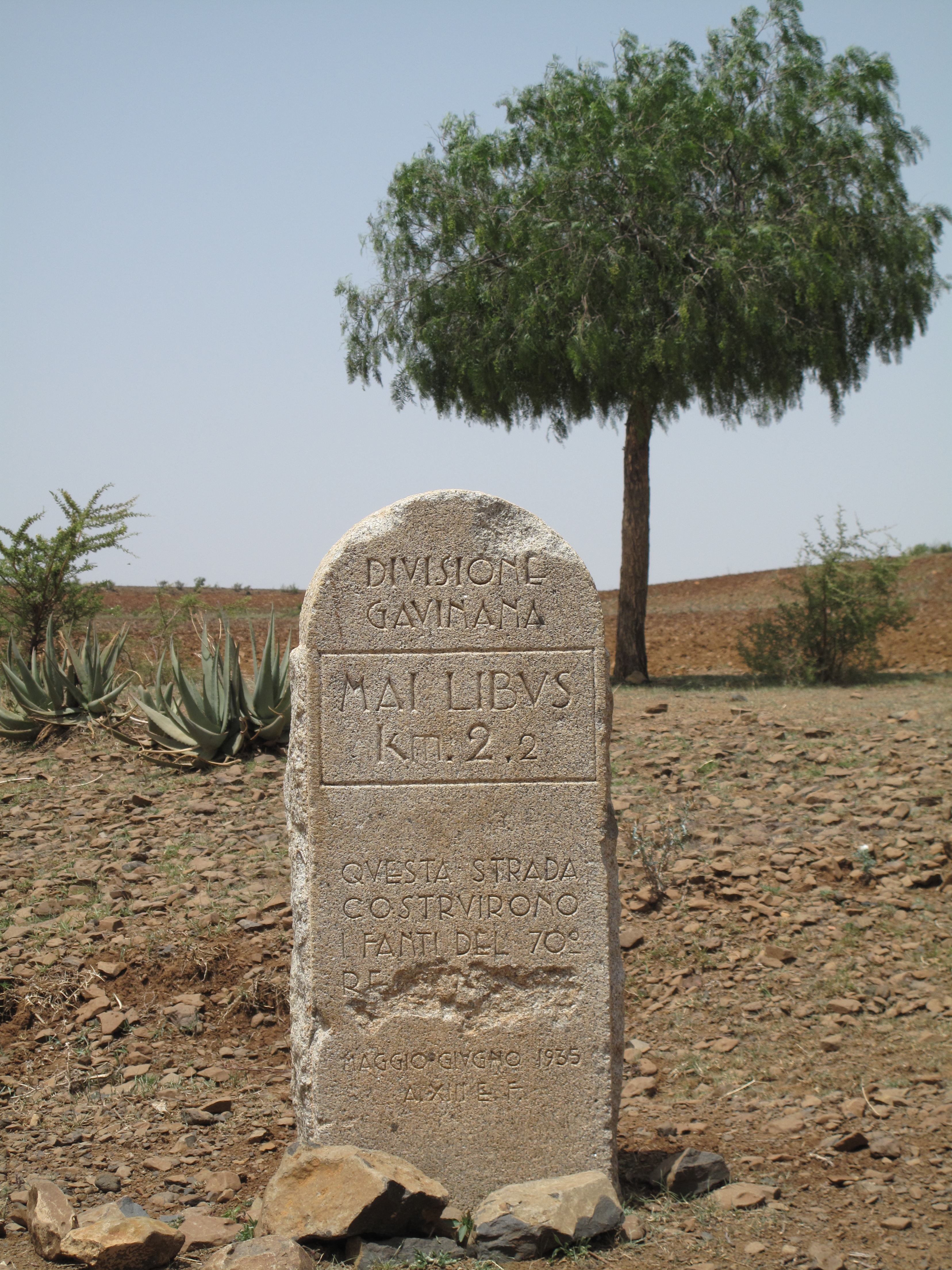
Italienischer Kilometerstein zwischen Asmara und Mendefera (Eritrea)
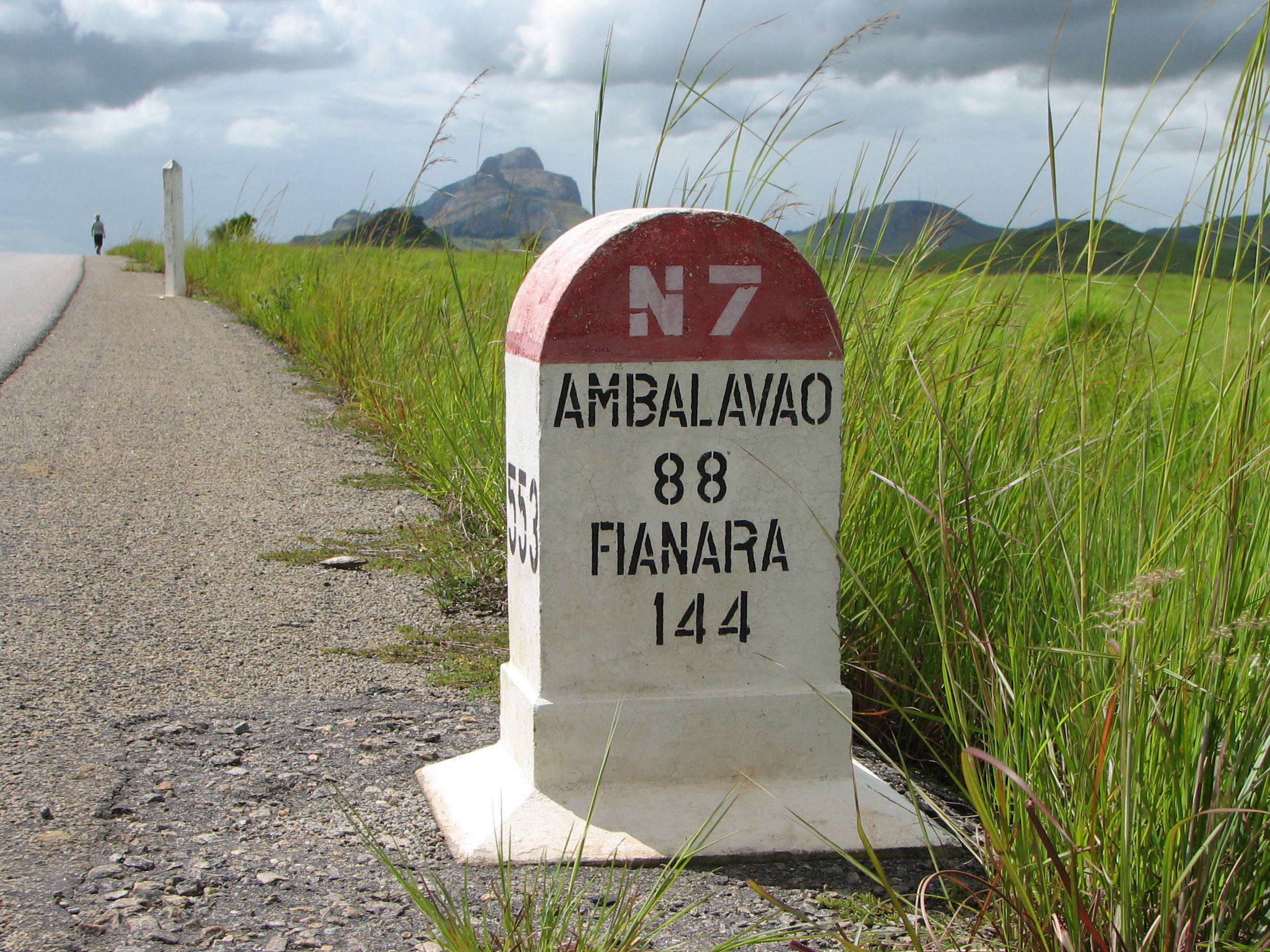
An der N 7 nördlich von Zazafotsy (Madagaskar)
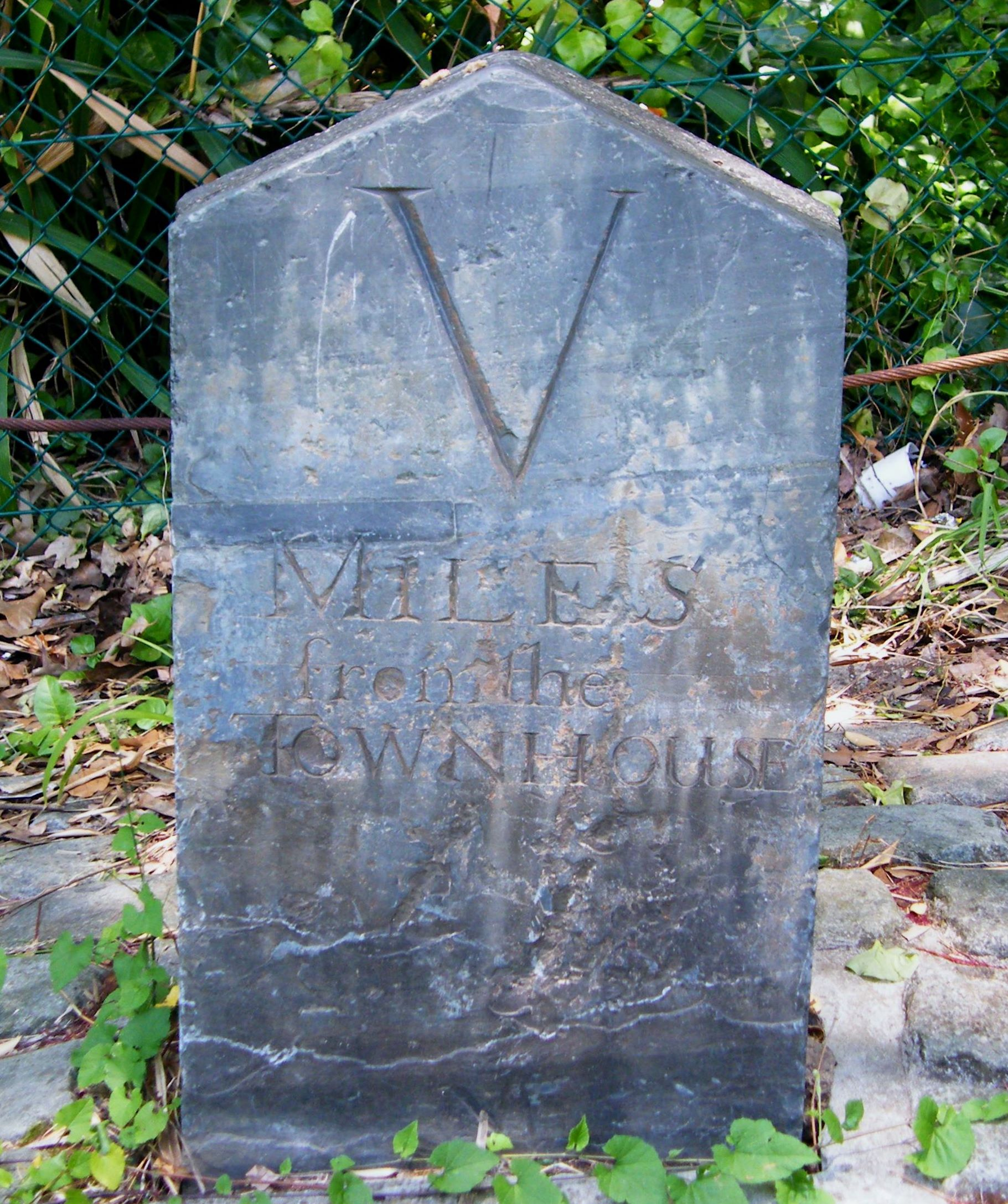
Meilenstein bei Kapstadt (Südafrika)
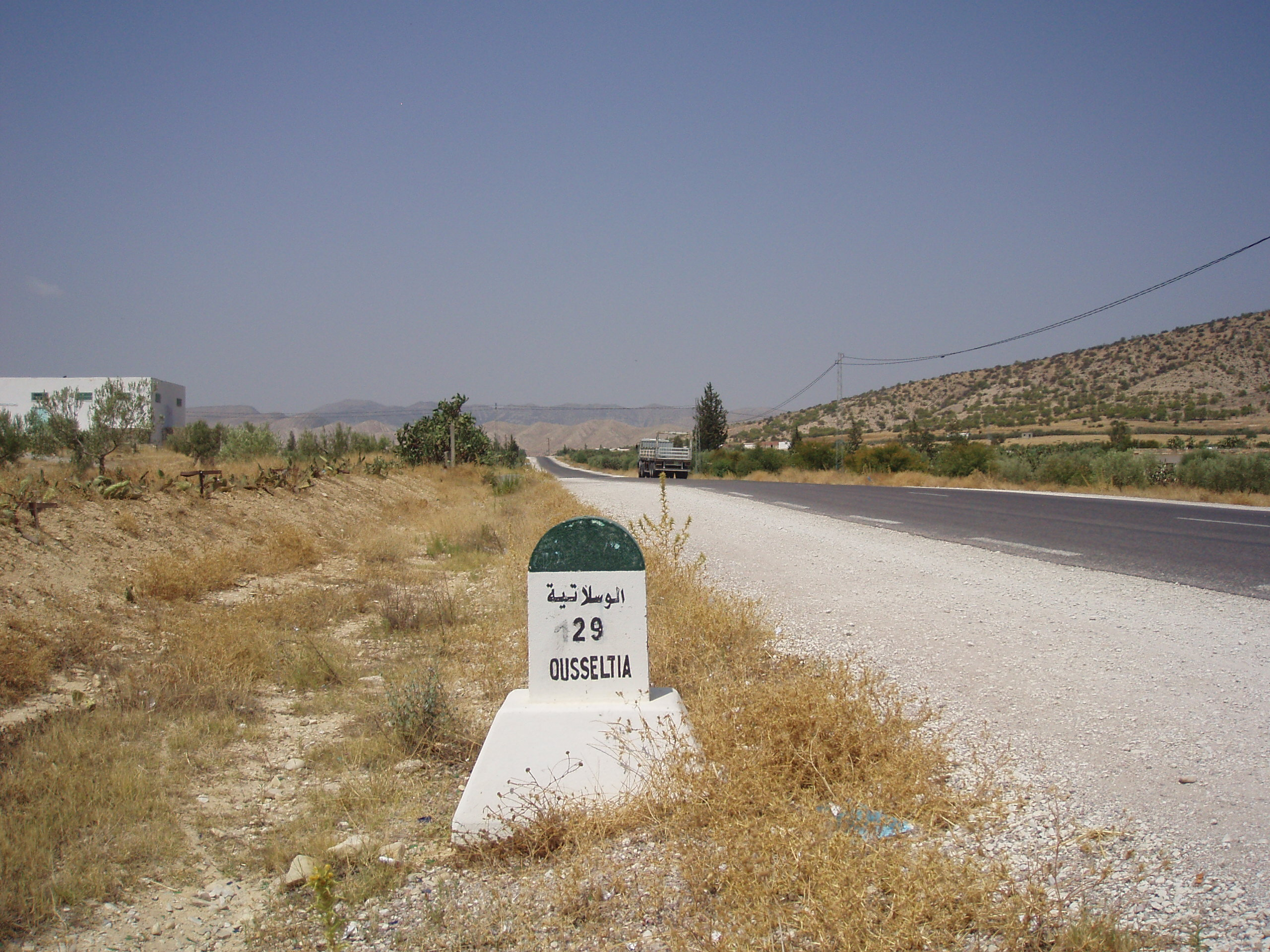
29 km bis Ousseltia (Tunesien)
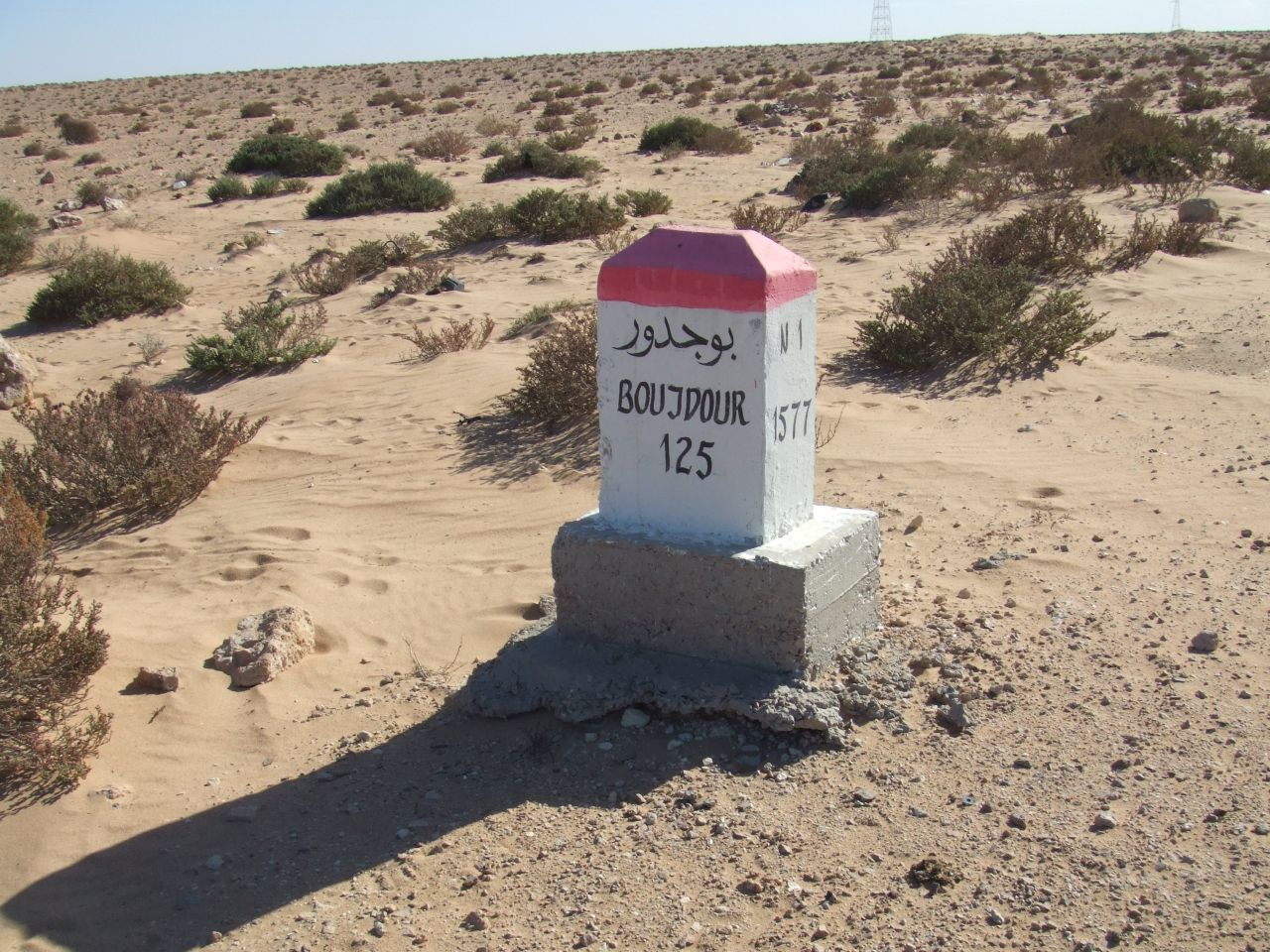
125 km bis Boujdour (West-Sahara)

### Nordamerika
In Kanada sind die Nullpunkte der Straße als mile zero markiert. Dabei handelt es sich aber nicht immer um klassische Steinsetzungen, sondern sie wurden individuell gestaltet. Zero milestones gibt es auch in den USA, etwa in Memphis (Tennessee), Richmond (Virginia) oder Charleston (West Virginia). Hier lassen sich auch entlang der Straßen zahlreiche Meilensteine nachweisen, sogenannte mile posts. Dass diese von Anfang an nicht einheitlich gestaltet waren, erklärt sich aus der Geschichte der USA. Neben den Straßen haben auch die Eisenbahnstrecken Distanzsteine erhalten. Da hier nie auf Kilometer umgestellt wurden, finden sich hier auch keine Kilometersteine.
Mehrere Jahrhunderte alt sind die Meilensteine in Rhode Island, die zudem allesamt mit Jahreszahlen versehen sind. Als einer der ältesten gilt der 1761 Milestone in Woonsocket (Rhode Island), ein bei Bauarbeiten wiederentdeckter scheinbar unförmiger Stein, auf dem „.. Miles to Boston 1761“ geschrieben steht. Da er an einer Straßenkreuzung steht und einen Abzweig der Great Road benennt, könnte man ihn für einen Wegweiserstein halten, doch fanden sich solche Steine im Meilenabstand auch entlang der Hauptstrecke. Das Jahr scheint also den Bau des Straßenabschnitts zu benennen, denn sowohl auf dem Stein „14 Miles to Providence“ als auch auf dem Stein „12 Miles to Providence“ fand sich an der Great Road die Jahreszahl 1774. Auch in Massachusetts selbst haben sich Meilensteine des 18. Jahrhunderts erhalten. Einige der ältesten an der Boston Post Road tragen die Jahreszahl 1729. Sie werden nach dem Ende ihrer Setzungszeit als 1767 Milestones bezeichnet. Einige der Steine an der Great Road werden auch unter dem Namen Doctor Oliver Prescott Milestones zusammengefasst.
Andere Meilensteine haben dadurch Bedeutung erlangt, dass ihnen nachgesagt wird, sie seien von Benjamin Franklin persönlich gesetzt worden, etwa der Coram Milestone. Ähnlich wie in Australien findet sich in der Nähe von Germantown (Pennsylvania) ein Meilenstein mit der simplen Inschrift „13 to P“, was die Entfernung nach Philadelphia symbolisiert. Steine dieser Art, teils auch zusätzlich noch mit einem M für Meile beschriftet, finden sich auch an anderen Stellen Pennsylvanias (etwa „29 M to P“ in Downingtown).

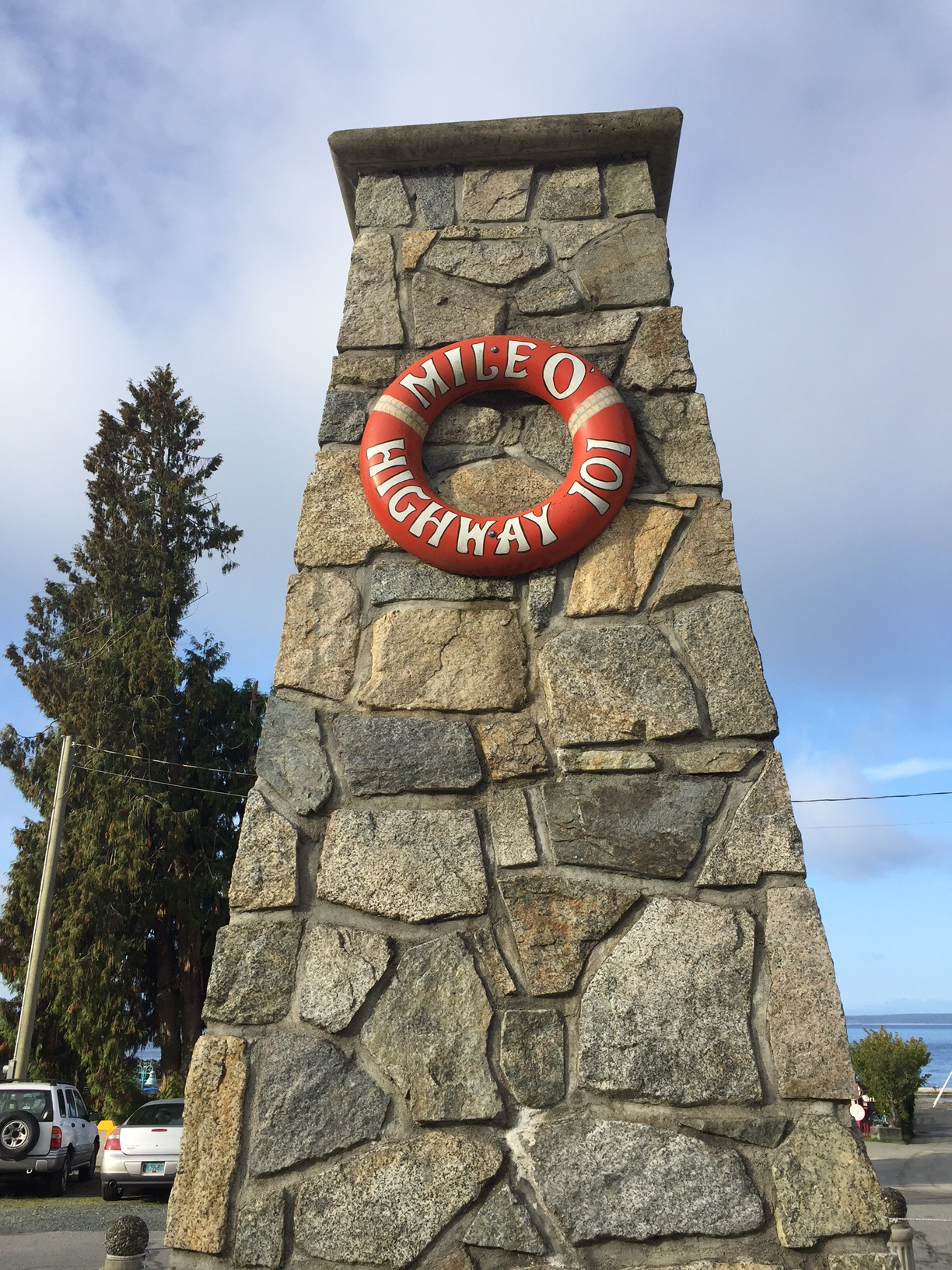
Nullpunkt Highway 101 in Lund (British Columbia, Kanada)
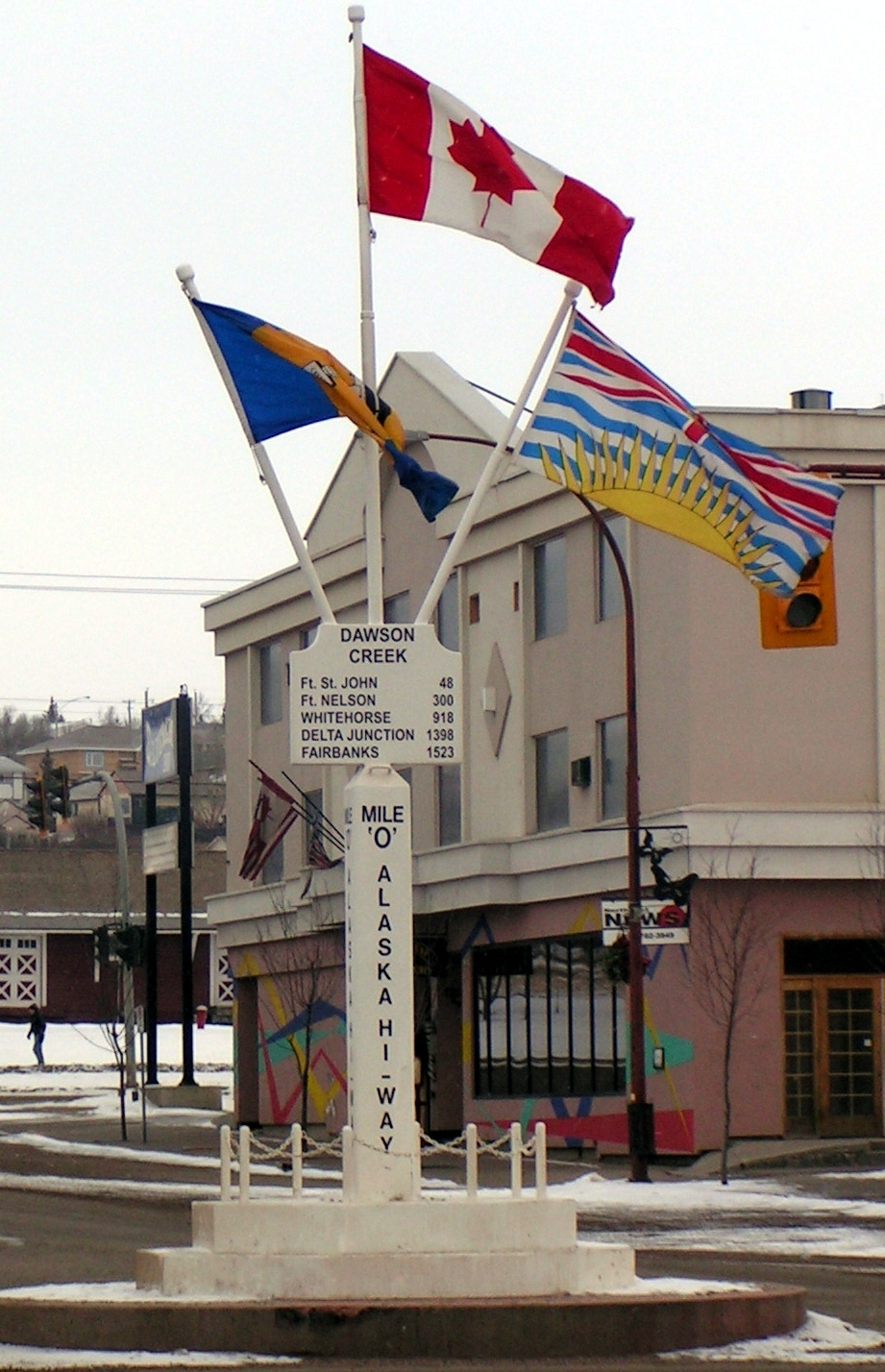
Nullpunkt Alaska Highway in Dawson Creek (British Columbia, Kanada)
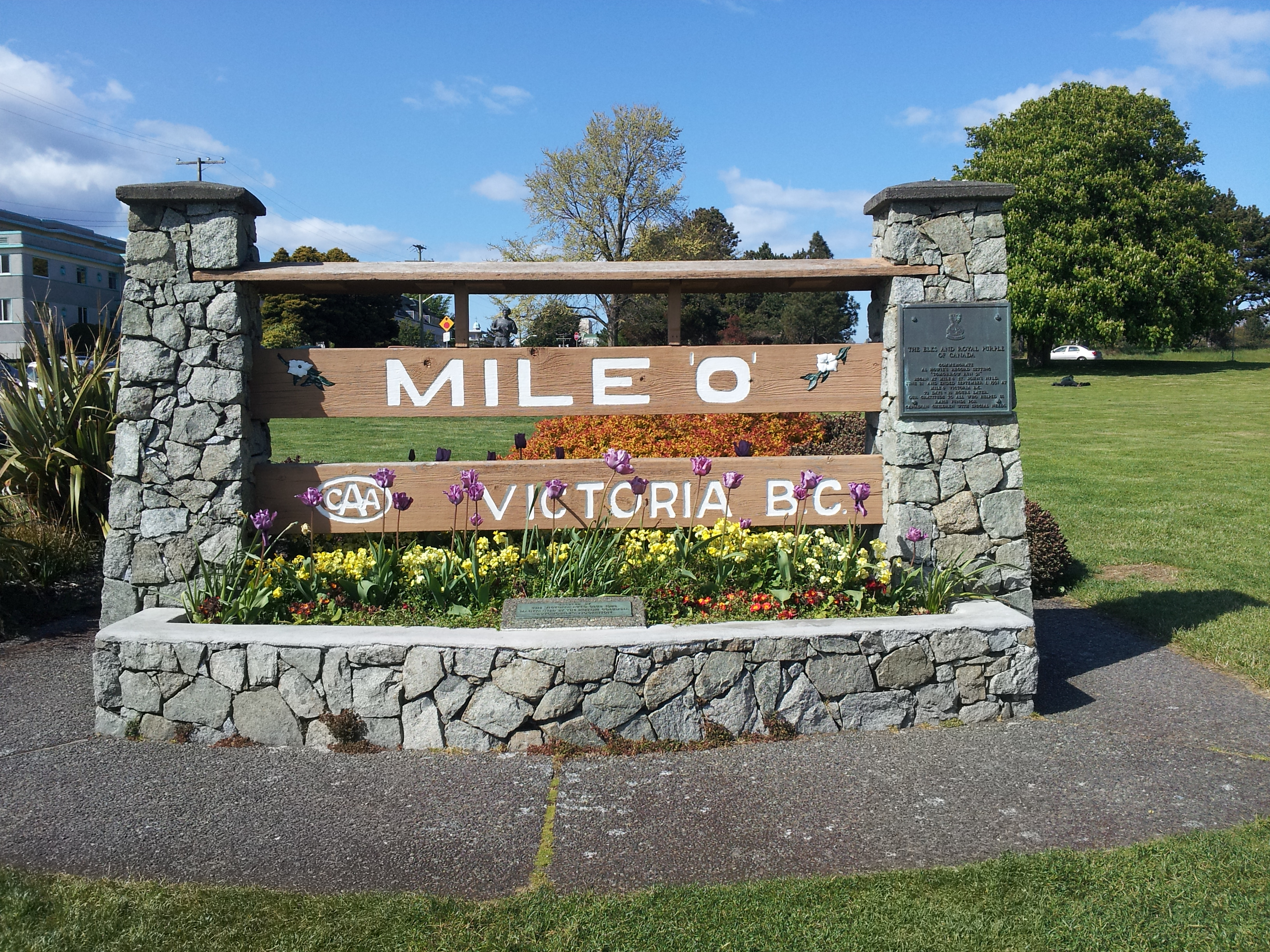
Nullpunkt Trans-Canada Highway in Victoria (British Columbia, Kanada)
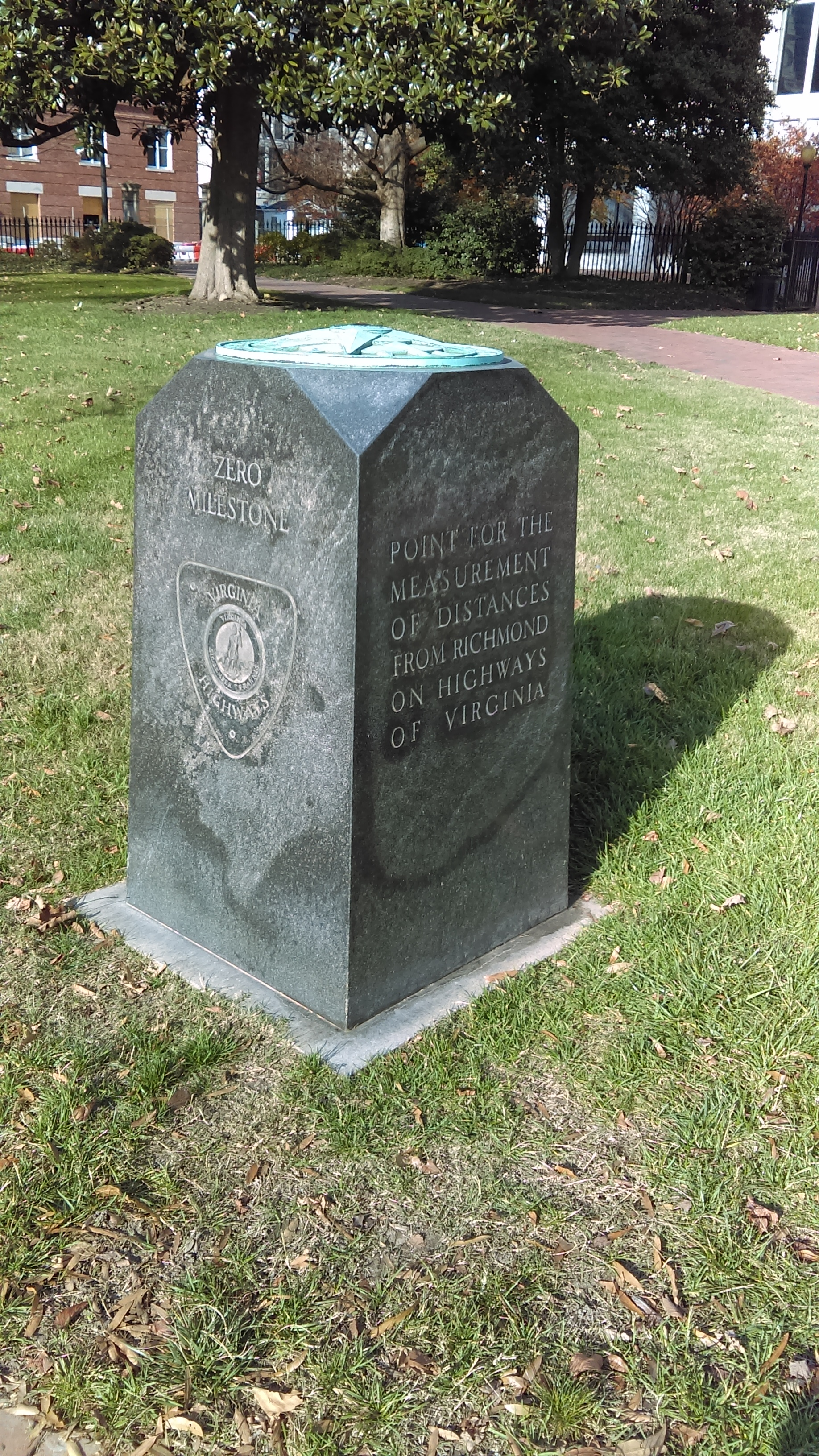
Nullpunkt in Richmond (Virginia, USA)
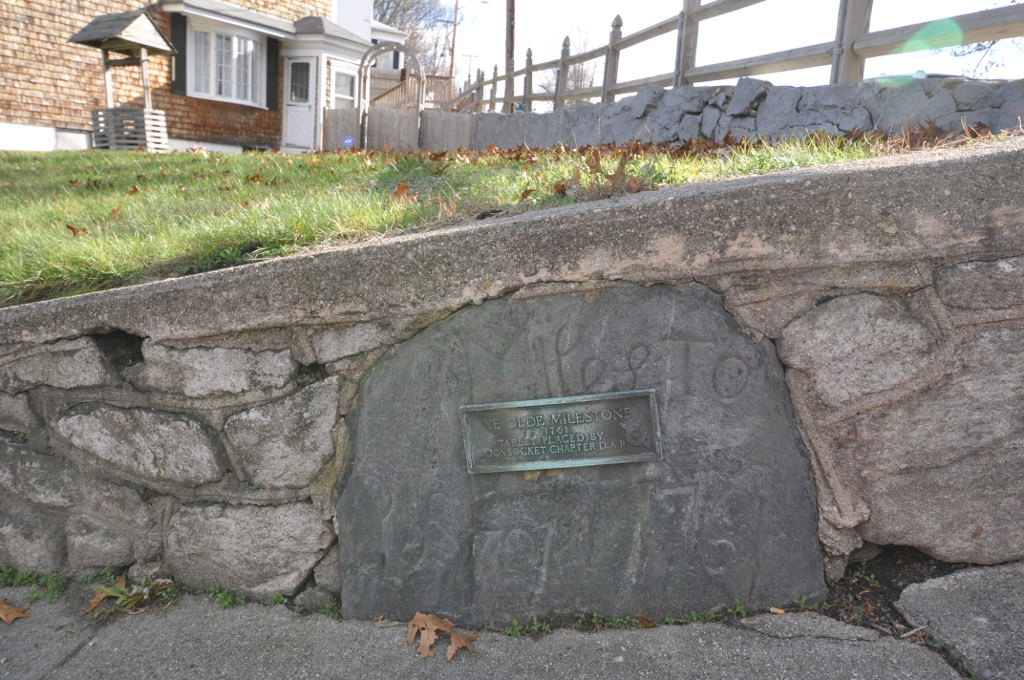
Woonsocket: 1761 Milestone (Rhode Island, USA)
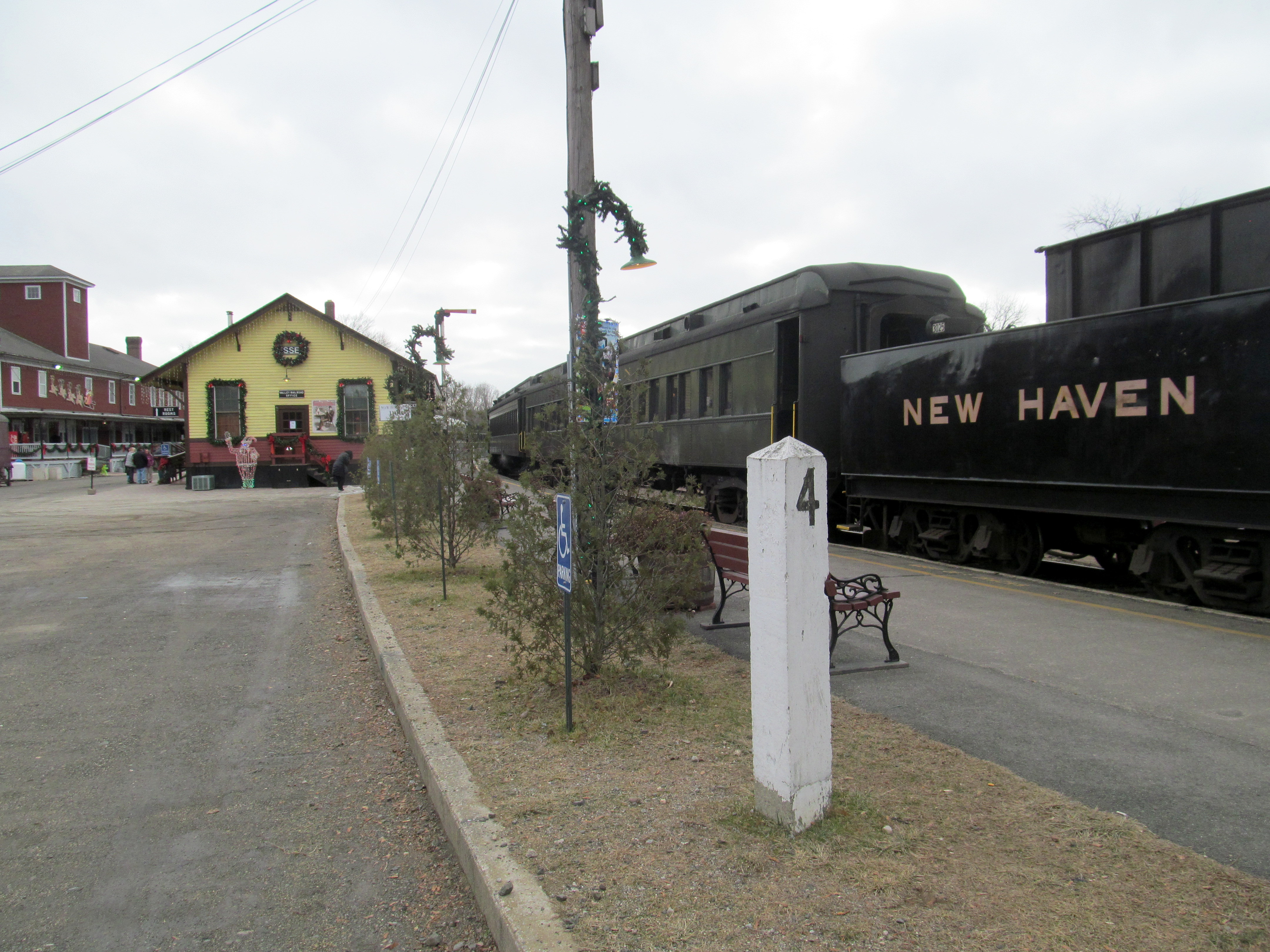
Eisenbahn-Meilenstein in Essex (Connecticut, USA)
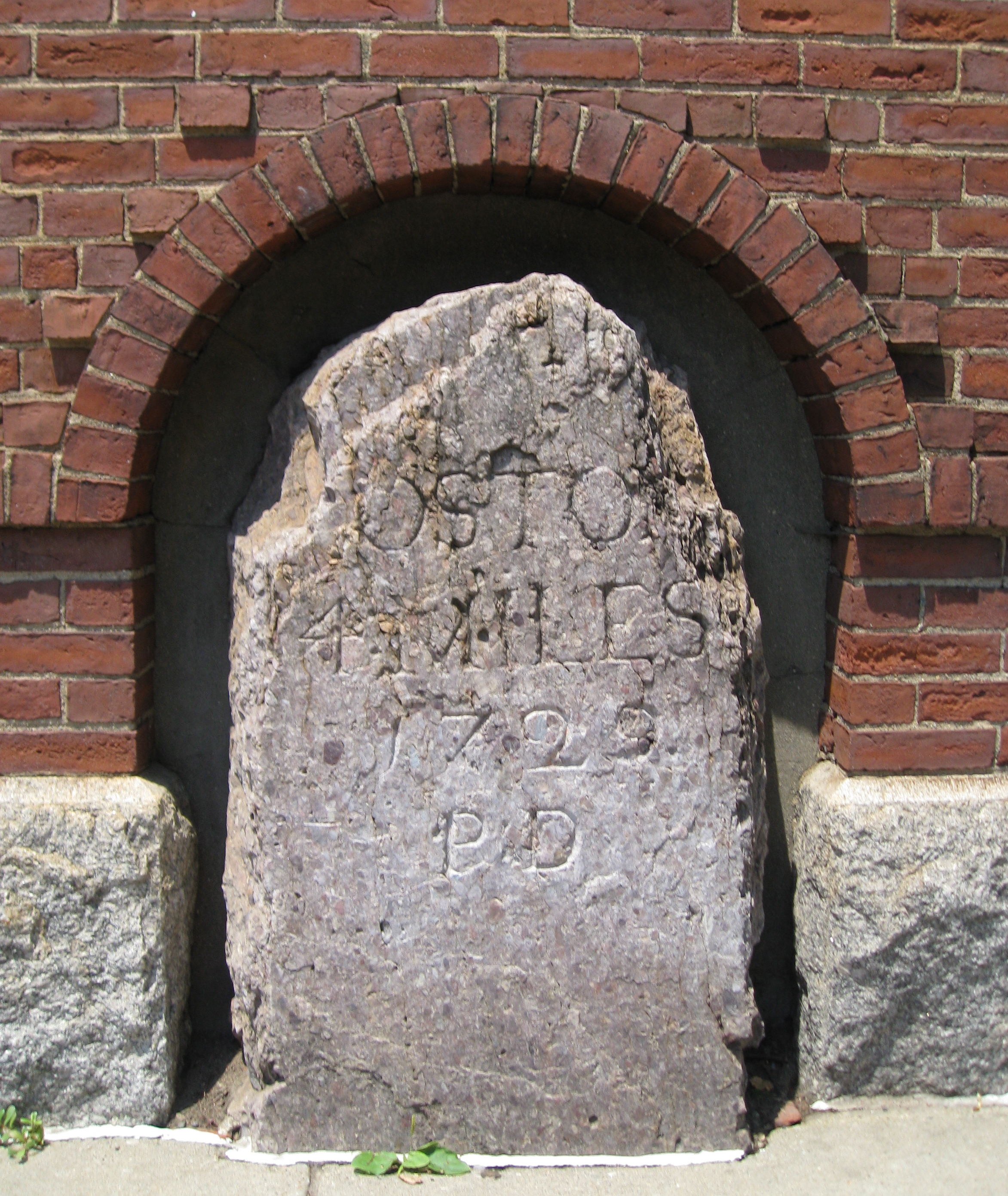
Meilenstein von 1729 in Boston (Massachusetts, USA)
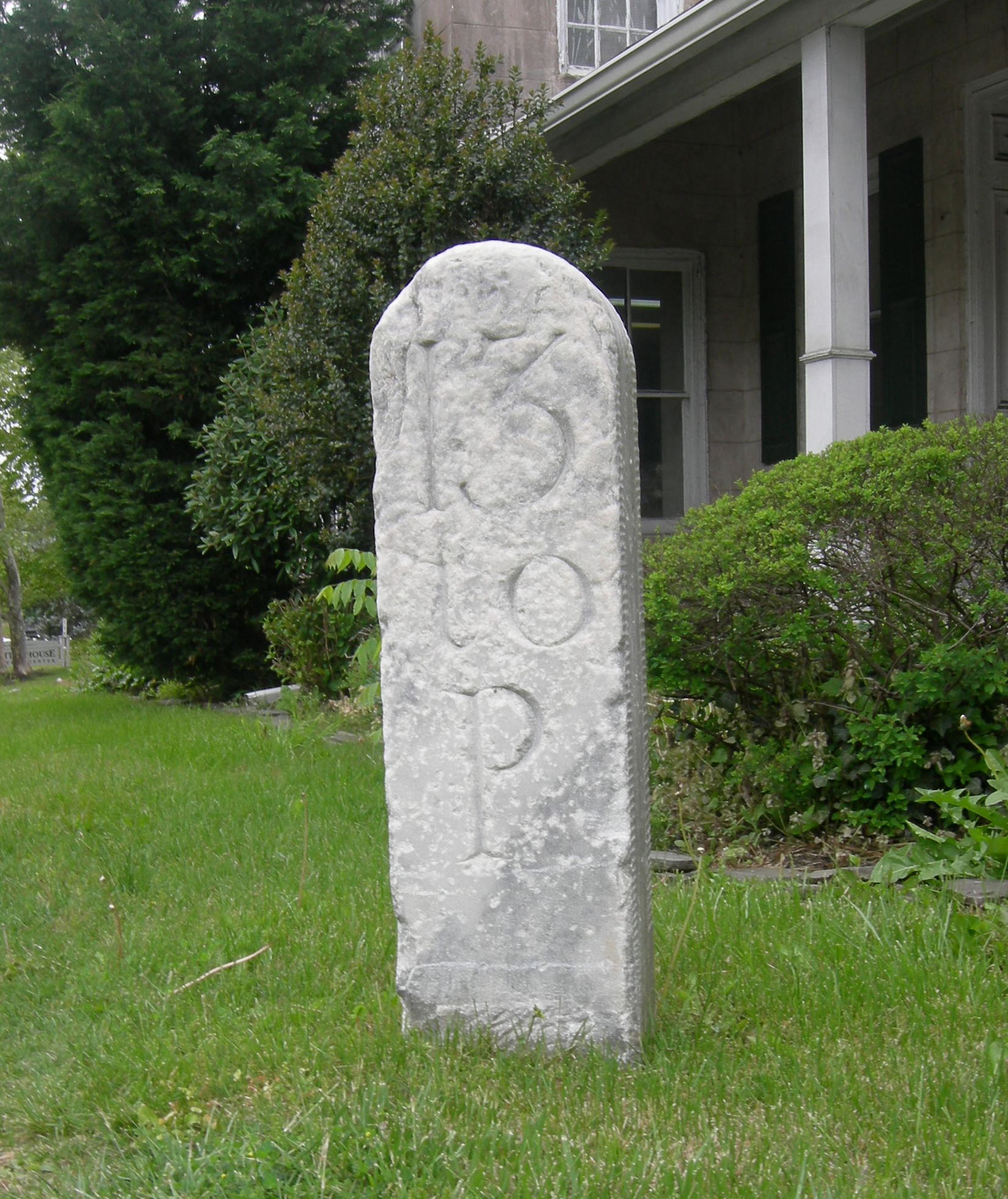
Meilenstein bei Germantown (Pennsylvania, USA)

### Australien
In Australien markieren Meilensteine die Meilen bis zu einem bestimmten Ort und werden daher neben milestone auch mile marker und distance marker genannt. Ein zweiter auffälliger Unterschied zu den Meilensteinen in Europa ist der, dass dieses Ziel mit einem Buchstaben abgekürzt wird. So steht auf den Meilensteinen in Cootamundra (New South Wales) z. B. „Y 30“, womit die Distanz nach Young (ebenfalls New South Wales) angegeben wird oder „J 33“, womit Junee gemeint ist. Auch auf Steinen mit mehreren Zielen wird dieses System beibehalten. In Sydney hat sich der Nullpunkt-Meilenstein von 1818 erhalten, auf dem die Entfernungen zu anderen Orten vermerkt sind. In Adelaide steht ein touristischer Kilometerstein in Himeji Gardens, einem Geschenk der Partnerstadt Himeji (Japan). Er gibt die Entfernung nach Himeji an.

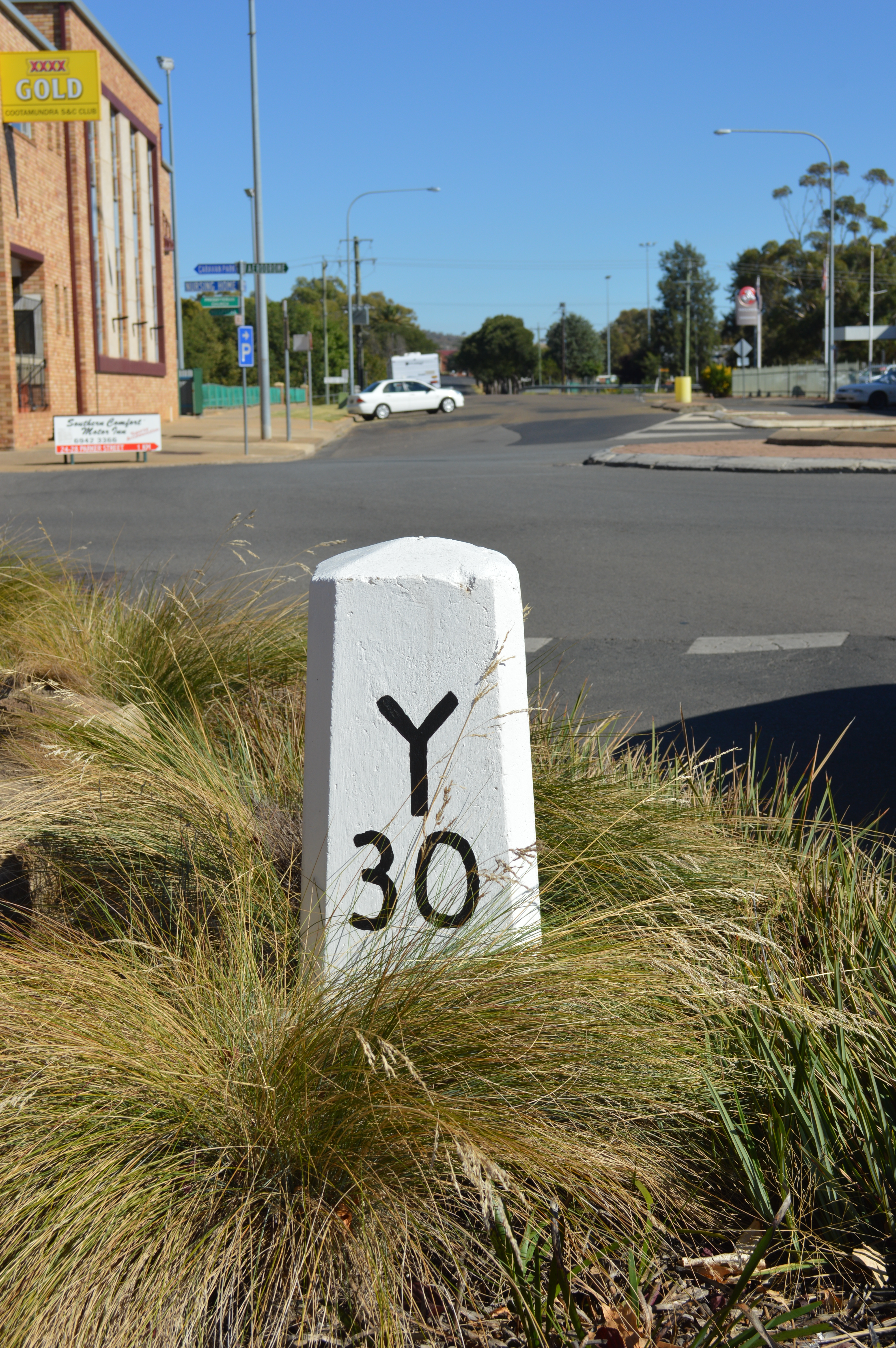
Cootamundra (New South Wales)
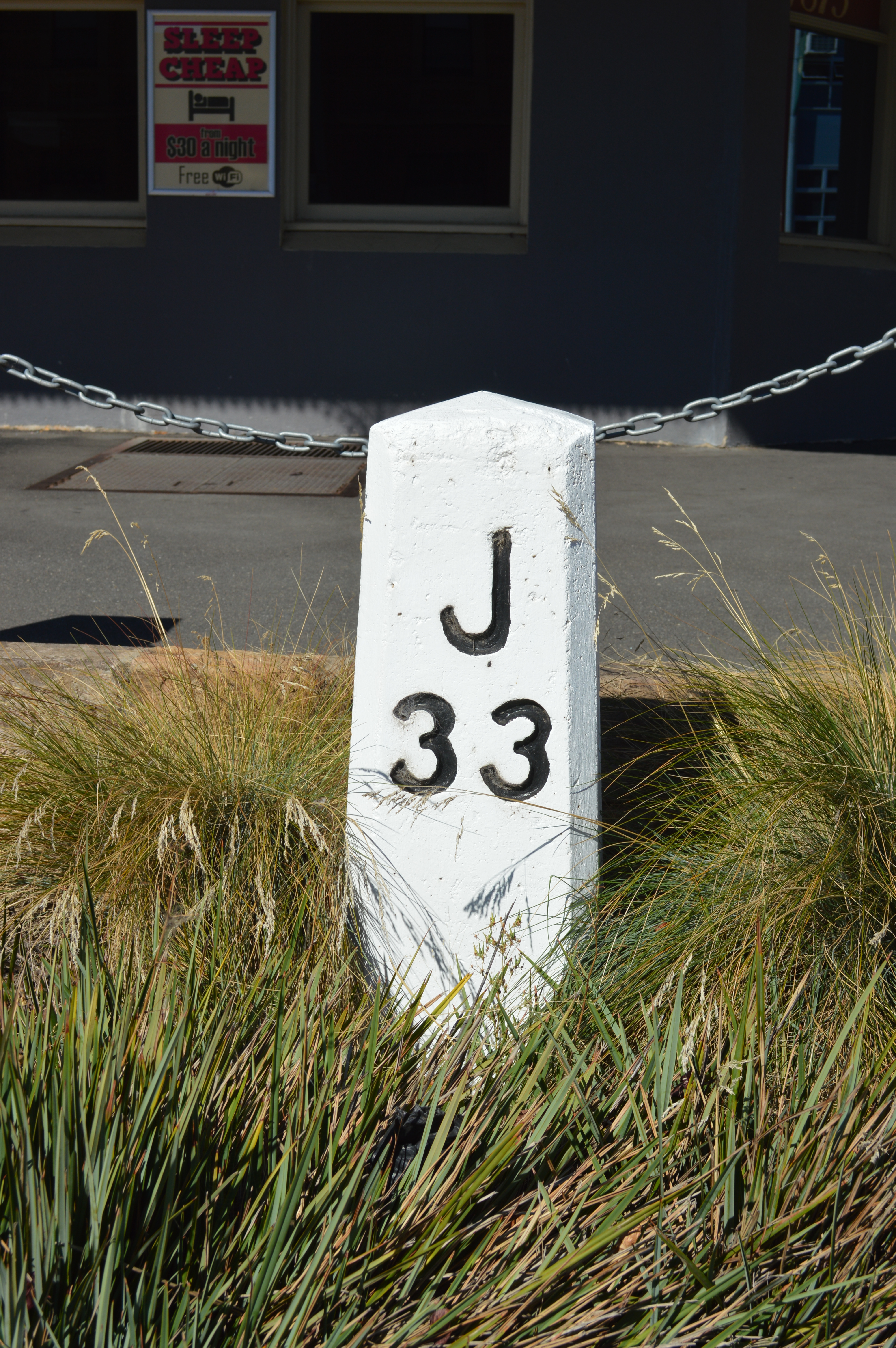
Cootamundra (New South Wales)
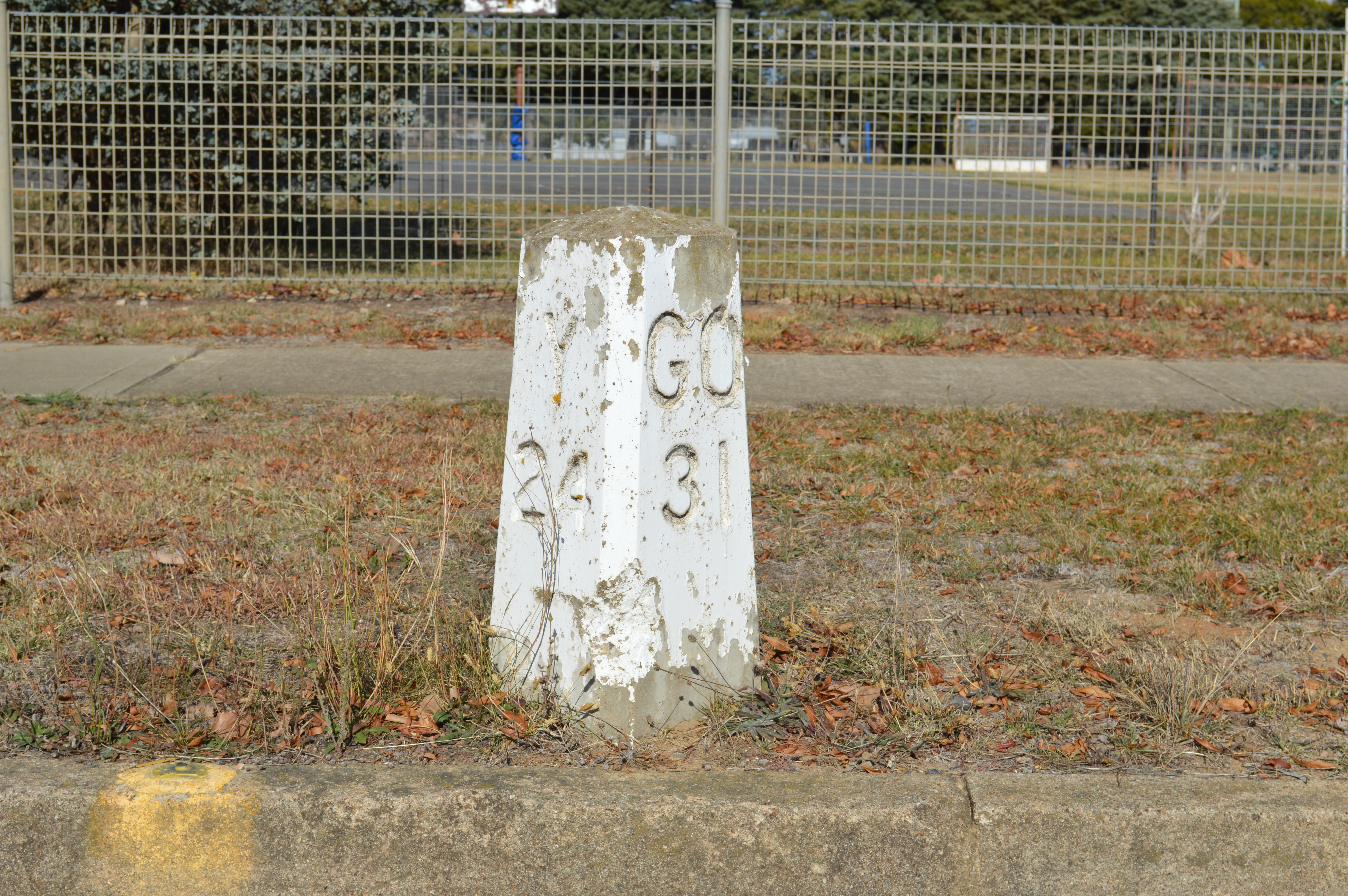
Gunning (Entfernungen nach Yass und Goulburn) (New South Wales)
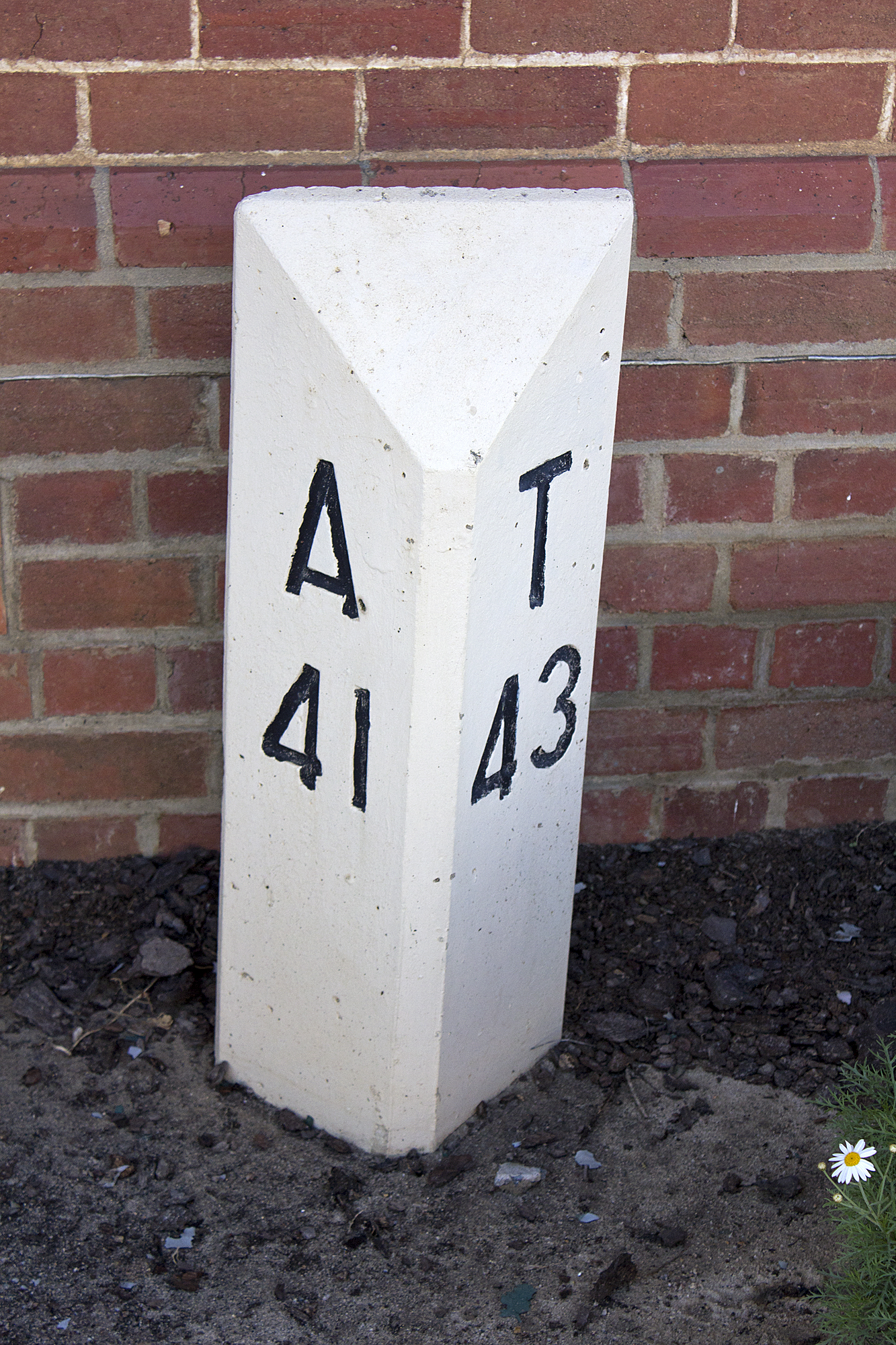
Am Postamt in Holbrook (New South Wales)
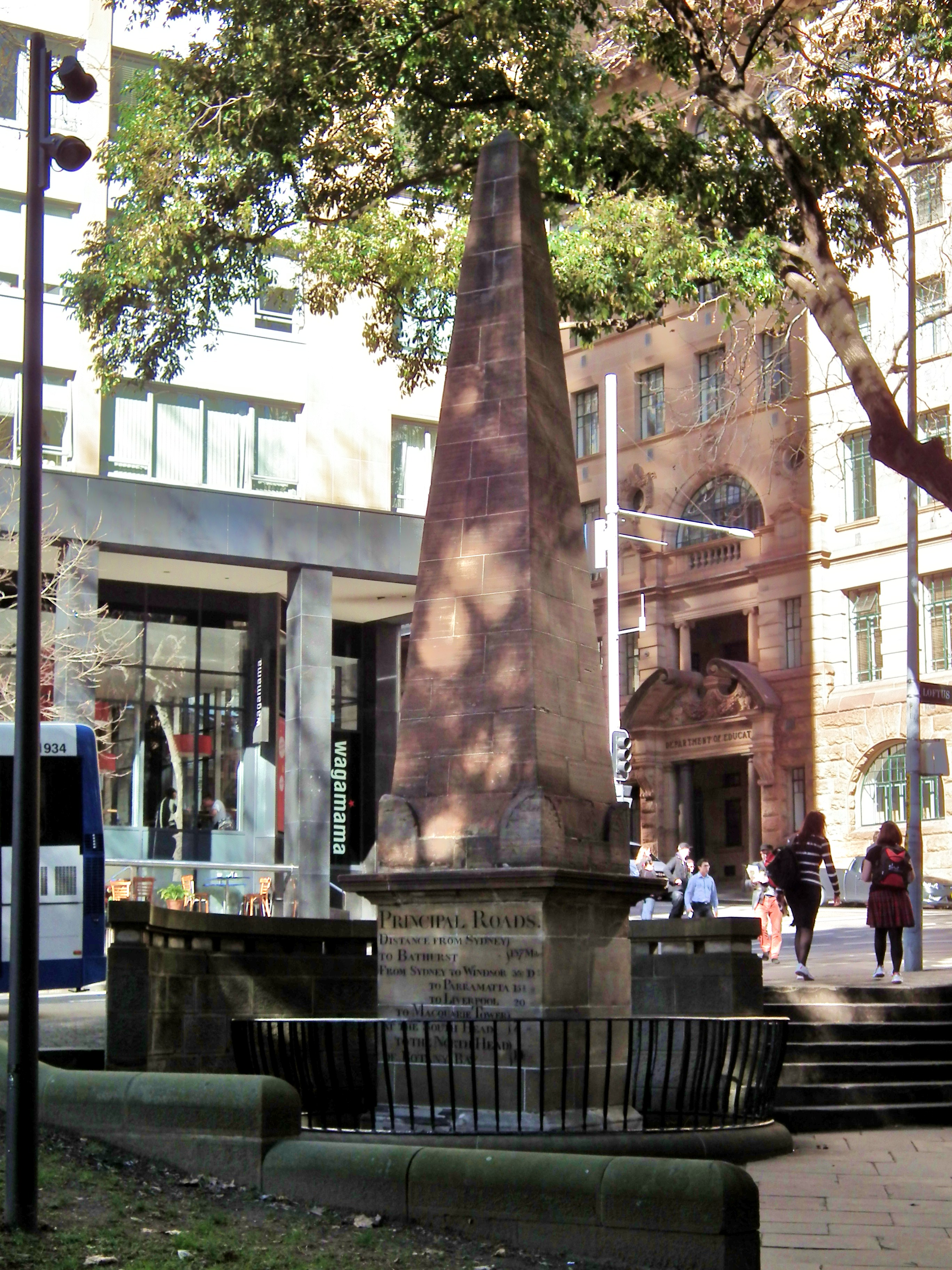
Nullpunkt Sydney (New South Wales)